# Lyon
Cet article concerne la ville française. Pour les autres significations, voir Lyon (homonymie).
Lyon (prononcé /ljɔ̃/ ou /liɔ̃/ ) est une commune française située dans le quart sud-est de la France, au confluent du Rhône et de la Saône. Siège du conseil de la métropole de Lyon, à laquelle son statut particulier confère à la fois les attributions d'une métropole et d'un département, elle est aussi le chef-lieu de l'arrondissement de Lyon, celui de la circonscription départementale du Rhône et celui de la région Auvergne-Rhône-Alpes. Ses habitants sont appelés les Lyonnais.
La commune a une situation de carrefour géographique du pays, au nord du couloir rhodanien qui court de Lyon à Marseille. Située entre le Massif central à l'ouest et le massif alpin à l'est, la ville de Lyon occupe une position stratégique dans la circulation nord-sud en Europe. Ancienne capitale des Gaules du temps de l'Empire romain, elle est le siège d'un archevêché dont le titulaire porte le titre de primat des Gaules. Lyon devint une ville très commerçante et une place financière de premier ordre à la Renaissance. Sa prospérité économique est portée aussi à cette époque par la soierie et l'imprimerie puis par l'apparition des industries notamment textiles, chimiques et, plus récemment, par l'industrie de l'image.
Lyon est historiquement une ville industrielle. En aval du Rhône, le long du fleuve, le sud de l'agglomération, accueille de nombreuses activités pétrochimiques, dans ce que l'on nomme la vallée de la chimie. Après le départ et la fermeture des industries textiles, elle s'est progressivement recentrée sur les secteurs d'activité de techniques de pointe, telles que la pharmacie et les biotechnologies. Lyon est la seconde ville étudiante de France, avec quatre universités et plusieurs grandes écoles. Enfin, la ville a conservé un patrimoine architectural important allant de l'époque romaine au XXe siècle en passant par la Renaissance et, à ce titre, les quartiers du Vieux Lyon, de la colline de Fourvière, de la Presqu'île et des pentes de la Croix-Rousse sont inscrits sur la liste du patrimoine mondial de l'UNESCO.
Au 1er janvier 2024, Lyon constitue, par sa population, la troisième commune de France avec 520 774 habitants, la ville-centre de la deuxième unité urbaine avec 1 715 750 habitants et de la deuxième aire d'attraction de France avec 2 327 561 habitants. Elle est la préfecture du département du Rhône, de la région Auvergne-Rhône-Alpes, de la zone de défense et de sécurité Sud-Est et le siège de la métropole de Lyon, qui rassemble 58 communes et 1 433 613 habitants en 2022. La ville exerce une attractivité d'importance nationale et européenne. Son importance dans les domaines culturels, bancaires, financiers, commerciaux, technologiques, pharmaceutiques, ou encore les arts et les divertissements font de celle-ci une ville mondiale de rang « Beta- » selon le classement GaWC en 2020, comparable à Osaka, Saint-Pétersbourg ou Stuttgart. La ville abrite également le siège du Centre international de recherche sur le cancer depuis 1965 et celui d'Interpol depuis 1989.

## Géographie

### Situation géographique
Lyon est située en Europe continentale, dans le quart sud-est de la France, au confluent de la Saône et du Rhône. La ville est entourée de plusieurs massifs montagneux, le Massif central à l'ouest et les Alpes à l'est, et se situe dans la plaine lyonnaise. Lyon et sa région se situent à un carrefour de l'Europe de l’Ouest, reliant la mer du Nord à la mer Méditerranée, et l'Europe de l’Est à l'océan Atlantique ; la ville est située à vol d'oiseau à 26 kilomètres de Vienne au sud et par la route à 54 km de Saint-Étienne, 106 km de Grenoble, 151 km de Genève, 306 km de Turin, 313 km de Marseille, 441 km de Milan, 463 km de Paris, 333 km de Bâle, 495 km de Strasbourg, 537 km de Toulouse, 637 km de Barcelone, 684 km de Nantes, 698 km de Francfort-sur-le-Main, 737 km de Munich et 972 km de Brest.
La région Auvergne-Rhône-Alpes, dont Lyon est le chef-lieu administratif, couvre un territoire de 69 711 km2. L'ancienne région Rhône-Alpes, dont la ville était préfecture, intégrait la Région urbaine de Lyon (RUL) dissoute en 2015, qui correspondait aux territoires organisés autour de la métropole (zone d'influence de 50 à 100 km de rayonnement) et comptait 2,9 millions d'habitants (estimation 2004). Lyon est devenu naturellement le siège de la métropole de Lyon, une collectivité à statut particulier exerçant les compétences d'un département et d'une intercommunalité.

### Communes limitrophes
| Saint-Didier-au-Mont-d'Or Champagne-au-Mont-d'Or Écully | Saint-Cyr-au-Mont-d'Or Collonges-au-Mont-d'Or | Caluire-et-Cuire  |
| Tassin-la-Demi-Lune Francheville Sainte-Foy-lès-Lyon    | Lyon                                          | Villeurbanne Bron |
| La Mulatière Oullins-Pierre-Bénite                      | Saint-Fons Oullins-Pierre-Bénite              | Vénissieux        |

### Topographie
Située dans sa partie basse à une altitude de 162 mètres, au confluent du Rhône et de la Saône, Lyon est dominée par trois collines : 
- La colline de Fourvière, d'une altitude de 294 mètres sur le parvis de la basilique et 318 mètres au sommet de celle-ci. Surnommée par Jules Michelet la « montagne mystique »[12] — qui deviendra à force de déformations la « colline qui prie » —, elle abrite le siège de l'évêché, plusieurs couvents et accueille à son sommet la basilique Notre-Dame de Fourvière. La colline se situe dans l'ouest de la ville et se prolonge au sud et vers l'ouest avec les quartiers de Saint-Just, du Point-du-Jour et de Ménival. Depuis cette partie de la ville, le mont Blanc est parfaitement visible par jour de beau temps.
- La colline de La Croix-Rousse, d'une altitude de 250 mètres sur le plateau, est la « colline qui travaille »[12], car elle était le lieu où résidaient et travaillaient les canuts, ouvriers qui ont fait la renommée soyeuse de la ville. La colline occupe le nord de la Presqu'île et se prolonge au nord par le plateau de Caluire-et-Cuire et de Rillieux-la-Pape jusqu'aux contreforts de la Dombes. Ces deux collines sont séparées par un défilé rocheux de la Saône : le défilé de Pierre Scize ;
- La colline de la Duchère se situe sur les contreforts des Monts-d'Or au nord-ouest de la ville. Elle est témoin d'une urbanisation dense à la fin des années 1960 et bénéficie aujourd'hui d'un programme de grand projet de ville.

Entre la colline de Fourvière et la Saône s'épanouit un quartier long et étroit, le Vieux Lyon, qui forme la partie médiévale et renaissance de Lyon. Le schéma urbain y est très dense, mais compensé par des immeubles plus petits que dans le reste de Lyon, principalement dû à la sauvegarde de nombreux immeubles médiévaux, et les rues y sont sinueuses. Le Vieux Lyon se décompose en trois paroisses : Saint-Georges au sud, Saint-Jean au centre et Saint-Paul au nord.
Sur la presqu'île, entre le Rhône et la Saône, se trouve la place Bellecour, une des plus grandes places piétonnes d'Europe, au centre de laquelle trône la statue équestre de Louis XIV. C'est le point zéro des routes partant de Lyon.
Au-delà du Rhône, à l'est, s'étend le Velin (ou plaine de Lyon), se trouvant sur le plateau du Bas-Dauphiné (en Viennois), urbanisée suivant un plan orthogonal dans les quartiers Les Brotteaux et de La Part-Dieu puis d'un plan plus désorganisé en se dirigeant vers le périphérique lyonnais, qui délimite Lyon intra-muros et sa banlieue.

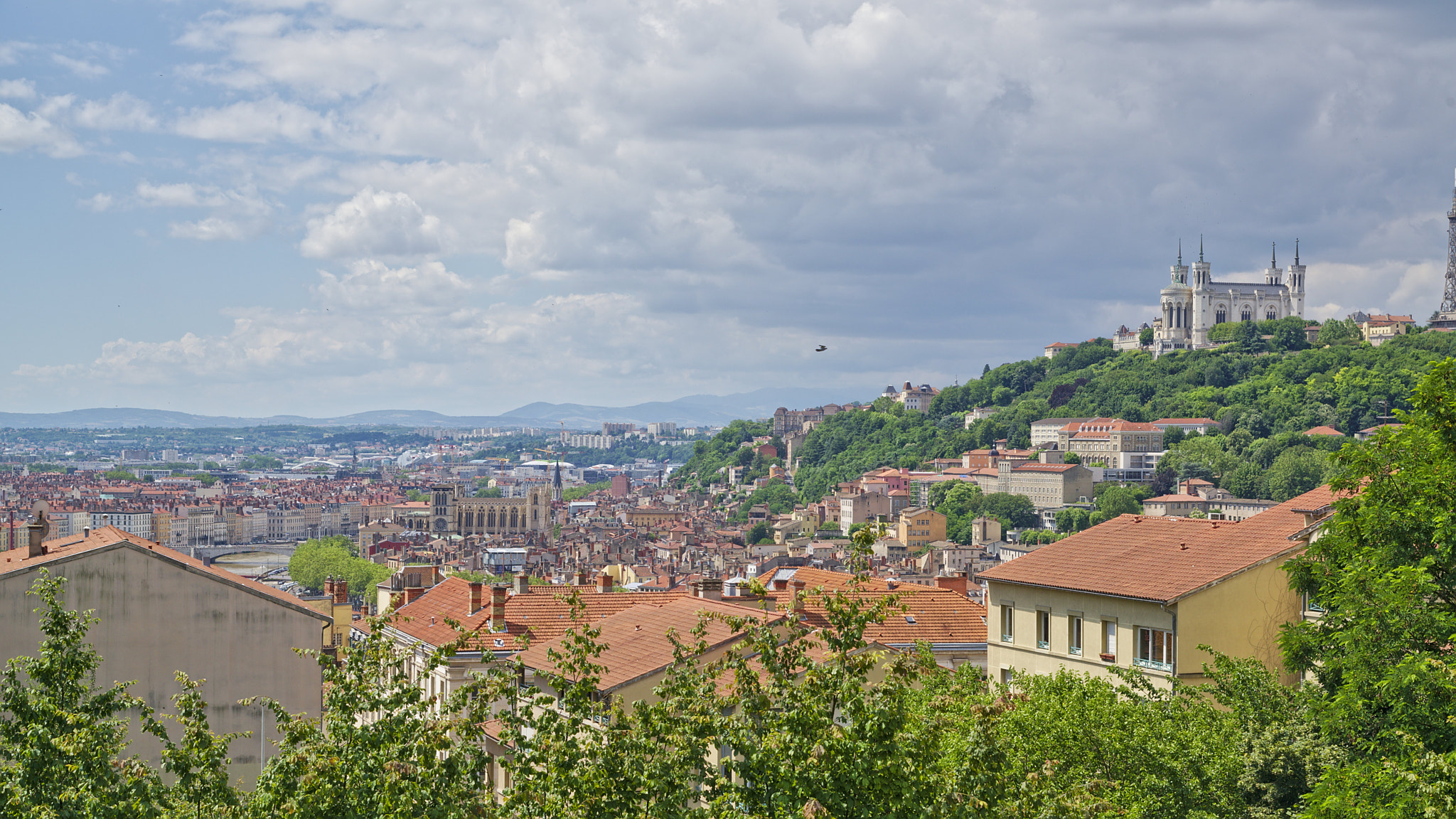
La colline de Fourvière prise depuis la colline de La Croix-Rousse, avec le Vieux Lyon et la Saône au centre-gauche ; et les monts du Pilat en arrière-plan.
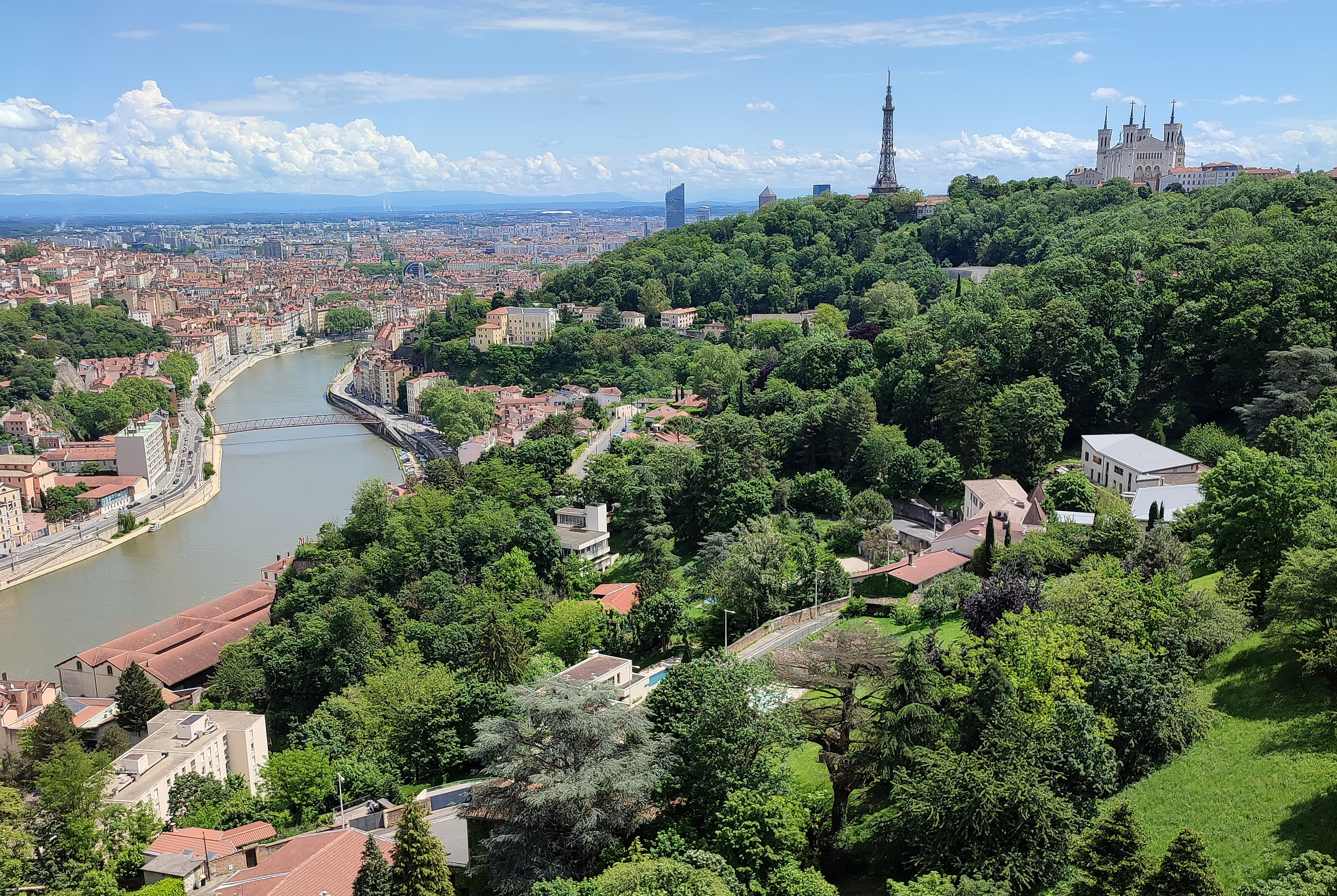
Défilé de la Saône entre les collines de la Croix-Rousse (à gauche) et Fourvière (à droite).
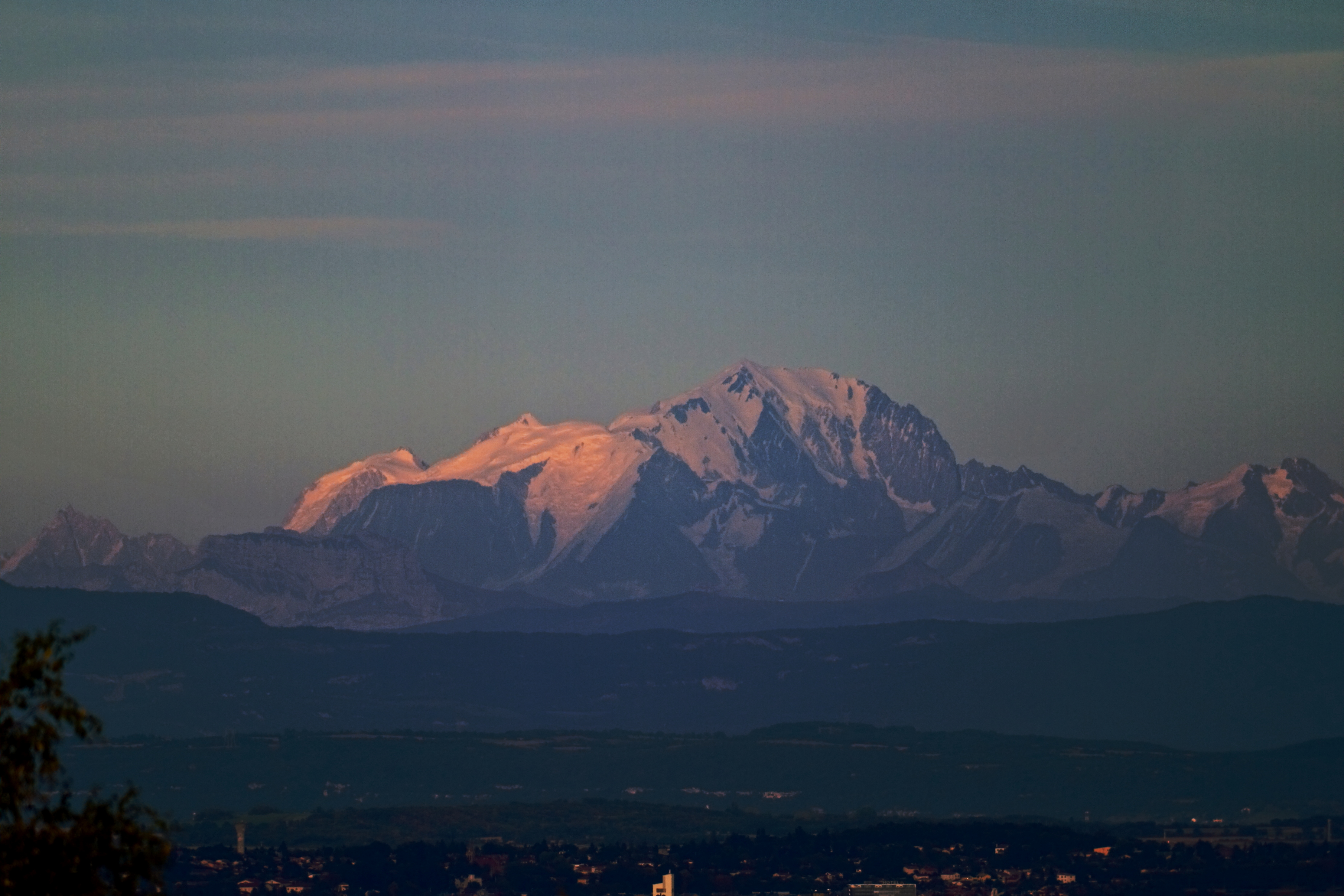
Le mont Blanc est parfaitement visible par jour de beau temps.

#### Hydrographie

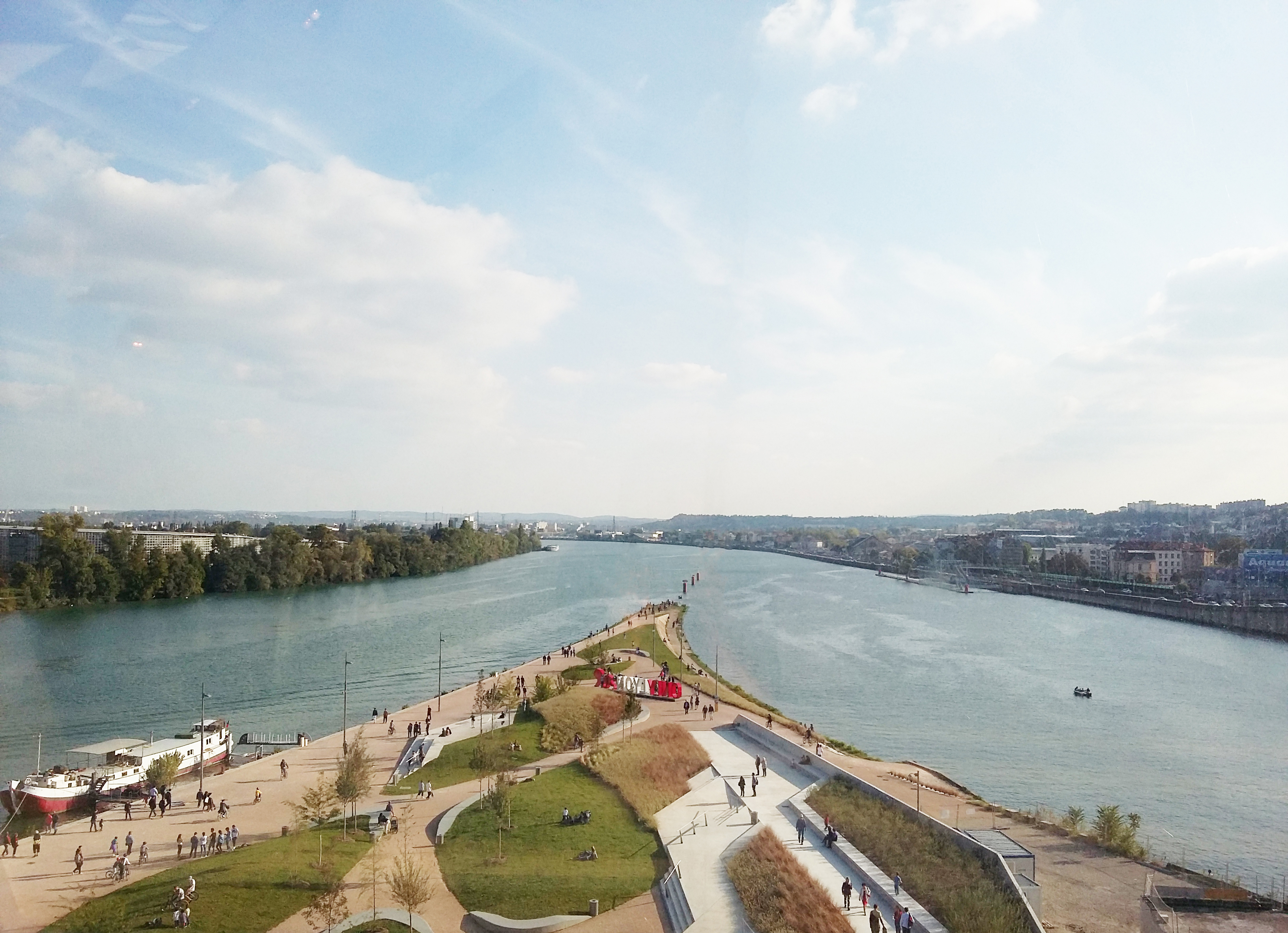
La confluence du Rhône (à gauche) et de la Saône (à droite).

Le Rhône et la Saône traversent la ville, en y pénétrant respectivement par l'est et par le nord. La Saône encercle au nord l'île Barbe puis se jette dans le Rhône : la Presqu'île est la partie de la ville qui s'étend du confluent à la colline de la Croix-Rousse.
Le Rhône fut un fleuve difficile à maîtriser, en grande partie à cause de l'irrégularité du débit causée par son origine alpine et glaciaire. Le plus grand des deux cours d'eau lyonnais inonda à plusieurs reprises la ville par ses crues (la dernière très grande crue datant de 1856), notamment dans la plaine lyonnaise qui occupe la rive gauche du Rhône avec les quartiers des Brotteaux, Guillotière et Gerland. La construction de la grande digue de la Tête d'or, le creusement du canal de Miribel et du canal de Jonage et la création des plans d'eau du Grand Parc de Miribel-Jonage (notamment le lac des Eaux Bleues) et du réservoir du Grand-Large et une requalification des berges, ont mis fin aux crues importantes du fleuve.
Le Rhône s’est assagi depuis le XIXe siècle avec le développement de nombreux aménagements le long de son cours. Les digues et chenaux de protection contre les inondations, puis les barrages et les centrales construites par la Compagnie nationale du Rhône au cours du XXe siècle, ont progressivement diminué le débit de certains tronçons, modifié les conditions hydrauliques et le fonctionnement du fleuve.

### Climat

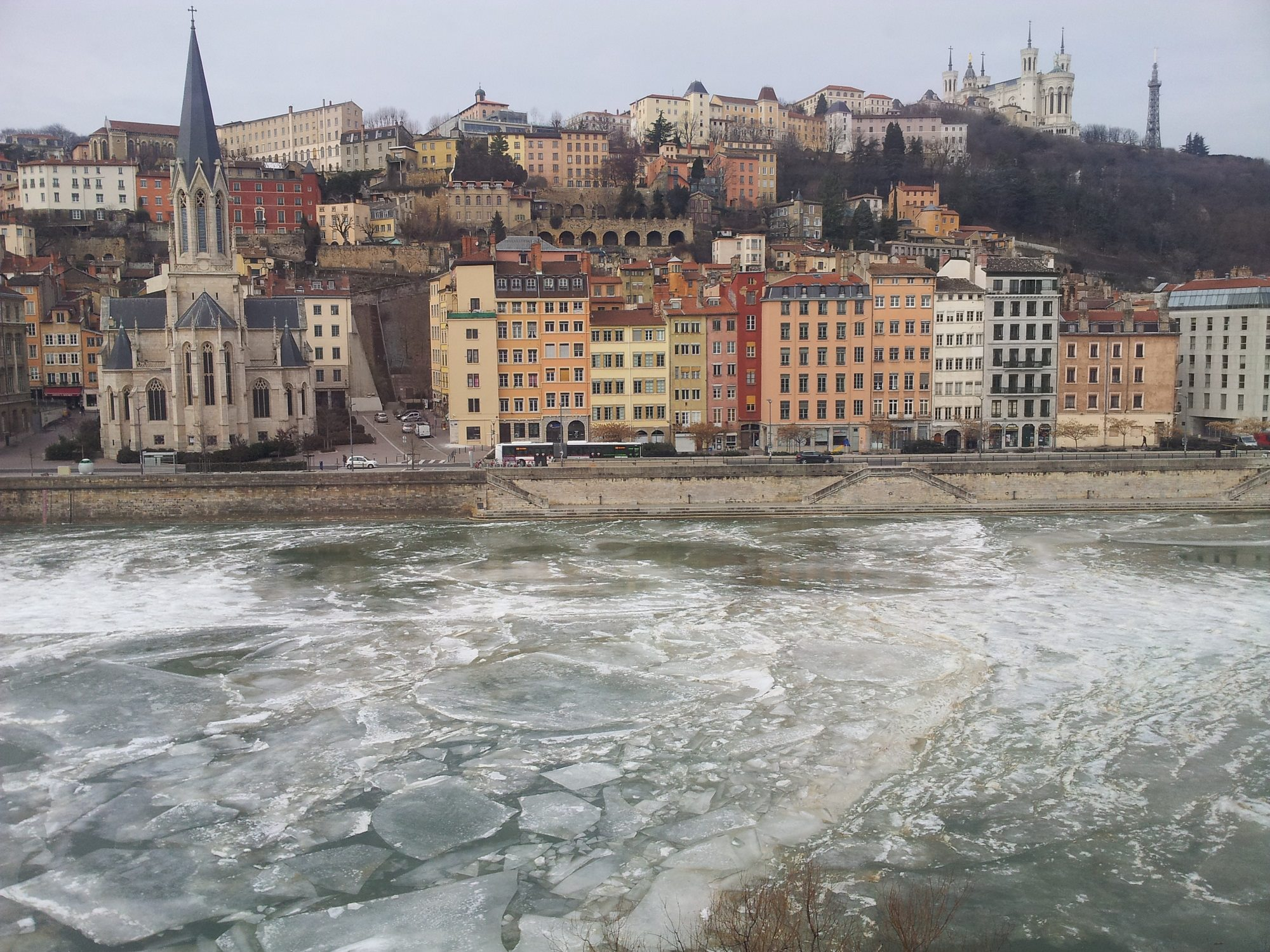
Lyon et la Saône gelée durant la vague de froid de février 2012.

Lyon possède un climat de type semi-continental à influences méditerranéennes dans lequel les précipitations sont plus importantes en été qu'en hiver. Selon la classification de Köppen[Où ?], la ville a un climat subtropical humide (Cfa), en bordure d'un climat océanique (Cfb) : le seuil entre ces deux types de climat est une température moyenne de 22 °C pour le mois le plus chaud de l'année. Si l'on considère la moyenne de juillet sur la période 1920-2020 (soit depuis le début des relevés météorologiques officiels à Lyon), la température moyenne est de  21,3 °C ce qui nous place en Cfb. Alors que sur la dernière période de référence de 30 ans (1981-2010), elle est de 22,2 °C ce qui « surclasse » en Cfa. On observe ainsi que le réchauffement climatique entraîne à Lyon une transition d'un climat plutôt continental vers un climat subtropical humide.
Les étés sont chauds, ensoleillés et orageux. Située dans le quart sud-est de la France, la ville bénéficie en effet d'un bon ensoleillement. C'est la 14e grande ville la plus ensoleillée de France avec une durée moyenne de plus de 2 002 heures par an, pour la période 1981-2010. L'ensoleillement est même de 2049,5 heures par an, en moyenne, pour la période 1991-2020 ( source infoclimat.fr "Normales et relevés climatologiques 1991-2020 à Lyon-Bron  et meteofrance.fr  rubrique climat : normales et relevés).
L'amplitude des températures en journée atteint parfois une vingtaine de degrés, et les températures maximales dépassent régulièrement les 35 degrés, amplifiées par un effet d'îlot de chaleur urbaine. C'est durant la saison estivale que les influences méditerranéennes se traduisent notamment par de fortes chaleurs parfois précoces dès le printemps, ainsi que par des périodes de sécheresses estivales de plus en plus fréquentes ; en automne, des remontées d'épisodes méditerranéens peuvent sévir. Il est possible d'entendre les cigales durant l'été, le réchauffement climatique étant propice au développement de l'insecte présent depuis plusieurs années.
Inversement, les hivers sont froids et secs, et marqués par des gelées fréquentes mais peu persistantes en raison, là aussi, de la concentration urbaine. Les chutes de neige sont assez irrégulières selon les années et surtout en baisse : 17 jours avec précipitations neigeuses par an en moyenne de 1945 à 2009, une dizaine d'épisodes neigeux seulement sur l'ensemble de la période 2011-2018. Le record absolu d'épaisseur de neige a été de 33 cm le 31 décembre 1970. La sensation de froid y est souvent renforcée par la bise, vent de secteur nord à nord-est provenant d'un gradient de pression entre le nord de l'Europe et le bassin méditerranéen. Autre vent régulier, le vent du Midi peut souffler violemment à cause de la compression de l'air dans la vallée du Rhône.
Avec l'assèchement des zones marécageuses et la quasi-suppression de l'utilisation du charbon, le brouillard, qui a fait longtemps la réputation de la ville, ne concerne plus, dans les années 2000, qu'un nombre de jours peu différent voire inférieur avec celui connu dans d'autres villes, même s'il peut être persistant en intersaisons (automne et printemps), notamment dans la vallée de la Saône. Les frimas sont courants et les températures varient généralement d'une dizaine de degrés au plus pendant la journée[réf. nécessaire].
À la station Météo France de l'aéroport de Lyon-Bron, la température moyenne annuelle a été, entre 1920 et 2020, de 11,9 °C avec un minimum de 3 °C en janvier et un maximum de 21,3 °C en juillet. La température minimale y a été de −24,6 °C le 22 décembre 1938 et la plus élevée de 41,4 °C le 24 août 2023.
Les relevés suivants ont été effectués à la station Météo France de l'aéroport de Lyon-Saint-Exupéry (lorsqu'un record est égalé, une seule date est indiquée) :
| Mois                                             | jan.          | fév.          | mars         | avril        | mai          | juin         | jui.         | août         | sep.         | oct.         | nov.         | déc.          | année      |
| ------------------------------------------------ | ------------- | ------------- | ------------ | ------------ | ------------ | ------------ | ------------ | ------------ | ------------ | ------------ | ------------ | ------------- | ---------- |
| Température minimale moyenne (°C)                | 1,1           | 1,4           | 4,3          | 7,3          | 11,2         | 14,8         | 16,7         | 16,5         | 12,8         | 9,6          | 4,8          | 1,9           | 8,5        |
| Température moyenne (°C)                         | 3,9           | 4,9           | 8,8          | 12,1         | 16,1         | 19,9         | 22,1         | 21,9         | 17,7         | 13,5         | 7,9          | 4,6           | 12,8       |
| Température maximale moyenne (°C)                | 6,6           | 8,4           | 13,4         | 16,9         | 20,9         | 25           | 27,5         | 27,3         | 22,5         | 17,3         | 11           | 7,2           | 17         |
| Record de froid (°C) date du record              | −20,3 07.1985 | −12,9 11.1986 | −9,6 01.2005 | −3 08.2003   | −0,2 01.1976 | 4 04.1984    | 6,6 22.1980  | 5,1 30.1986  | 1,7 22.1977  | −3,7 31.1997 | −8,1 27.1989 | −12,7 10.1980 | −20,3 1985 |
| Record de chaleur (°C) date du record            | 20,4 10.2015  | 22,4 24.1990  | 26,1 22.1990 | 28,8 30.2005 | 33,9 24.2009 | 38,1 22.2003 | 39,4 24.2019 | 39,9 24.2023 | 34,2 10.2023 | 30,3 09.2023 | 22,4 08.2015 | 20,1 18.1989  | 39,9 2023  |
| Ensoleillement (h)                               | 72,7          | 99,3          | 167,8        | 182,6        | 216,5        | 251,5        | 278,6        | 246,9        | 186          | 123,5        | 71,7         | 50,4          | 1 947,3    |
| Précipitations (mm)                              | 55            | 46,9          | 54,1         | 72,4         | 82,7         | 70,7         | 67,4         | 70,6         | 86,6         | 101          | 92,1         | 63            | 862,5      |
| dont nombre de jours avec précipitations ≥ 1 mm  | 9             | 8,1           | 8,5          | 8,5          | 10,1         | 8,6          | 7,2          | 7,4          | 7,1          | 9,8          | 9,8          | 9,9           | 104,1      |
| dont nombre de jours avec précipitations ≥ 5 mm  | 3,5           | 2,8           | 3,6          | 4,5          | 5,1          | 4,6          | 4            | 4,1          | 4            | 5,3          | 4,9          | 4,2           | 50,5       |
| dont nombre de jours avec précipitations ≥ 10 mm | 1,6           | 1,2           | 1,4          | 2,4          | 2,8          | 2,3          | 2,2          | 2,3          | 2,5          | 3,3          | 2,8          | 1,4           | 26,2       |

Lyon intra muros connaît un îlot de chaleur urbain (ICU) plus ou moins important suivant les conditions météorologiques. Cela est dû à la densité urbaine, aux activités humaines mais surtout au manque de végétalisation et de surfaces claires (donc réfléchissant la lumière). Les températures relevées à l'aéroport de Lyon-Bron qui se trouve en zone péri-urbaine sont généralement inférieures à celles du centre-ville pourtant situé à quelques kilomètres. Cet îlot de chaleur rend les nuits caniculaires particulièrement difficiles à supporter là où il est le plus marqué. Cette différence de température est encore plus marquante si on la compare avec les données relevées à la station Météo France de l'aéroport de Lyon Saint-Exupéry, situé à 20 km à vol d'oiseau du centre-ville.

## Urbanisme

### Occupation des sols
L'occupation des sols de la commune, telle qu'elle ressort de la base de données européenne d’occupation biophysique des sols Corine Land Cover (CLC), est marquée par l'importance des territoires artificialisés (93,3 % en 2018), en augmentation par rapport à 1990 (92,3 %). La répartition détaillée en 2018 est la suivante : zones urbanisées (53,4 %), zones industrielles ou commerciales et réseaux de communication (32,1 %), espaces verts artificialisés, non agricoles (7,7 %), eaux continentales (6,7 %). L'évolution de l’occupation des sols de la commune et de ses infrastructures peut être observée sur les différentes représentations cartographiques du territoire : la carte de Cassini (XVIIIe siècle), la carte d'état-major (1820-1866) et les cartes ou photos aériennes de l'IGN pour la période actuelle (1950 à aujourd'hui).

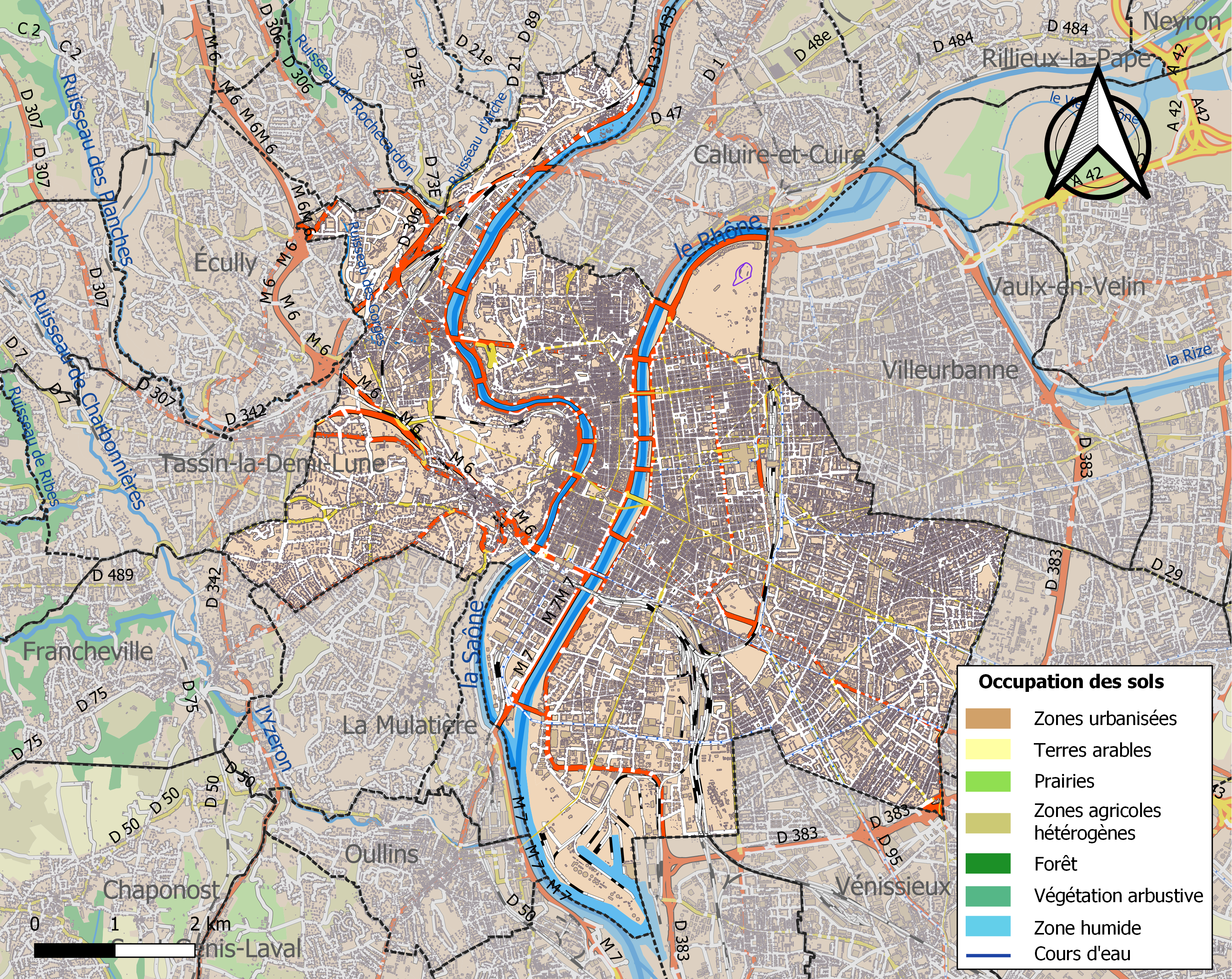
Carte des infrastructures et de l'occupation des sols de la commune en 2018 (CLC).

### Morphologie urbaine

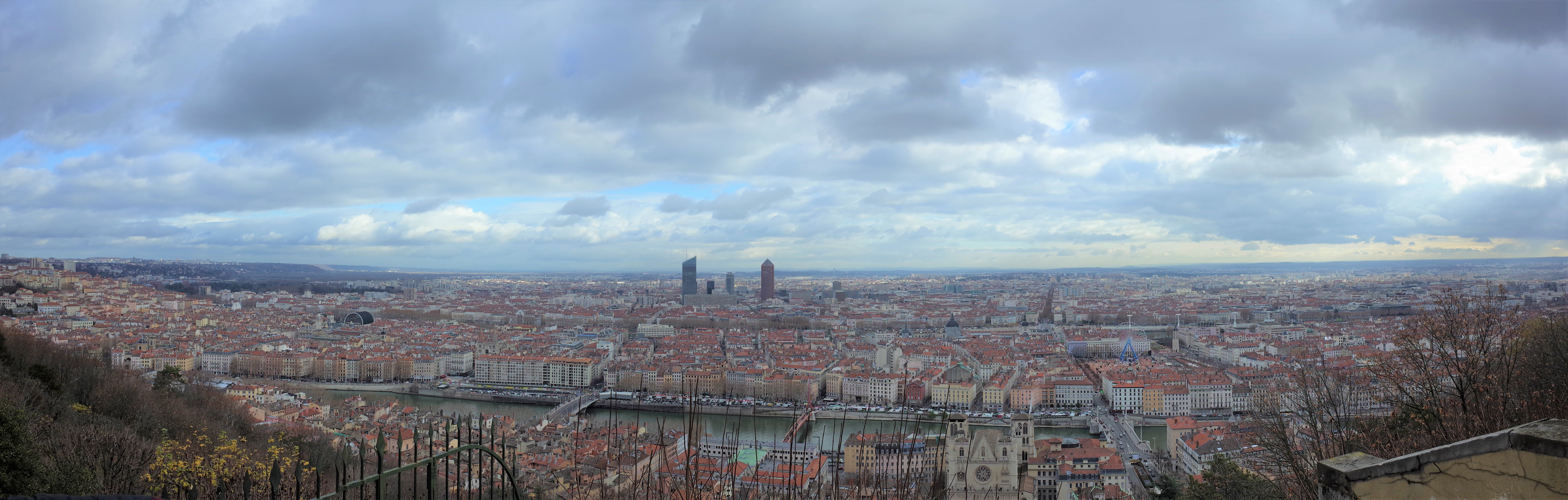
Panorama du centre-ville de Lyon, depuis la basilique Notre-Dame de Fourvière.

#### Arrondissements et quartiers

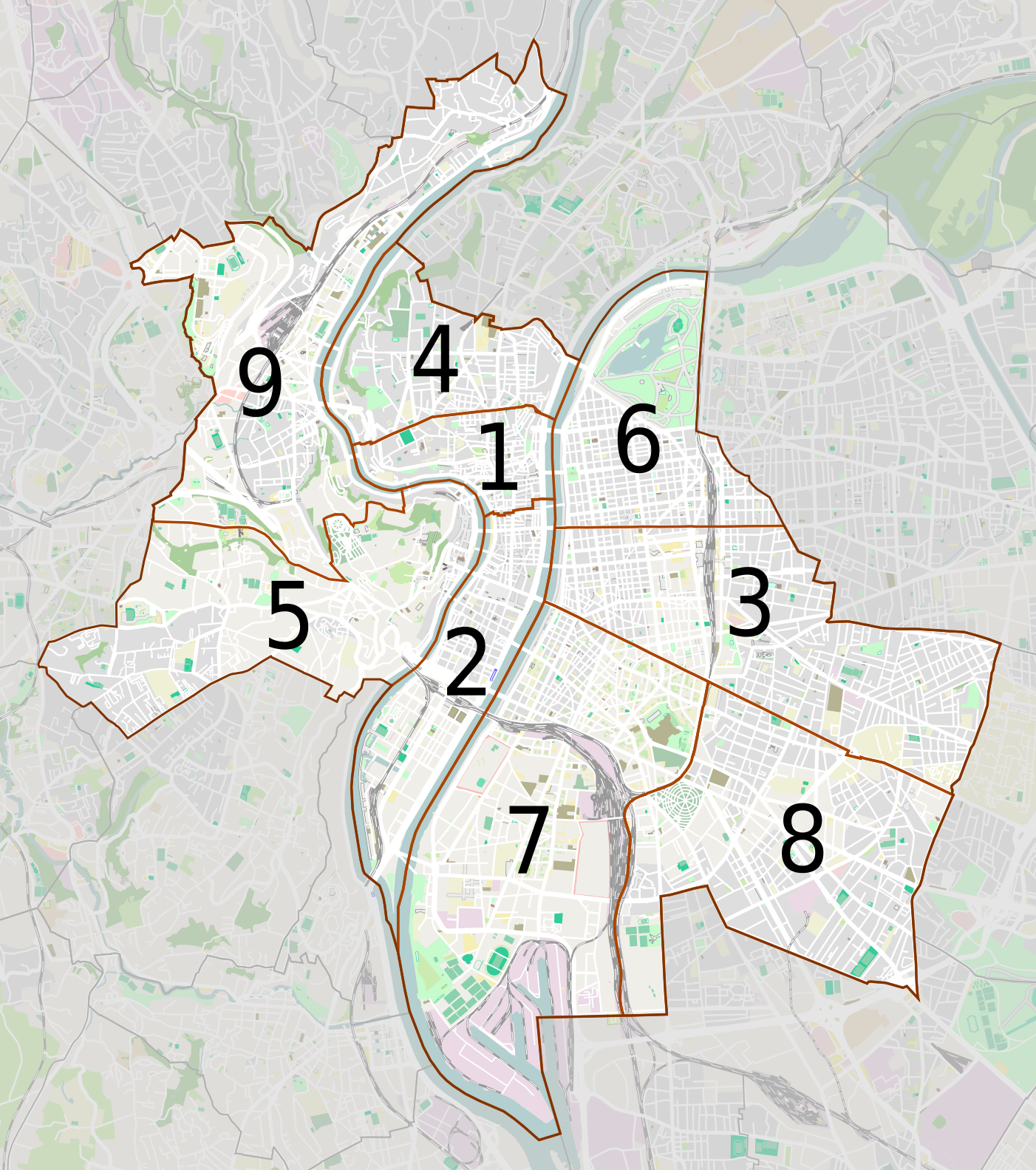
Les 9 arrondissements de la ville.

En 1852, quatre faubourgs de Lyon et un village ont été annexés à la ville :
- Le plateau de la Croix-Rousse, partie sud de l'ancienne commune de Cuire-la-Croix-Rousse et devenue commune à part entière en 1802 (actuel 4e arrondissement).
- La Guillotière, autrefois dans le Dauphiné, s'étendant sur les actuels 3e et 7e arrondissements.
- Vaise a été rattachée pour former une partie du 5e arrondissement. Le quartier a ensuite été rattaché au 9e arrondissement lors de sa création le 12 août 1964, et forme aujourd'hui la partie sud de ce dernier.
- L'ancien village de Monplaisir (Monplaisir et Monplaisir-La-Plaine), partie ouest et sud-est de l'actuel 8e arrondissement.

En 1963 enfin, c'est au tour du quartier de Saint-Rambert-l'Île-Barbe d'être intégré au 9e arrondissement, dont il forme aujourd'hui la partie la plus septentrionale de la ville.
| \| Bellecombe Point-du-JourLes Pentes St-Rambert Villette Croix-Rousse Fourvière Vieux Lyon St-Just Guillotière Perrache Vaise Gerland Grand Trou Vaise La Duchère Part-Dieu Brotteaux Bellecour Confluence Monplaisir Montchat Sans Souci Bachut États-Unis Mermoz \| Localisation des principaux quartiers de Lyon. |
| Bellecombe Point-du-JourLes Pentes St-Rambert Villette Croix-Rousse Fourvière Vieux Lyon St-Just Guillotière Perrache Vaise Gerland Grand Trou Vaise La Duchère Part-Dieu Brotteaux Bellecour Confluence Monplaisir Montchat Sans Souci Bachut États-Unis Mermoz                                                      |

Lyon et de son agglomération comptent 43 quartiers prioritaires, sélectionnés en raison des critères de pauvreté, depuis 2024.
Parmi ces quartiers sensibles, quatre sont classées en « zone franche urbaine », le plus haut niveau de classification des territoires de la politique de la ville en France, qui désigne des quartiers « particulièrement défavorisés au regard des critères pris en compte pour la détermination des zones de redynamisation urbaine » et une vingtaine l'étaient « zone urbaine sensible », un niveau qui regroupe les territoires « caractérisées par la présence de grands ensembles ou de quartiers d’habitat dégradés et par un déséquilibre accentué entre l’habitat et l’emploi ».
Les cinq « zones franches urbaines » de Lyon et de son agglomération sont :
- La Duchère (Lyon 9e) ;
- Grappinière (Vaulx-en-Velin) ;
- Les Minguettes (Vénissieux) ;
- Plaine-de-Saythe-Bel-Air (Saint-Priest) ;
- Ville nouvelle (Rillieux-la-Pape).

### Logement
En 2009, le nombre total de logements dans la commune était de 271 131, contre 251 279 en 1999.
Parmi ces logements, 88,7 % étaient des résidences principales, 2,6 % des résidences secondaires et 8,7 % des logements vacants. Ces logements étaient pour 2,9 % d'entre eux des maisons individuelles et pour 95,7 % des appartements.
La proportion des résidences principales, propriétés de leurs occupants était de 34,2 %, en hausse par rapport à 1999 (31,59 %). La part de logements HLM loués vides (logements sociaux) était toujours inférieure au seuil légal de 20 % et même en baisse : 16,2 % contre 18,1 % en 1999, leur nombre ayant diminué de 39 071 à 39 019.

### Projets d'aménagements

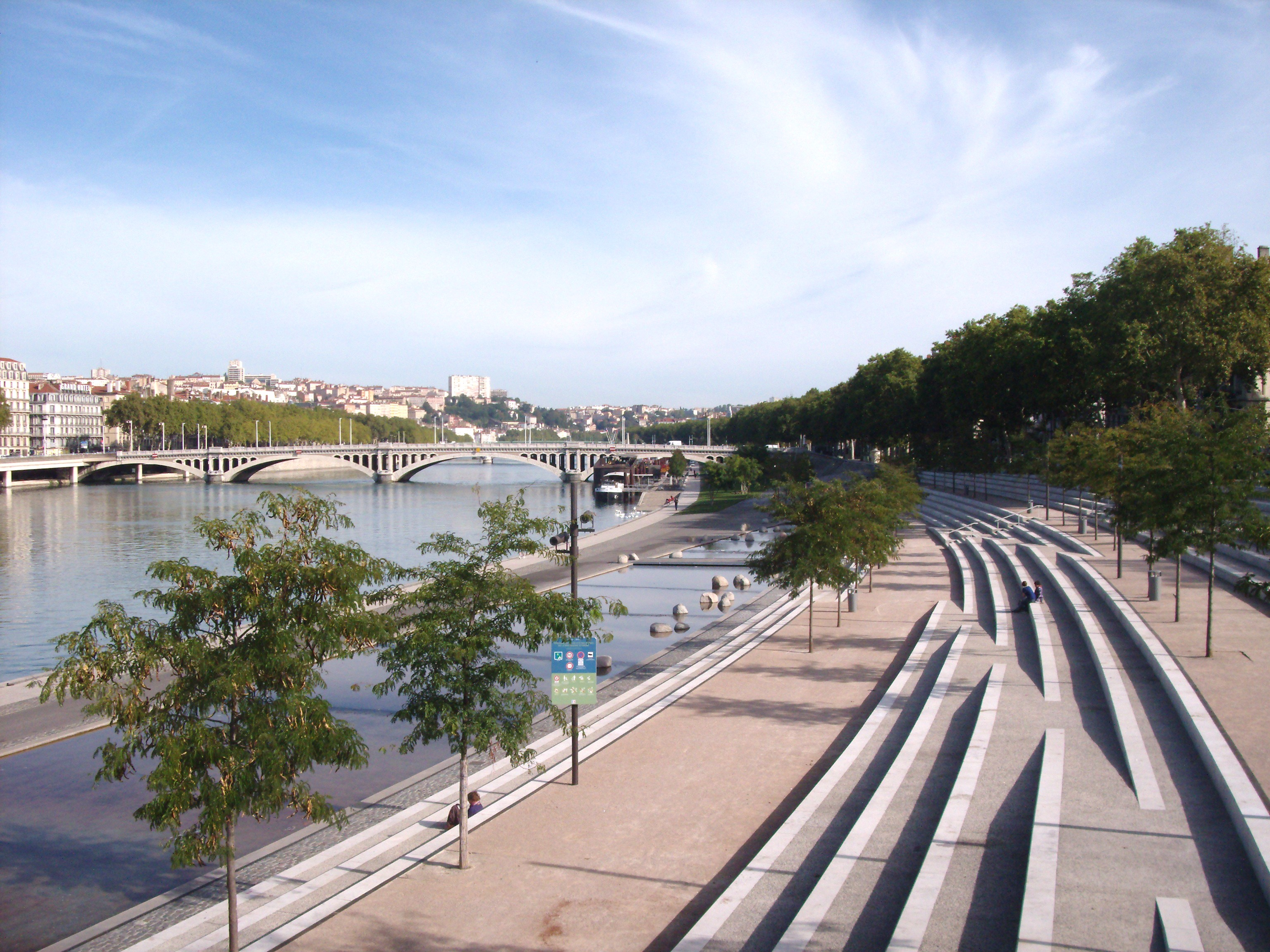
Les berges du Rhône, réaménagées en 2007.

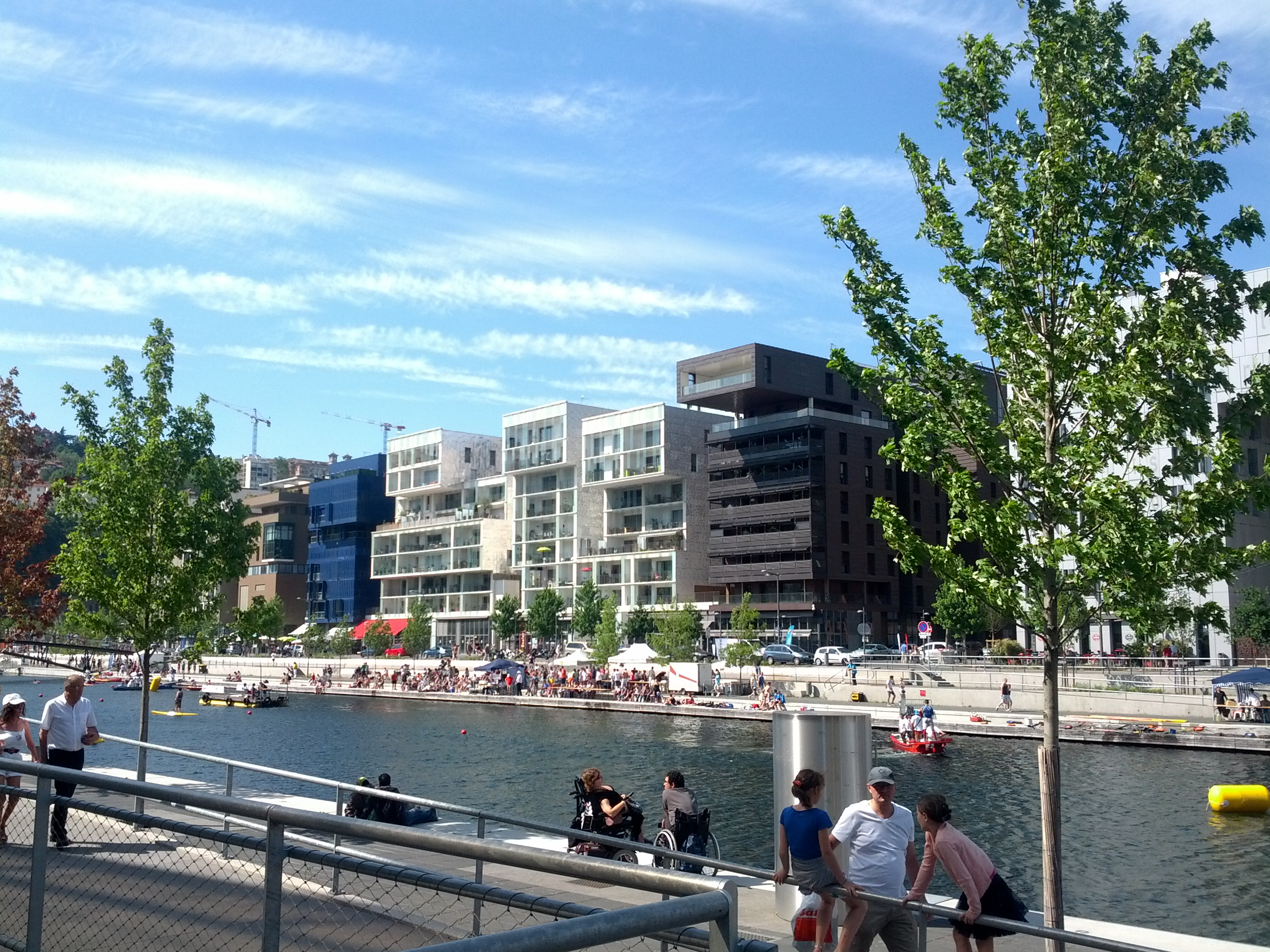
Le bassin nautique de la Confluence, ouvert en 2010.

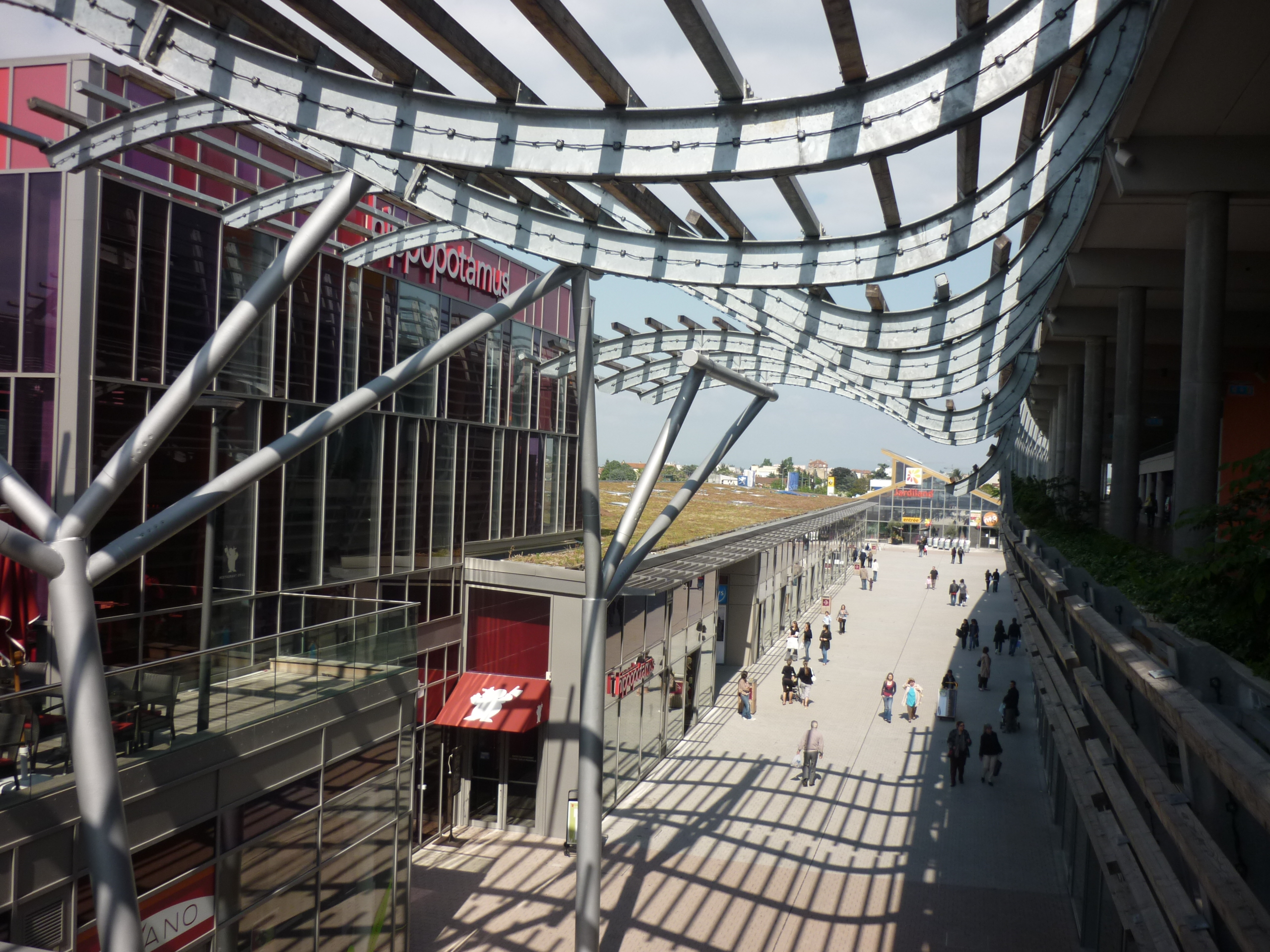
Le nouveau quartier du Carré de Soie.

#### Projets urbains de la Métropole de Lyon
Lyon jouit d'une politique d'expansion portée par son attrait économique croissant. Elle attire les investisseurs, le monde des affaires, mais aussi les habitants, dont le nombre augmente à nouveau depuis les années 1990. Lyon est, à l'échelle française et européenne, une des villes à la croissance la plus rapide. Pour répondre à cette demande et surtout pour satisfaire ses exigences, la ville de Lyon s'est dotée de projets répondant à plusieurs thématiques : l'économie, le cadre de vie, l'urbanisme, la médecine ou encore le sport.

#### Aménagements urbains
Les aménagements urbains laissent une place importante à la requalification des berges des deux cours d'eau, dans le but de reconquête des berges du Rhône et de la Saône : achevé, l'aménagement des berges du Rhône en rive gauche a permis de transformer de vastes parkings et autres quais simples en une promenade constituée d'espaces végétalisés, de lieux de détente, de fontaines et de jardins. L'aménagement de la rive gauche de la Saône l'a aussi transformé en un lieu de détente propice à la culture et aux retrouvailles.
Les grands projets de villes initiés par le Grand Lyon touchent le territoire municipal, comme la réhabilitation en cours du quartier de la Duchère et le renouveau des quartiers de Vaise et de Mermoz.
Le grand projet urbain Lyon Confluence, en cours entre Rhône et Saône doit transformer ce qui était hier un site consacré à l'industrie en une véritable extension du centre-ville au-delà de la gare de Perrache. Au terme de la première phase, 130 000 m2 de logements, 120 000 m2 d'hôtels, services, commerces et 130 000 m2 de bureaux doivent remplacer les friches industrielles. À l'issue de la deuxième phase, plus d'un million de mètres carrés devraient avoir été bâtis. À la pointe de la Presqu'île a été construit le musée des Confluences aux allures futuristes. Il a ouvert ses portes le 20 décembre 2014 et est desservi par une station de tramway du T1, prolongé en direction de Debourg, dans le quartier de Gerland (7e arrondissement). Le coût de ce musée (plus de 330 millions d'euros) est à l'origine d'une polémique,.
Des projets plus ponctuels ont été réalisés : Jacqueline Osty s'est vu confier la transformation de la place des Jacobins en plein cœur du deuxième arrondissement, un espace autrefois très fréquenté par les voitures. Le réaménagement comprend des trottoirs plus larges et un embellissement de la fontaine et des statues qui trône au centre également piétonnisé. Reconverti après le départ des hospices civils de Lyon, l'Hôtel-Dieu a laissé place à une cité de la gastronomie, un hôtel de luxe Intercontinental dans le corps central du bâtiment, des boutiques spécialisées dans les arts de la table et de la décoration d'intérieur, ainsi que des bureaux d'entreprises. Les multiples cours intérieures sont réaménagées en hauts lieux du luxe, à l'image de l'avenue Montaigne à Paris. L'enjeu étant de redonner aux Lyonnais des espaces publics entre les aménagements privés du projet. Une verrière recouvrant l'une des cours intérieures ainsi que la restauration du dôme et de sa hauteur de plafond de 58 mètres sont les signaux architecturaux forts de cette réhabilitation. L'ouverture s'est étalée entre fin 2017 et fin 2019. D'autres projets du Grand Lyon, malgré leur éloignement du centre et situés hors du territoire municipal contribuent au rayonnement de la ville-centre : requalification en cours du Carré de soie, à cheval entre Villeurbanne et Vaulx-en-Velin, bien que longtemps délaissé par la métropole de Lyon, est aujourd'hui au cœur d'un projet de réaménagement et de restructuration de grande ampleur, dont le terme n'interviendrait pas avant 2030. La création d'un pôle de loisirs, l'extension de l'offre immobilière, l'émergence d'un centre tertiaire de renommée européenne, la construction de 30 000 m2 d'hôtels. La zone d'activités et commerciale de Lyon - Porte des Alpes sur la commune de Saint-Priest partiellement achevée a été lancée en 1996. Ce projet a pour but de faire de la Porte des Alpes un véritable pôle tertiaire. Le parc technologique, symbole du projet, est quasiment achevé et doit à terme permettre environ 6 000 emplois. La porte des Alpes est aussi le lieu d'implantation des « maisons passives ». Au nombre de 31, ces maisons sont des prototypes de maisons ultra-écologiques, destinées à l'habitat.

### Voies de communication et transports

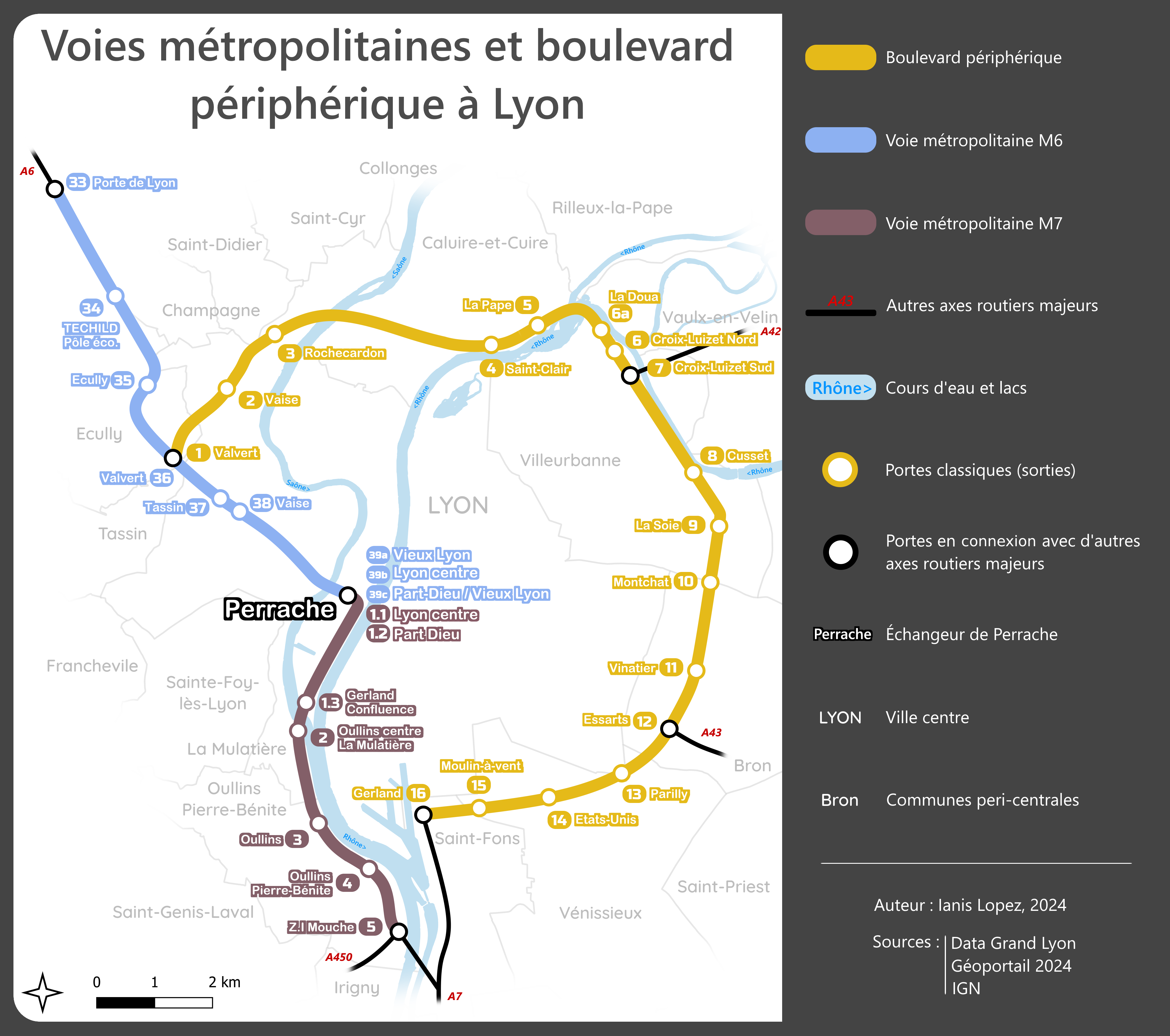
Boulevard périphérique et voies métropolitaines à Lyon, en 2024

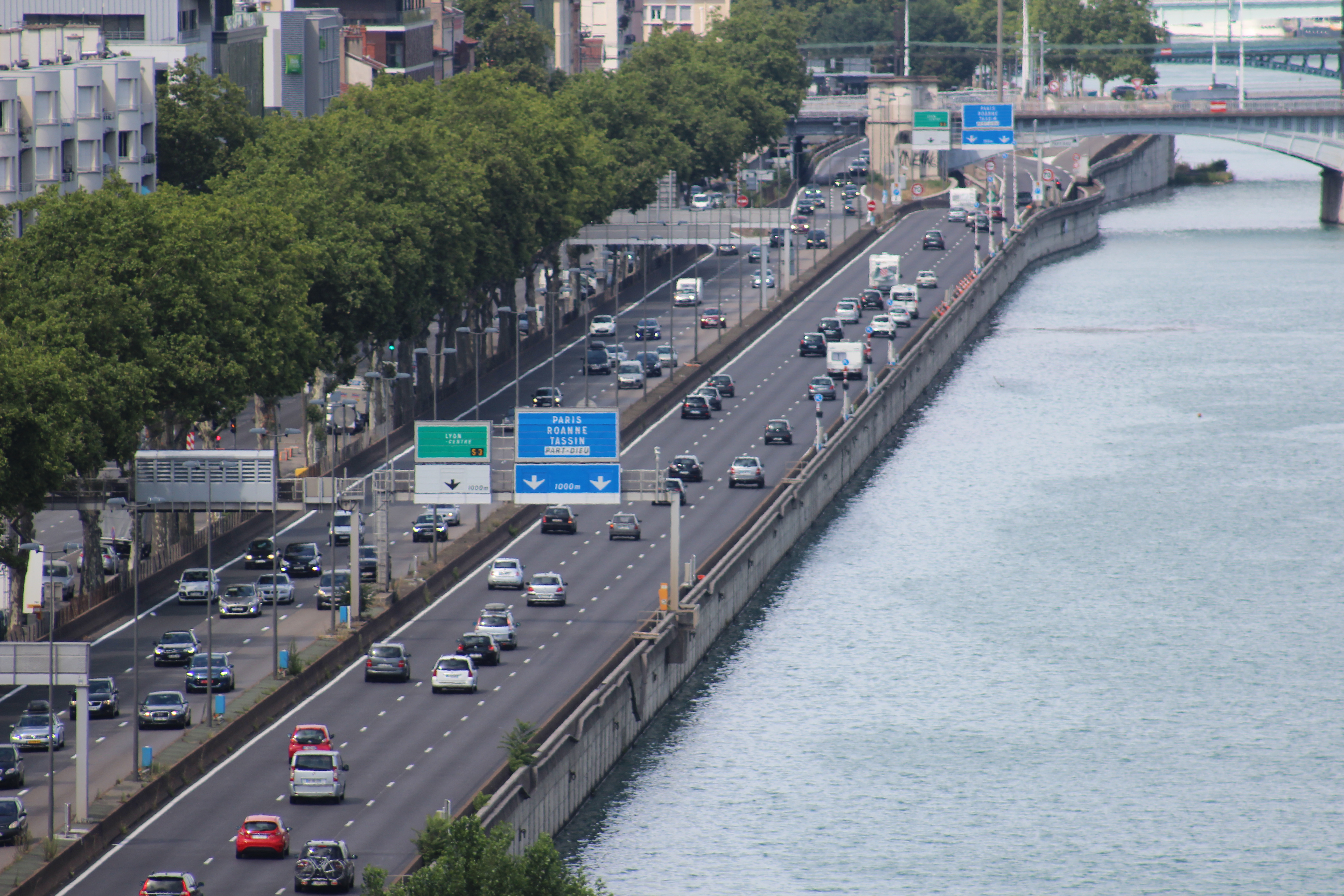
L'autoroute A7 désormais déclassée en M7 et en attente d'un futur aménagement en boulevard urbain.

Par sa situation géographique, Lyon est le point de convergence de nombreuses infrastructures routières, et le point de passage obligé des lignes ferroviaires vers le sud de l'Europe. Traditionnellement reliée à Paris et Marseille, la ville de Lyon tend aujourd'hui à renforcer ses connexions vers l'est, notamment les villes de Genève en Suisse, et de Turin en Italie, et l'aéroport de Lyon-Saint-Exupéry connaît une croissance régulière de sa fréquentation et de ses dessertes. L'agglomération lyonnaise dispose enfin d'un tissu dense de transports en commun urbains et interurbains, à tarification unique au sein du Grand Lyon.

#### Infrastructures routières
Lyon et Villeurbanne sont ceinturées par un boulevard périphérique, appelé localement « boulevard Laurent Bonnevay ». Il est inachevé à l'ouest et au sud-ouest. Il se termine au nord-ouest à la porte du Valvert et au sud à la porte de Gerland. La ville contient une voie express en son intérieur : l'axe nord-sud qui suit les quais du Rhône (rive droite). L'installation du tramway en centre-ville, et la réduction conséquente des voies de circulation, ont favorisé la déviation du trafic est-ouest par le tunnel de la Croix-Rousse au nord, et par le boulevard périphérique au sud. Les contraintes géographiques et l'étalement urbain réduisent les moyens d'accès au centre-ville, notamment au nord dans le val de Saône et les Monts d'or, ainsi que dans l'ouest lyonnais. Des parkings-relais sont installés en périphérie de la ville pour favoriser l'abandon de la voiture au profit des transports en commun.
Plusieurs autoroutes permettent de rejoindre Lyon depuis Chambéry et Grenoble au sud-est (A43/A41), l'A43 étant désormais déclassée à l'entrée de Lyon (dans le quartier de Mermoz, l'« autopont de Mermoz » ayant été détruit), Genève et Bourg-en-Bresse au nord-est (A42/A40), Vienne, Valence et Marseille au sud (A7), Saint-Étienne au sud-ouest (A47, qui devient par la suite la route nationale 88, qui a pour but de relier Toulouse à Lyon en 2 × 2 voies en passant par Albi et Mende), et Mâcon, Chalon-sur-Saône, Dijon, Paris et Reims au nord (A6).
Dans son pourtour, la banlieue est entourée par la rocade Est (RN346), qui longe toute la zone industrielle Mi-Plaine. L'ensemble RN346 et A46 nord / A46 sud forme le contournement est entre Villefranche-Sud (Anse) et Vienne-Nord (Chasse/Ternay). Un projet entre Villefranche-sur-Saône et L'Arbresle est en cours. Le projet de grand contournement de Lyon par l'ouest est à l'étude (A44) : il accompagnerait le réaménagement en boulevards urbains de l'A6 et de l'A7 après leur déclassement (ils sont devenus M6 et M7), et permettrait de réduire le trafic du tunnel de Fourvière et d'éviter la saturation de la rocade est.
Cependant, deux contournements sont encore en projets à l'ouest, le périphérique ouest (T.O.P.) en première couronne, dont la Métropole de Lyon poursuit les études de développement, et le contournement autoroutier (C.O.L.) en deuxième couronne que le schéma de cohérence territoriale État-Région prévoit, n'étant pas supprimés.

#### Transports urbains
Lyon dispose du premier réseau de transports en commun hors Île-de-France avec 1,9 million de voyages par jour assurés par le réseau TCL.
L'établissement public SYTRAL Mobilités, autorité organisatrice des mobilités des territoires lyonnais, est chargé par la Métropole de Lyon d'établir le plan de déplacements urbains, donc des « déplacements doux » et du développement des transports en commun. Ceux-ci sont exploités sous la marque TCL par Keolis Lyon via une délégation de service public. Il comprend quatre lignes de métro (A, B, C, D), deux funiculaires (F1, F2), sept lignes de tramway (T1, T2, T3, T4, T5, T6, T7) plus une ligne, le Rhônexpress (ne faisant pas partie du réseau mais aussi gérée par SYTRAL Mobilités), neuf lignes de trolleybus (dont trois lignes fortes Cristalis C1, C2 et C3), et quelque 123 lignes de bus et quatre lignes de cars départementaux (accessibles avec un titre TCL à l'intérieur du périmètre de transport urbain. De même, les TCL ont la charge d'environ 170 lignes scolaires. Le service Optibus, complémentaire du réseau TCL, est destiné aux personnes à mobilité réduite.
Par la situation topographique du centre de Lyon avec la colline de Fourvière et celle de la Croix-Rousse, les transports urbains lyonnais font état de plusieurs particularités, comme le funiculaire surnommé « ficelle » ou la ligne C du métro, qui roule sur crémaillère et demeure la ligne de métro à la plus forte déclivité au monde (17,6 %).
Différents projets ont été mis en œuvre pour développer le métro lyonnais, le dernier en date étant le prolongement de la ligne B au sud jusqu'à Saint-Genis-Laval - Hôpital Lyon Sud en octobre 2023.
De plus, en 2009 a commencé la mise en place du tram-train de l'Ouest lyonnais, dont la billetterie est intégrée aux TER Auvergne-Rhône-Alpes, reliant les gares Saint-Paul et Gorge de Loup à plusieurs communes de l'ouest de l'agglomération lyonnaise.
Enfin, un projet de réseau express régional lyonnais (RER lyonnais) est en cours de déploiement par la région Auvergne-Rhône-Alpes. Il consiste principalement en un cadencement des TER, la réorganisation des gares et la création de la gare de Lyon-Jean-Macé, entre autres (d'autres sont en projet, tel qu'au Confluent). Une tarification en « zones » sera également mise en place. Le REAL comportera huit lignes, et desservira les départements de l'Ain, l'Isère, la Loire et le Rhône. Ainsi, de nouvelles liaisons seront possibles à l'intérieur et à l'extérieur de la région (Lyon - Saint-Étienne - Grenoble, mais aussi Genève), ces villes étant en effet les centres économiques et industriels de la région.
Par ailleurs, en mai 2005, la métropole de Lyon a mis en place avec l'entreprise JCDecaux un système de vélos en location, dénommé Vélo'v. Le système est déployé sur les territoires des communes de Lyon, Villeurbanne, Vaulx-en-Velin, Caluire-et-Cuire et Vénissieux. Système informatisé de location de vélos en libre-service, Vélo'v fut à son lancement pionnier et, jusqu'au lancement du Vélib' à Paris, le plus important service de vélos en libre-service en France. 45 000 Vélo'v sont loués chaque jour et 1 144 000 Vélo'v ont été loués en septembre 2021. 424 stations de vélos en libre-service sont réparties dans la métropole de Lyon. En février 2020, apparaissent les e-Vélo'v, à assistance électrique (la batterie est en option de location) : 2 500 sont déployés.
En 2021, un réseau express vélo (255 kilomètres prévus en 2026) est lancé pour promouvoir l'usage des modes actifs dans la métropole : Les Voies Lyonnaises.
Il y a enfin plus de 50 stations de taxis au sein de la ville, que se partagent plusieurs centrales de taxis de l'agglomération.

Plan du réseau de transports en commun lyonnais
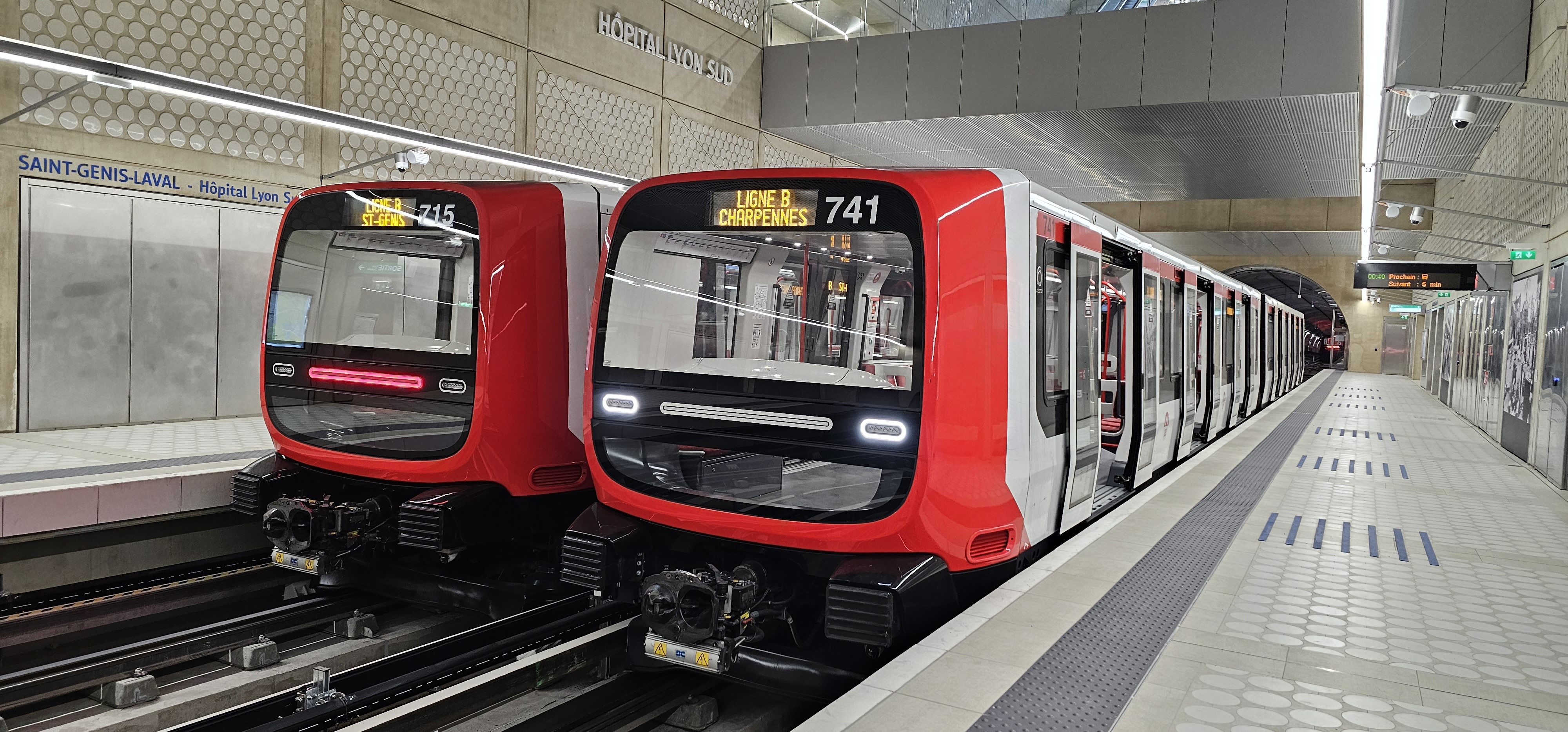
La ligne B du métro
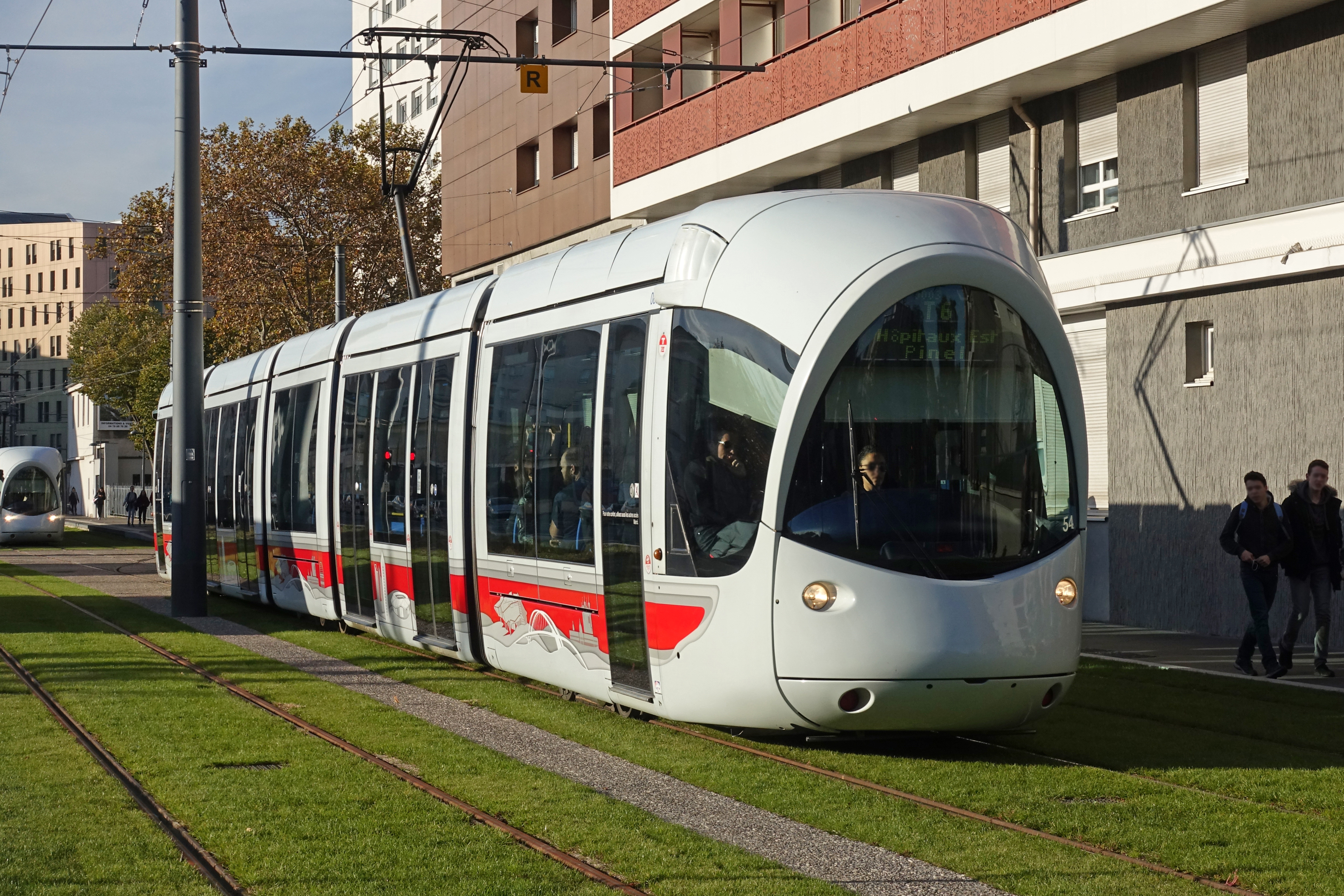
La ligne T6 du tramway
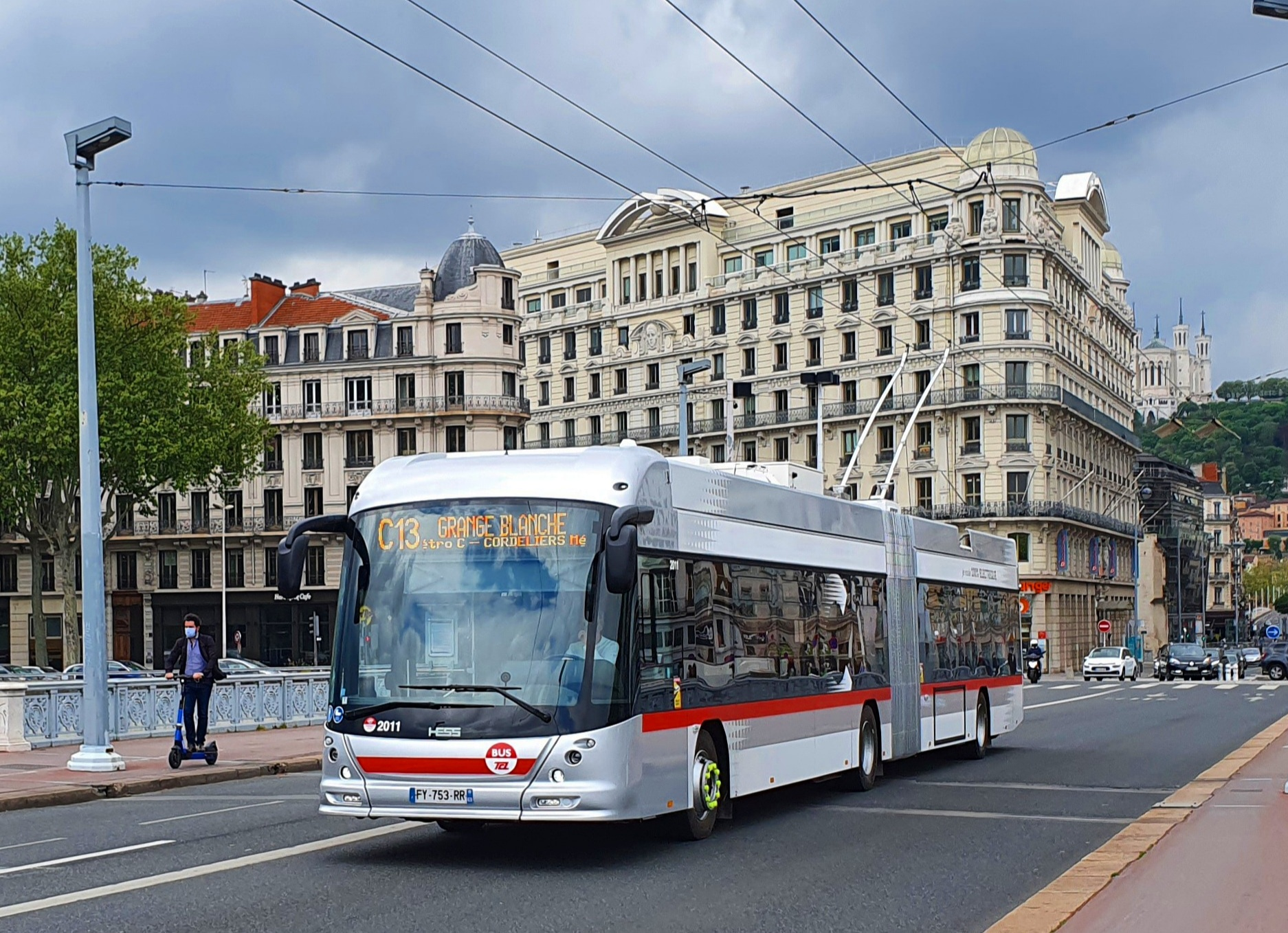
Un trolleybus de la ligne C13
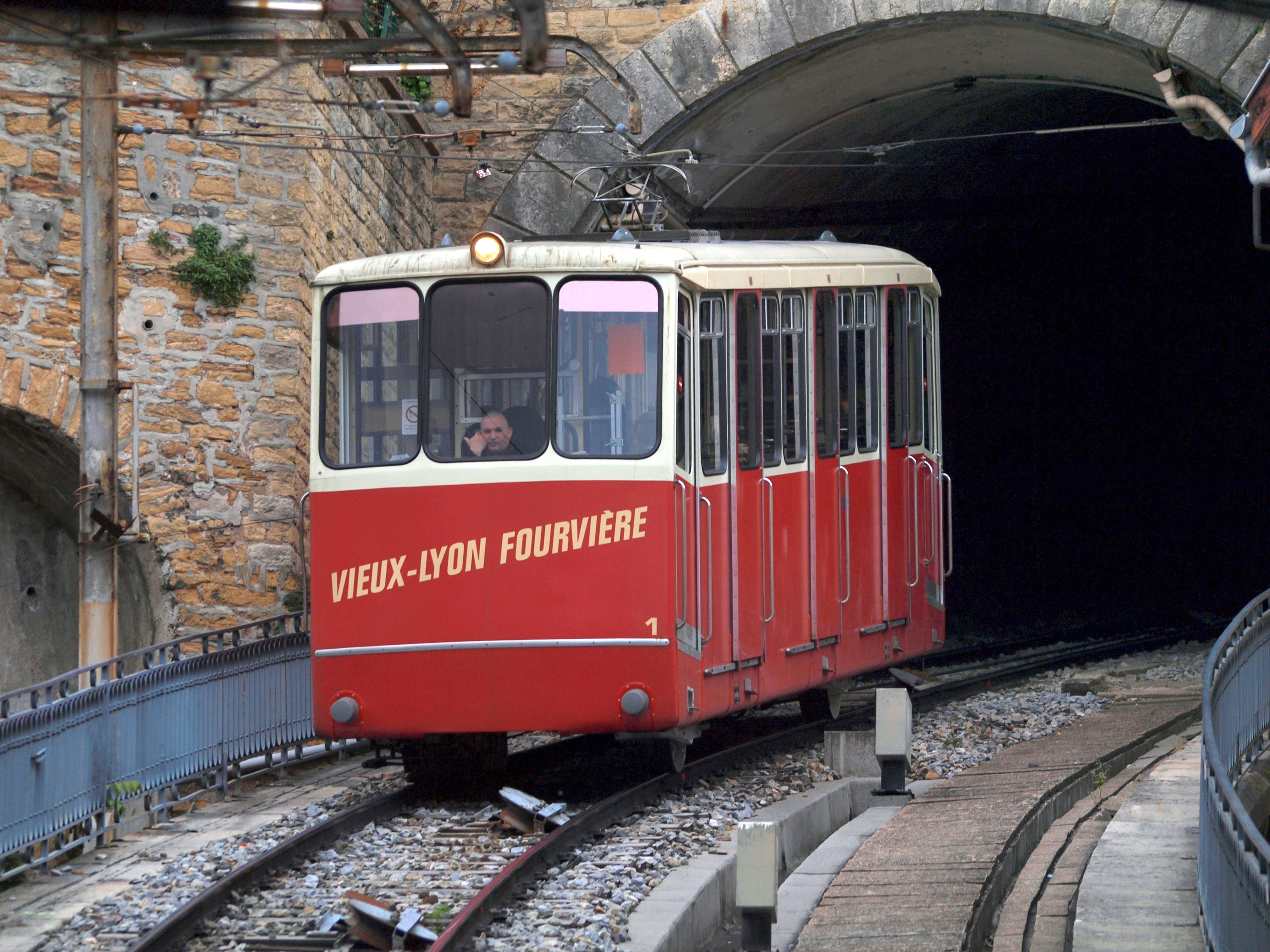
La ligne F2 du funiculaire
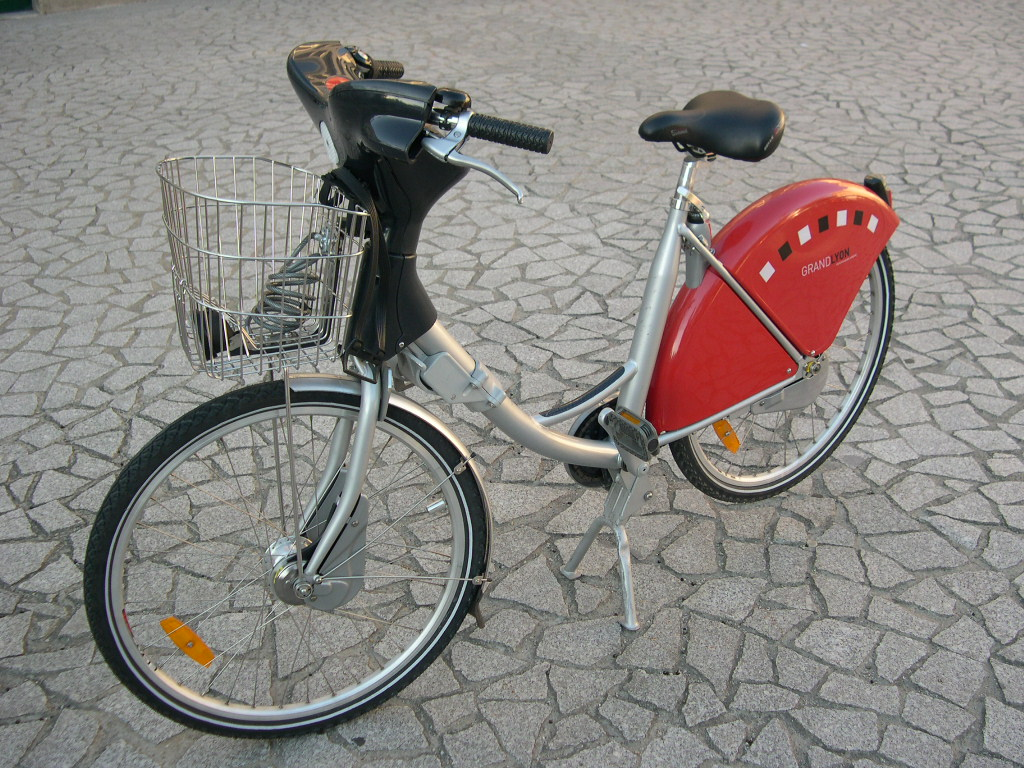
Un Vélo'v
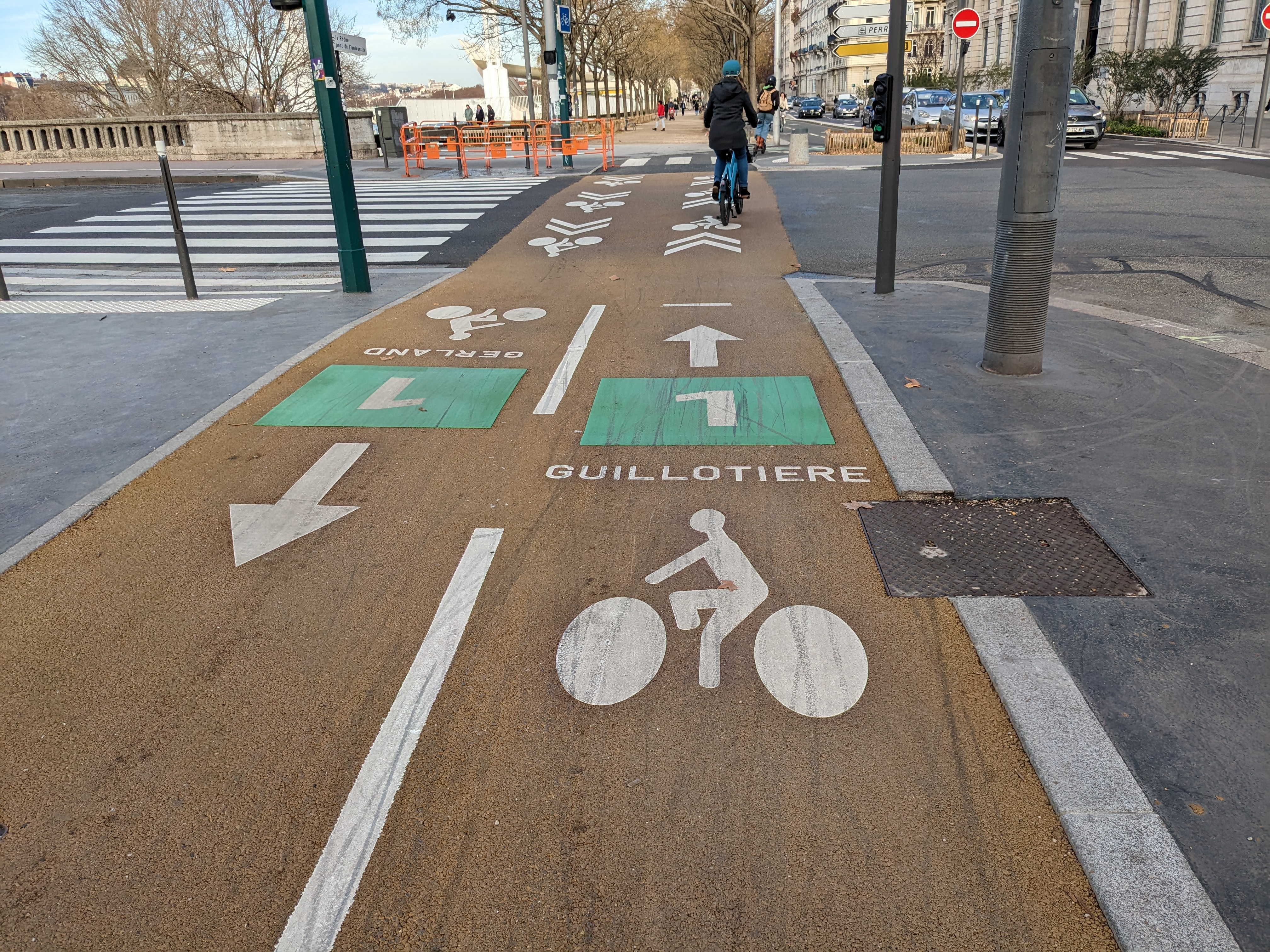
La Voie Lyonnaise 1 sur le Quai Claude-Bernard (Lyon 7e)

#### Autopartage
Citiz (ex-Autolib') est le premier service d'autopartage lancé dans l'agglomération en janvier 2008 une centaine de véhicules en autopartage répartis sur 37 stations. C'est historiquement la 1re agglomération française à proposer un tel service.
En octobre 2013, la métropole de Lyon a mis en place un deuxième service d’autopartage, baptisé Bluely. Entièrement financé par le groupe Bolloré, il proposait uniquement des voitures électriques à la disposition des habitants de Lyon et de Villeurbanne ainsi que certaines communes de la proche banlieue. Dans un premier temps, il disposait d'une flotte de 130 véhicules en 2013, avant d'atteindre 270 véhicules répartis sur 101 stations en 2019. Le service Bluely a cependant cessé ses activités le 31 août 2020.

#### Desserte ferroviaire

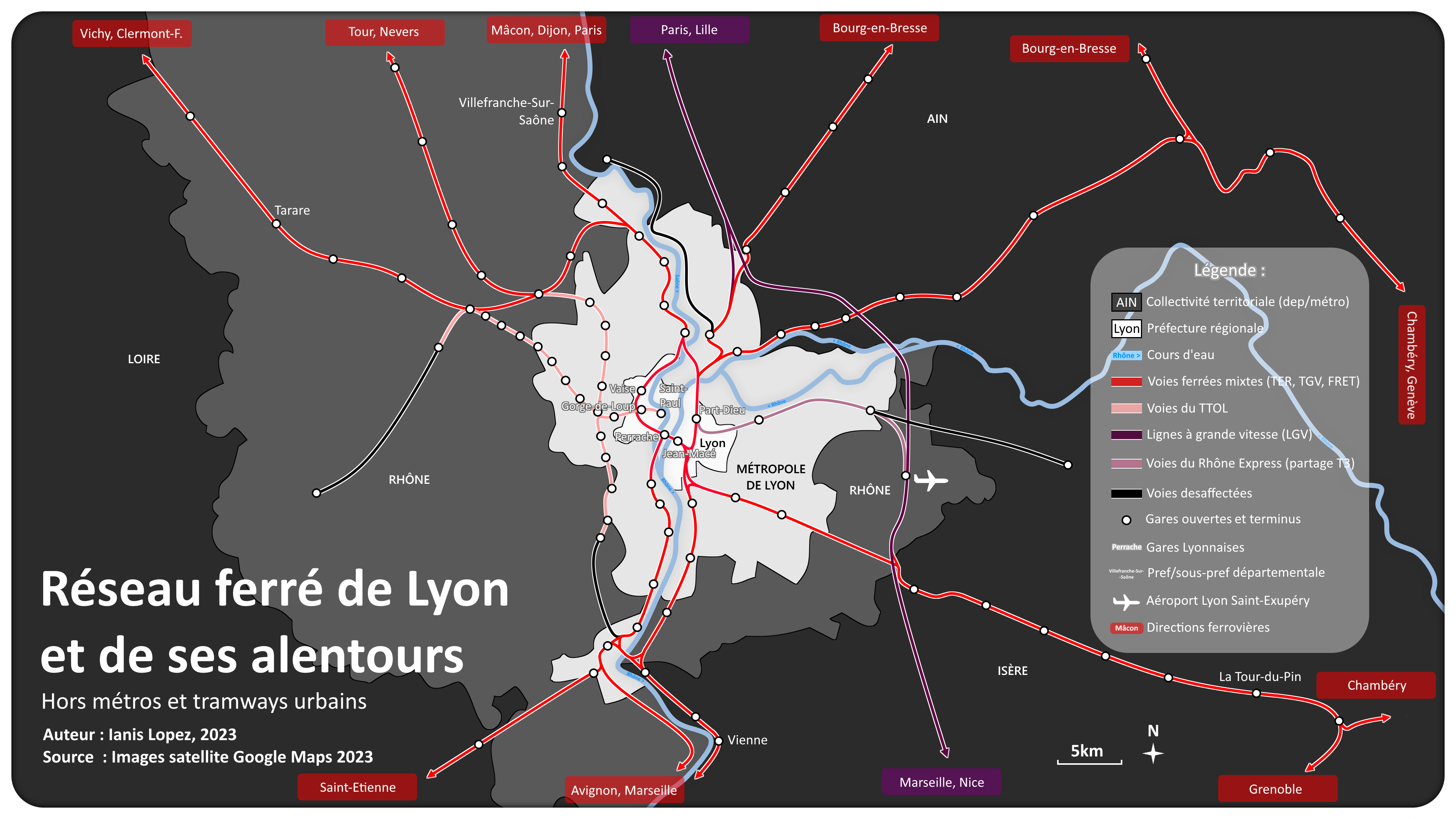
Le réseau de voies ferrées en région lyonnaise.

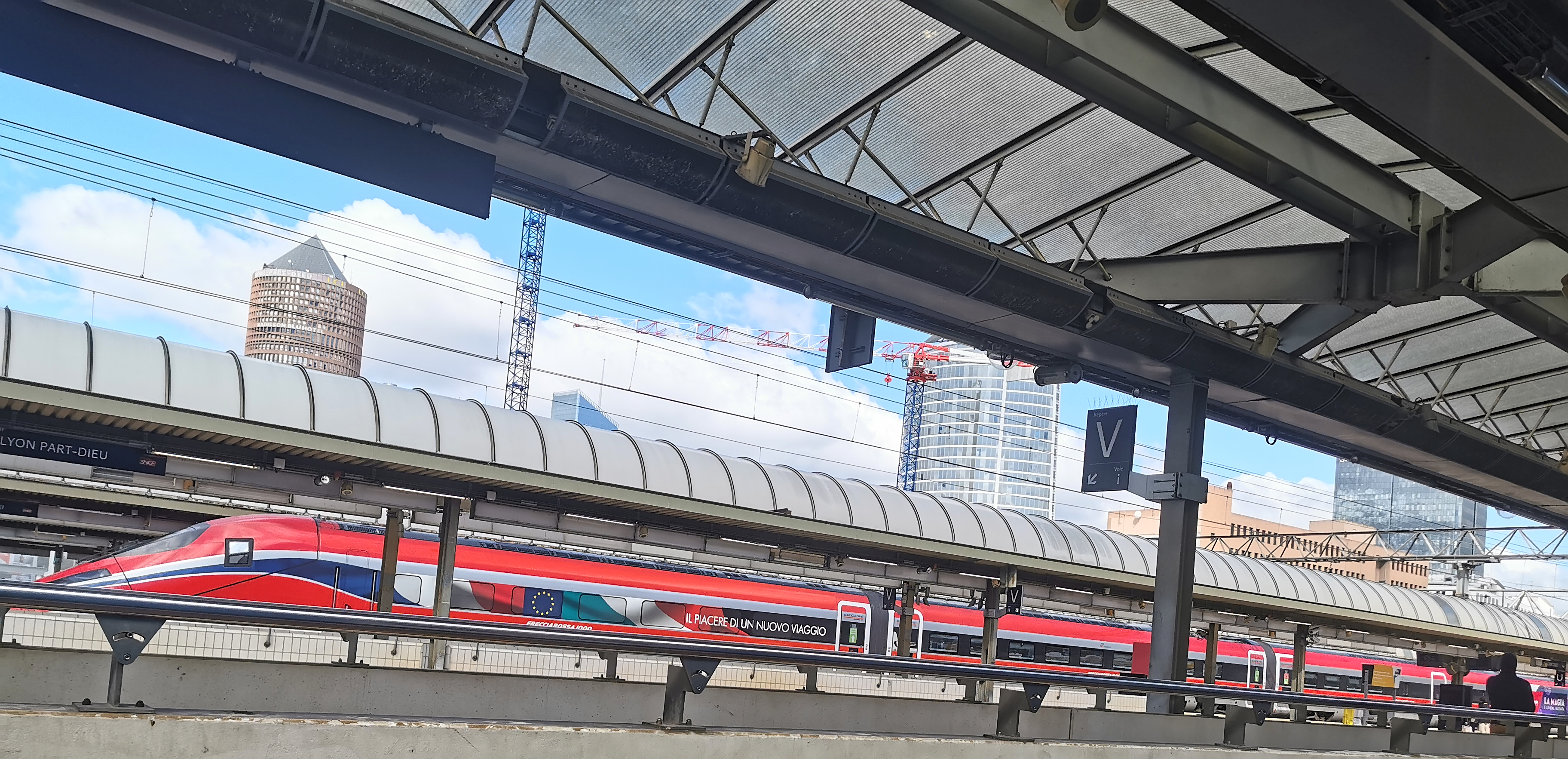
Voie I, gare de Lyon-Part-Dieu

La Gare de Lyon-Saint-Exupéry TGV par Santiago Calatrava.

Lyon intra-muros est desservie par six gares SNCF :
- La gare de Lyon-Part-Dieu a été mise en service en 1983 en remplacement de Lyon-Brotteaux pour l'arrivée du TGV Paris-Lyon. C'est la première gare de Lyon en nombre de voyageurs avec 32,6 millions de voyageurs pour l'année 2018[46]. Elle est également la première gare française pour le nombre de passagers en correspondance[47] ;
- La gare de Lyon-Perrache, située au cœur de la Presqu'île est historiquement la première gare lyonnaise, construite par la Compagnie du PLM, inaugurée en juin 1857. C'est aujourd'hui la seconde pour la fréquentation, avec 6,1 millions de voyageurs en 2017[46] ;
- La gare de Lyon-Saint-Paul constitue le terminus des lignes TER en provenance de L'Arbresle, Sain-Bel, Lozanne et Brignais ;
- Des TER desservent également Lyon-Vaise, Lyon-Gorge-de-Loup et Lyon-Jean Macé, ouverte en décembre 2009.

230 TGV passent chaque jour par les gares Part-Dieu et Perrache. Une troisième gare TGV, Lyon-Saint-Exupéry TGV, se trouve au sein de l'aéroport de Lyon-Saint-Exupéry, en dehors de Lyon. L'agglomération lyonnaise est ainsi un véritable nœud ferroviaire relié aussi bien à l'axe principal Paris - Marseille (par LGV ou réseau classique) qu'à d'autres nombreuses lignes. D'autres gares (Lyon-Saint-Clair, Lyon-Brotteaux et Lyon-Saint-Rambert-L'Île-Barbe) ont elles été déchargées de tout trafic, au profit de la Part-Dieu et de Perrache. En outre, Lyon accueille depuis le 31 mars 2009 le seul Technicentre TGV destiné à l'entretien courant des rames situées hors de la région Île-de-France.

#### Aéroports

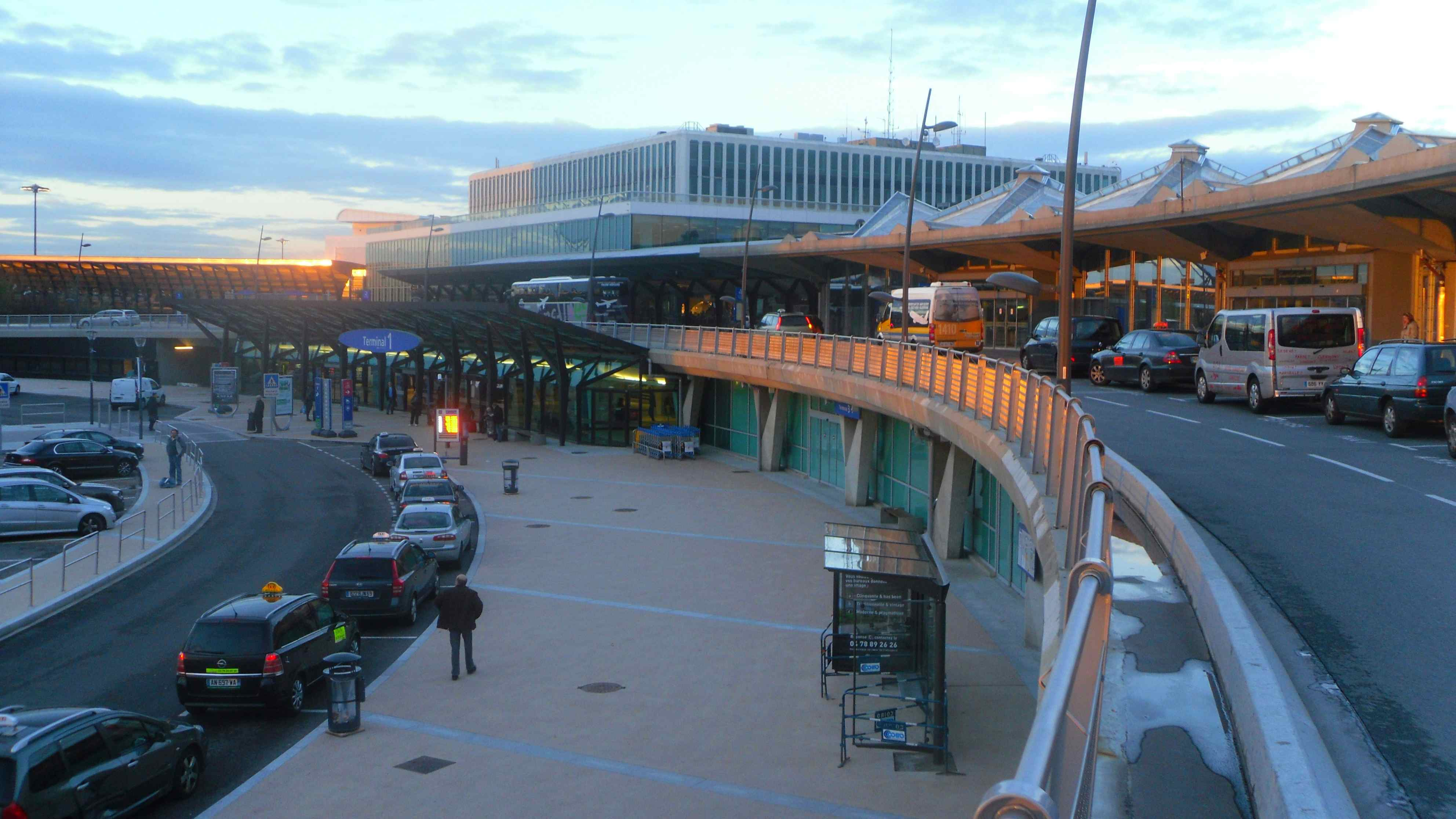
L'aéroport international de Lyon Saint-Exupéry

Lyon est dotée de deux plates-formes aériennes gérées à l'origine par la Chambre de commerce et d'industrie de Lyon. L'aéroport de Lyon-Bron a été inauguré dès 1924 et a vu se développer l'Aéropostale et le trafic des voyageurs pendant la période de l'entre-deux-guerres. Devenu trop exigu, le premier aéroport se voit déchargé en 1975 des activités aéroportuaires en faveur de l'aéroport international Lyon-Saint-Exupéry, situé à 25 km plus à l'est. En octobre 2016, un décret officialise la privatisation de l'aéroport de Lyon et la vente de la participation de 60 % de l'État à un consortium composé de Vinci, Predica et de la Caisse des dépôts et consignations pour 535 millions d'euros. Lyon-Bron est, aujourd'hui, dévolu à l'aviation privée et d'affaires.
Aujourd'hui, Saint-Exupéry est considéré comme le deuxième aéroport de province après l'aéroport de Nice-Côte d'Azur et relie Lyon à la plupart des capitales et des grandes métropoles européennes. Plus d'une centaine de villes sont reliées une ou plusieurs fois par semaine, certaines jusqu'à cinq fois par jour, comme Londres. En 2008, une ligne transatlantique, assurée par la compagnie américaine Delta Air Lines avait été mise en place et reliait de nouveau Lyon à New York, mais cette ligne a dû fermer à cause de difficultés à rentabiliser la ligne à la suite de la crise. En 2016, la compagnie canadienne Air Canada décide d'ouvrir une autre ligne annuelle transatlantique, vers Montréal, qui n'était alors reliée à Lyon que par Air Transat l'été. En 2018, l'aéroport Lyon-Saint-Exupéry a traité 11 millions de passagers. Une idée de Pierre-François Unger était de délester l'aéroport international de Genève d'une partie de son trafic au profit de Saint-Exupéry en reliant cet axe par une ligne ferroviaire mettant moins d'une heure, toutefois non concrétisée.

#### Ports
Le Rhône est géré par la Compagnie nationale du Rhône (CNR). Le port Édouard-Herriot, dans le 7e arrondissement, est le seul situé sur le bord du fleuve.

### Risques naturels et technologiques

#### Risque sismique
Lyon est dans une zone d'aléa sismique faible, selon le programme national de prévention du risque sismique, le plan Séisme, date du 9 janvier 2015.

## Toponymie
Le nom de la localité est attesté sous les formes Lugdon, Luon puis Lyon depuis le XIIIe siècle.
L'ancien Lugdun, Lugdunon, latinisé en Lugdunum est composé de deux mots gaulois : de Lug un dieu celtique (chargé de l'ordre et du droit) et dunos (« forteresse », « colline »), l'ensemble désignant donc « la forteresse de Lug ». Lug est un dieu celtique dont le messager est un corbeau, c'est l'équivalent chez les germaniques du dieu Wotan toujours accompagné par ses deux corbeaux Ugin et Munin. Ce serait donc la « colline du dieu Lug » ou la « colline aux corbeaux ». Julius Pokorny rapproche la première partie du mot du radical indo-européen *lūg (« sombre, noir, marais ») et le rapproche de Ludza en Lettonie, Lusace en Allemagne (du sorabe Łužica), Lužice en Tchéquie ; sur cette base, on pourrait également le rapprocher de Luze en Franche-Comté et divers hydronymes comme la Louge. La signification du toponyme serait alors la « colline » ou le « mont lumineux ».
Lugdunum désigne donc originellement la colline de Fourvière, sur laquelle est fondée la ville antique de Lyon.
Plus bas, dans l'actuel quartier Saint-Vincent, se situait le village gaulois de Condate, probablement simple hameau de mariniers ou pêcheurs vivant en bord de Saône. Condate est un mot gaulois signifiant confluent, qui a donné son nom au quartier de la Confluence.
La ville, à l'époque romaine, est appelée Caput Galliæ, « capitale des Gaules » (voir Lyon sous l'Antiquité). Héritage de ce titre prestigieux, l'archevêque de Lyon est encore aujourd'hui appelé le Primat des Gaules.
Pendant la période révolutionnaire, Lyon se retrouva baptisée Commune-Affranchie le 12 octobre 1793 par un décret de la Convention nationale. Elle reprit son nom dès 1794, après la fin de la Terreur.
Lyon se nomme Liyon en francoprovençal (voir frp:Liyon).

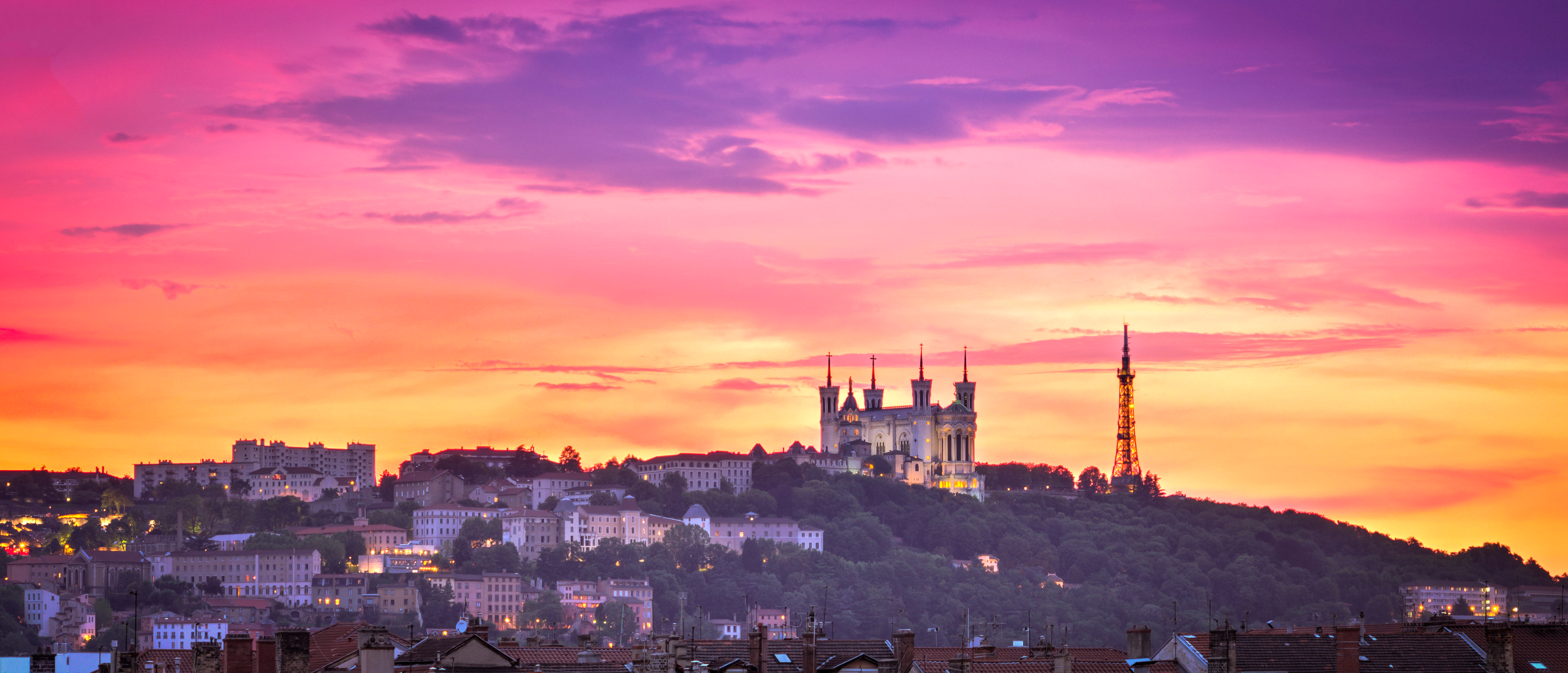
Vue sur Fourvière.

## Histoire

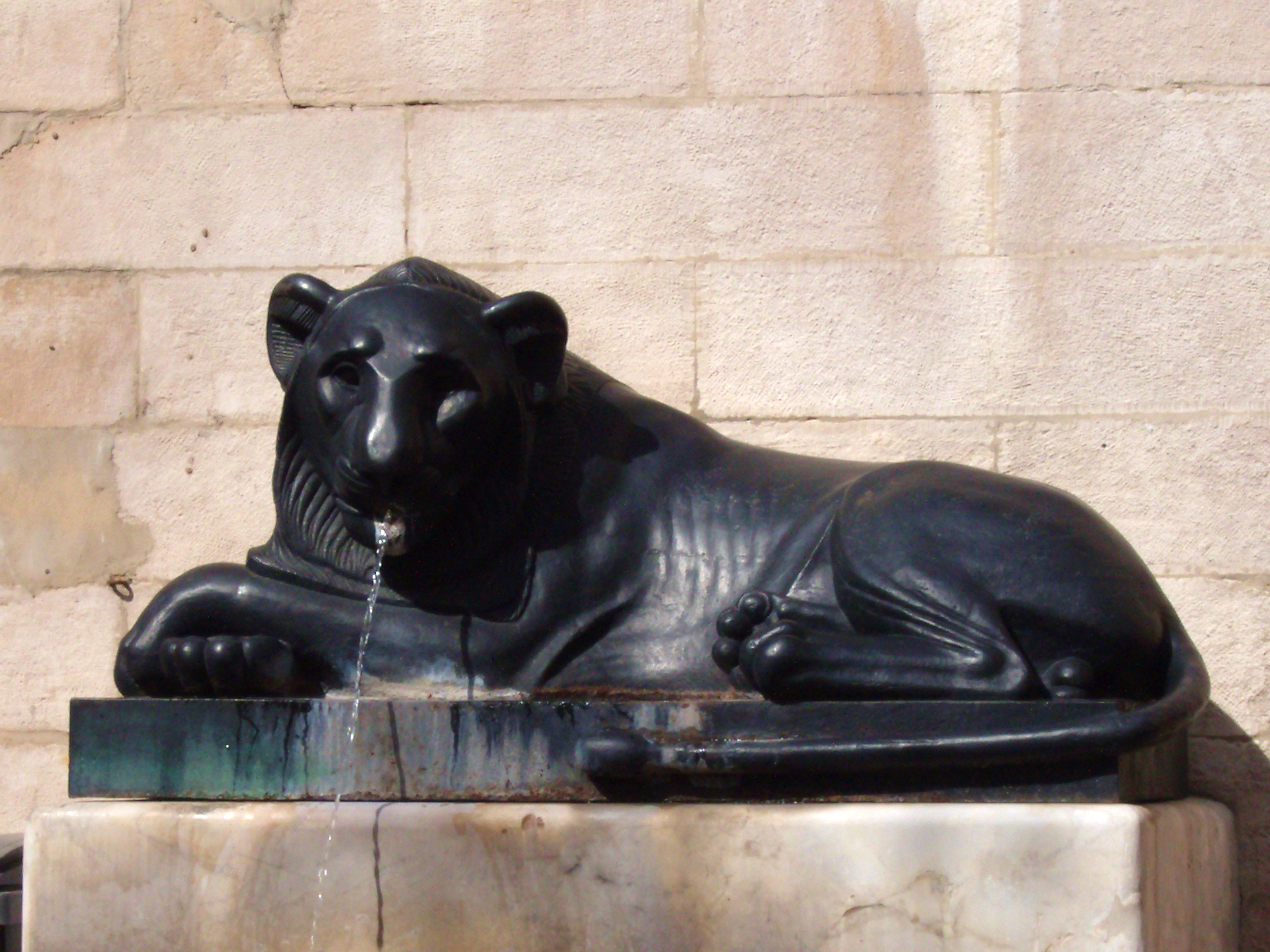
Le lion, très représenté dans la ville, est le symbole de Lyon.

Si le lieu semble habité depuis la Préhistoire, la première ville, Lugdunum, date de 43 av. J.-C. Sous l'Empire romain, Lyon devient une puissante cité, capitale de la Gaule romaine. La chute de l'Empire romain la relègue à un rôle secondaire dans l'espace européen en raison de son éloignement des centres de pouvoir. Puis la division de l'Empire carolingien la place en position de ville frontière. Jusqu'au XIVe siècle, le pouvoir politique est tout entier entre les mains de l'archevêque, qui protège jalousement l'autonomie de sa ville. Il faut attendre 1312-1320 pour voir l'institution consulaire contrebalancer son pouvoir, au moment même où la cité intègre définitivement le royaume de France.
À la Renaissance, Lyon se développe considérablement et devient une grande ville commerçante européenne. Ce second âge d'or est fauché par les guerres de Religion. Durant la monarchie absolue, Lyon reste une cité française moyenne, dont la principale richesse est le travail de la soie. La Révolution dévaste la ville, qui s'oppose en 1793 à la Convention. Prise militairement, elle est sévèrement réprimée et sort de la tourmente révolutionnaire très affaiblie.
Napoléon aide à son redressement par un soutien aux soyeux, qui arrive en même temps que la mise au point du métier Jacquard. C'est le point de départ d'un essor économique et industriel qui dure jusqu'à la Première Guerre mondiale. Durant le XIXe siècle, Lyon est une ville canut et connaît en 1831 et 1834 de violentes révoltes ouvrières. La Belle Époque marque la fin de la domination de la soie lyonnaise et l'essor de nombreuses autres industries (automobiles, chimie, électricité). La municipalité, quant à elle, retrouve ses pouvoirs avec la Troisième République et s'engage dans un long siècle de radicalisme, qui se termine avec Édouard Herriot en 1957. La Seconde Guerre mondiale voit Lyon, une des principales villes de la zone libre, être le centre des plus grands réseaux de la Résistance. Jean Moulin, notamment, les unifie au sein des Mouvements unis de la Résistance.
À la sortie de la guerre, Lyon se redresse rapidement et connaît un vigoureux développement urbain, avec l'édification d'un grand nombre de quartiers d'habitation. Dotée d'industries puissantes et d'un secteur tertiaire en plein essor, la ville tient son rang de grande métropole française et européenne.
Une citation de l'historien Fernand Braudel présente bien la richesse et la complexité de l'histoire de Lyon :

« Le destin de Lyon n’est pas plus simple que celui du fleuve. Toute ville, sans doute, est un être compliqué, Lyon plus qu’une autre, qui frappe l’historien par sa richesse, ses brusques transformations, ses originalités, voire ses étrangetés. Elle n’est pas la même d’un siècle au siècle suivant et, plus contrainte qu’allant de son plein gré, elle passe sans fin d’une originalité à une autre. Elle est, à elle seule, un difficile problème de l’historien de France, peut-être le problème clef, sûrement l’indicateur clef. »

### Préhistoire et Antiquité
Du Néolithique jusqu'au second âge du fer, les différentes découvertes de nombreuses traces d'habitats et d'objets en tout genre attestent l'existence d'un relais de commerce de vin entre le littoral méditerranéen et le Nord (VIe siècle av. J.-C.). En l'absence d'artéfacts plus élaborés, on ne peut à cette époque parler de village ou de ville. Sur la colline de Fourvière, on a retrouvé des milliers d'amphores. Il est possible qu'il s'agisse d'un lieu où les chefs gaulois se rassemblaient pour festoyer en l'honneur du dieu Lug.

#### Tête des Gaules
Lucius Munatius Plancus fonde sur le site une colonie romaine sous le nom de Colonia Copia Felix Munatia Lugdunum en 43 av. J.-C. Les débuts de la colonie sont mal connus. Elle n'est pas pourvue de muraille, tout au plus une levée de terre l'entoure avec fossés et palissades à l'image des camps romains. Mais la ville de terre et de bois laisse la place à des bâtiments aux soubassements en maçonnerie de pierres. L'essor de la cité est rapide du fait de son emplacement éminemment stratégique. Le nom de la cité évoluera en Colonia Copia Lugdunum.
En 27 av. J.-C., Agrippa, gendre et légat d'Auguste, divise la Gaule. Lugdunum devient la capitale de la province de Gaule lyonnaise et le siège du pouvoir impérial pour les trois provinces gauloises, et devient la Caput Galliarum, la « Capitale des Gaules ». Dès 19 av. J.-C., Auguste aménage le réseau urbain, qui accueille les quatre voies ouvertes à travers la Gaule à partir de Lugdunum. Avec la venue des différents empereurs successifs, la ville va s'agrandir, s'embellir et s'enrichir. Deux empereurs romains sont nés à Lyon : Claude, né en 10 av. J.-C. et Caracalla, né en 186. En 64, les notables de Lugdunum ont connaissance du grand incendie de Rome, et envoient quatre millions de sesterces d’aide pour la reconstruction. L’année suivante, en 65, Lugdunum est à son tour victime d’un incendie ; Néron fait à son tour un don de quatre millions de sesterces à Lugdunum pour sa reconstruction.
La position clé de Lugdunum, au confluent de l’Arar (Saône) et du Rhodanus (Rhône), en fait un important port fluvial. C'est aussi un nœud routier de premier ordre, relié d'une part à Rome par le Sud de la Gaule (la Narbonnaise), la vallée du Rhône et Marseille, et d'autre part à l'Aquitaine et l'Armorique, la vallée de la Seine et le port de Boulogne, lien vers l'île de Bretagne ; elle permet d'accéder au Rhin, par la vallée du Doubs ou via l'Helvétie, pour tenir la frontière (le « limes ») face à la Germanie ; elle sera ensuite directement reliée à l'Italie par les vallées des Alpes, après la soumission des tribus alpines encore indépendantes. Cette double position met en contact à Lugdunum l'ensemble de la Gaule du Nord et de l'Ouest avec le reste de l'Empire. Son statut de colonie romaine accordé par le Sénat et le rôle de capitale des Gaules favorisent l'essor de la ville.
Sous les Flaviens (de 69 à 96), puis sous les Antonins (de 96 à 192), Lugdunum prospère, et connaît la paix à l'instar du monde romain. Sa population est estimée entre 50 000 et 80 000 habitants, ce qui en fait l'une des plus grandes villes de la Gaule avec Narbo Martius (Narbonne). La ville s'étale principalement sur quatre zones particulièrement délimitées : la ville haute (lieu où a été fondée la colonie originelle), le bourg celtique de Condate, les Canabæ et la rive droite de la Saône, en contrebas de la ville haute. Les nécropoles sont situées le long des voies d'accès à la cité.

#### Déclin
Sous les Sévères (193-235), la ville va commencer à décliner, en raison notamment des querelles de successions impériales. Clodius Albinus, un prétendant au trône, s'installe à Lugdunum en 193 pour attendre et affronter Septime Sévère. Il est défait lors de la bataille de Lugdunum et Sévère pille la cité.
À la fin du IIIe siècle lors des réorganisations de la Tétrarchie, Lugdunum perd son rang de capitale des Gaules en 297, au profit de Trèves, plus proche de la frontière du Rhin. Lugdunum n'est plus que le siège administratif de la petite province de Première Lyonnaise (Lyonnais, Bourgogne et Franche-Comté).
Dans les premières années du IVe siècle, la cité perd son approvisionnement en eau en raison du pillage des canalisations en plomb des aqueducs, qui ne parviennent pas à être remplacés par des autorités locales défaillantes. Cela entraîne un déplacement de la population, qui quitte le plateau de Fourvière pour se réfugier près du fleuve.
La fin de l'Antiquité lyonnaise est annoncée par l'installation de Burgondes en Sapaudie comme peuple fédéré par le général romain Ætius, après la destruction de leur royaume près du Rhin. Ils y créent un nouveau royaume, indépendant de l'Empire romain déliquescent ; et y intègrent Lyon, dont ils font une de leurs capitales.

#### Christianisation
Les premières implantations du christianisme en Gaule nous sont connues par une lettre retranscrite par Eusèbe de Césarée dans son Histoire ecclésiastique. Elle permet de dater l'implantation du christianisme dans la ville au milieu du IIe siècle. Lyon est un lieu favorable à cette arrivée par sa situation centrale dans les courants d'échange européens, et la forte proportion d'étrangers circulant et s'établissant en ville. Durant les premiers temps (jusqu'au IIIe siècle), Lyon semble être la seule cité gauloise à disposer d'un évêque.
L'épisode le mieux connu de cette christianisation est celui des martyrs de 177. Décrit par la lettre de saint Irénée reprise par Eusèce de Césarée, il montre les morts de saint Pothin et sainte Blandine, entre autres.
Durant le IVe siècle, la ville ferme et détruit ses temples païens et réorganise sa vie sociale autour de son évêque et du calendrier de l'Église. Lyon devient l'un des centres intellectuels de la chrétienté, illustré au Ve siècle par Sidoine Apollinaire.

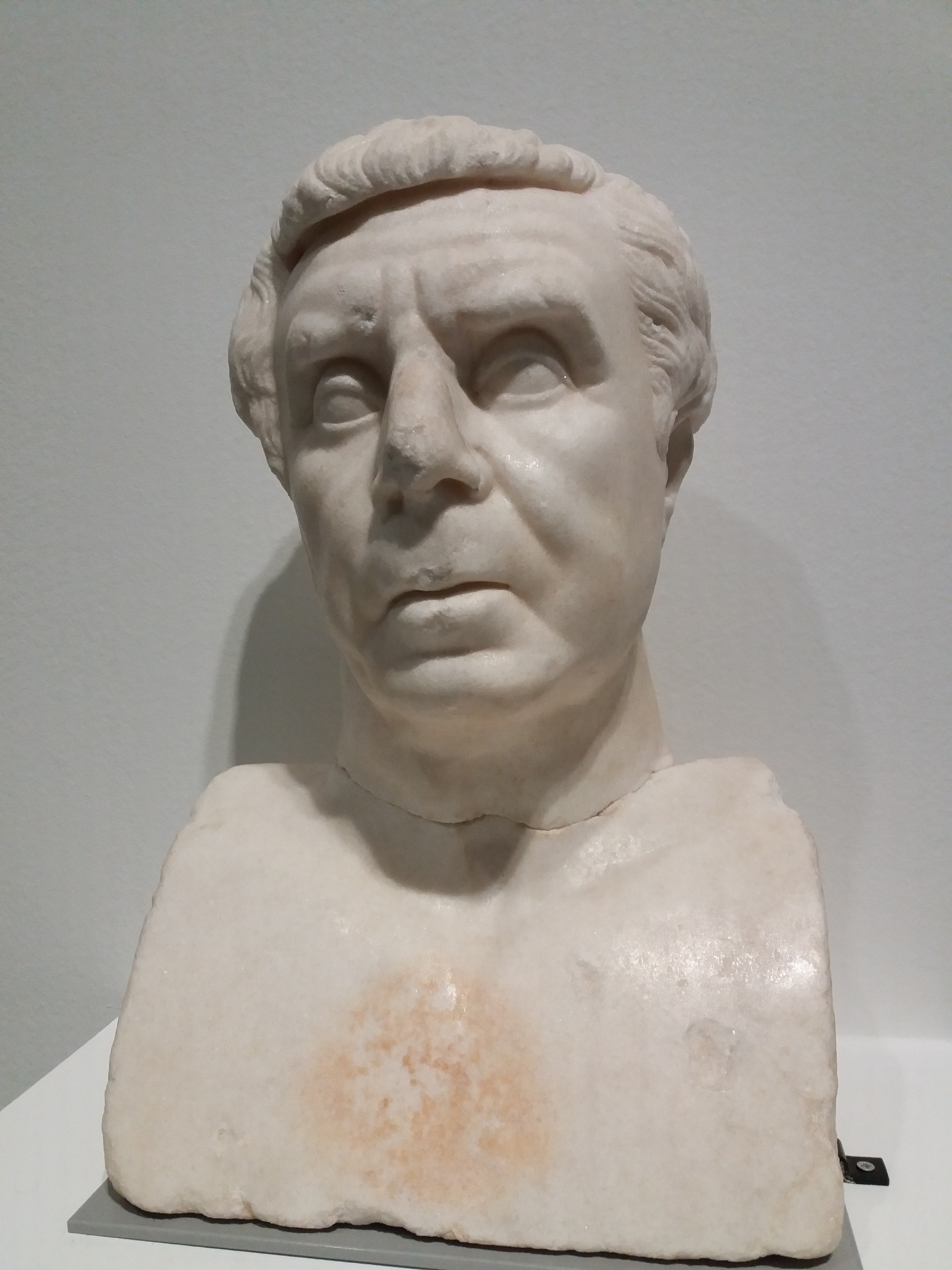
Buste supposé de Lucius Munatius Plancus, fondateur de la cité en 43 av. J.-C.
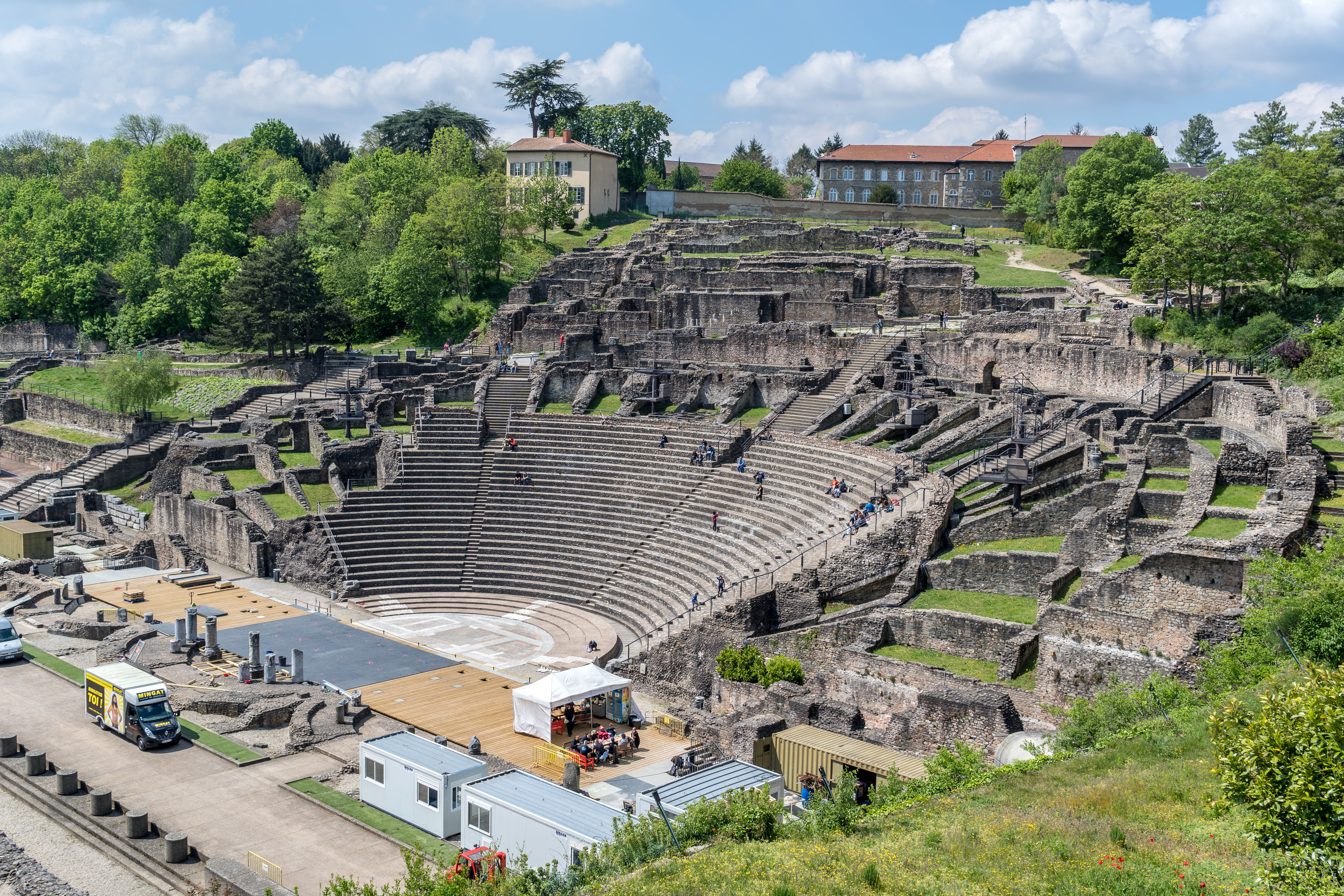
Le théâtre antique de Lyon, adossé à la colline de Fourvière.
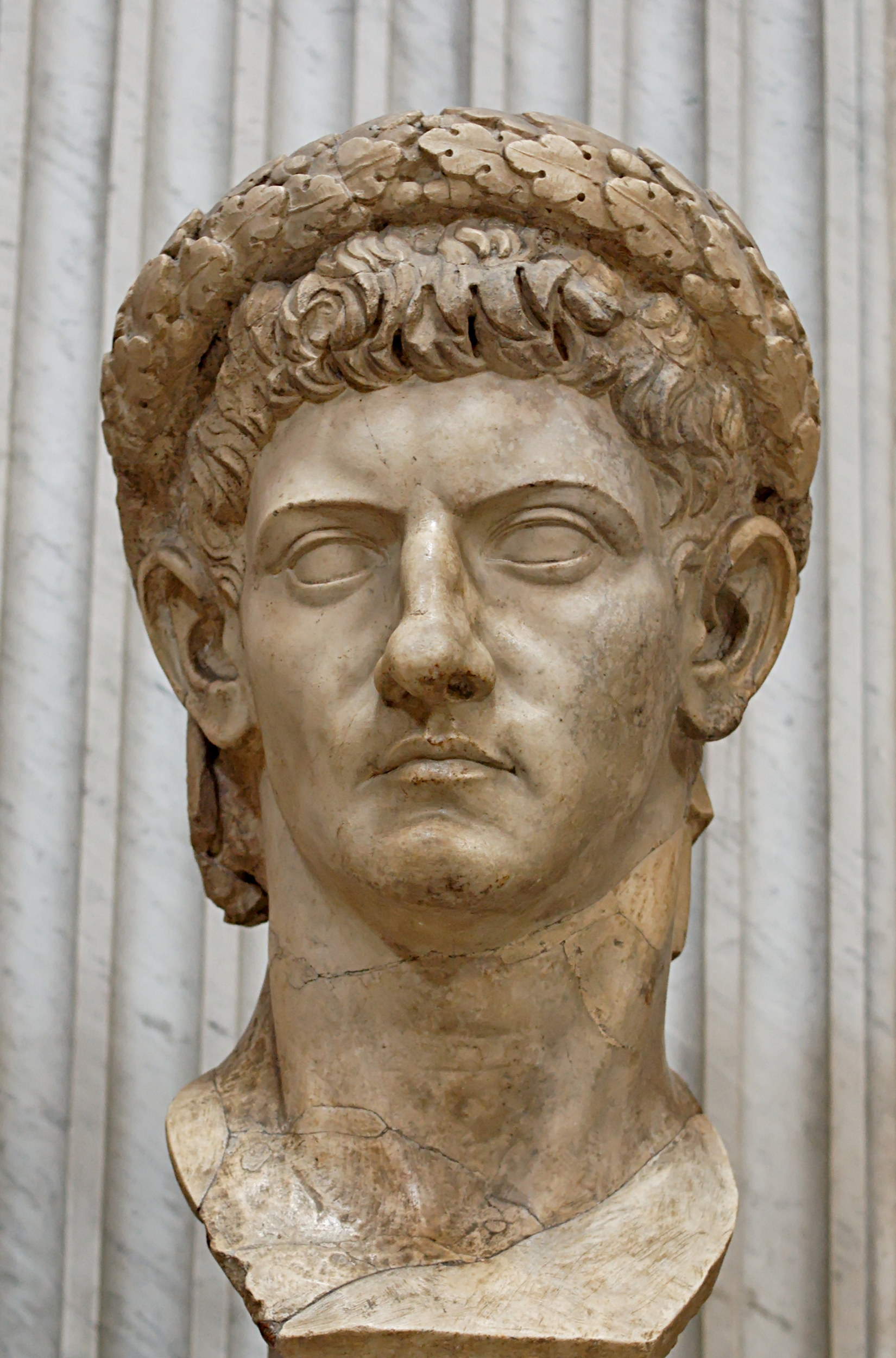
Buste de Claude, empereur romain né à Lyon.
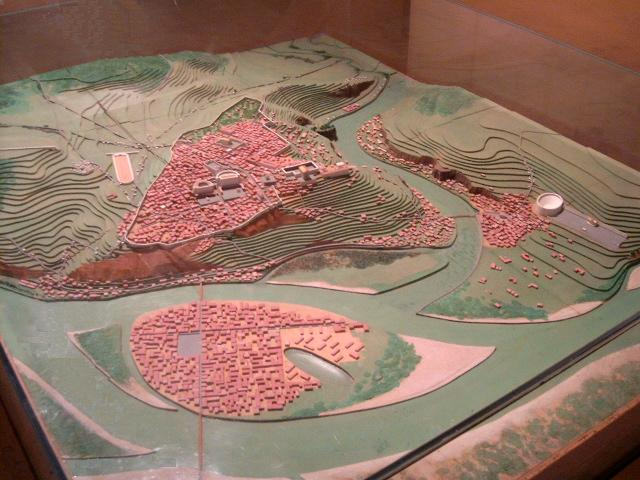
Maquette de Lugdunum, ancienne capitale des Gaules conservée au musée gallo-romain de Fourvière.

### Moyen Âge
Lyon, durant le Moyen Âge, se présente comme une cité d'importance moyenne, loin des centres de pouvoir, des grands courants d'échanges, peu impliquée par les grands conflits qui secouent les grandes puissances.

#### Histoire topographique et démographique
Durant toute la première moitié du Moyen Âge, Lyon est repliée sur les deux rives de la Saône. Du Ve au Xe siècle, les sources et les études archéologiques manquent pour décrire précisément la ville, mais il semble qu'il y ait peu d'évolutions, pas de constructions civiles d'ampleur et peu de nouveaux établissements religieux.
Avec le tournant de l'an mil, la cité rhodanienne recommence à se développer. Des XIe et XIIe siècles datent les constructions du château de Pierre Scize et le rempart qui entoure le quartier canonial de Saint-Jean. Dans le domaine civil, le premier pont de pierre de Lyon, sur la Saône, est construit au niveau de la place du Change et achevé dans les années 1070. Dans le domaine religieux, Lyon rénove lourdement plusieurs églises : celle de l'île Barbe, d'Ainay, par exemple. Saint-Just est entièrement reconstruite, près de l'ancien emplacement. Le chantier le plus important est toutefois celui de la cathédrale Saint-Jean, entamé par l'archevêque Guichard de Pontigny à partir des années 1170, et qui se poursuit les siècles suivants
.
Du XIIIe au XVe siècle, les transformations urbaines restent modestes. La ville se développe très lentement, poursuivant les œuvres engagées auparavant. La grande nouveauté est la construction fin XIIe siècle d'un pont de bois sur le Rhône. Pour le remplacer, un deuxième est construit à côté, en pierre, travail considérable qui engloutit des fortunes et n'est achevé qu'à la fin du XIVe siècle,. En cette fin de Moyen Âge, les nouveaux bâtisseurs sont les ordres mendiants, qui s'établissent en ville, et en particulier à sa périphérie proche. Dans le domaine religieux, un certain nombre d'églises sont rénovées, telle église Saint-Nizier, dont le clocher nord accueille le beffroi.

#### Histoire politique et religieuse
Lyon est une des capitales du royaume de Bourgogne de 470 à 534,, date à laquelle elle passe, comme le royaume bourguignon, sous l'autorité des Mérovingiens.
La cité est un foyer de la renaissance carolingienne, sous l'impulsion de son archevêque Leidrade (ami d'Alcuin), du diacre Florus, puis d'Agobard de Lyon. Après le traité de Verdun et la succession de Charlemagne, la ville revient, avec le royaume de Bourgogne à Lothaire, comme le reste de la rive orientale de la Saône. Situés toutefois loin des centres de pouvoir, ses dirigeants religieux restent assez indépendants des différents pouvoirs qui règnent nominalement dessus, tout en restant sous l'influence des différentes formes du royaume de Bourgogne. Aux IXe et Xe siècles, les raids et pillages qui secouent les régions environnantes (les Normands remontent le Rhône, et, en 911, les Hongrois ravagent la Bourgogne), ne semblent pas atteindre Lyon.
La ville dispose d'une certaine influence sur le plan religieux. L'archevêque de Lyon est élevé au rang de Primat des Gaules par le pape Grégoire VII dès 1078, même si cette distinction est essentiellement honorifique. Deux conciles sont organisés au XIIIe siècle, et elle accueille des papes à plusieurs reprises : Innocent IV y séjourne, Clément V y est couronné, Jean XXII y est élu et couronné. Lyon voit également la naissance de l'Église évangélique vaudoise, avec les prêches de Pierre Valdo qui commencent au sein de la ville vers 1170. Mais le mouvement disparaît de l'histoire de Lyon dès que l'initiateur du mouvement est chassé par le diocèse local, en 1183.
Si, au cours des XIe et XIIe siècles, l'archevêque de Lyon parvient à rester seul maître de la ville malgré les tentatives de la dynastie du Forez, il ne parvient qu'à freiner le mouvement d'émancipation des bourgeois de la ville. Ceux-ci obtiennent en 1320 la charte dite de la Sapaudine, qui institue leur autonomie et leur maîtrise de la cité. Les bourgeois l'ont obtenu après des décennies de lutte et avec l'appui du roi de France Philippe IV le Bel, qui englobe définitivement Lyon dans son royaume en 1312.
Pendant la Guerre de Cent Ans, Lyon, proche du duché de Bourgogne, est sollicitée pour prendre son parti. Après avoir maintenu sa neutralité durant le plus longtemps possible, elle reste fidèle aux rois de France, sans subir de combats. Comme toutes les villes de France, Lyon doit répondre à une charge fiscale de guerre très importante, ce qui déclenche les révoltes de 1393 et de 1436.

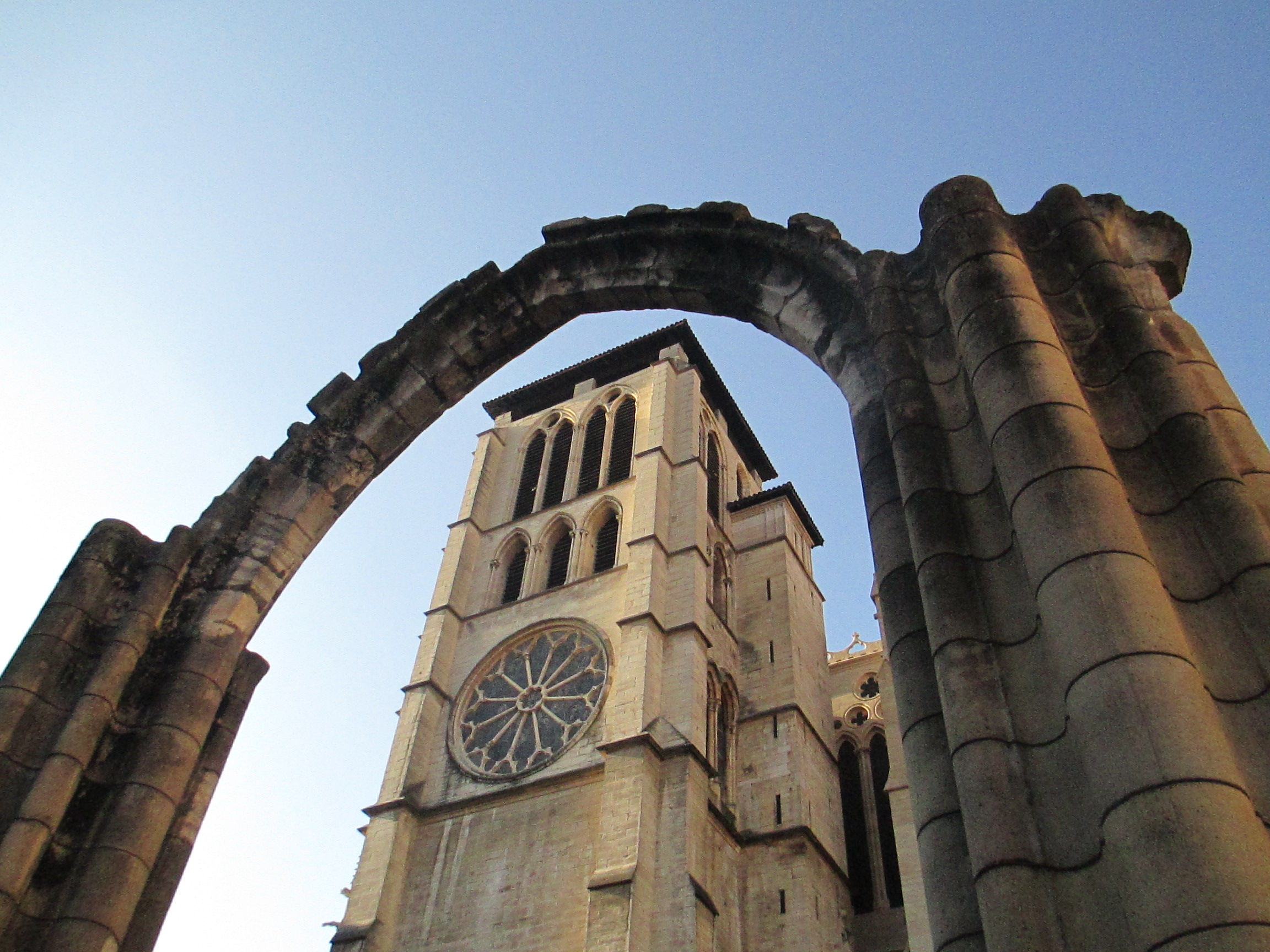
Vestiges de l'église Saint-Étienne, première église de Lyon au sein du groupe cathédral.
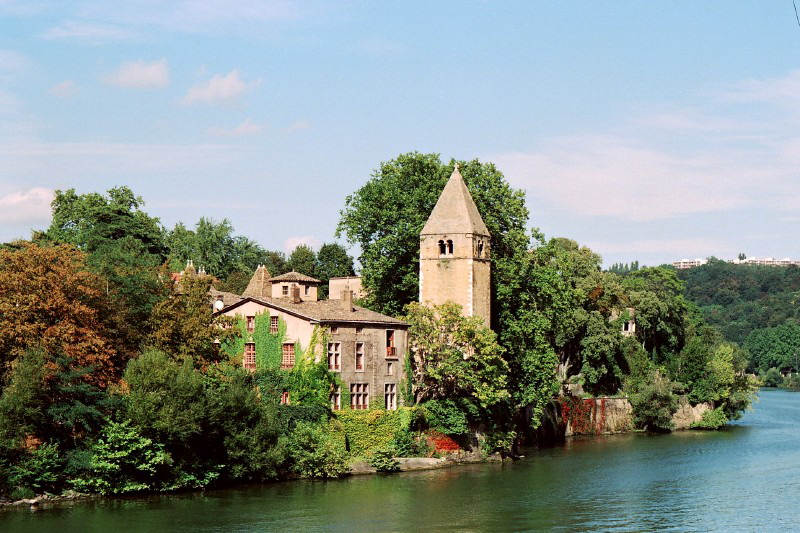
L'église Notre-Dame de l'île Barbe, autrefois intégrée dans une grande abbaye.
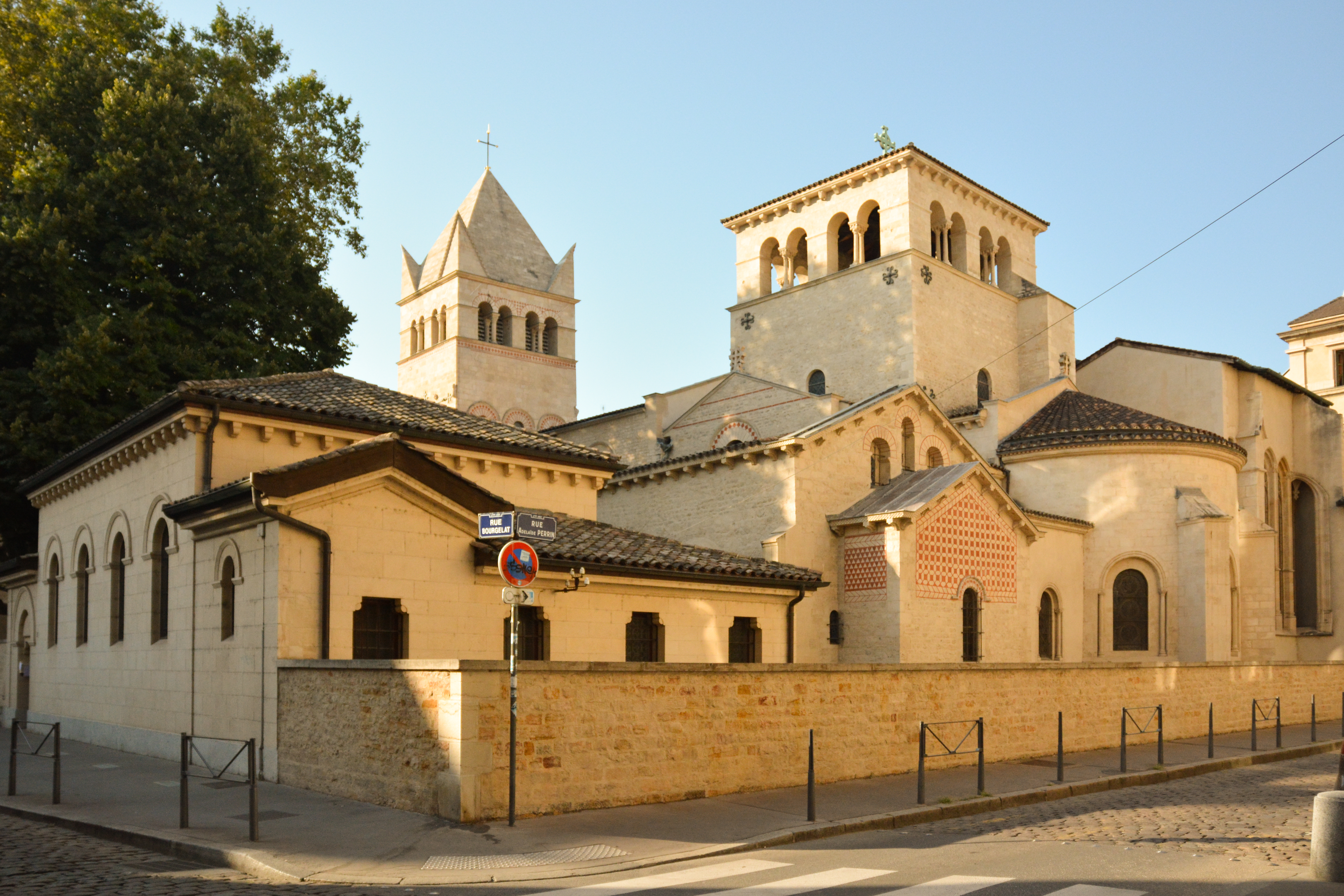
La basilique d'Ainay, ancienne église abbatiale.
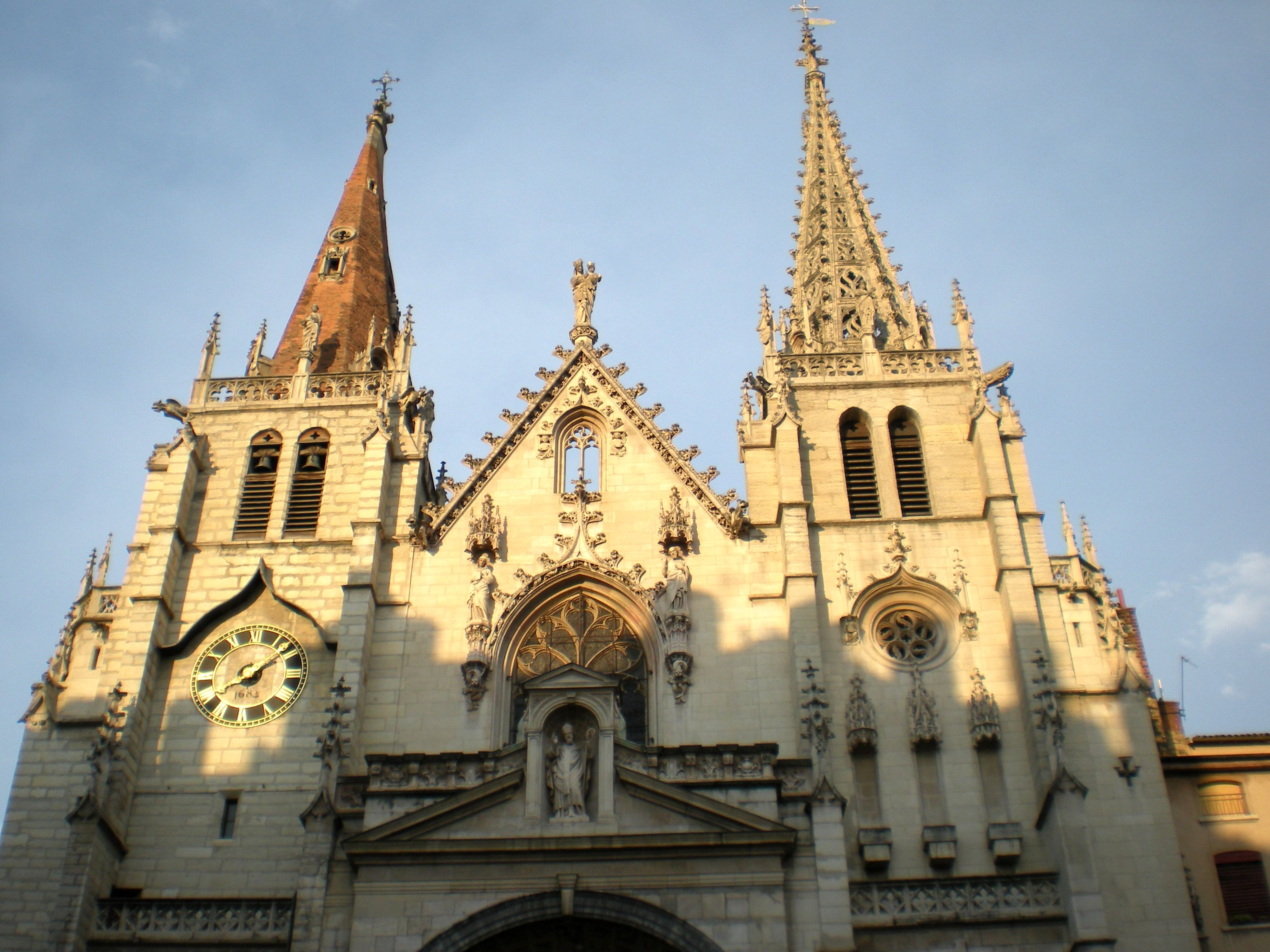
La flèche gauche de l'église Saint-Nizier accueillit le premier beffroi de la ville.

### Renaissance et guerres de Religion
Cette période est l'un des âges d'or de la ville. S'enrichissant considérablement, sa population augmente suffisamment pour quasi tripler avec un pic vers 60 000 à 75 000 habitants. Malgré cette croissance démographique, la ville ne repousse pas ses murailles, se densifiant par le lotissement de nombreux terrains cultivés et le rehaussement des immeubles. De nombreux bâtiments de cette époque subsistent dans le Vieux Lyon. C'est de cette époque que datent les traboules, passages à travers les cours d'immeubles permettant de se rendre d'une rue à une autre rue parallèle. Elles nécessitaient moins de place que la construction de rues ou ruelles transversales.
La croissance économique de Lyon en fait alors une des villes les plus prospères d'Europe, grâce au succès des quatre foires annuelles. L'ensemble du grand commerce européen passe désormais et pour un siècle par Lyon, et les plus grandes banques de l'époque, essentiellement italiennes s'installent en ville, dont les Médicis, les Gadagne ou les Gondi. Lyon se développe également grâce à ses industries propres, dont les plus importantes sont la soierie et l'imprimerie avec notamment les imprimeurs Sébastien Gryphe, Étienne Dolet et Jean de Tournes.
A cette époque, plusieurs rois font des entrées triomphales dans la ville, offrant de véritables moments de fêtes aux habitants. Feux de joie, défilé, banquet, danses, musiques et saynètes théâtrales sont organisés pour marquer l'esprit du convive. Les entrées solennelles existent depuis le Moyen Âge, mais c'est bien à la Renaissance qu'elles expriment toutes leurs grandeurs. Elles participent considérablement au rayonnement de la ville. L'entrée d'Henri III en 1458 est particulièrement grandiose, d'après l'ouvrage écrit par Maurice Scève à cette occasion.
La succession des guerres d'Italie amène la cour de France à Lyon à de nombreuses reprises, en tant que plus grand ville du royaume avant les Alpes. Cette succession de grands personnages attire savants, artistes et poètes. C'est ainsi que se développe durant cette période une école lyonnaise de poésie, dont les plus grands représentants sont Maurice Scève et Louise Labé. Plusieurs artistes importants se fixent à Lyon, le plus notable étant Corneille de Lyon.
Les guerres de Religion mettent fin à la prospérité de la ville. Prise militairement par les protestants en 1562, Lyon est marquée notamment par les exactions du baron des Adrets, qui organise des massacres de catholiques, des pillages et des destructions d'édifices religieux. Le cloître Saint-Just est entièrement rasé, de nombreux iconoclastes mutilent les édifices catholiques, dont la cathédrale Saint-Jean. La ville mettra du temps à s'en remettre et ne retrouvera pas le prestige antérieur : la plupart des imprimeurs ont émigré à Genève ; de même, les grandes familles bancaires fuient Lyon à cette époque pour n'y jamais revenir (la ville abrite 75 banques italiennes en 1568, mais seulement 21 en 1597).

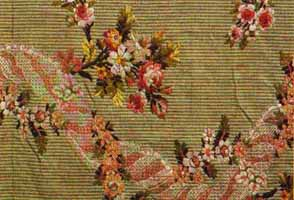
La soie avec l'imprimerie ont fait la fortune de la ville durant la Renaissance.
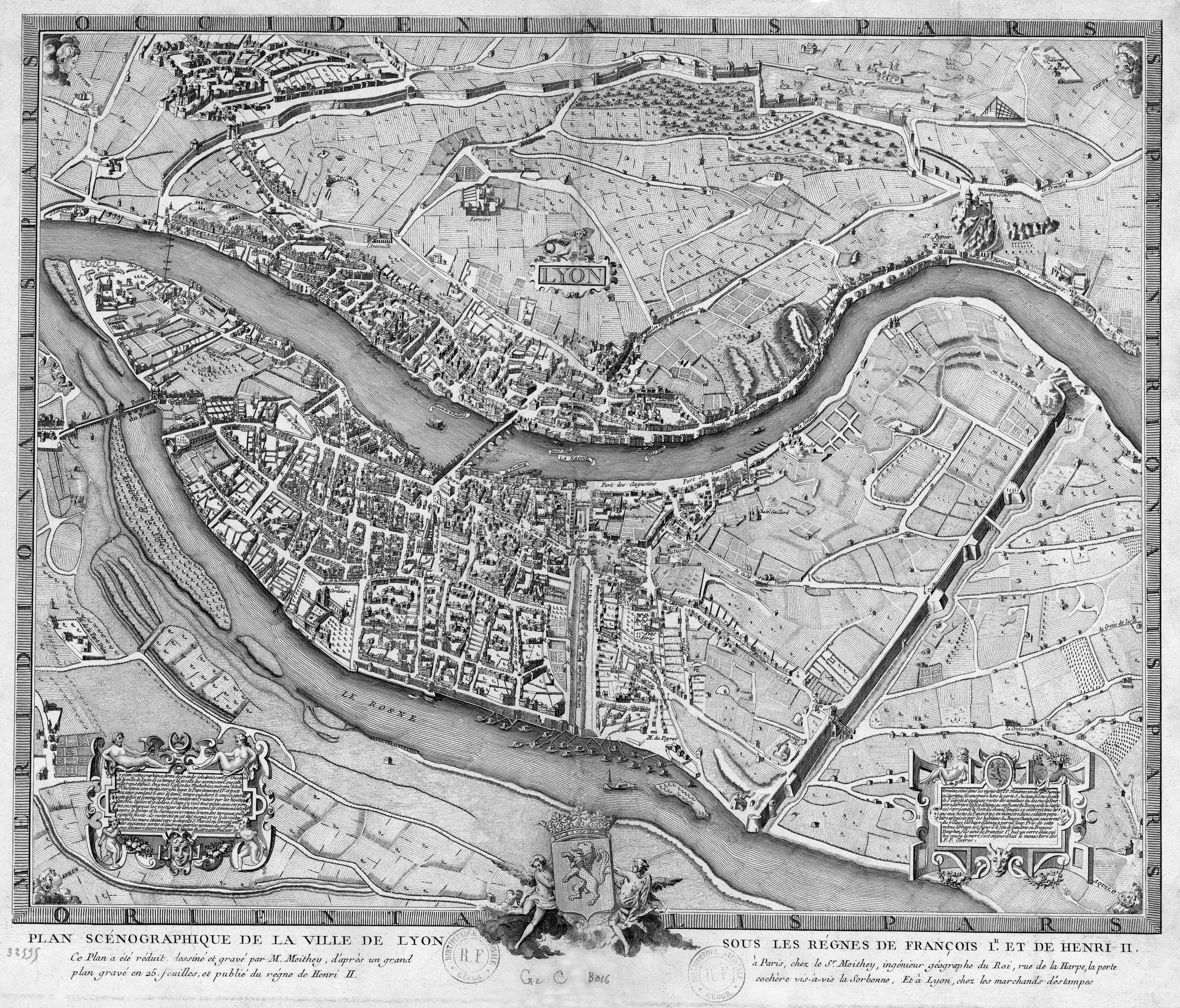
Plan scénographique de la ville de Lyon sous les règnes de François Ier et de Henri II.
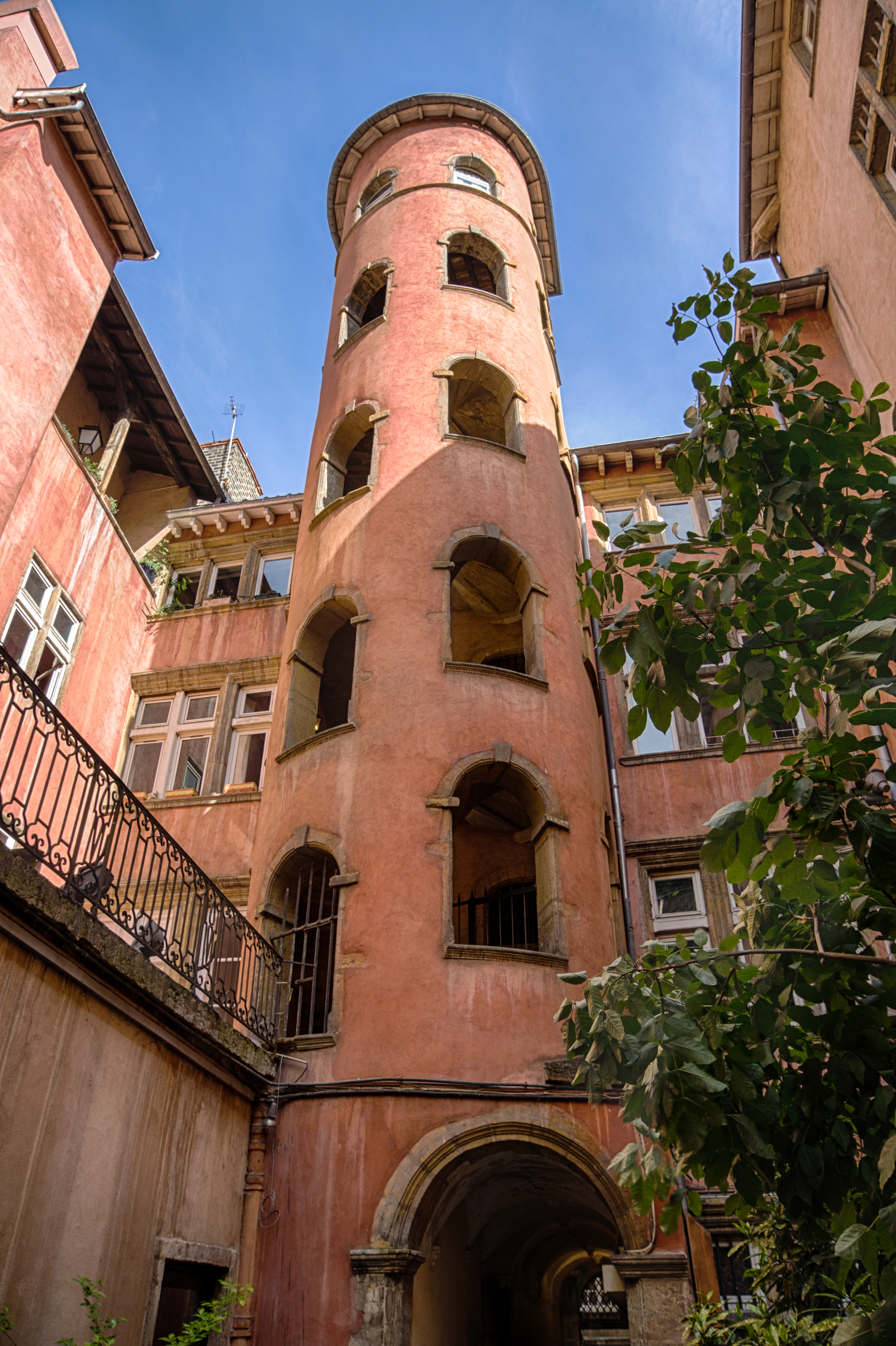
La tour Rose dans le Vieux Lyon.
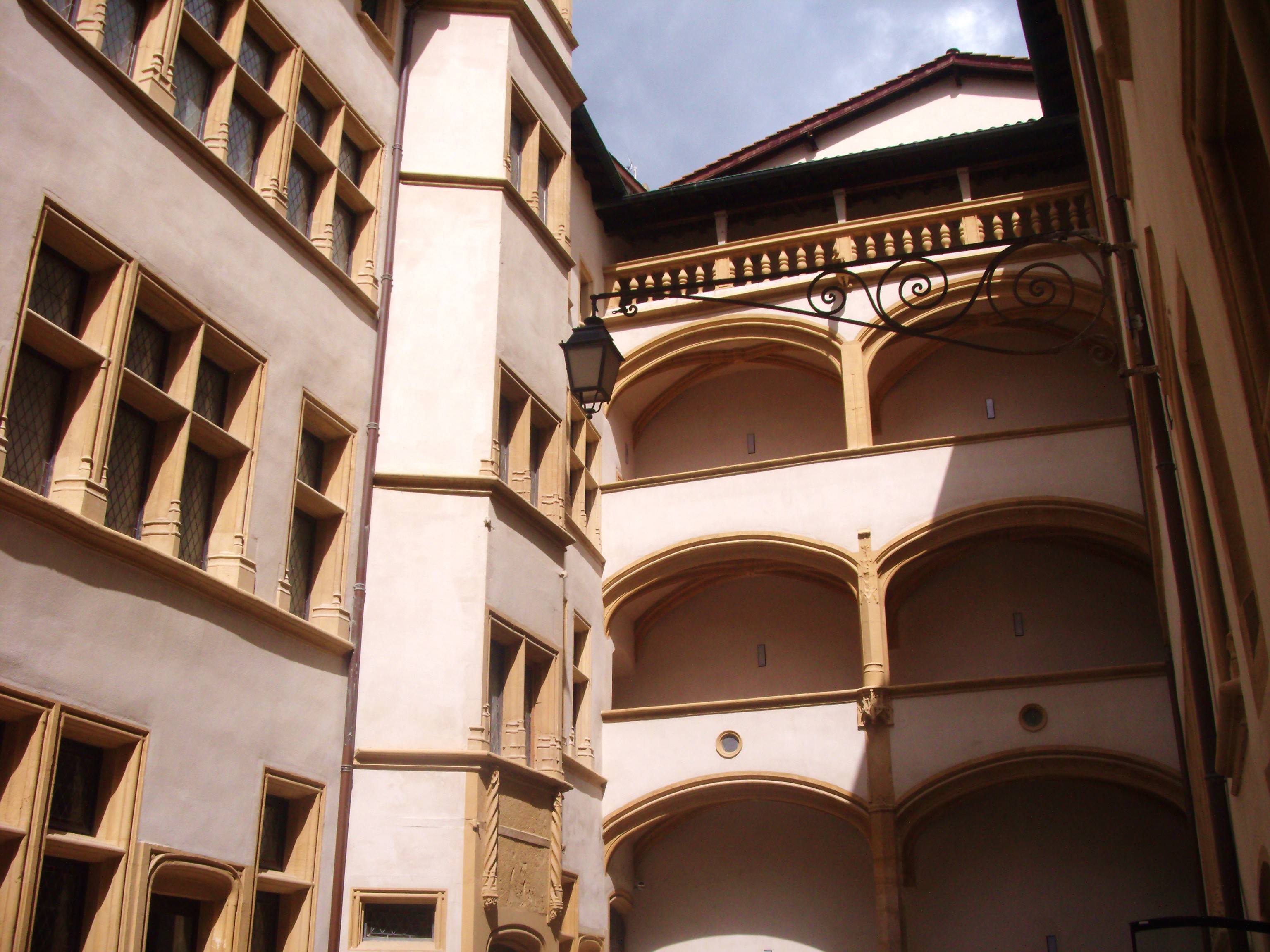
L'ancienne demeure des Gadagni, banquiers originaires de Florence, accueille maintenant le musée d'histoire de Lyon et des marionnettes.

### XVIIeetXVIIIesiècles
Du 14 au 21 septembre 1602, il y eut des pluies continuelles dans la région. La Saône déborda en septembre 1602 et atteignit des hauteurs prodigieuses. Le 27 septembre, la Saône a été jusqu'aux escaliers de la grande porte de l'église des Grands-Augustins, entrant presque au cloître de devant. Par la suite, elle entra dans le cloître jusqu'à genou et dans l'église jusqu'au premier degré des deux qui sont au-dessous de la lampe qui est devant le grand autel. Les tombeaux de l'église s'enfoncèrent dedans terre et il fallut les relever et raccommoder. Elle surpassa le quai des Célestins submergeant, avec l'apport des eaux du Doubs, le faubourg de Vaise, Bellecour, mettant à terre une partie des bâtiments de l'arsenal royal de la Rigaudière, la place Confort, le couvent des Jacobins, les rues du Boys, Grenette, de la Triperie et Pescherie. Du côté de Saint-Jean on allait à bateau dans la rue de Flandres et le port Saint Paul jusqu'au Puys de la Sel.
Au cours des deux siècles d'absolutisme royal, l'administration militaire et civile de la ville passe entre les mains des officiers royaux :
- les gouverneurs (charge principalement détenue par la famille de Villeroy), dont l'autorité militaire s'étendait sur la province du Lyonnais, soit le Lyonnais proprement dit, le Forez et le Beaujolais
- les intendants (de justice, police et finances), représentant le roi dans la généralité de Lyon. Celle-ci était composée de cinq élections, circonscriptions financières dont les chefs-lieux étaient Lyon, Villefranche-sur-Saône, Montbrison, Roanne et Saint-Étienne (voir également la liste des prévôts des marchands de Lyon).

À partir des années 1630, la tolérance règne et est même soutenue par l'archevêque Camille de Neufville de Villeroy sous son épiscopat (1653-1693). Vers 1630, sous l'impulsion du collège des jésuites (actuel lycée Ampère), Lyon devient un centre intellectuel de la République des Lettres. La richesse des notables lyonnais en fait des amateurs éclairés de tableaux, médailles, et livres. La ville s'embellit avec la construction de l'hôtel de ville ; et Lyon bénéficie des largesses royales grâce à sa fidélité à la couronne lors de la Fronde. Dans le dernier quart de ce siècle, la fabrique de soie accapare l'essentiel des forces économiques de la ville au détriment du négoce et de la banque, laissés aux étrangers Genevois, Lombards, Toscans et Suisses.
Au XVIIIe siècle, la ville de Lyon est à l'étroit dans ses frontières historiques. En effet, la ville se limite à l'actuelle presqu'île et au Vieux Lyon. Les pentes de Fourvière et de La Croix-Rousse sont inconstructibles car il s'agit de terrains appartenant à l'Église, et la rive gauche l'est également dans sa grande majorité (à l'exception du faubourg de La Guillotière) car elle est située en zone inondable (Brotteaux). C'est ce qui explique la propension des immeubles lyonnais de l'époque à gagner en hauteur.
Dans la seconde moitié du XVIIIe siècle, un architecte puis un ingénieur vont mettre en place des plans pharaoniques pour agrandir la ville de Lyon. Morand, tout d'abord, prévoit d'assécher une partie des marais de la rive gauche et de lotir ces terrains suivant un plan en damier. Il relie ce nouveau quartier à la Presqu'île par un pont, le pont Morand. Le deuxième projet est celui de Perrache, ambitionnant de doubler la surface de la presqu'île en l'étendant au sud. Il met ce projet à exécution, mais n'a pas le temps de le lotir et le quartier projeté n'est pas construit.
En 1765, Lyon fait l'objet d'un article long et élogieux dans l'Encyclopédie de Diderot et d'Alembert, qui insiste en particulier sur la richesse de son patrimoine historique, et commence par ces mots : « grande, riche, belle, ancienne & célèbre ville de France, la plus considérable du royaume après Paris, & la capitale du Lyonnais ».
Le XVIIIe siècle lyonnais est marqué par deux inventions majeures qui furent testées chacune en 1783 : le bateau à vapeur et la montgolfière.

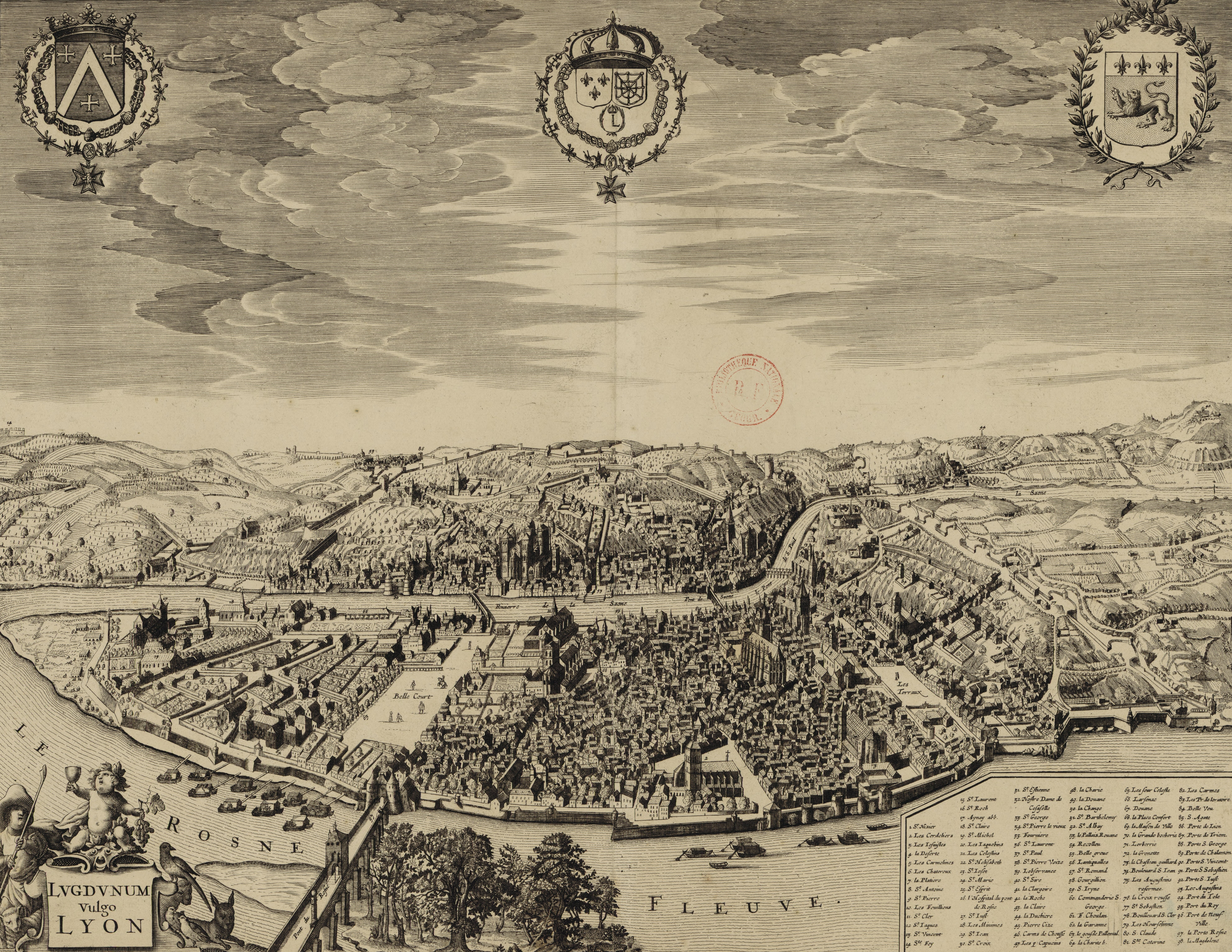
Vue de Lyon au XVIIe siècle.
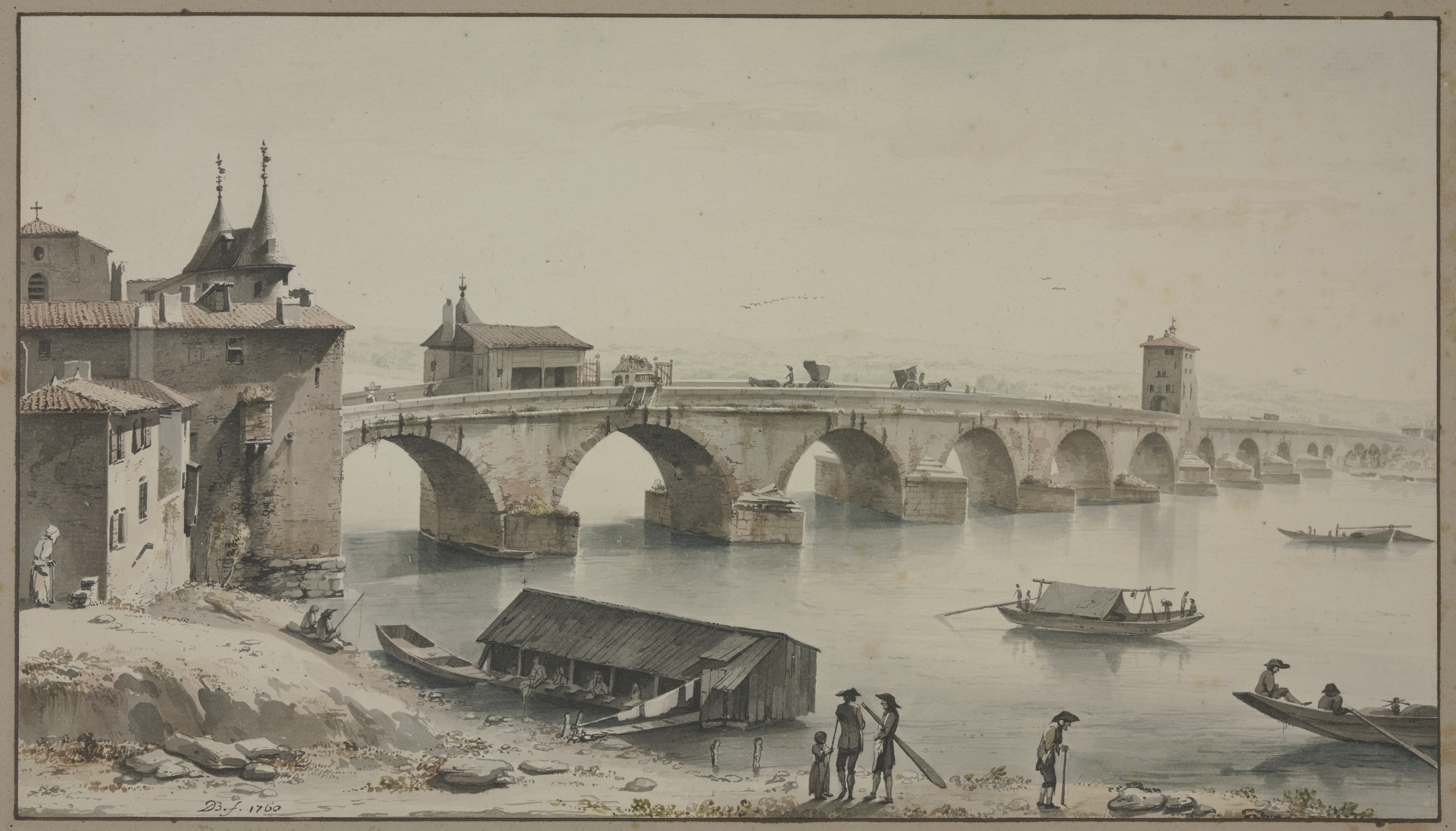
Vue de l'ancien pont de la Guillotière au XVIIIe siècle, premier sur le Rhône.
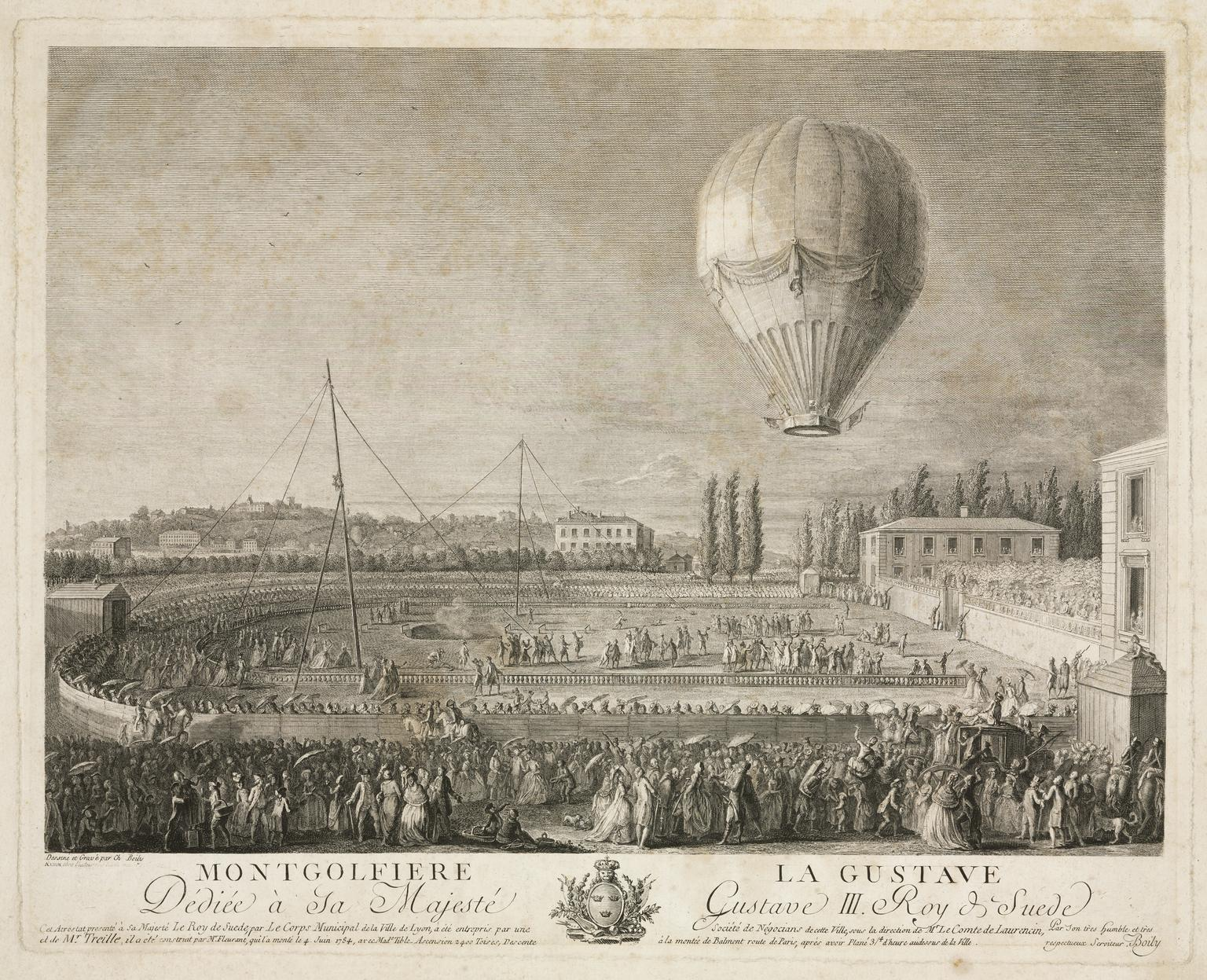
Premier vol en montgolfière de Lyon en 1784.

### Révolution française et Empire
Sous la Constituante, Lyon devient chef-lieu du département de Rhône-et-Loire, qui sera scindé en deux après l'insurrection lyonnaise. Pendant la Révolution française, Lyon prend en 1793 le parti des Girondins et se soulève contre la Convention. La ville subit un siège de plus de deux mois avant de se rendre. La répression de la Convention est féroce. Le 12 octobre 1793, le conventionnel Barère se vante de son succès en ces termes : « Lyon fit la guerre à la liberté, Lyon n'est plus ». Lyon prend ainsi le nom de Ville-affranchie. Plus de 2 000 personnes sont fusillées ou guillotinées, et plusieurs riches hôtels particuliers autour de la place Bellecour détruits, tout comme le château de Pierre Scize.
Le 21 août 1794, la Convention nationale envoie à Lyon deux représentants, Louis-Joseph Charlier et Pierre-Pomponne-Amédée Pocholle, pour réorganiser la ville et le département après les excès de la répression. Ils obtiendront notamment que la ville reprenne son nom.
La prise de pouvoir par Bonaparte est perçue favorablement, comme la fin de la période noire et le retour à la paix civile. Le Consulat et l'Empire favorisent l'industrie de la soierie et portent intérêt aux inventions de Jacquard. Bonaparte fait désigner son oncle Joseph Fesch au siège archiépiscopal en 1802.
En 1804, est lancé un projet de palais impérial à Lyon (comme dans les autres grandes villes de France). En 1811, une lettre du duc de Cadore, alors ministre d'État, précise : « le palais impérial sera élevé sur la gare d'eau, le jardin sera dans la presqu'île, entre les deux fleuves [sic], jusqu'au pont de la Mulatière ». Mais le projet n'aboutit jamais à cause des guerres dans toute l'Europe.
Lyon accueille favorablement Napoléon Ier lors de son retour de l'île d'Elbe (voir Cent-Jours) le 10 mars 1815. Ce dernier dira, avant de repartir vers Paris : « Lyonnais, je vous aime ». Cet accueil vaudra à Lyon une réaction royaliste lors de la Seconde Restauration.

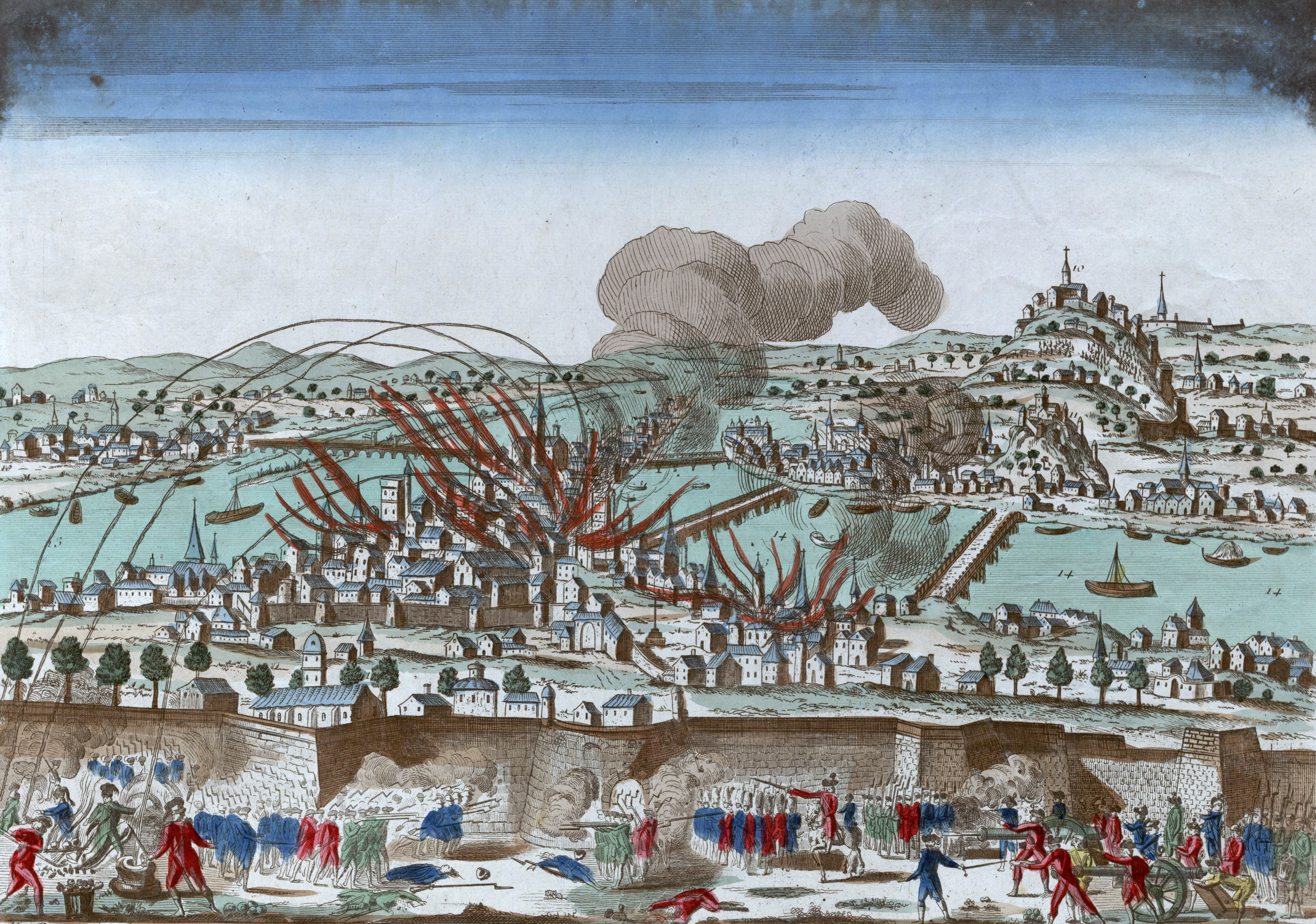
Le siège de Lyon en 1793.
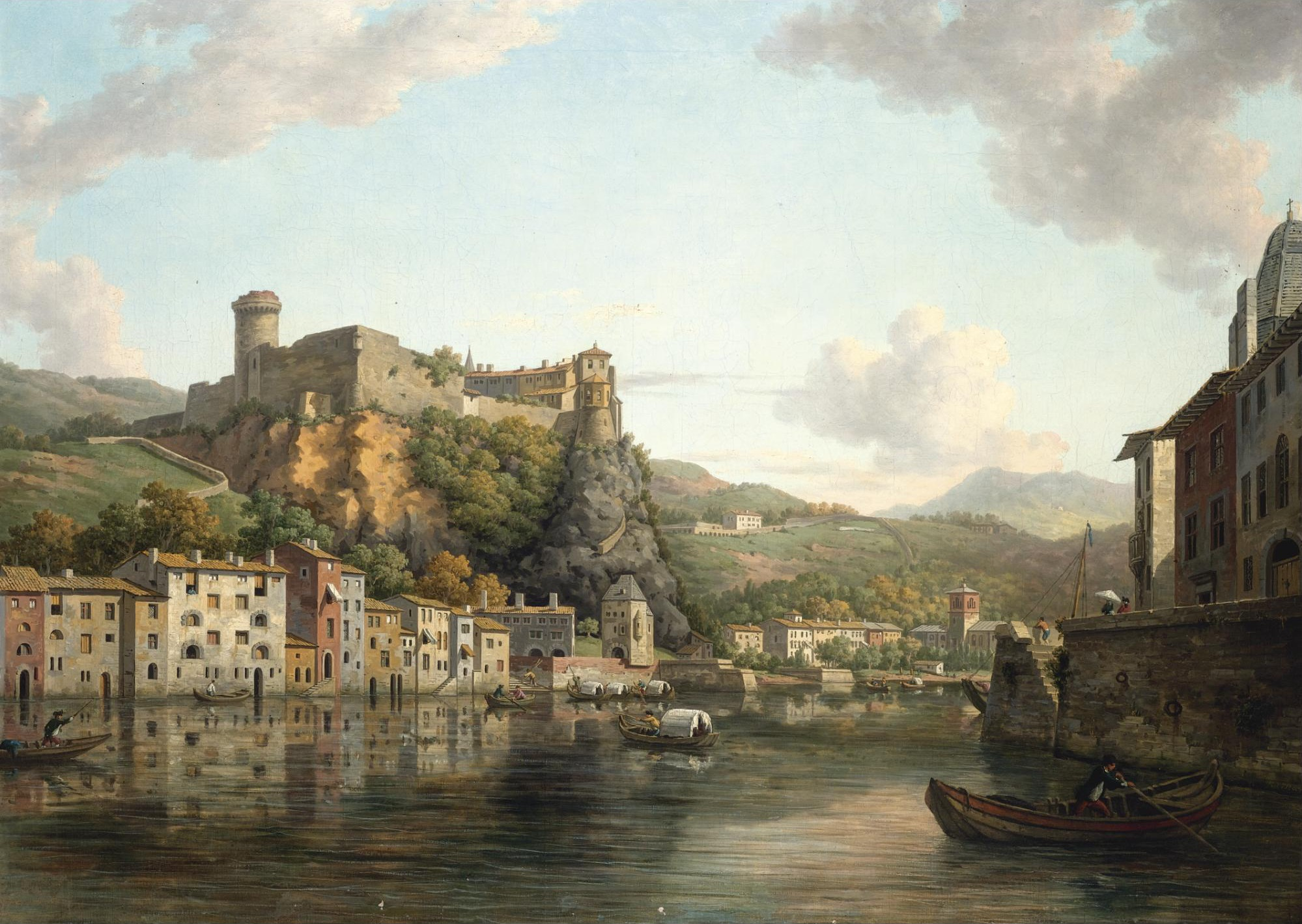
Le château de Pierre Scize, château historique de la ville, est démoli en 1793.
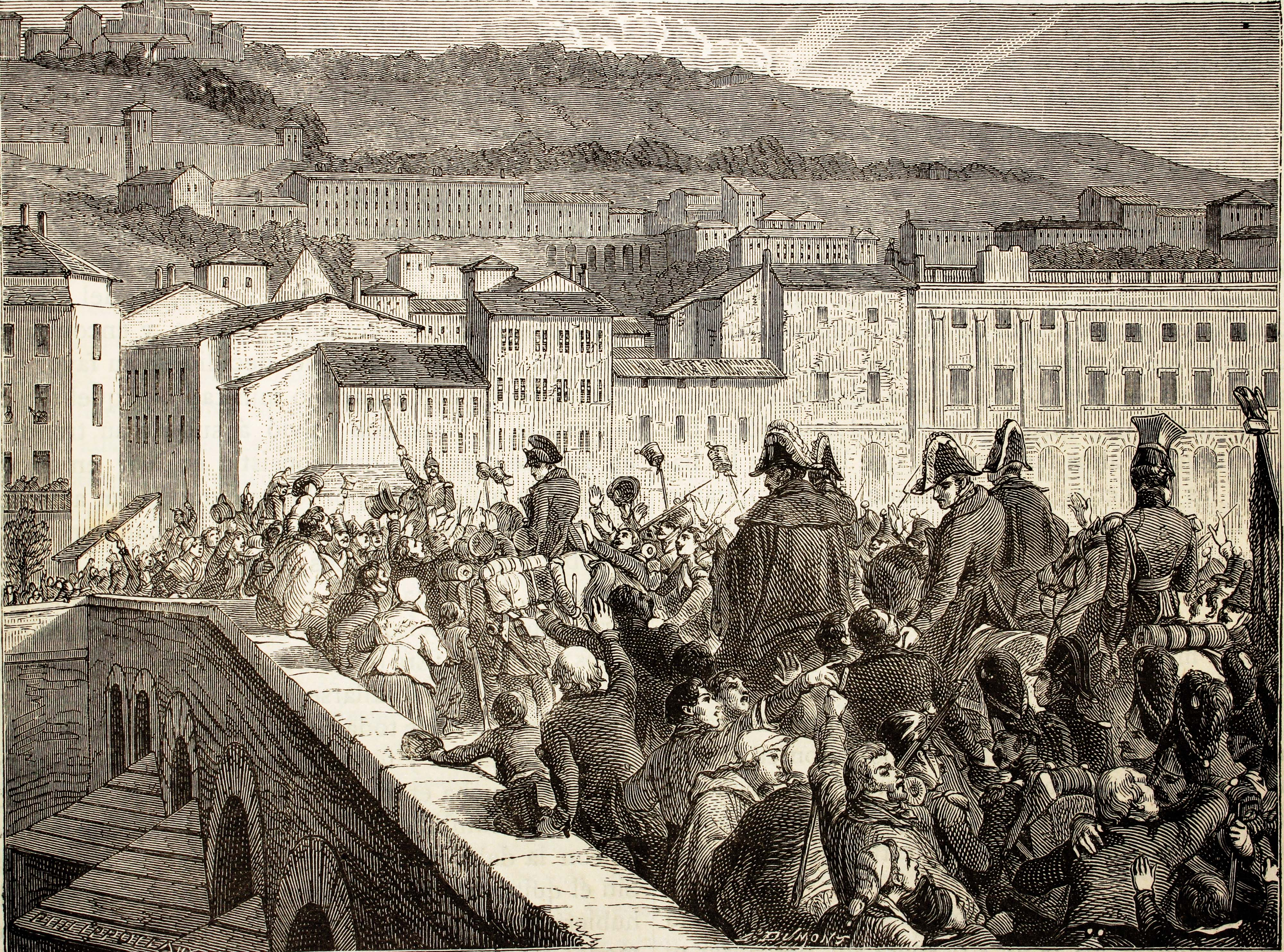
L'entrée triomphale de Napoléon à Lyon en 1815.

### Restauration et monarchie de Juillet
Grâce aux compétences héritées de la soie, la ville entre dans la révolution industrielle avec l'industrie textile. Elle devient au XIXe siècle une importante ville industrielle, en grande partie grâce aux canuts. L'insurrection de 1834 part du quartier de la Croix-Rousse et fait trembler jusqu'à Paris.
La ville est reliée à Saint-Étienne par l'une des premières voies ferrées au monde (la première ligne de transport de voyageurs en France) par l'ingénieur Marc Seguin de 1827 à 1832. La mécanisation entraîne de nombreuses luttes sociales avec des crises insurrectionnelles, comme la révolte des canuts en 1831.
L'implantation du métier à tisser de Jacquard marqua l'essor d'une culture sur les systèmes mécaniques complexes. Les inventions de la machine à coudre par Thimmonier et, ultérieurement celle du cinéma par les frères Lumière sont redevables des astuces mécaniques du métier à tisser enchaînant des séries d'actions successives, dont les progressions de bande par à-coup.

### Second Empire
Lors de la fête de l'Immaculée Conception du 8 décembre 1852, débute la coutume des lampions aux fenêtres. L’histoire du 8 décembre est intimement liée à l’histoire religieuse lyonnaise.
En 1850, les autorités religieuses lancent un concours pour la réalisation d’une statue, envisagée comme un signal religieux au sommet de la colline de Fourvière. Un an plus tard, ce concours est remporté par le sculpteur lyonnais Joseph-Hugues Fabisch, et la date du 8 septembre 1852 est choisie pour son inauguration. Mais au mois d’août, la Saône sort de son lit et envahit le chantier où la statue doit être réalisée.
L’inauguration est donc reportée au 8 décembre, fête de l'Immaculée Conception. Le jour même, les journaux annoncent le programme de la soirée et toute la ville se prépare pour l’événement. Quelques-uns prévoient même d’illuminer les façades de leurs habitations à l’aide de bougies. Mais le mauvais temps va à nouveau contrarier les réjouissances, contraignant les autorités religieuses à remettre l’inauguration au 12 décembre. Malgré ce contrordre, l’enthousiasme des Lyonnais ne fut pas éteint.
Dès 18 h, les premières fenêtres s’allument, et à 20 h, la ville entière est illuminée. Une grande partie de la population descend dans la rue, joyeuse et attendrie, s’étonnant de ce geste spontané et communicatif. Les autorités religieuses suivent le mouvement et la chapelle de Fourvière apparaît alors dans la nuit.
Ce soir-là, une véritable fête est née. Chaque année désormais, le 8 décembre, les Lyonnais déposent des lumignons à leurs fenêtres et se retrouvent pour déambuler dans les rues de la ville.
Sur le plan économique, Lyon est encore la première place financière française, ce qu'illustre la création du Crédit lyonnais en 1863, par Henri Germain. La modification de la structure économique qui va intervenir sous ce régime va remettre en cause cette prééminence à l'avantage de Paris. Toutefois, la ville s'enrichit réellement sous le Second Empire, avec la poursuite de la révolution industrielle, notamment grâce aux capitaux lyonnais investis dans les usines et mines de la région stéphanoise. L'industrie chimique se diversifie et le textile est toujours aussi florissant : les soieries lyonnaises sont alors le premier poste d'exportation de la France.
À l'instar du baron Haussmann à Paris, le maire de Lyon et préfet du Rhône, Claude-Marius Vaïsse, lance une politique de Grands Travaux : en 1848, le tissu urbain de la presqu'île est considéré comme obsolète. Deux grandes percées sont réalisées pour aérer cet espace : la rue Impériale (rue de la République) et la rue de l'Impératrice (rue de l'Hôtel de Ville, puis rue Président-Herriot). Des places sont également créées : la place Impériale (place de la République) et la place des Cordeliers.
C'est également à cette époque que le parc de la Tête-d'Or est aménagé sur la rive gauche.
Enfin, Lyon est dotée en 1857 d'une grande gare, la gare de Perrache, reliant les voies ferrées en provenance de Saint-Étienne (l'achèvement du tronçon Givors-Lyon permet dès 1832 la liaison Saint-Étienne-Lyon, première ligne de transport de voyageurs de France), et la liaison Paris-Lyon-Méditerranée. Posée à six mètres au-dessus du sol sur un remblai percé de peu de passages, la gare crée une coupure urbaine au milieu de la Presqu'île.
À partir de 1835, la ville devient un haut-lieu de la production et de la création de nouvelles variétés de roses. Les rosiéristes lyonnais se distinguent par la profondeur de leurs recherches et les techniques innovantes qu'ils développent. Des centaines de nouvelles roses sont créées. Grâce à des familles de rosiéristes tels que les Guillot, les Pernet-Ducher, les Meilland, par exemple, que Lyon atteindra une notoriété mondiale. C'est dans cette ville qu'est fondée, en 1886, la Société française des roses.
Le XIXe siècle lyonnais est marqué par deux inventions majeures : le bateau-mouche en 1862 et le cinématographe Lumière en 1895.

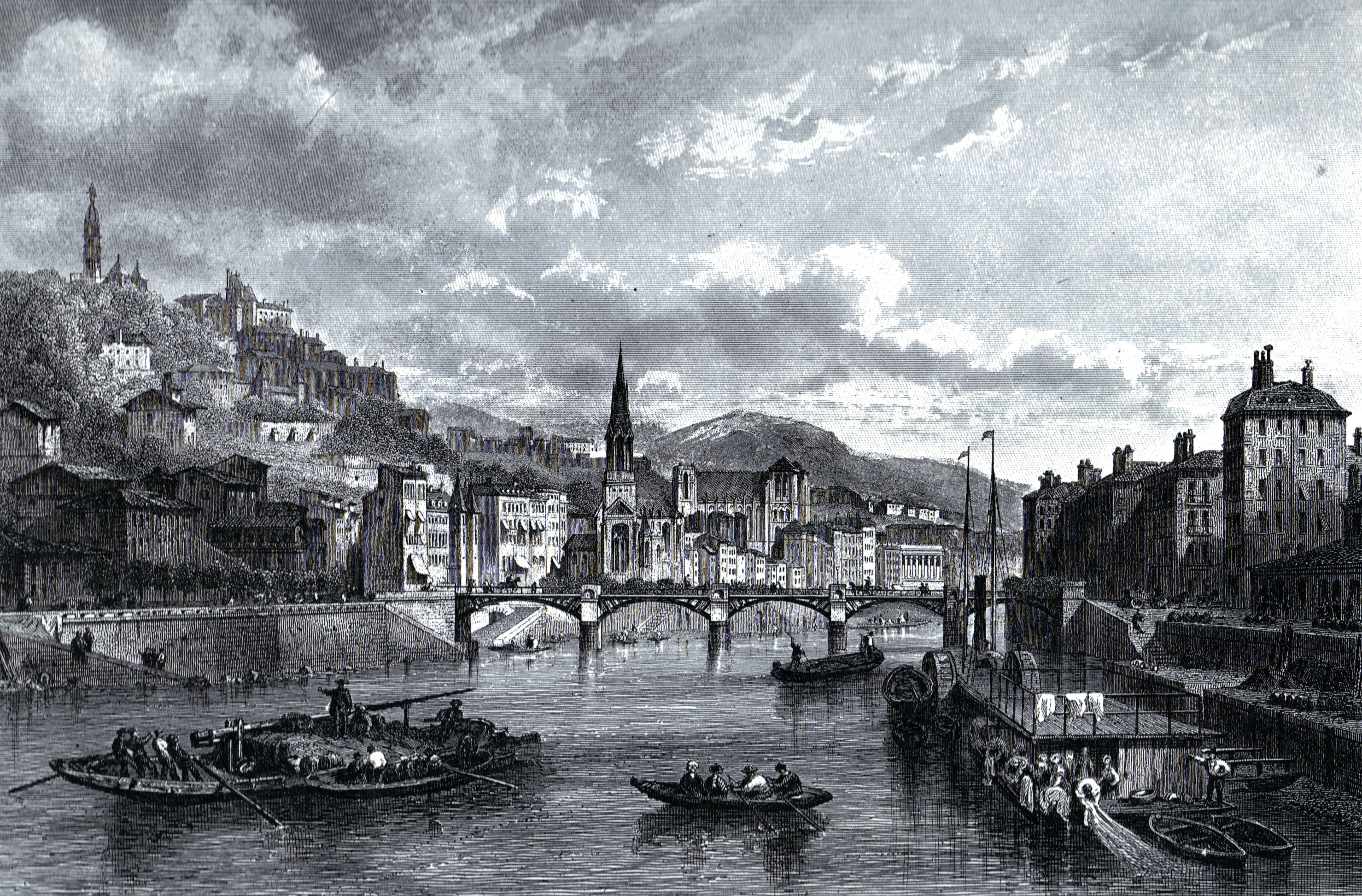
Lyon au XIXe siècle.
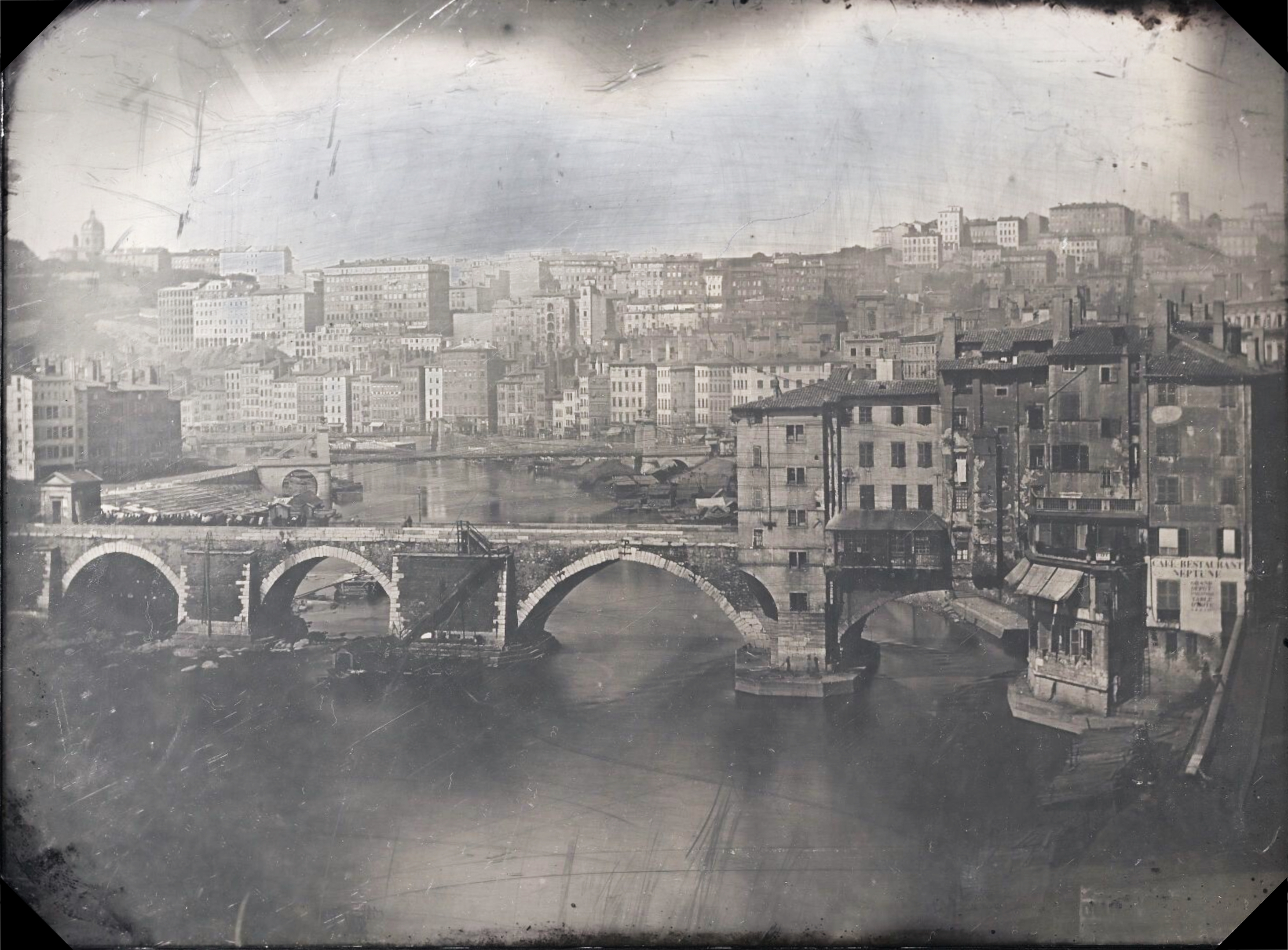
Le pont du Change, pont historique de la ville est détruit durant le XIXe siècle.
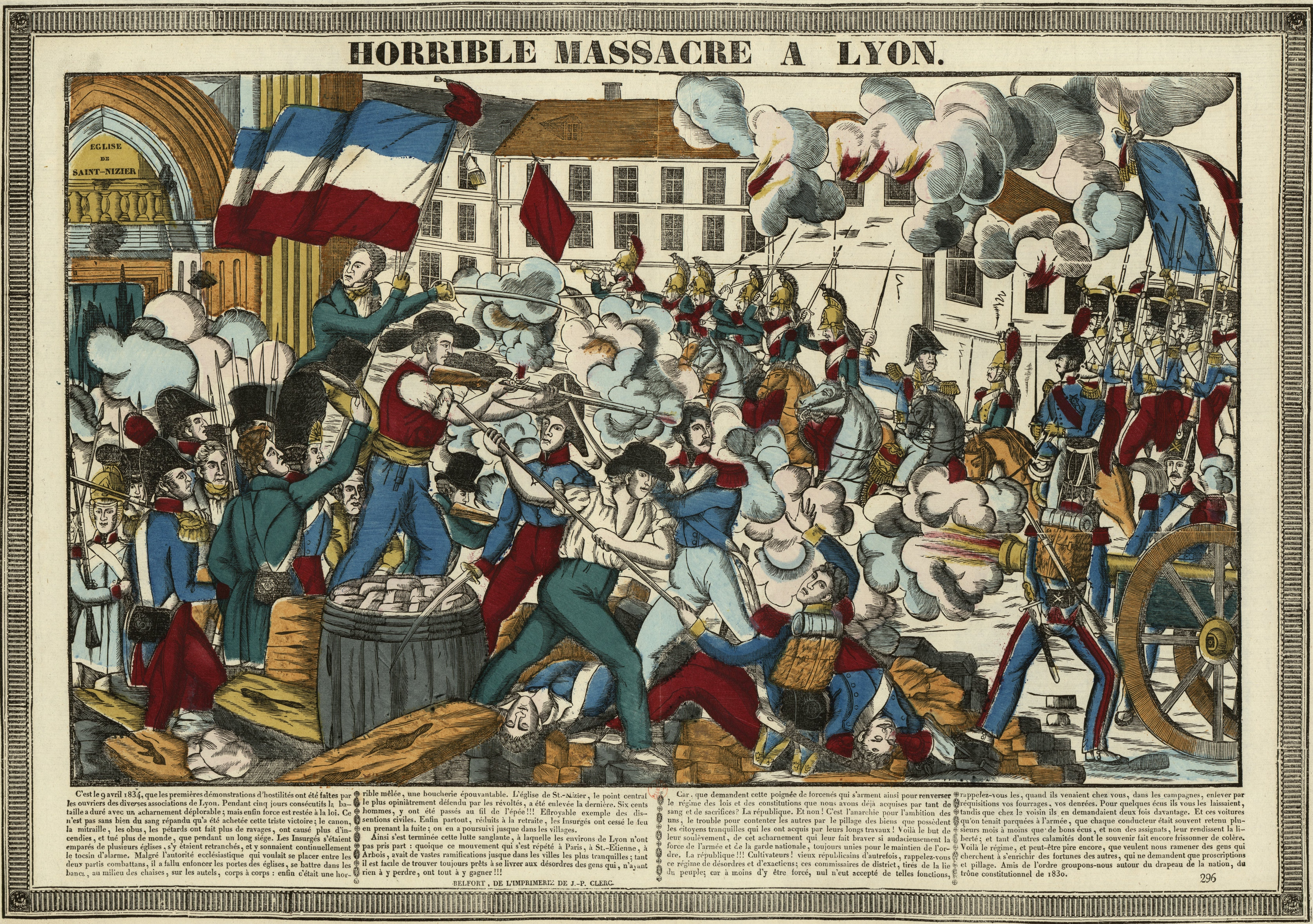
La révolte des canuts.
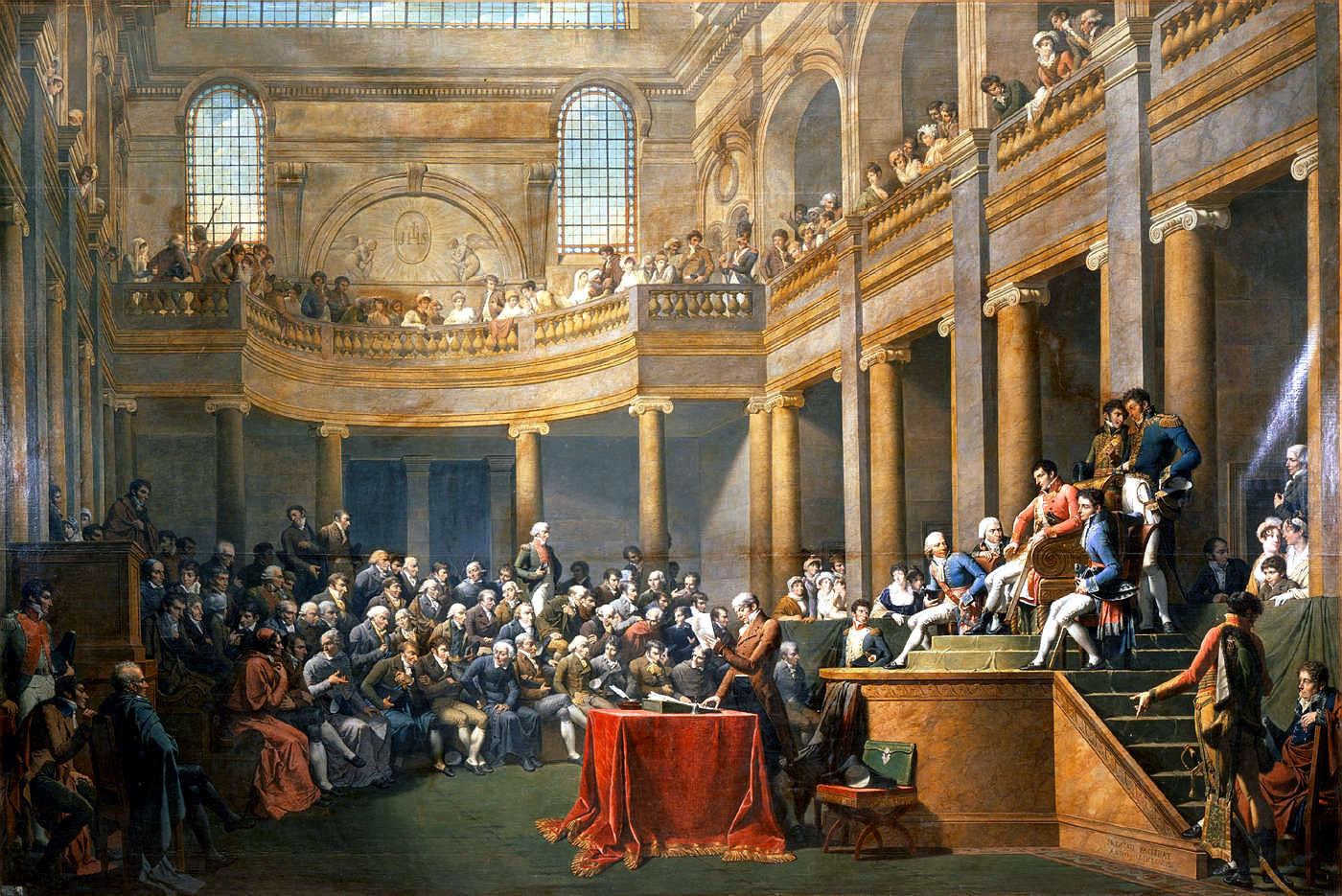
La consulte de Lyon qui a lieu à la chapelle de la Trinité en janvier 1802 en compagnie de Napoléon Bonaparte.
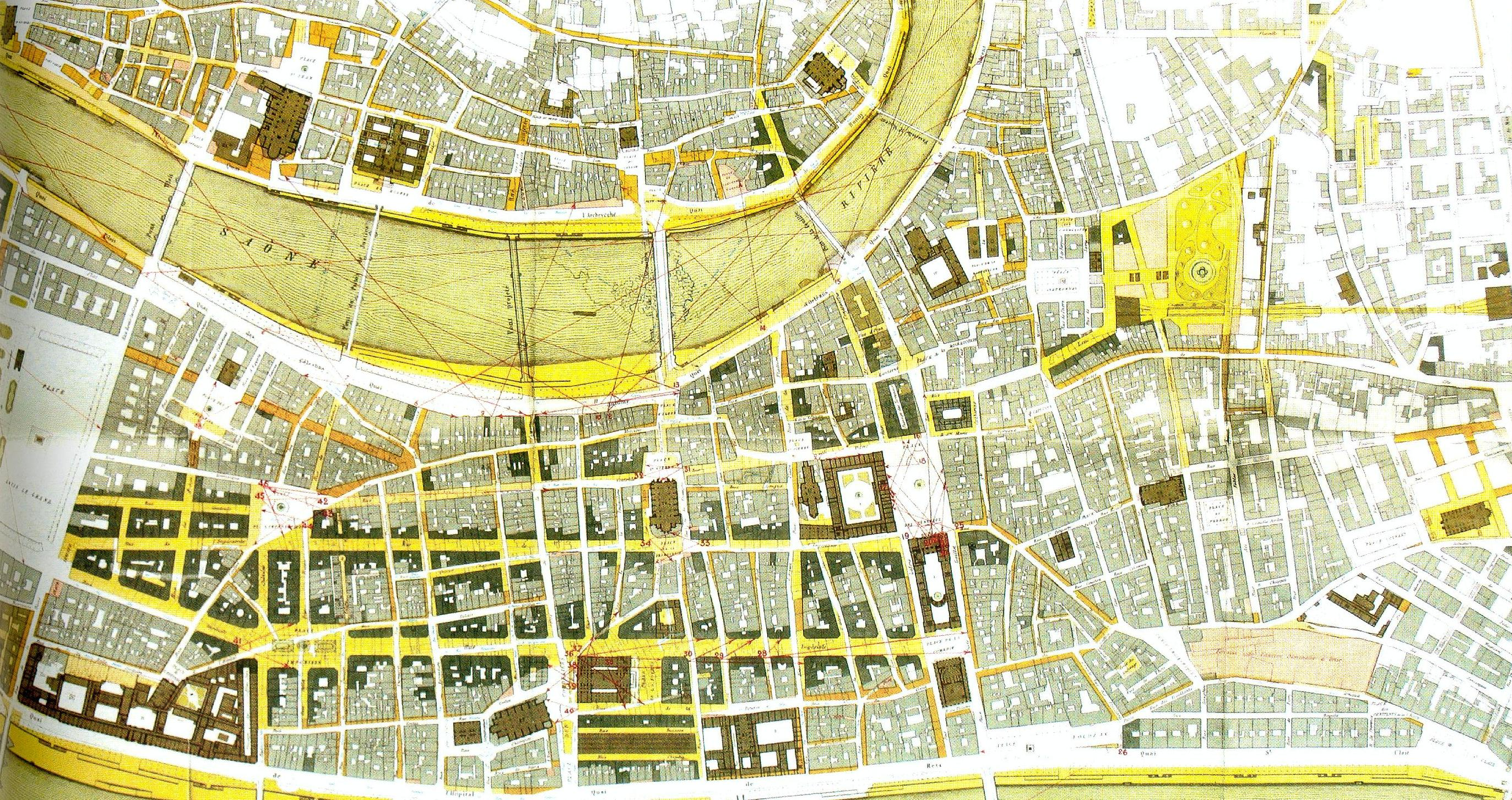
Les percements du préfet Vaïsse.
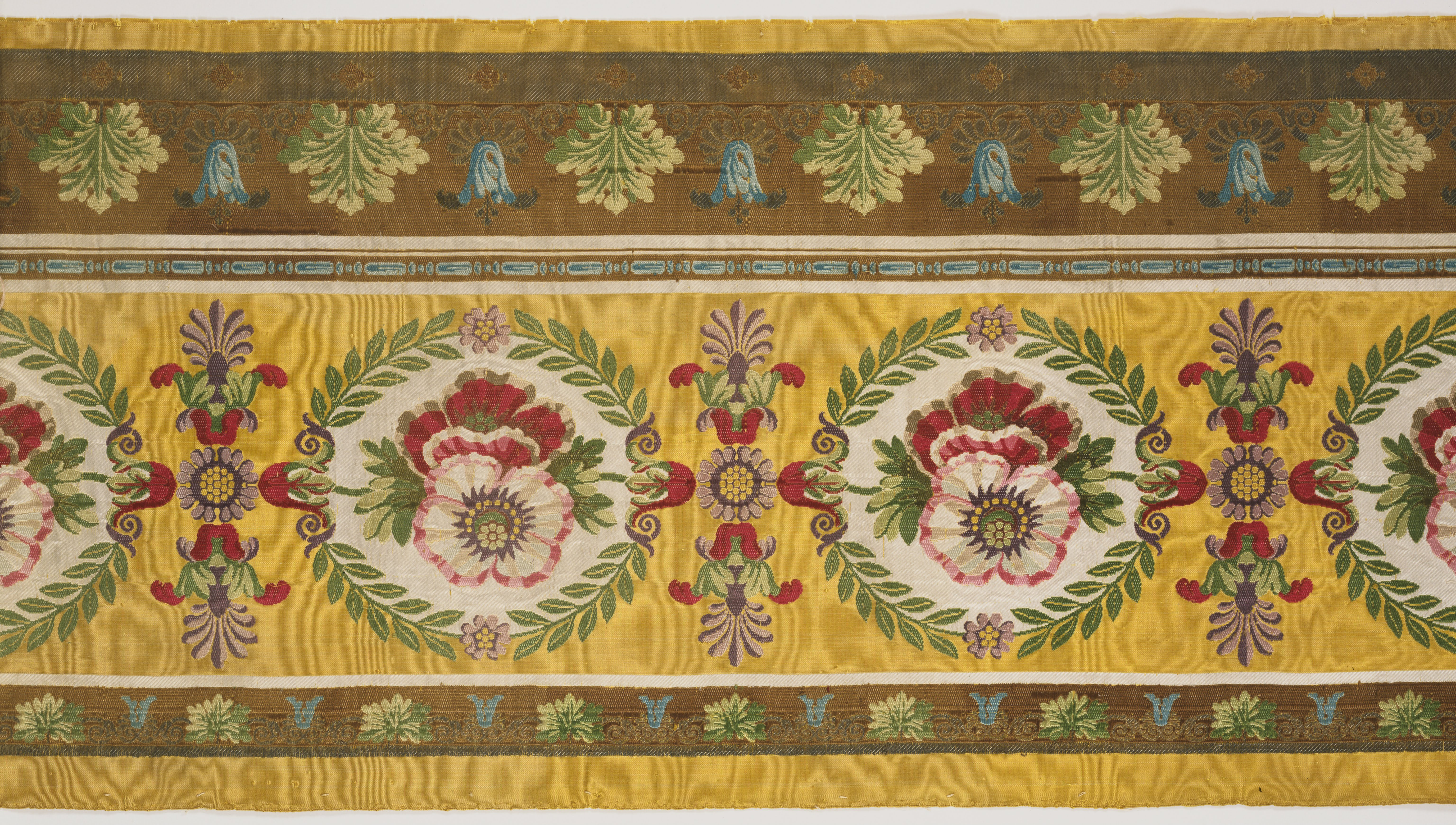
Brocart de soierie lyonnaise du XIXe siècle.

### Essor industriel et Ère des attentats (1892-1894)
Longtemps très active sur le plan artisanal, la ville voit son tissu industriel s'étoffer dans la seconde partie du XIXe siècle. Claude Marius Perret crée en 1819 une fabrique de soude aux Brotteaux. Sur le sel marin acheminé de Camargue par le Rhône, il fabrique artisanalement de la soude, en utilisant l’acide sulfurique produit par les vitrioleries voisines. La chimie bénéficie alors de l’essor de la soierie, en raison de la variété des techniques de traitement, mordançage, teinture, apprêt, avec des produits dérivés de l’acide sulfurique, base de la plupart des réactions chimiques utilisées industriellement. Il reprend vers 1840 les Mines de cuivre de Chessy et de Sain-Bel, pour devenir le premier producteur d'acide sulfurique en France grâce à un nouveau procédé de transformation de la pyrite. Son usine de Perrache déménage à Saint Fons en 1853, où elle occupe vingt ans plus tard environ 80 hectares, créant ainsi la « vallée de la chimie » lyonnaise. Dès 1860, c'est la deuxième industrie chimique de France et l'expansion s'accélère lors des deux décennies suivantes.
Dans le cadre de l'Ère des attentats, la police y effectue au moins des dizaines de perquisitions visant les anarchistes qui y résident, sans réel succès,,. Se vengeant de cette répression, le compagnon italien Sante Caserio, assassine Sadi Carnot à Lyon le 24 juin 1894.

### Lyon moderne
Le début du siècle dernier est marqué par le mandat d'Édouard Herriot (maire de 1905 à 1957, sauf pendant l'occupation), dont les grands projets d'urbanisme, mis en œuvre par l'architecte Tony Garnier, conduisent à l'aménagement du quartier des Brotteaux, autour de la gare du même nom et du lycée du Parc. Dans le quartier de Gerland, la Grande Halle des abattoirs (aujourd'hui halle Tony-Garnier) et le stade de Gerland sont édifiés en 1914, ce dernier étant originellement prévu pour les Jeux olympiques de 1924, qui se déroulèrent finalement à Paris. À Monplaisir est construit l'hôpital de Grange-Blanche (1913-1933) pour remplacer l'Hôtel-Dieu vieillissant.

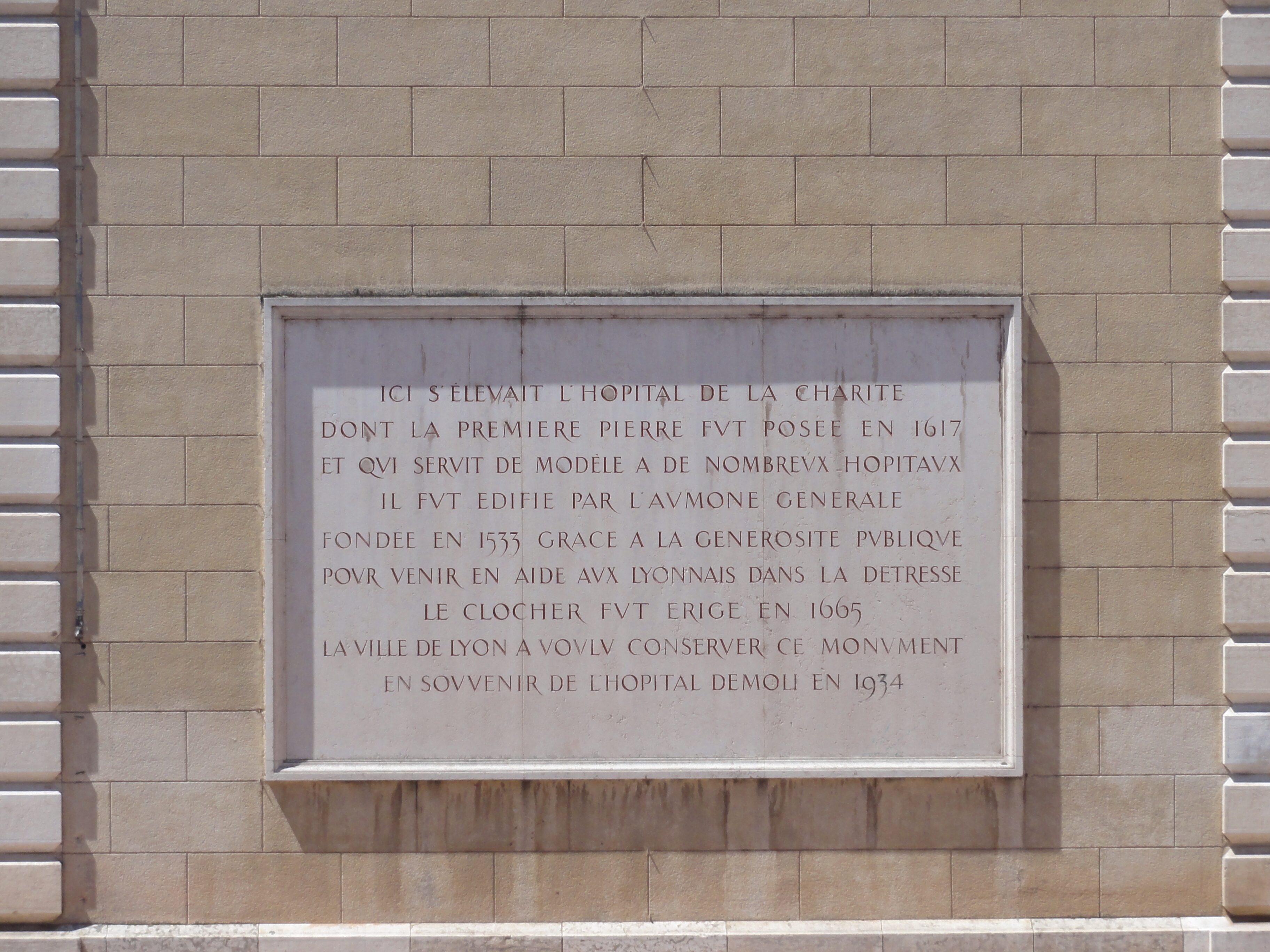
Plaque en mémoire de l'hôpital de la charité

Après la Première Guerre mondiale, d'autres projets vont être réalisés : l’hôpital de la Charité est détruit, laissant sa place à la poste centrale et à la place de la Charité (aujourd'hui place Antonin-Poncet), contiguë à la place Bellecour. Le quartier des États-Unis, fortement inspiré de la cité idéale rêvée par Tony Garnier, est construit dans le VIIe arrondissement (cette partie de l'arrondissement deviendra plus tard le VIIIe).
La Bourse de Lyon joue un rôle considérable lors de l'essor de la houille blanche des années 1920, qui voit la consommation électrique française, aluminium inclus, quadrupler alors qu'elle double simplement en Europe. La seule production hydroélectrique est multipliée par huit. Le secteur pèse 20 % des émissions d'obligations et surtout d'actions françaises en 1930 contre 8 % dans la première partie des années 1920. Les grands barrages se multiplient et permettent d'investir dans des lignes à haute tension pour l'interconnexion électrique de grande capacité, qui permet de relier les « deux France énergétiques » : le sud hydraulique et le nord charbonnier. Moins cher, l'hydraulique complète les centrales thermiques pour abaisser leur coût de revient. Ces dernières relaient l'hydraulique en saison de basses-eaux des torrents. Ensuite, les premiers lacs de barrage permettent de répondre aux pics de demande.

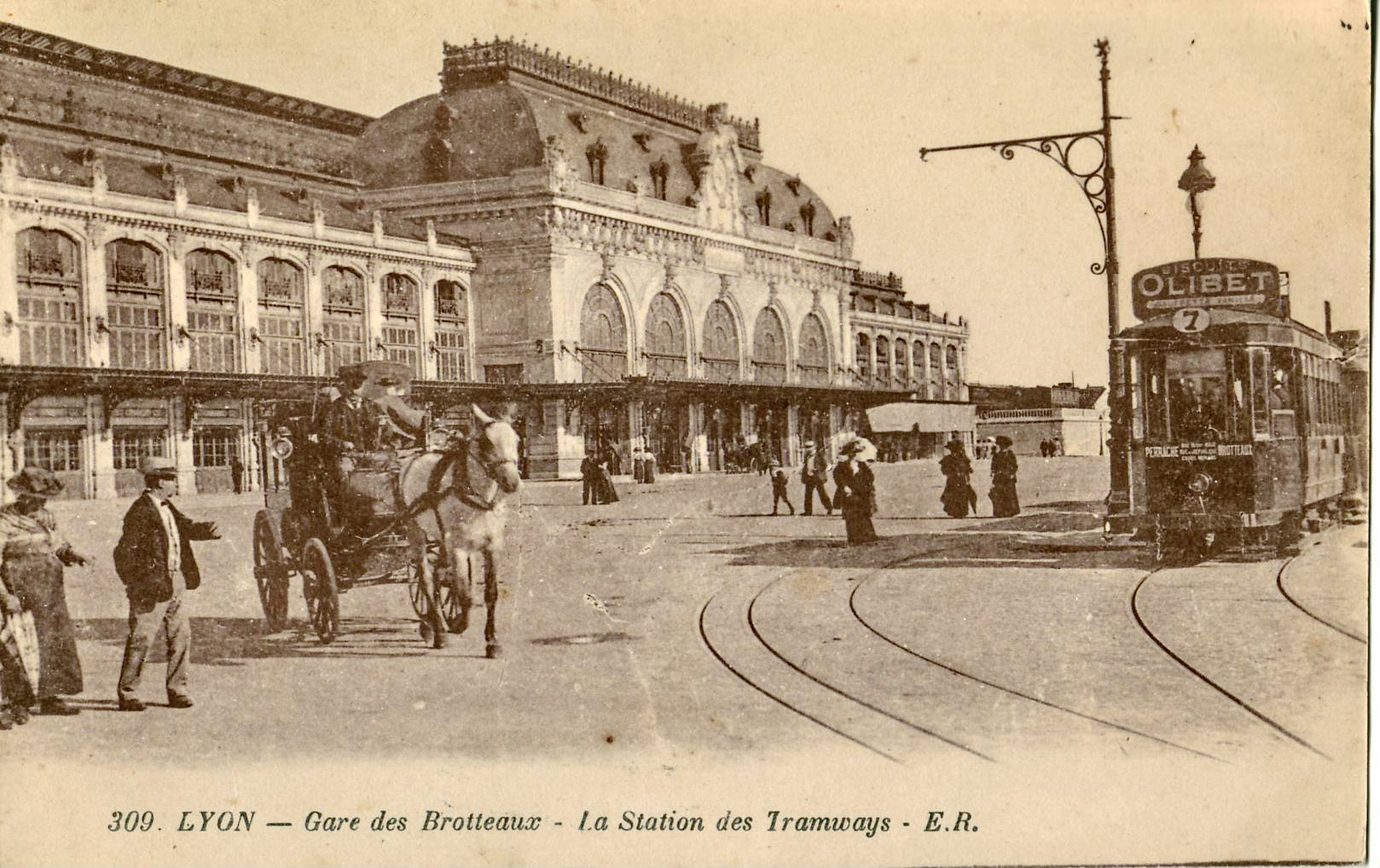
L'arrivée  du tramway, devant l'ancienne gare de chemin de fer des Brotteaux.
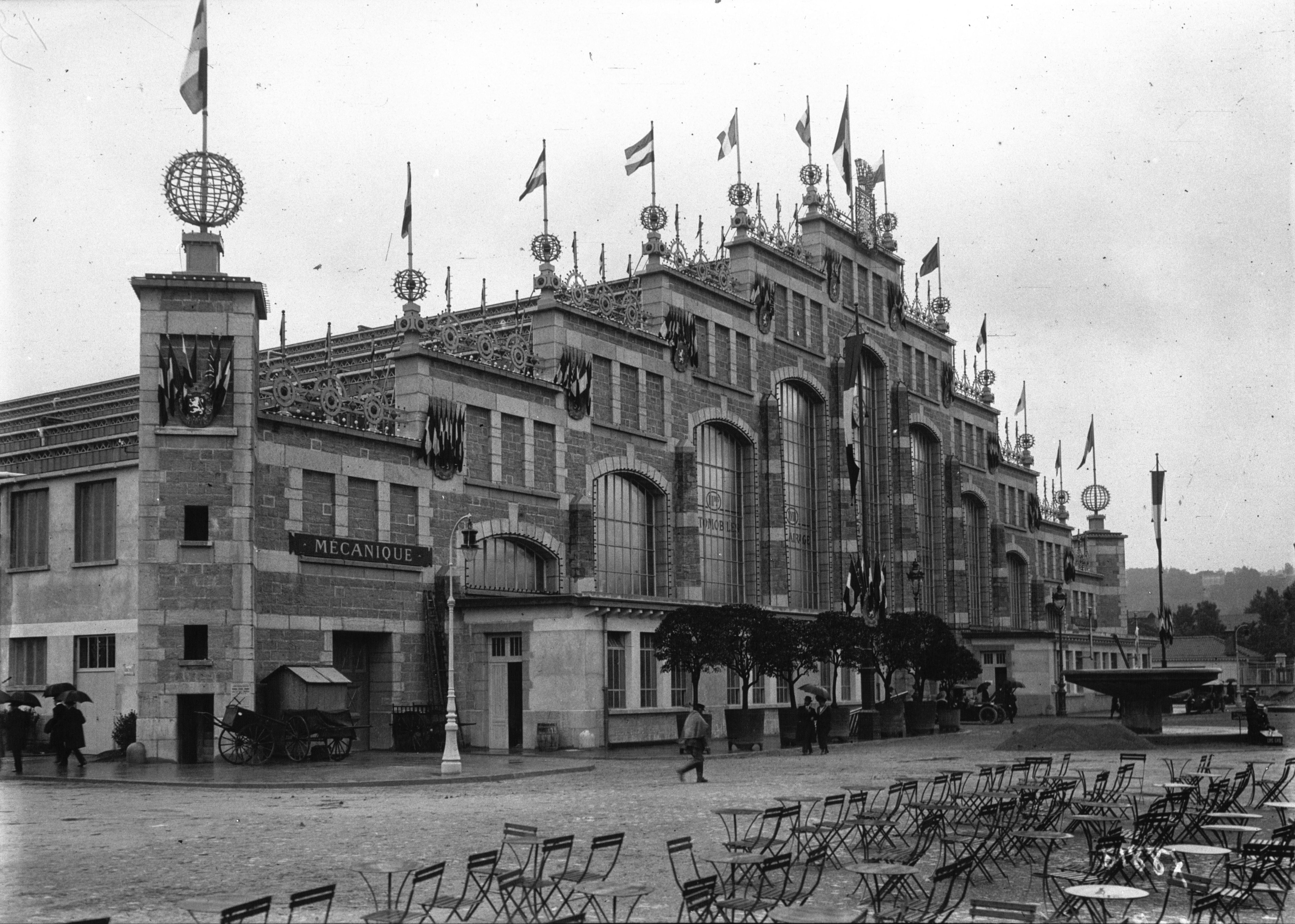
La halle Tony Garnier en 1914.
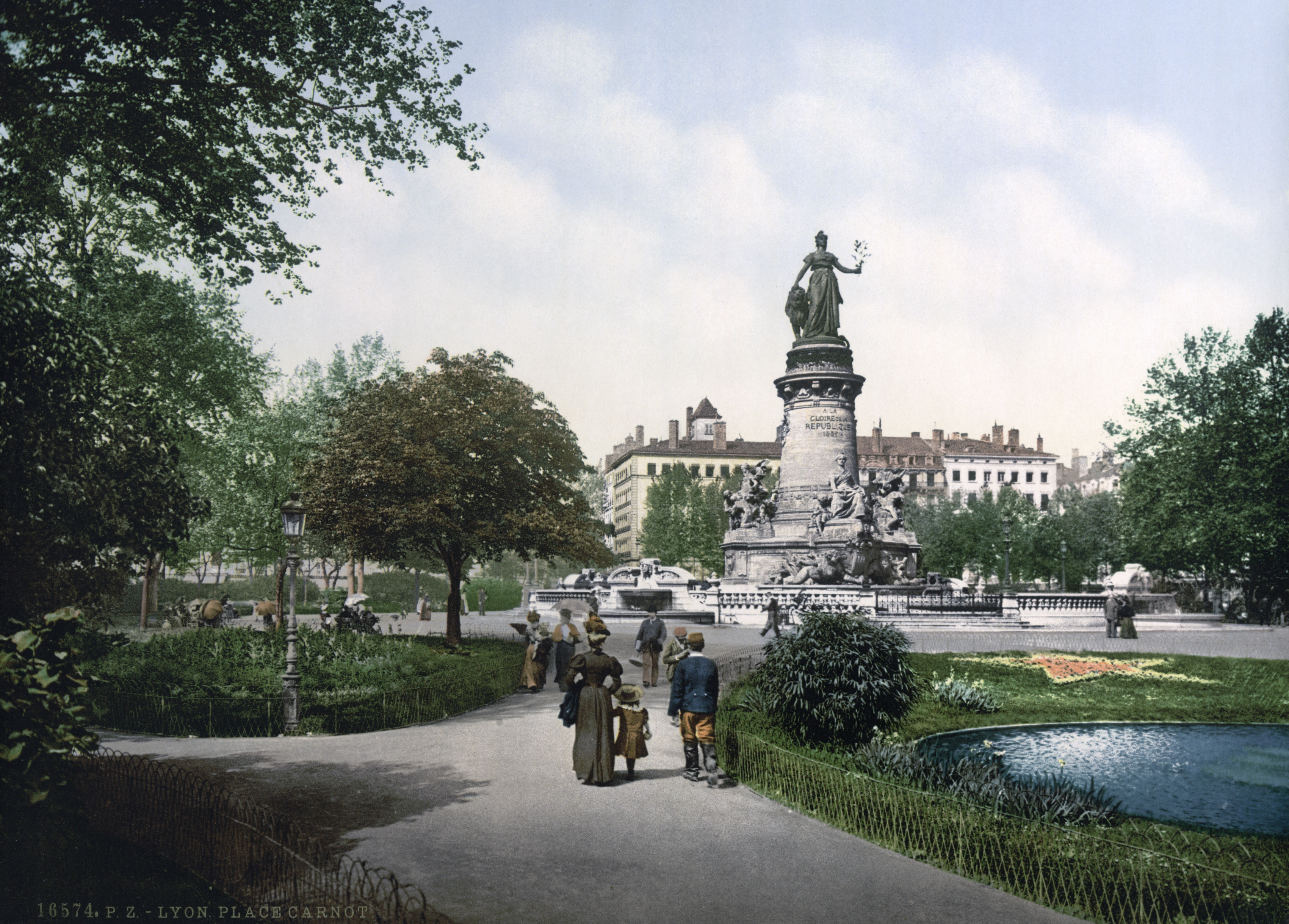
La place Carnot en 1905.
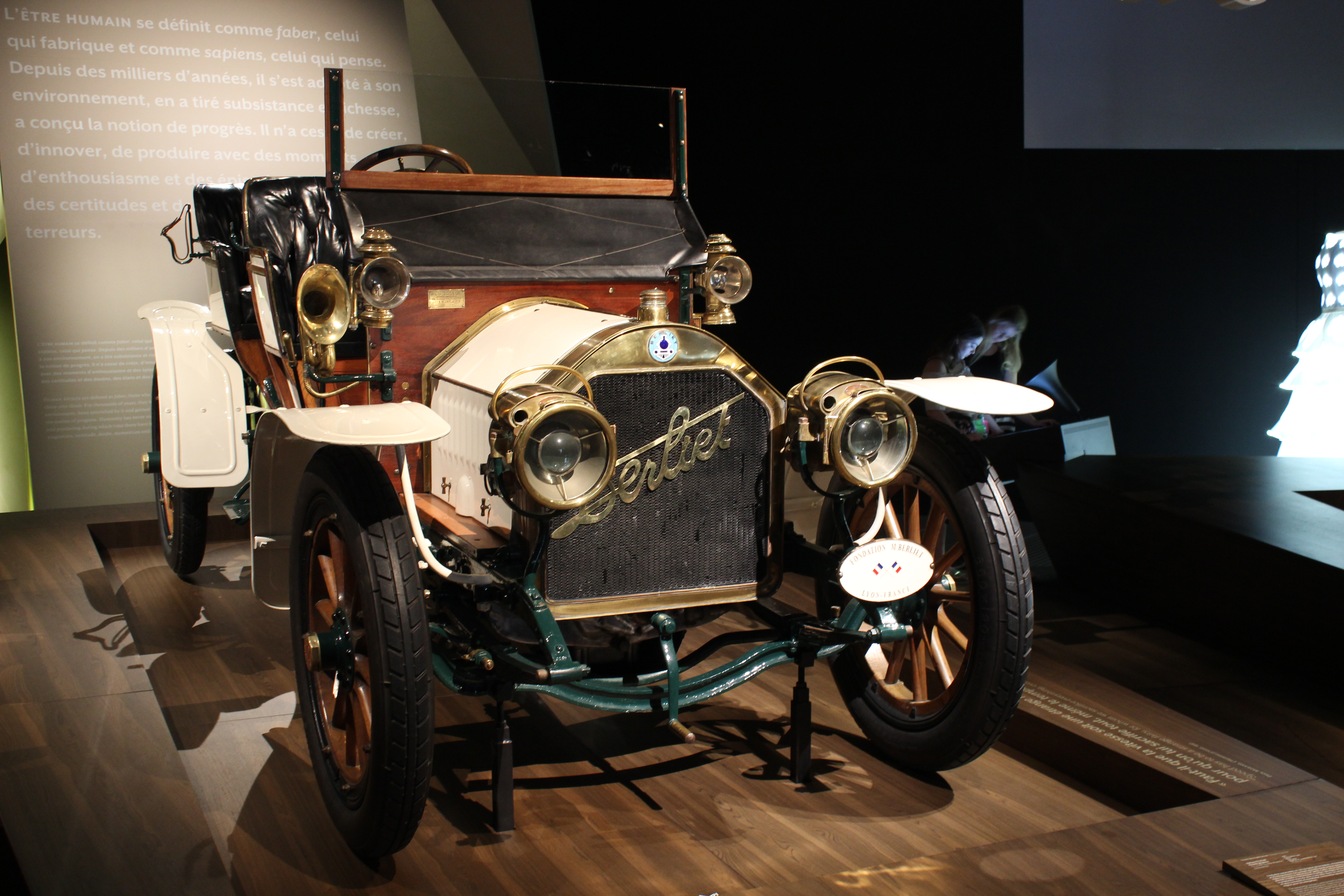
Une voiture Berliet, constructeur de camions lyonnais.
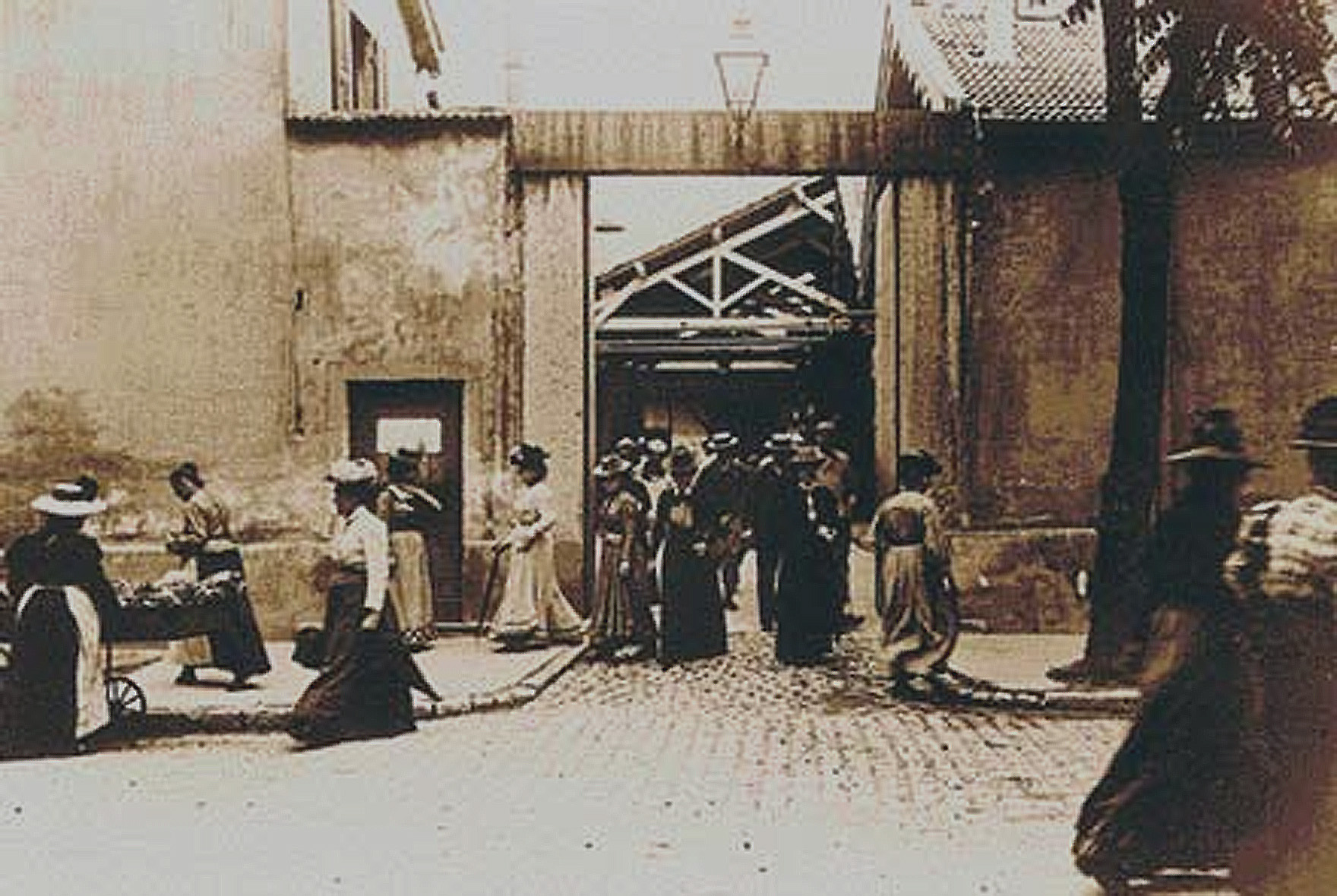
Sortie des usines Lumière, extrait du film sortie des usines Lumière tourné dans le quartier de Monplaisir.

### Lyon durant la Seconde Guerre mondiale
Durant la Seconde Guerre mondiale, étant située en zone non occupée jusqu'en novembre 1942, et très proche de la ligne de démarcation, la ville accueille les réfugiés. Elle devient un foyer de résistance. Les traboules, très liées à l'histoire de Lyon, y contribuent beaucoup, car elles permettent de fuir la Gestapo facilement. Le chef de la résistance Jean Moulin est néanmoins capturé à Caluire, dans sa banlieue. La ville est bombardée le 26 mai 1944 par l'aviation alliée, peu avant sa libération le 3 septembre 1944 par la 1re DFL et les FFI. Au mois de juin 1944, le groupe des Révolutionnaires communistes allemands et autrichiens (RKD) exilés en France publie dans son journal clandestin Spartakus l’organigramme quasi complet des services de la « Gestapo » à Lyon. Le Centre d'histoire de la résistance et de la déportation, ancien siège de la Gestapo (voir Klaus Barbie, Paul Touvier), rend aujourd'hui hommage à ce passé. Lyon d'ailleurs possède le titre de « capitale de la Résistance », un titre glorieux décerné par le général de Gaulle le 14 septembre 1944, quelques jours après la libération de la ville. Le tata sénégalais de Chasselay, un cimetière militaire édifié en 1942, rend hommage à l'action des tirailleurs sénégalais pour la défense de Lyon en juin 1940.

### Époque contemporaine
Après-guerre, la ville est le théâtre d'événements dramatiques, en particulier la mort d'un commissaire de police en Mai 68, au moment d'une contestation très active dans ses écoles d'art. Le mandat du successeur d'Édouard Herriot, Louis Pradel, est marqué par l'aménagement en autoroute des quais rive droite du Rhône, la construction du quartier de La Duchère, du centre d'échanges de Perrache, du quartier de la Part-Dieu, du tunnel de Fourvière, du musée gallo-romain et du métro de Lyon notamment. L'adjoint au maire des Sports, florissants dans la ville, est Tony Bertrand (1912 - 2018), ex-champion de France du 400 mètres.
La ville est ensuite dirigée par Francisque Collomb dont les deux mandats (1976-1989) sont marqués par quelques grandes réalisations comme la réhabilitation de la halle Tony-Garnier, la création d'Eurexpo, du pont Winston-Churchill, de la gare de la Part-Dieu, la venue d'Interpol, la rénovation du palais de justice, le lancement de la cité internationale et du palais des Congrès.
Entre 1989 et 1995, sous Michel Noir (ancien ministre du Commerce extérieur), l'opéra de la ville, la place des Célestins et la place des Terreaux sont rénovés. Le terme « Grand Lyon » est adopté pour désigner la communauté urbaine de Lyon, cependant que le plan lumière est lancé, mettant en valeur les bâtiments de la ville la nuit. La ville organise le Championnat du monde d'échecs 1990.
Sous Raymond Barre (ancien Premier ministre), entre 1995 et 2001, le forum mondial des sciences de la vie « Biovision » est créé, les Écoles normales supérieures s'installent dans le quartier de Gerland, alors que Lyon accueille en 1996 le 22e sommet du G7. C'est aussi sous son mandat, en 1998, que la ville obtient le classement de 427 ha de son territoire au patrimoine mondial de l'humanité par l'UNESCO.
En 2001, Gérard Collomb est élu à la mairie puis réélu au 1er tour en 2008 et au 2e tour en 2014. Les berges du Rhône sont alors aménagées, l'agglomération lyonnaise se dote d'un système de location de vélos en libre-service (Vélo'v). Une vaste opération urbanistique (dont le projet est antérieur) métamorphose le quartier de la Confluence et s'accompagne, à partir de 2009, du réaménagement des berges de Saône en promenade, du confluent jusqu'au bassin nautique (inauguré en juin 2010). Plusieurs projets d'immeubles de grande hauteur sont lancés dans le quartier de la Part-Dieu notamment les tours Oxygène, Incity et la future To-Lyon.
La communauté urbaine de Lyon est remplacée le 1er janvier 2015 par la collectivité territoriale de la Métropole de Lyon. La ville quitte ainsi le département du Rhône.

## Politique et administration

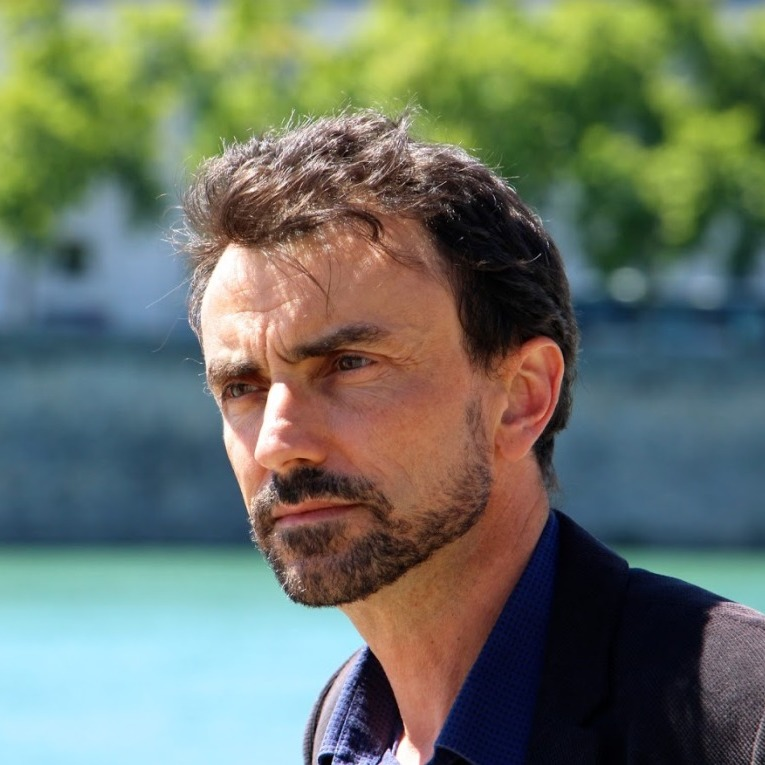
L'actuel maire de Lyon, Grégory Doucet (Les Écologistes).

### Tendances politiques et résultats
De tradition bourgeoise, la ville de Lyon serait susceptible d'être gouvernée par la droite. On remarque cependant un schisme dans l'électorat de la métropole de Lyon, les communes et arrondissements aisés du Nord et du Nord-Ouest (les communes des Monts-d'Or, Caluire-et-Cuire, etc.) sont davantage tournés à droite, tandis que les communes plus populaires du Sud et de l'Est lyonnais à tendance industrielle sont davantage à gauche, par exemple à Villeurbanne, Vaulx-en-Velin, ou à Vénissieux (où les maires successifs depuis 1944 sont issus du Parti communiste français).
Gérard Collomb, membre du Parti socialiste devint pour la première fois maire de Lyon, alors qu'il était minoritaire en voix (10 000 voix de moins que la droite), mais majoritaire en nombre d'arrondissements gagnés et en nombre total d'élus dans l'ensemble des arrondissements. Cette particularité électorale est le fruit d'un mode de scrutin municipal en vigueur uniquement dans les trois plus grandes villes françaises (loi PLM),. Gérard Collomb est réélu maire de la ville en 2008,.
Il est par ailleurs difficile de trancher la question d'une identité électorale de Lyon tant les habitants semblent s'orienter différemment selon les élections : tandis que la droite l'a largement remportée en 2007 lors de l'élection présidentielle ou lors des européennes de juin 2009, la gauche s'est imposée lors des cantonales de 2008, et Gérard Collomb, maire socialiste, a largement été réélu en 2008.
On remarque cependant une évolution marquée à Lyon depuis une décennie[Quand ?]. Bastion radical durant la Troisième République, très orientée à gauche, Lyon se mue en fief centriste durant la Quatrième République, à l'instar du Parti Radical qui glisse vers la droite à partir de cette époque. Jusqu'à l'aube du XXIe siècle, cette tendance se renforcera, allant jusqu'à faire de Lyon la « Capitale de l'UDF »,, une place forte du centre-droit. Aux élections municipales de 1983 et 1989, le centre-droit et la droite enlèvent la totalité des arrondissements, en récoltant les deux tiers des suffrages. La gauche est à cette époque inexistante à Lyon.
Après un premier coup de semonce aux municipales de 1995, la retraite politique de Raymond Barre et les profondes divisions du centre droit en 2001 amorcent en fait la montée en puissance d'un courant de centre-gauche, incarné par Gérard Collomb. Un temps démenti à l'occasion des élections législatives de 2002 (3 UMP et 1 UDF), le mouvement reprend dès les cantonales de 2004, où le PS enlève des cantons dans des arrondissements plutôt favorables à la droite (dans le 3e notamment). Il s'amplifie lors des élections législatives de 2007, où le PS prend deux sièges à la droite, et lors des cantonales de 2008 où le repli de la droite sur ses arrondissements inexpugnables (2e et 6e) se confirme. Les municipales de 2008 parachèvent le virage que Gérard Collomb crée à Lyon durant les mandats de ces premières années 2000-2010. Il est, en effet, coutume à Lyon, pour être élu, d'adopter le « modérantisme » lyonnais, que confirme la succession des tendances politiques élues à la mairie, après le maire historique de Lyon Édouard Herriot (RAD), suivi par :
- Louis Pradel (DVD) ;
- Francisque Collomb (DVD);
- Michel Noir (RPR) ;
- Raymond Barre (DVD) ;
- Gérard Collomb (PS puis LREM) ;
- Grégory Doucet (LE).

S'il y a mutation sociologique, il n'y a donc pas de révolution politique. Le recentrage politique de Gérard Collomb a permis à ce dernier de devenir maire et de confirmer son implantation en 2008. Réélu en 2014, Gérard Collomb est nommé ministre de l'Intérieur à la suite de l'élection d'Emmanuel Macron. Il démissionne de ses fonctions municipales en juillet 2017, laissant la place à son premier adjoint, Georges Képénékian.
Gérard Collomb démissionne de son poste de ministre de l'Intérieur en octobre 2018, et le 5 novembre suivant, il est réélu maire avec 46 voix contre 8, cependant que Georges Képénékian redevient alors premier adjoint. En 2020, mis en difficulté par les écologistes et par la droite, en plus d’une dissidence, le successeur désigné de Collomb Yann Cucherat n’obtient que 15 % des voix, tandis que celui-ci, avec seulement 17 % des voix, est mis en difficulté lors du premier tour des élections métropolitaines.
Bien que l'influence électorale de l'extrême droite lyonnaise soit faible, l'universitaire Alain Chevarin souligne que la ville est un fief du nationalisme radical : « On y retrouve tous les mouvements, depuis les catholiques intégristes jusqu'aux néo-païens, depuis ceux qui veulent conquérir le pouvoir par les urnes, jusqu'à ceux qui pratiquent plutôt une agitation locale, parfois violente, pour s'implanter sur des territoires qu'ils considèrent comme des bastions ». Les agressions contre des militants de gauche, syndicalistes et migrants sont récurrentes.

#### Récapitulatif de résultats électoraux récents
| Scrutin              | 1er tour | 1er tour | 1er tour | 1er tour | 1er tour | 1er tour | 1er tour | 1er tour | 1er tour | 1er tour | 1er tour  | 1er tour | 2d tour     | 2d tour     | 2d tour     | 2d tour     | 2d tour     | 2d tour     | 2d tour     | 2d tour     | 2d tour     | 2d tour     | 2d tour     | 2d tour     |
| Scrutin              | 1er      | 1er      | %        | 2e       | 2e       | %        | 3e       | 3e       | %        | 4e       | 4e        | %        | 1er         | 1er         | %           | 2e          | 2e          | %           | 3e          | 3e          | %           | 4e          | 4e          | %           |
| -------------------- | -------- | -------- | -------- | -------- | -------- | -------- | -------- | -------- | -------- | -------- | --------- | -------- | ----------- | ----------- | ----------- | ----------- | ----------- | ----------- | ----------- | ----------- | ----------- | ----------- | ----------- | ----------- |
| Municipales 2014     |          | PS       | 35,75    |          | UMP      | 30,49    |          | FN       | 12,19    |          | EELV      | 8,90     |             | UGE         | 50,64       |             | UMP         | 34,24       |             | FN          | 10,34       | Pas de 4e   | Pas de 4e   | Pas de 4e   |
| Européennes 2014     |          | UMP      | 23,00    |          | PS       | 17,37    |          | FN       | 13,60    |          | EELV      | 13,30    | Tour unique | Tour unique | Tour unique | Tour unique | Tour unique | Tour unique | Tour unique | Tour unique | Tour unique | Tour unique | Tour unique | Tour unique |
| Régionales 2015      |          | PS       | 36,22    |          | UCD      | 30,93    |          | FN       | 15,13    |          | EELV      | 10,59    |             | UGE         | 48,83       |             | UCD         | 39,59       |             | FN          | 11,58       | Pas de 4e   | Pas de 4e   | Pas de 4e   |
| Présidentielles 2017 |          | LREM     | 30,31    |          | LR       | 23,41    |          | LFI      | 22,84    |          | PS        | 9,12     |             | EM          | 84,11       |             | FN          | 15,89       | Pas de 3e   | Pas de 3e   | Pas de 3e   | Pas de 4e   | Pas de 4e   | Pas de 4e   |
| Européennes 2019     |          | LREM     | 28,76    |          | EELV     | 21,00    |          | LR       | 10,37    |          | RN        | 10,25    | Tour unique | Tour unique | Tour unique | Tour unique | Tour unique | Tour unique | Tour unique | Tour unique | Tour unique | Tour unique | Tour unique | Tour unique |
| Municipales 2020     |          | EELV     | 28,46    |          | LR       | 17,01    |          | LREM     | 14,92    |          | LREM-Diss | 11,98    |             | UGE         | 52,40       |             | UCD         | 30,58       |             | LREM-Diss   | 17,02       | Pas de 4e   | Pas de 4e   | Pas de 4e   |
| Régionales 2021      |          | LR       | 31,21    |          | EELV     | 22,66    |          | LREM     | 16,46    |          | PS        | 13,78    |             | UGE         | 47,60       |             | LR          | 45,46       |             | RN          | 6,95        | Pas de 4e   | Pas de 4e   | Pas de 4e   |
| Présidentielle 2022  |          | LREM     | 31,83    |          | LFI      | 31,06    |          | RN       | 8,99     |          | EELV      | 7,67     |             | LREM        | 79,80       |             | RN          | 20,20       | Pas de 3e   | Pas de 3e   | Pas de 3e   | Pas de 4e   | Pas de 4e   | Pas de 4e   |
| Européennes 2024     |          | PS       | 18,80    |          | LFI      | 17,18    |          | RE       | 15,78    |          | RN        | 13,46    | Tour unique | Tour unique | Tour unique | Tour unique | Tour unique | Tour unique | Tour unique | Tour unique | Tour unique | Tour unique | Tour unique | Tour unique |

### Administration municipale

Composition du Conseil Municipal en 2020

La commune de Lyon est administrée par un maire et ses adjoints (pouvoir exécutif) et un conseil municipal (pouvoir législatif) dont les membres sont élus, pour six ans, par le premier tiers des élus des listes d'arrondissements, d'abord élus au suffrage universel (suffrage direct) dans chacun des 9 arrondissements (au nombre total de 221), puis siégeant au conseil municipal au nombre donc de 73 conseillers municipaux.
Le conseil municipal élit en son sein le maire de Lyon, qui est chargé de préparer et d’appliquer les décisions du conseil, et qui dispose d'importantes compétences propres (premier magistrat de la ville, détenant le pouvoir de police, entre autres). Le maire est assisté donc d'un ou de plusieurs adjoints (au maximum 21), qui peuvent recevoir certaines délégations, à la demande du maire au conseil municipal. Le conseil municipal de Lyon se réunit 10 fois par an et est présidé par le maire de Lyon ou, en son absence, par son 1er adjoint.
La commune de Lyon est divisée en neuf arrondissements municipaux, qui furent créés à partir de 1852. Un arrondissement est une subdivision territoriale des trois communes françaises les plus importantes. Depuis la loi PLM, l'organisation municipale de Lyon est comparable à celle de Paris. Des trois villes concernées par la loi PLM, Lyon est la commune disposant du plus petit nombre d'arrondissements (un total de 9), tandis que Paris en contient 20 et Marseille 16. Cette différence est principalement due à la superficie de Lyon (47,87 km2 - 240,62 km2 pour Marseille) et au nombre d'habitants (un peu plus de la moitié de Marseille).
Dans chacun des 9 arrondissements de la commune, siège un conseil d'arrondissement, avec à sa tête un maire d'arrondissement. Chaque conseil d'arrondissement est élu au suffrage universel direct, en même temps que le conseil municipal. Il y a une mairie par arrondissement en plus de la mairie de Lyon. Elles ne sont pas des mairies de plein exercice (ne levant notamment pas d'impôts), mais répartissent les crédits qui leur sont délégués par la mairie de Lyon.
Depuis la loi de 2002 et l'obligation pour les villes de plus de 80 000 habitants, des « conseils de quartiers »(au nombre de 36 pour la ville de Lyon) sont créés, où des habitants, des associations citoyennes et commerciales représentent leur quartier. Leur avis est sollicité pour les aménagements dont le quartier est concerné, les permis de construire (visite sur sites), etc.
Le nombre de « conseillers de quartiers » n'est pas limité (dans une représentation raisonnable pour le quartier) et est ouvert à tous.

#### Vie militaire
Lyon est le siège de la zone de défense et de sécurité Sud-Est, correspondant à la région Auvergne-Rhône-Alpes et accueille à ce titre l'état-major de la région Terre Sud-Est au quartier Général-Frère. Le 7e régiment du matériel demeure le seul régiment intra-muros, situé avenue Chalemel-Lacour. L'hôpital d'instruction des armées Desgenettes s'y trouve boulevard Pinel. La commune voisine de Bron accueille l'École du service de santé des armées de Lyon-Bron. Enfin, sur les communes voisines de Limonest et Poleymieux-au-Mont-d'Or s'étend la base aérienne 942 du mont Verdun.
À Lyon, le traditionnel défilé militaire du 14 juillet se déroule le 13 juillet.

#### Police et justice
La police municipale lyonnaise est l'une des plus importantes polices municipales françaises au regard des effectifs« (327 agents, hors cadre administratif) et le ratio par habitant (67 pour 100 000 habitants) place la ville dans le peloton de tête du classement national », et le nombre de policiers en service sur la ville y a augmenté de 27 agents (passant de 809 en 2003 à 836 en 2009).
La mairie consacre plus d'1,5 million d'euros par an à des firmes de sécurité privée. Enfin, l'Association Lyonnaise pour la Tranquillité et la Médiation a été créée en 2003, et est le fruit d'un partenariat avec la ville, la métropole de Lyon, la SNCF, Kéolis Lyon et les offices HLM de la ville. Elle emploie 23 personnes intervenant en particulier en soirée dans le 9e arrondissement, et est présidée depuis 2006 par le chef de la MICASEP (Mission de coordination des actions de sécurité et de prévention).
|                                                                            | 2003  | 2004 | 2005 | 2006 | 2007 | 2008  | variation annuelle |
| -------------------------------------------------------------------------- | ----- | ---- | ---- | ---- | ---- | ----- | ------------------ |
| Police municipale opérationnelle                                           | 289   | 305  | 315  | 318  | 324  | 325   | 2 %                |
| Unité de contrôle du stationnement                                         | 21    | 43   | 64   | 63   | 70   | 73    | 28 %               |
| Unité de cadre de vie                                                      |       |      |      |      | 19   | 19    |                    |
| Centre de supervision urbaine (des caméras de vidéosurveillance)           | 16    |      |      |      |      | 29    | 13 %               |
| MICASEP (Mission de Coordination des Actions de Sécurité et de Prévention) |       |      |      |      | 14,5 | 17,5  | 4 %                |
| Total                                                                      | 340,5 |      |      |      |      | 463,5 | 6 %                |

#### Secours
Le service départemental métropolitain d'incendie et de secours du département du Rhône et de la métropole de Lyon (SDMIS) est chargé de la protection des personnes, des biens et de l'environnement dans la commune de Lyon.
Pour cela le service dispose de huit casernements situés sur Lyon et ses alentours. Ces casernements défendant Lyon se nomment compagnie :
- Casernement de Lyon-Corneille (1re compagnie), aussi appelé le central, situé rue Pierre-Corneille à Lyon ;
- Casernement de Lyon-Rochat (2e compagnie) situé dans le quartier de la Madeleine à Lyon ;
- Casernement de Lyon-Gerland (3e compagnie) situé dans le quartier de Gerland à Lyon ;
- Casernement de Lyon-Duchère (4e compagnie) situé dans le quartier de La Duchère à Lyon ;
- Casernement de Saint-Priest (5e compagnie) situé à Saint-Priest où se trouve aussi la logistique et certains services du SDMIS ;
- Casernement de Villeurbanne-Cusset (6e compagnie) situé à Villeurbanne ;
- Casernement de Lyon-Croix Rousse (7e compagnie) situé dans le quartier de la Croix-Rousse à Lyon ;
- Casernement de Villeurbanne-La Doua (8e compagnie) situé à Villeurbanne.

Dans l'enceinte de la 1re compagnie se trouve aussi l’État-major du SDMIS avec le CTA-CODIS. Ces centres de secours sont totalement professionnalisés ou à très forte majorité composés de sapeurs-pompiers professionnels.

##### Dispositif de vidéosurveillance
Un programme de vidéosurveillance est mis en place sous le mandat de Raymond Barre à partir de 1998, date du premier contrat local de sécurité, et poursuivi par Gérard Collomb, qui a installé en 2001 le Centre de Supervision Urbaine de Lyon (CSUL, 29 agents en 2010). Il y avait ainsi 59 caméras en 2001, réparties entre La Duchère et la Presqu'île et 219 en 2009, étendues à d'autres quartiers, dont le Vieux Lyon, le Pery-Moncey, Gerland, les berges du Rhône, la Cité internationale, etc. Le CSUL est sollicité en priorité pour les troubles à l'ordre public, les atteintes aux biens et aux personnes venant loin derrière.
Les images (qui constituent des données personnelles) sont aujourd'hui stockées 8 jours, durée qui devrait être étendue à 15 jours. Enfin, un « collège d’éthique de la vidéosurveillance des espaces publics » a été créé en 2003. La Chambre régionale des comptes note qu'« à ce jour, aucune plainte n’a été enregistrée par le collège d’éthique et aucune demande d'accès aux images (droit d'accès garanti par la loi Informatique et libertés) pour un motif tenant à la curiosité ou au droit à l'image n’a été enregistrée ».

L'efficacité de ce dispositif de vidéosurveillance a toutefois été mise en doute. En effet, la Chambre des comptes remarque notamment que la baisse des chiffres sur la délinquance a été plus importante à Villeurbanne, ville dénuée de caméras de surveillance, qu'à Lyon). Selon celle-ci, 
« l'outil est suffisamment coûteux (plus d’un million par an en moyenne depuis 2003, hors personnel et frais généraux liés au service) pour qu’une évaluation globale de son intérêt soit entreprise. »

##### Tribunaux

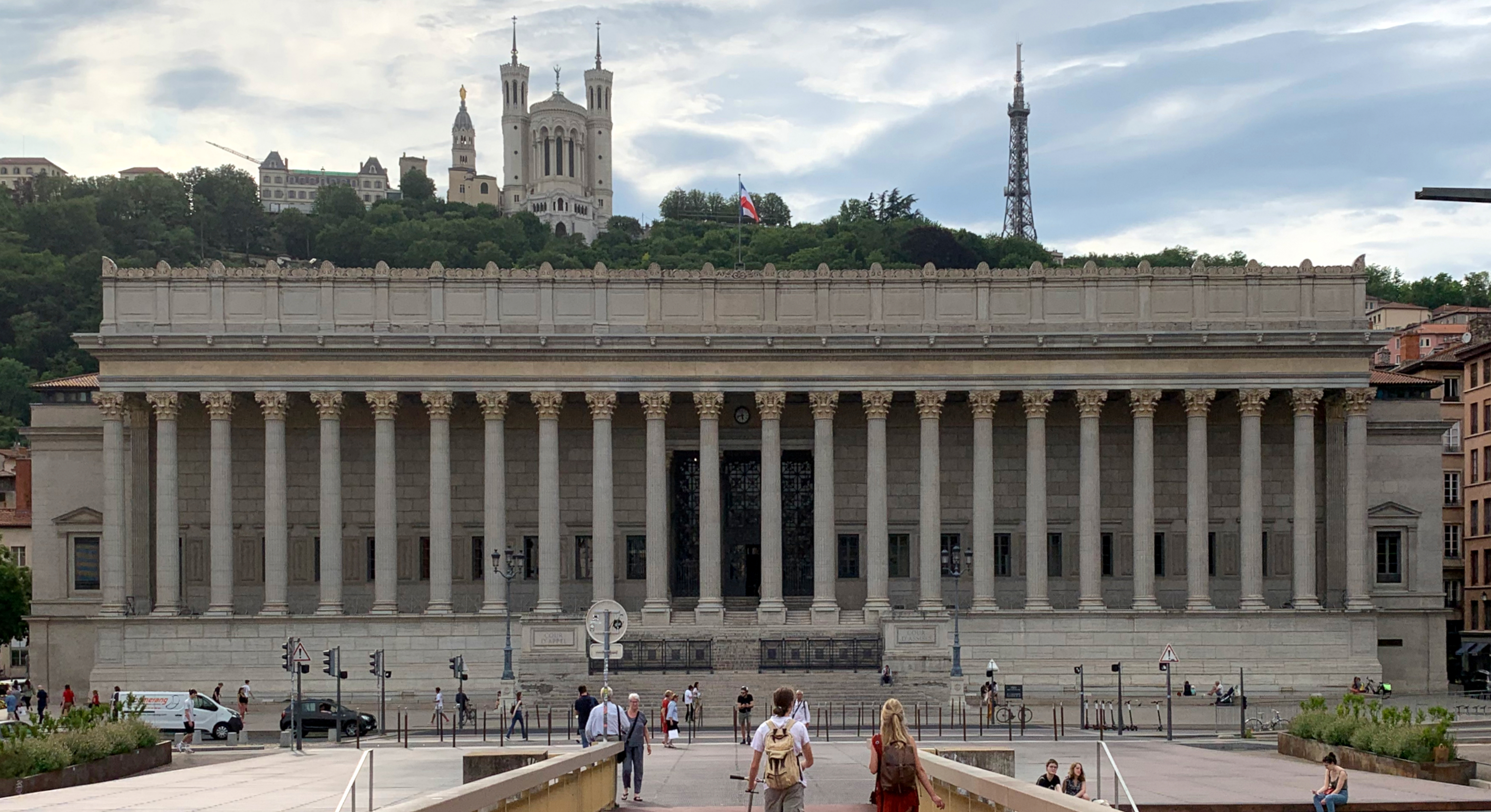
Le palais de Justice historique de Lyon.

Lyon abrite la Cour d'appel de l'Ain, de la Loire et du Rhône. Lyon possède un tribunal judiciaire, un conseil de prud'hommes, un tribunal administratif, une cour administrative d'appel, un tribunal de commerce et un bureau d'aide juridictionnelle. Tous ces tribunaux de l'ordre judiciaire se trouvent dans le 3e arrondissement, au sein du nouveau palais de justice construit en 1995, les juridictions administratives étant situées dans un bâtiment spécifique érigé à proximité. La Cour d'appel et la Cour d'assises sont encore présentes dans le palais de justice historique, dans le Vieux Lyon.
Lyon est le second barreau de France après Paris, avec 4 000 avocats inscrits au barreau en 2024.
La ville accueille par ailleurs deux maisons de justice et de droit (MJD), respectivement depuis 1992 et 1999. Celles-ci visent à « assurer une présence judiciaire de proximité et notamment offrir une place aux mesures alternatives de traitement pénal ainsi qu’aux actions tendant à la résolution amiable des conflits civils » ainsi qu'à « concourir à des actions locales favorisant la prévention de la délinquance, l’aide aux victimes et l’accès aux droits. »

##### Prisons
La ville n'accueille plus aucun prisonnier depuis 2009. En effet, le 2 mai 2009, les détenus des prisons Saint-Paul et Saint-Joseph dans le quartier de Perrache (Lyon 2e) ont été transférés à la plus récente maison d'arrêt de Lyon-Corbas (dans la commune de Corbas, en banlieue sud-est de Lyon). Ce transfert aura alors eu pour effet de vider Lyon de ses prisonniers, puisque même la prison Montluc (Lyon 3e) a été vidée en février 2009, classée monument historique, elle est devenue un musée national. Les prisons Saint-Paul et Saint-Joseph ont quant à elles fait l'objet d'une reconversion pour accueillir l'université catholique de Lyon en 2015.

### Jumelages
36 villes étrangères ont signé un accord de partenariat avec la ville de Lyon.

#### Jumelages
- Birmingham (Royaume-Uni) depuis 1951[159] ;
- Yokohama (Japon) depuis 1959[160] ;
- Francfort-sur-le-Main (Allemagne) depuis 1960[161] ;
- Milan (Italie) depuis 1966[162] ;
- Saint-Louis (États-Unis) depuis 1975[163] ;
- Beer-Sheva (Israël) depuis 1980[164] ;
- Canton (Chine) depuis 1988[165] ;
- Łódź (Pologne) depuis 1991[166] ;
- Sétif (Algérie) depuis 1996[167] ;
- Benghazi (Libye) depuis 2011[168];
- Curitiba (Brésil) depuis 2015[169],[170].

#### Pacte d'amitié et de coopération
- Dubaï (Émirats arabes unis) depuis 2007[166].

#### Pacte d'amitié
- Minsk (Biélorussie) depuis 1976[171] ;
- Leipzig (Allemagne) depuis 1981[166].

#### Charte d'amitié
- Deir-el-Qamar (Liban) depuis 1998[172].

#### Charte de coopération Barcelone-Lyon-Turin
- Barcelone (Espagne) depuis 2004[166] ;
- Turin (Italie) depuis 2004[166].

#### Charte d'alliance Barcelone-Gênes-Lyon-Marseille
- Barcelone (Espagne) depuis 1998[173] ;
- Gênes (Italie) depuis 1998[173].

#### Relation privilégiée
- Genève (Suisse) depuis 1989[166] ;
- Barcelone (Espagne) depuis 1989[166] ;
- Saint-Pétersbourg (Russie) depuis 1991[166].

#### Charte de partenariat
- Beyrouth (Liban) depuis 1913[174].

#### Convention de partenariat
- Alep (Syrie) depuis 2000[166] — suspendu depuis 2011 à la suite du déclenchement de la révolution puis de la guerre civile syrienne.

#### Protocole d'échange et de coopération
- Montréal (Canada) depuis 1979[166] ;
- Hô Chi Minh-Ville (Vietnam) depuis 1997 (projet de protocole)[166].

#### Protocole de coopération
- Turin (Italie) depuis 1991[166] ;
- Ouagadougou (Burkina Faso) depuis 1994[166] ;
- Rabat (Maroc) depuis 1998[167] ;
- Pécs (Hongrie) depuis 1998 ;
- Lomé (Togo) depuis 1999 ;
- Bamako (Mali) depuis 1999[166] ;
- Porto-Novo (Bénin) depuis 1999[166].
- Addis Abeba (Éthiopie) depuis 2019[175] ;

#### Charte de promotion des échanges
- Philadelphie (États-Unis) depuis 2004 ;
- New York (États-Unis) depuis 2008.

#### Protocole d'accord
- Craiova (Roumanie) depuis 1992 ;
- Erevan (Arménie) depuis 1992[166].

#### Déclaration d'intention
- Samarcande (Ouzbékistan) depuis 1998.

#### Volonté commune de rapprochement
- Göteborg (Suède)[166] ;

#### Jumelages spirituels
- Archéparchie d'Antélias des Maronites (Liban) depuis 1985.

Le cardinal Albert Decourtray et Youssef Béchara, archevêque d'Antélias ont jumelé les deux diocèses.
- Archéparchie de Mossoul des Chaldéens (Irak) depuis 2014[176].

Le cardinal Philippe Barbarin a lié le jumelage entre l'archidiocèse de Lyon et celui de Mossoul avec le patriarche des Chaldéens Louis Raphaël Ier Sako, le 29 juillet 2014. Ce jumelage consiste en des actions spirituelles et humanitaires.

#### Autres réseaux de villes
- Eurocities : Lyon a été membre fondateur en 1986 du réseau Eurocities[178] qui regroupe 140 villes de 32 pays européens ;
- Cités et Gouvernements locaux unis : Lyon est membre du bureau exécutif[179] ;
- Citynet : Lyon est l'unique membre européen de Citynet, et dispose d'un siège à son comité exécutif, qui s'est réuni d’ailleurs à Lyon au mois de novembre 2005.

### Échanges et partenariats

#### Birmingham (Royaume-Uni) depuis 1951
Le plus ancien partenariat de la Ville de Lyon qui a su évoluer pour passer d’un jumelage traditionnel à une coopération exemplaire en matière d’échanges d’expérience, de bonnes pratiques : gestion administrative des villes (évaluation des services, décentralisation), bijouterie (échanges entre créateurs), lumière (réseau LUCI), rapprochement entre les deux villes sur le thème de la recherche sur le cancer, organisation d’opérations promotionnelles respectives.
Yokohama (Japon) depuis 1959
L'anniversaire des 60 ans de ce partenariat et jumelage a été célébré en 2019,.

#### Francfort-sur-le-Main (Allemagne) depuis 1960
Afin de sortir du jumelage traditionnel, de nouvelles pistes de coopération sont à l’étude : participation commune à des projets européens, secteur de la finance…

#### Milan (Italie) depuis 1966
Mise en place de nouvelles thématiques de coopération en matière de recherche (biotechnologies, etc.), de gastronomie et de mode.

#### Canton (Chine) depuis 1988
Les sujets de coopération sont nombreux et diversifiés, ils portent sur le développement des relations d'affaires, les échanges universitaires ou les techniques urbaines.

#### Charte d'alliance Barcelone-Gênes-Lyon-Marseille
Établir des systèmes d'échanges d'informations et d'expériences en matière de gestion de la ville, tout particulièrement concernant la culture, le patrimoine, la prévention des risques urbains, la santé, l'eau, les transports et les communications, la participation des citoyens et la promotion économique. Coordonner leurs efforts à propos des relations internationales, particulièrement en faveur de la subsidiarité en Europe, du rééquilibrage vers le sud de l'Union européenne et du développement de la coopération euro-méditerranéenne. De travailler ensemble sur des initiatives permettant de structurer la coopération entre les villes de la Méditerranée, au travers de la « Conférence des Villes de la Méditerranée » ou d'initiatives concrètes de coopération développées par le « Sommet des Villes de la Méditerranée », le réseau « Medcités » ou autres.

#### Leipzig (Allemagne) depuis 1981
Plutôt basée sur des échanges culturels au départ, la coopération entre les deux villes s’est renforcée ces dernières années au travers d'une participation active dans le réseau Eurocities.

#### Charte de coopération Barcelone-Lyon-Turin
Il s’agira de développer des initiatives communes en matière de promotion économique internationale, entrepreneuriat et création d’entreprises, biotechnologies, gastronomie et agroalimentaire, tourisme et culture. Enfin, Turin est une ville très active dans le réseau LUCI initié en partenariat avec la ville de Lyon.

#### Alep (Syrie) depuis 2000
L’objectif de la mission est la reprise de contact politique et technique initiée depuis plusieurs années entre l’agglomération lyonnaise et la ville d’Alep, en vue de concrétiser des accords de coopération décentralisée. Divers domaines ont été étudiés : des domaines identifiés lors des précédents échanges, planification urbaine, habitat informel, patrimoine et politique touristique, gestion des déchets et un domaine a été nouvellement abordé, celui des transports et déplacements urbains.

#### Montréal (Canada) depuis 1979
Les relations entre les deux villes sont appelées à prendre une nouvelle dynamique notamment dans les domaines culturel (échanges d’artistes d’Art contemporain), universitaire, économique (mode, design, biotechnologies, entrepreneuriat), développement local et économie sociale.

#### Łódź (Pologne) depuis 1991
Échanges entre les principales institutions des deux villes : scolaires, universitaires, judiciaire, fiscales, culturelles. Les points de rapprochement principaux sur lesquels une réflexion est en cours sont la mode et le cinéma.

#### Hô Chi Minh-Ville (Viêt Nam) depuis 1997 (projet de protocole)
La Ville de Lyon poursuit son action en faveur du développement urbain et accompagne les politiques locales, en particulier dans les domaines de la mise en valeur du patrimoine historique par la lumière, de l'élaboration et de la révision de la planification générale en urbanisme, de l'aménagement du nouveau centre urbain de Thu Thiem, des déplacements et des transports urbains.

#### Philadelphie (États-Unis) depuis 2004
Une charte signée en octobre 2004 se donne comme objectif la promotion des échanges économiques, culturels et éducatifs entre les deux villes. Les biotechnologies et l’innovation constituent les domaines phares de coopération menés par le Grand Lyon.

#### Göteborg (Suède) depuis 1998
Secteurs concernés : gastronomie, lumière, universités, mode et création, échanges d’expériences entre administrations…

#### Dubaï (Émirats arabes unis) depuis 2007
Renforcer les relations bilatérales à travers une coopération dans les domaines de l’action municipale, notamment dans le domaine de la construction et des infrastructures, et plus spécifiquement en matière d’éclairage et de gestion des bâtiments historiques aussi bien que récents.

## Population et société

### Démographie

#### Évolution démographique
L'évolution du nombre d'habitants est connue à travers les recensements de la population effectués dans la commune depuis 1793. Pour les communes de plus de 10 000 habitants les recensements ont lieu chaque année à la suite d'une enquête par sondage auprès d'un échantillon d'adresses représentant 8 % de leurs logements, contrairement aux autres communes qui ont un recensement réel tous les cinq ans,.

En 2022, la commune comptait 520 774 habitants, en évolution de +0,98 % par rapport à 2016 (Rhône : +3,93 %, France hors Mayotte : +2,11 %).
| 1793    | 1800   | 1806    | 1821    | 1831    | 1836    | 1841    | 1846    | 1851    |
| ------- | ------ | ------- | ------- | ------- | ------- | ------- | ------- | ------- |
| 102 167 | 88 919 | 102 041 | 131 258 | 149 733 | 150 814 | 155 939 | 177 976 | 177 190 |

| 1856    | 1861    | 1866    | 1872    | 1876    | 1881    | 1886    | 1891    | 1896    |
| ------- | ------- | ------- | ------- | ------- | ------- | ------- | ------- | ------- |
| 292 721 | 318 803 | 323 954 | 323 417 | 342 815 | 376 613 | 401 930 | 438 077 | 466 028 |

| 1901    | 1906    | 1911    | 1921    | 1926    | 1931    | 1936    | 1946    | 1954    |
| ------- | ------- | ------- | ------- | ------- | ------- | ------- | ------- | ------- |
| 459 099 | 472 114 | 523 796 | 561 592 | 570 840 | 579 763 | 570 622 | 460 748 | 471 270 |

| 1962    | 1968    | 1975    | 1982    | 1990    | 1999    | 2006    | 2011    | 2016    |
| ------- | ------- | ------- | ------- | ------- | ------- | ------- | ------- | ------- |
| 528 535 | 527 800 | 456 716 | 413 095 | 415 487 | 445 452 | 472 305 | 491 268 | 515 695 |

| 2021    | 2022    | - | - | - | - | - | - | - |
| ------- | ------- | - | - | - | - | - | - | - |
| 522 250 | 520 774 | - | - | - | - | - | - | - |

#### Pyramide des âges
La population de la commune est relativement jeune. En 2020, le taux de personnes d'un âge inférieur à 30 ans s'élève à 44,1 %, soit un taux supérieur à la moyenne départementale (40 %). Le taux de personnes d'un âge supérieur à 60 ans (18,9 %) est inférieur au taux départemental (22,1 %).
En 2020, la commune comptait 245 581 hommes pour 276 647 femmes, soit un taux de 52,97 % de femmes, supérieur au taux départemental (51,9 %).
Les pyramides des âges de la commune et du département s'établissent comme suit :
| Hommes | Classe d’âge | Femmes |
| ------ | ------------ | ------ |
| 0,7    | 90 ou +      | 1,8    |
| 5      | 75-89 ans    | 7,4    |
| 10,4   | 60-74 ans    | 12     |
| 16     | 45-59 ans    | 15,1   |
| 22,8   | 30-44 ans    | 20,3   |
| 28,6   | 15-29 ans    | 29,3   |
| 16,4   | 0-14 ans     | 14     |

| Hommes | Classe d’âge | Femmes |
| ------ | ------------ | ------ |
| 0,7    | 90 ou +      | 1,7    |
| 6,2    | 75-89 ans    | 8,4    |
| 13     | 60-74 ans    | 14,2   |
| 18,4   | 45-59 ans    | 17,7   |
| 20,3   | 30-44 ans    | 19,5   |
| 21,8   | 15-29 ans    | 21,1   |
| 19,6   | 0-14 ans     | 17,4   |

Dans les années 1970-1980, la ville de Lyon a perdu plus de 100 000 habitants. On peut attribuer cette diminution à l'essor de la périurbanisation, au détriment de certains quartiers dégradés de la ville centre.
La ville de Lyon retrouve un dynamisme démographique depuis les années 1980 passant de 413 100 habitants en 1982 à 506 600 en 2014, soit 93 500 habitants de plus en 32 ans, mais la remontée spectaculaire a réellement commencé dans les années 1990, en raison de la rénovation de plusieurs quartiers (Gerland, la Part-Dieu, Vaise, Saint-Rambert) : plus de 91 000 habitants en 24 ans. Au-delà des raisons techniques, cette augmentation doit être comparée à l'augmentation de la population du centre-ville de toutes les villes européennes. Cette densification de la ville centre de l'agglomération n'empêche pas la périurbanisation de se poursuivre, comme le montrent l'augmentation de la population des banlieues et l'extension du périmètre de l'unité urbaine, qui atteint 1 715 750 habitants en 2022 dans la nouvelle délimitation de 2020.
L'augmentation de la population de Lyon devrait s'accélérer avec :
- la construction du nouveau quartier de la Confluence au sud de Perrache, qui devrait faire passer la population du quartier de 7 000 à 25 000 habitants à l'horizon 2020 et densifier le 2e arrondissement[199],
- la transformation de plusieurs secteurs à ancienne vocation industrielle dans les quartiers de Vaise, de Gerland, de Monplaisir notamment, appuyée par des dessertes en métro.

#### Aire urbaine
- 1999 : 1 648 216 habitants, répartis en 296 communes ;
- 2017 : 2 326 223 habitants[200], répartis en 507 communes (délimitation 2015)[201]:
  - Métropole de Lyon, 59 communes et 1 385 927 habitants ;
  - Rhône, 172 communes et 401 110 habitants ;
  - Isère, 131 communes et 312 100 habitants ;
  - Ain, 133 communes et 224 286 habitants ;
  - Loire, 4 communes et 2 800 habitants.

#### Sociologie

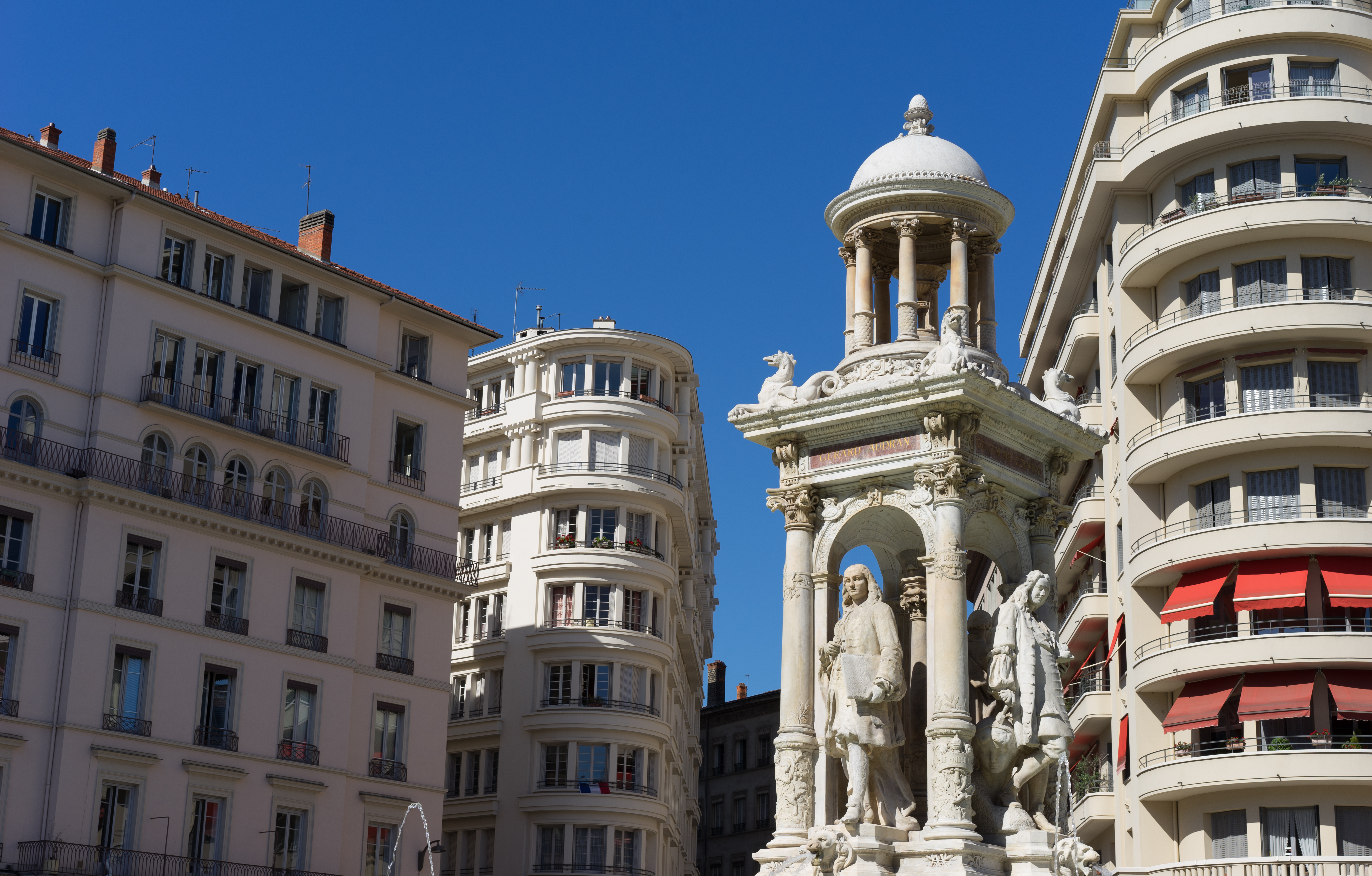
La place des Jacobins, dans le quartier de Bellecour (Lyon 2e).

Lyon est une ville de tradition bourgeoise. En 2021, le revenu moyen des ménages lyonnais s'élevait à 34 214 euros  par an, montant supérieur à la moyenne nationale qui est de 27 721 euros par an avec des disparités entre les arrondissements, disparités qui restaient cependant moins marquées qu'à Paris et Marseille[réf. nécessaire].
En 2011, la bourgeoisie lyonnaise historique se concentre principalement dans le 6e arrondissement (Les Brotteaux), surtout autour du parc de la Tête-d'Or, avec un revenu fiscal moyen de 27 676 euros par an, sur la Presqu'île (2e arrondissement et une partie du 1er), surtout dans les quartiers d'Ainay et Auguste Comte, entre la place Bellecour et la place Carnot.
Le 1er arrondissement subit un phénomène de gentrification depuis plusieurs années, le prix de l'immobilier devenant un des plus élevé de la ville. Sa population est très diplômée mais le niveau de vie des habitants reste relativement moyen. Le 4e (La Croix-Rousse)  connait un phénomène similaire, mais moins important. Il est en 2013 le troisième arrondissement le plus riche de la ville. Ces deux arrondissements se caractérisent également par une forte proportion de jeunes, avec un habitant sur trois qui a entre 15 et 29 ans dans le 1er arrondissement, un sur cinq dans le 4e.
Les arrondissements dits populaires sont en périphérie de la ville, parmi eux : le (7e arrondissement) avec un revenu fiscal de référence de 20 702 euros, pour le (8e arrondissement) le revenu fiscal moyen est de 17 881 euros par an et pour le (9e arrondissement) le revenu fiscal de référence est de 17 811 euros.
Quant au reste de l'agglomération, les banlieues du Nord et de l'Ouest (les communes situées sur les monts d'Or) sont des communes aisées (Saint-Cyr-au-Mont-d'Or, Saint-Didier-au-Mont-d'Or), alors que certaines communes du sud (Vénissieux) et de l'Est lyonnais (Saint-Priest, Vaulx-en-Velin) sont plus populaires.

#### Ville cosmopolite

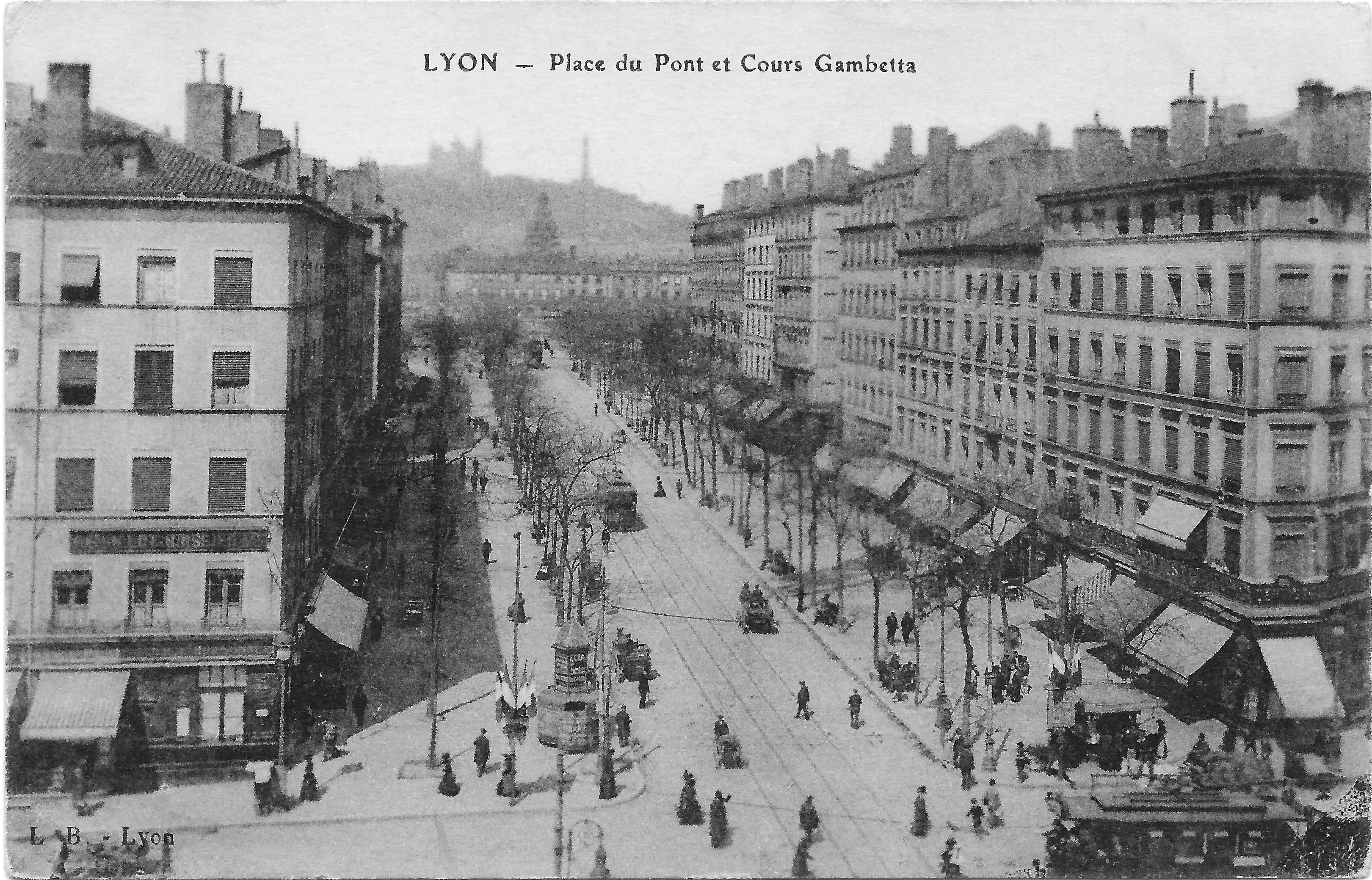
La place du Pont (aujourd'hui Gabriel-Péri) et le cours Gambetta ont toujours été l'un des premiers réceptacles de la population d'origine immigrée arrivant à Lyon.

Fondée par les Romains, la cité de Lugdunum accueillait dans l'Antiquité d'importantes communautés orientales (Asie Mineure, Grecs, etc.) selon l'épigraphie des monuments funéraires. Durant la Renaissance, Lyon a vu s'installer de nombreux transalpins, notamment Génois, Lombards, Lucquois et Florentins (dont les familles de banquiers, les Guadagni — patronyme francisé « Gadagne ») ; à ces populations se sont ajoutés des Flamands, des Germains et des Helvètes.
Au cours de son histoire, Lyon a accueilli de nombreux Italiens. Jusqu'à la fin du XIXe siècle, ils étaient surtout originaires du Nord de la péninsule. On notait aussi à cette période l'installation de Suisses et de Prussiens. Au début du XXe siècle, les Russes, les Juifs ashkénazes fuyant les pogroms et les Arméniens, cibles de génocide dans l'Empire ottoman, s'établissent aussi à Lyon. Cette dernière communauté compte aujourd'hui[Quand ?] 60 000 individus. Les Grecs d'Asie Mineure se joignent à eux dans le quartier de La Guillotière.
Dans les années 1920, Lyon connaît un afflux massif d'Italiens cherchant du travail ou fuyant le fascisme ; ils sont surtout originaires du Nord du Piémont et du sud du Latium. Interrompue par la Seconde Guerre mondiale, cette immigration reprendra jusqu'au milieu des années 1960 alors que les Italiens sont désormais surtout originaires du Sud (Sicile, Pouilles, Campanie, etc.) et du Nord-Est de l'Italie (Frioul, Vénétie). Aujourd'hui, la population lyonnaise d'origine italienne reste très importante. Parallèlement, au cours des années 1940, commença aussi l'immigration depuis l'Espagne (30 000 à 40 000 personnes) et le Portugal (aujourd'hui, environ 60 000 personnes). Avec la guerre d'Algérie et les guerres d'indépendance, ce sont les populations maghrébines d'Algérie, de Tunisie et du Maroc — une communauté qui représente actuellement entre 150 000 et 180 000 personnes — qui s'installent dans l'agglomération, mais aussi 50 000 à 60 000 pieds-noirs et des Juifs séfarades. Aujourd'hui, l'ensemble de la communauté juive comprend entre 35 000 et 40 000 personnes.
Depuis les années 1970, les immigrants sont surtout originaires de l'Afrique subsaharienne (environ 40 000 personnes), de Turquie (environ 40 000 personnes), d'Asie (2e Chinatown de France, dans le 7e arrondissement ; mais aussi du Laos, du Cambodge, du Viêt Nam) et d'Europe de l'Est. Le nombre d'Antillais et de Réunionnais s'élève environ à 40 000 membres. Par ailleurs, c'est à Lyon que les Réunionnais sont les plus nombreux en France métropolitaine. Enfin, une communauté sud-américaine est présente notamment dans le quartier de Perrache depuis les années 1980. Il convient de mentionner que le quartier de l'ancien faubourg de La Guillotière, complètement intégré à la ville dès la fin du XIXe siècle, constitue un point d'ancrage pour les populations immigrées, un lieu de rendez-vous pour ces dernières, ses rues comportent de nombreux commerces dits « ethniques » ; à ce titre, l'épicerie « Bahadourian » se situe non loin de la place Gabriel-Péri (place du Pont pour les Lyonnais). Les différentes autorités religieuses notamment catholiques, juives et musulmanes, soulignent régulièrement la qualité du dialogue inter-religieux existant à Lyon. En 2015, un rapport de l'Inspection générale de l'administration relevait que « le dialogue inter-religieux est fortement porté par les collectivités territoriales » lyonnaises. Ce dialogue est aussi, selon les auteurs du rapport, le fruit d'une histoire ancienne « de l’intégration, et d’une manière plus générale de la conscience démocratique ». L'université Lyon-III et l'Institut catholique de Lyon ont mis en place un diplôme universitaire intitulé « religion, liberté religieuse et laïcité » ainsi qu'un certificat « connaissance de la laïcité », avec le soutien de la préfecture du Rhône.

#### Nombre de ménages et propriétaires

Les propriétaires à Lyon (part et Pourcentage) dans les IRIS des 9 arrondissements.

Nombre de ménages par IRIS dans les 9 arrondissements de Lyon.

La ville de Lyon possède une population très variée tant d'origine que de richesse. On peut le voir avec des cartes notamment avec la répartition du nombre de ménages par IRIS mais aussi par la part de propriétaires dans ces derniers.

### Enseignement

#### Primaire et secondaire
Tous statuts confondus (public/privé), il existe plus de 250 écoles maternelles ou primaires, une cinquantaine de collèges (110 dans le département) ainsi qu'une cinquantaine de lycées dont plus d'une vingtaine sont privés (57 lycées au total dans le département) répartis sur le territoire de la ville.
Par le passé, tous les lycées (dépendants des conseils régionaux) étaient situés en préfecture, ceci explique qu'une écrasante majorité des lycées du département soit située à Lyon, tandis que les collèges (dépendants des conseils généraux) sont plus uniformément implantés sur le territoire.
Lyon accueille aussi la cité scolaire internationale, une école internationale publique.

#### Supérieur

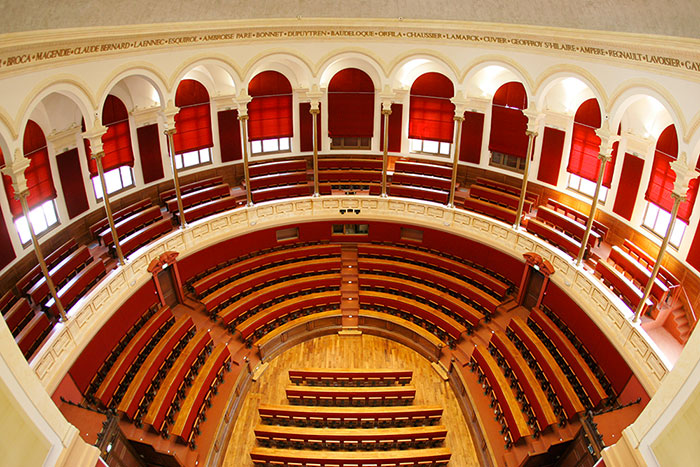
Grand amphithéâtre de l'université Lumière-Lyon-II.

Environ 155 500 étudiants fréquentent les trois universités publiques et autres établissements supérieurs de l'agglomération lyonnaise (plus de 73 000 dans des établissements situés dans la commune de Lyon, les différences d'effectifs s'expliquant par la présence de campus à l'extérieur de la ville dans les communes de Bron, Écully, Vaulx-en-Velin et Villeurbanne), ce qui fait de Lyon la deuxième ville étudiante de France.

##### Universités
- L'université Claude Bernard Lyon 1 : sciences et technologies, santé, sport[212] ;
- L'université Lumière Lyon 2 : sciences humaines, psychologie, arts, lettres, langues, droit, économie-gestion[213] ;
- L'université Jean-Moulin Lyon 3 : droit, économie-gestion, lettres, langues, philosophie, sciences humaines et IAE[214] ;
- L'université catholique de Lyon, privée : philosophie, théologie, psychologie, droit, lettres et langues, sciences de l'éducation, préparations au concours d'éducateurs[215].

##### Grandes Écoles et établissements spécialisés

###### Établissements publics dépendant du ministère de l'Enseignement supérieur et de la Recherche
- École polytechnique universitaire de l'université Lyon-I (« Polytech Lyon »), sur le campus de la Doua (Villeurbanne) ;
- École centrale de Lyon (pour l'industrie et le commerce ; Écully) ;
- Institut d'études politiques de Lyon (« Sciences Po Lyon »), au Centre Berthelot (Lyon 7e) ;
- Institut national des sciences appliquées de Lyon, sur le campus de la Doua (Villeurbanne) ;
- École nationale supérieure des sciences de l'information et des bibliothèques, sur le campus de la Doua (Villeurbanne) ;
- École nationale supérieure des arts et techniques du théâtre (Lyon 5e) ;
- École normale supérieure de Lyon (Lyon 7e).

###### Établissements publics hors ministère de l'Enseignement supérieur et de la Recherche
- École nationale du Trésor public (Lyon) ;
- École nationale vétérinaire de Lyon (Marcy-l'Étoile) ;
- École nationale des travaux publics de l'État (Vaulx-en-Velin) ;
- École nationale supérieure de la Police (Saint-Cyr-au-Mont-d'Or) ;
- École du service de santé des armées de Lyon-Bron (Bron) ;
- Conservatoire national supérieur de musique et de danse de Lyon (CNSMDL ; Lyon 9e) ;
- École nationale supérieure des beaux-arts de Lyon (Lyon 1er) ;
- École nationale supérieure d'architecture de Lyon (Vaulx-en-Velin) ;
- Institut national du travail, de l'emploi et de la formation professionnelle (Marcy-l'Étoile)[216] ;
- Institut régional d'administration de Lyon (Villeurbanne) ;
- École de sages-femmes de Lyon (Lyon) ;
- Instituts de formation aux carrières de santé (Lyon et Saint-Genis-Laval) ;
- Institut international supérieur de formation des cadres de santé (Lyon) ;
- Institut de formation des cadres de santé (Lyon)[217].

###### Établissements d’enseignement supérieur privés spécialisés
- 42 Lyon Auvergne-Rhône-Alpes, sur le Campus Région du numérique;
- École de management de Lyon Business School (« EM Lyon »)[218] (Lyon 7e) ;
- École supérieure du commerce extérieur (ESCE ; Lyon 7e) ;
- École spéciale de mécanique et d'électricité[219] ;
- École supérieure de Conduite de Travaux (ESCT Lyon) : école qui forme les cadres du BTP
- École supérieure de chimie, physique, électronique de Lyon (CPE Lyon[220]), sur le campus de la Doua (Villeurbanne) ;
- ECAM (École catholique d'arts et métiers), formant des ingénieurs généralistes[221] ;
- École pour l'informatique et les techniques avancées[222] ;
- EPITECH ;
- École Émile-Cohl : école d'art centrée sur les métiers de la BD, du dessin animé, de l'infographie, de la sculpture, du multimédia… ;
- Institut polytechnique des sciences avancées, école d’ingénieurs en aéronautique ;
- ISARA-Lyon (Institut supérieur d'agronomie Rhône-Alpes), école d'ingénieur en agronomie, agroalimentaire et environnement (Lyon 7e) ;
- La Web@cademie (implantée à Lyon et au Kremlin-Bicêtre, en banlieue parisienne);
- Supinfo.

### Manifestations culturelles et festivités

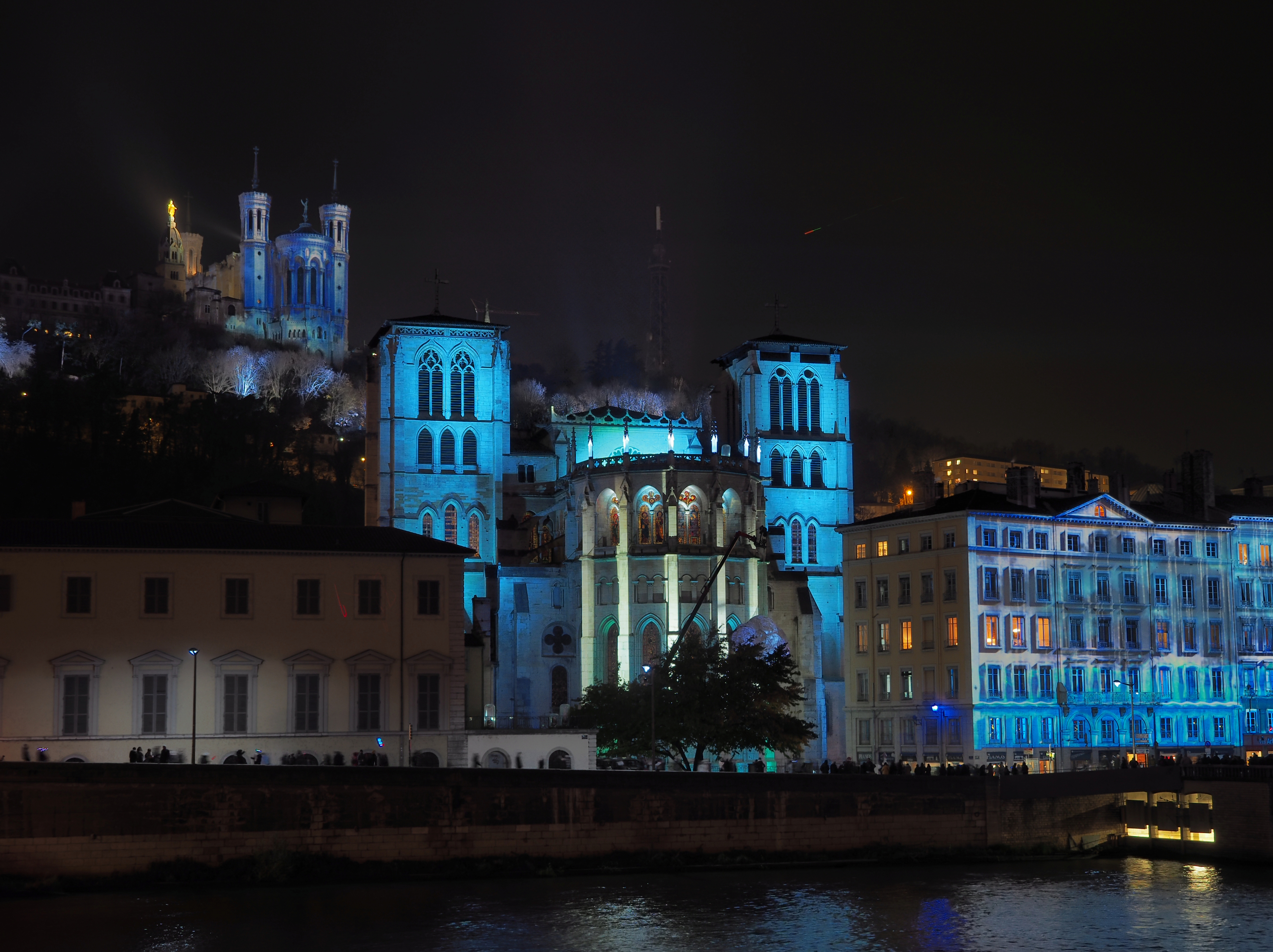
La colline de Fourvière et la primatiale Saint-Jean durant la fête des Lumières.

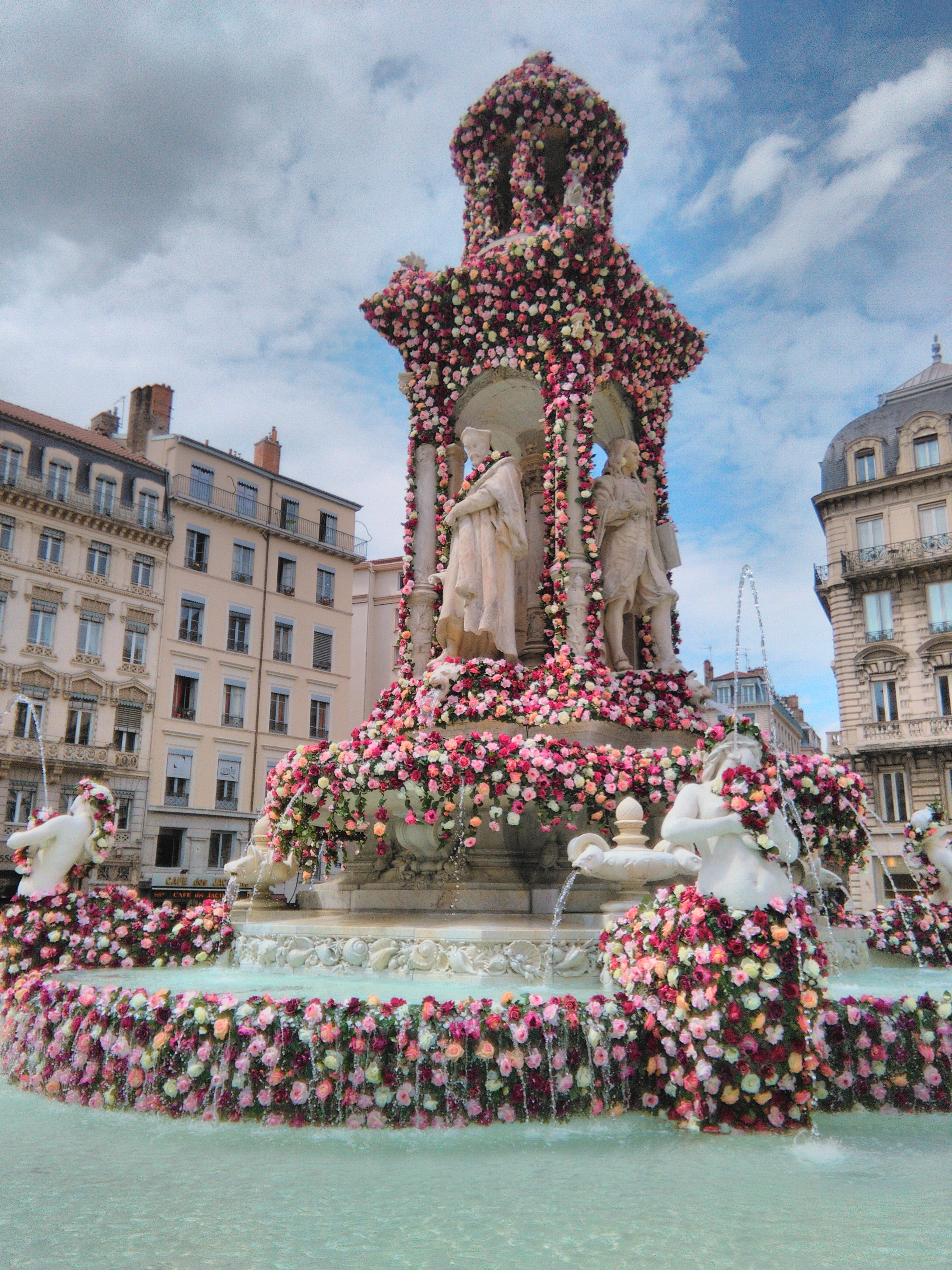
La fontaine des Jacobins spécialement décorée pour la convention mondiale de la Rose en 2015

De nombreux événements culturels ponctuent la vie des habitants, parfois de renommée internationale comme la traditionnelle Fête des Lumières (ou Illuminations) qui s'y tient pendant quatre jours autour du 8 décembre et la fin de semaine la plus proche, pendant laquelle les Lyonnais illuminent leurs fenêtres avec des bougies le soir du 8 décembre. Les origines de cette fête remontent au XIXe siècle et sont liées à l'inauguration de la vierge dorée placée au sommet de la chapelle Saint-Thomas de Fourvière. Il est dit que la Vierge Marie aurait sauvé la ville de la peste en 1643 et que les habitants de Lyon auraient, au moment de l'inauguration de la statue commémorant un long attachement au culte marial, allumé des lumignons à leurs fenêtres après l'arrêt subit de l'orage ayant perturbé les festivités prévues. Aujourd'hui, elle a pris une dimension touristique avec l'embrasement des monuments de la ville par des techniciens professionnels venus du monde entier pour cette occasion. Cette fête est désormais étirée sur quatre jours avec comme épicentre le soir du 8 décembre, les Lyonnais restent cependant attachés à la tradition avec les fenêtres illuminées et les déambulations le soir du 8 décembre. La fête est aujourd'hui de rayonnement international et attire chaque année près de 4 millions de visiteurs.
En dehors de la Fête des Lumières qui est l'événement emblématique de l'année, d'autres manifestations d'envergure rythment la vie culturelle à Lyon :
- Quais du polar, festival littéraire qui a lieu chaque année fin mars. Manifestation dédiée au genre policier, qui s'articule autour d'un salon du roman policier, de rencontres avec les auteurs, débats, conférence, projection de films. Le prix des lecteurs « Quais du Polar » est décerné au cours du festival ;
- Les Nuits sonores, festival de musiques électroniques et indépendantes se déroulant chaque année autour du jeudi de l'Ascension. Cet événement est devenu en 10 ans un festival de référence en Europe tant par la qualité de la programmation musicale, que par l'originalité du concept : durant cinq jours, le festival investit plus de 40 lieux emblématiques de la ville : rues, musées, friches industrielles, berges ;
- Les Nuits de Fourvière, est un festival pluridisciplinaire (musique, théâtre, danse…) qui est l'événement culturel de l'été. La soixantaine de représentations se déroule chaque soir dans le cadre grandiose du théâtre antique de Fourvière depuis 1946 ;
- La Biennale de la danse créée en 1984, est un festival de danse contemporaine qui a lieu les années paires, en septembre. Le point d'orgue est le défilé chorégraphique qui rassemble 4 500 participants sous les yeux de 300 000 spectateurs massés tout le long du parcours entre Terreaux et Bellecour ;
- La Biennale d'art contemporain créée en 1991, est une exposition d'art qui a lieu les années impaires. La manifestation rassemble des artistes du monde entier dont les œuvres sont exposées dans quatre principaux lieux : La Sucrière, le musée d'Art contemporain de Lyon, la Fondation Bullukian et l'Usine Tase à Vaulx-en-Velin ;
- Le Festival Lumière de Lyon, qui se déroule en octobre depuis 2009, est un festival de cinéma organisé par l'Institut Lumière et le Grand Lyon. Le Prix Lumière est décerné à une personnalité du 7e art, en hommage à l'ensemble de son œuvre et à sa contribution pour le cinéma, dans la ville même où a été inventé le cinématographe par Auguste et Louis Lumière en 1895 ;
- Le Festival Écrans mixtes, festival de cinéma queer se déroule chaque année en mars depuis 2011.
- L'Original Festival qui se déroule au début d'avril, est un festival de hip-hop de breakdance et de concours de graff, avec de nombreux concerts d'artistes mythiques du mouvement rap. Il a pour but de faire découvrir l'art urbain au plus grand nombre de personnes pendant cinq jours.
- OctoGônes[224], la convention du jeu et de l'imaginaire, organisée par la fédération des associations du jeu et de l'imaginaire de Rhône-Alpes (FAJIRA)[225] se déroule lors du premier week-end d'octobre : en raison de la pandémie de Covid-19, la onzième édition n'ayant pu avoir lieu en 2020, elle s'est tenue en 2021 du 1ᵉʳ au 3 octobre ;

Le 5 septembre 2004, l'écurie Renault F1 Team y fait rouler des monoplaces pilotées par Fernando Alonso et Franck Montagny. Depuis 2003, est organisé Place aux livres, le Salon du Livre de Lyon, qui est aussi le Salon national des éditeurs indépendants des différentes régions de France. En 2015, Lyon a accueilli la Convention mondiale des roses.

### Santé

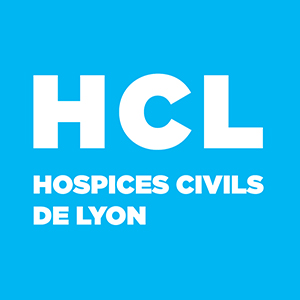
Les hôpitaux de Lyon sont regroupés au sein des hospices civils de Lyon.

Les hôpitaux de Lyon sont structurés par les hospices civils de Lyon, qui regroupent 17 établissements hospitaliers, parmi lesquels on peut notamment citer l'hôpital Édouard-Herriot et l'ancien Hôtel-Dieu de Lyon qui a été vendu par la ville et devenu un hôtel de luxe ou encore l'hôpital de la Croix-Rousse. Lyon possède le 2e CHU de France.
Lyon est bien pourvue sur le plan médical, tant en ce qui concerne les places en milieu hospitalier que la démographie médicale. Ainsi, d'après une étude d'octobre 2019, la densité de médecin généraliste  est de 130,3 pour 10 000 habitants.
Lyon est aussi un haut lieu des greffes chirurgicales. La première greffe de la main au monde, en 1998, et la première greffe bilatérale des deux mains et des deux avant-bras au monde, en 2000, ont toutes les deux été réalisées par le docteur Jean-Michel Dubernard, célèbre chirurgien lyonnais.
La faculté de médecine est fondée seulement en 1874, et ouverte en 1877 : depuis 1803, les trois seules facultés françaises sont à Paris, Montpellier et Strasbourg.

### Cadre de vie
La ville de Lyon est reconnue en France pour offrir un cadre de vie très plaisant, parce qu'elle serait un bon compromis entre une grande ville de l'envergure de Paris et une ville plus proche de la nature. Lyon a d'ailleurs été primée en 2007 d'un « Liveable Communities », à Londres, prix qui récompense les villes où il fait bon vivre. Lyon est devenue la 7e ville d'Europe sur la qualité de vie, en novembre 2008.
Les concentrations moyennes de particules fines (PM2,5) et de dioxyde d’azote (NO2) représentent à Lyon plus du double des seuils recommandés par l’Organisation mondiale de la Santé (OMS). Une étude de l’association Respire publiée en 2022 souligne que l’ensemble des élèves des établissements scolaires de la ville sont exposés à des concentrations dangereuses pour la santé.
Un important complexe industriel dénommé « couloir de la chimie », implanté le long du fleuve dans le Sud de l'agglomération lyonnaise, constitue une menace de pollution. La qualité de l'air est surveillée par des détecteurs de niveau de pollution qui donnent l'alerte en cas de besoin. Le sud du quartier de Gerland est d'ailleurs classé site à risque par la directive Seveso (directive européenne 96/82/CE) en raison de l'implantation du laboratoire P4 renfermant des virus mortels et d'usines pétrochimiques implantées non loin.

### Sports
Lyon possède, avec plus de 120 000 licenciés, une culture sportive solide. La ville a été désignée comme la Ville la plus sportive de France en 1961. Depuis 2002, la ville de Lyon accueille le marathon « Run in Lyon », qui fait partie des événements de course à pied retenus pour la tournée nationale du France Running Tour. En 2008, cet événement sert de support aux championnats de France.

#### Clubs
| Nom                                              | Sport                                 | Division                                 | Stade/Salle                 | Fondation | Titres |
| ------------------------------------------------ | ------------------------------------- | ---------------------------------------- | --------------------------- | --------- | ------ |
| Olympique lyonnais                               | Football                              | Ligue 1                                  | Parc Olympique lyonnais     | 1950      | 7      |
| Olympique lyonnais (féminines)                   | Football                              | Division 1                               | Groupama OL Training Center | 2004      | 15     |
| LDLC ASVEL                                       | Basket-ball                           | Pro A                                    | Astroballe                  | 1948      | 21     |
| LOU                                              | Rugby à XV                            | Top 14                                   | Stade de Gerland            | 1896      | 2      |
| Lyon Villeurbanne XIII                           | Rugby à XIII                          | Elite                                    | Stade Georges-Lyvet         | 1934      | 2      |
| FC Lyon Hockey                                   | Hockey sur gazon                      | Elite                                    | Stade Henri-Cochet          | 1893      | 11     |
| CRO Lyon                                         | Sport-boules                          | Elite 1                                  | Clos Jouve                  | 1947      | 10     |
| Lyon Floorball Club                              | Floorball                             | Division 1                               | Gymnases différents         | 2006      | 1      |
| Lyon Hockey Club                                 | Hockey sur glace                      | Division 3                               | Patinoire Charlemagne       | 1997      | 0      |
| ASUL Lyon Volley-Ball                            | Volley-ball                           | Nationale 2                              | Palais des sports de Lyon   | 1945      | 0      |
| Rink hockey club de Lyon                         | Rink hockey                           | Nationale 1                              | Skating de la Duchère       | 1983      | 0      |
| LDLC ASVEL féminin                               | Basket-ball                           | LFB                                      | Salle Mado Bonnet           | 2000      | 1      |
| Aviron union nautique de Lyon                    | Aviron                                | Fédération française d'aviron            | Saône                       | 1880      |        |
| Lyon Athlétisme                                  | Athlétisme                            | Division Elite                           | Stade de Gerland            | 2007      |        |
| Club des Sports de Glace de Lyon                 | Patinage artistique - Danse sur glace | Fédération française des sports de glace | Patinoire Charlemagne       | 1955      |        |
| Masque de Fer                                    | Escrime                               | Fédération française d'escrime           | Salle Crillon               | 1910      |        |
| Canoë Kayak Lyon Oullins la Mulatière C.K.L.O.M. | Kayak                                 | Fédération française de canoë-kayak      | Parc des Berges Sud         | 1950      |        |

- Sporting Club de Lyon, premier club à avoir été champion de France (1907) de hockey sur glace ;
- Lyon-La Duchère (anciennement Lyon Duchère AS et Sporting Club de Lyon), club de football évoluant en National 2 basé dans le quartier de La Duchère (Lyon 9e). Il a été fondé en 1964 par des Français revenus d'Algérie après l'indépendance du pays ;
- Villeurbanne Handball Association[238] (VHA), club de handball évoluant en 2e division (nationale 2)[239] ;
- Lyon Futsal, club de football en salle évoluant en première division ;
- Lyon omnisports universitaire (football américain) ;
- Falcons de Bron-Villeurbanne, équipe de football américain évoluant en IIIe division ;
- Gones de Lyon, équipe de football américain évoluant en II division ;
- Badminton Club de Lyon (BACLY), fondé en 1982, pratique au gymnase Ferber dans le 9e arrondissement évoluant en Nationale 2 ;
- Saint-Fons Gerland Savate, club de savate avec lequel, Safia Benbala a été championne de France 2009, catégorie légères, à Paris ;
- Curling Club de Lyon, club de curling évoluant en première division à la patinoire Baraban ;
- Lyon Olympique Échecs, club d'échecs ayant remporté six fois le Championnat de France entre 1990 et 1995, et également trois coupes de France (1991, 1994, 1995) ainsi que la Coupe d'Europe des clubs en 1993 et 1994 ;
- Éveil de Lyon Basket, qui fut à l'origine de la création de l'ASVEL après la Seconde Guerre mondiale.

#### Enceintes sportives

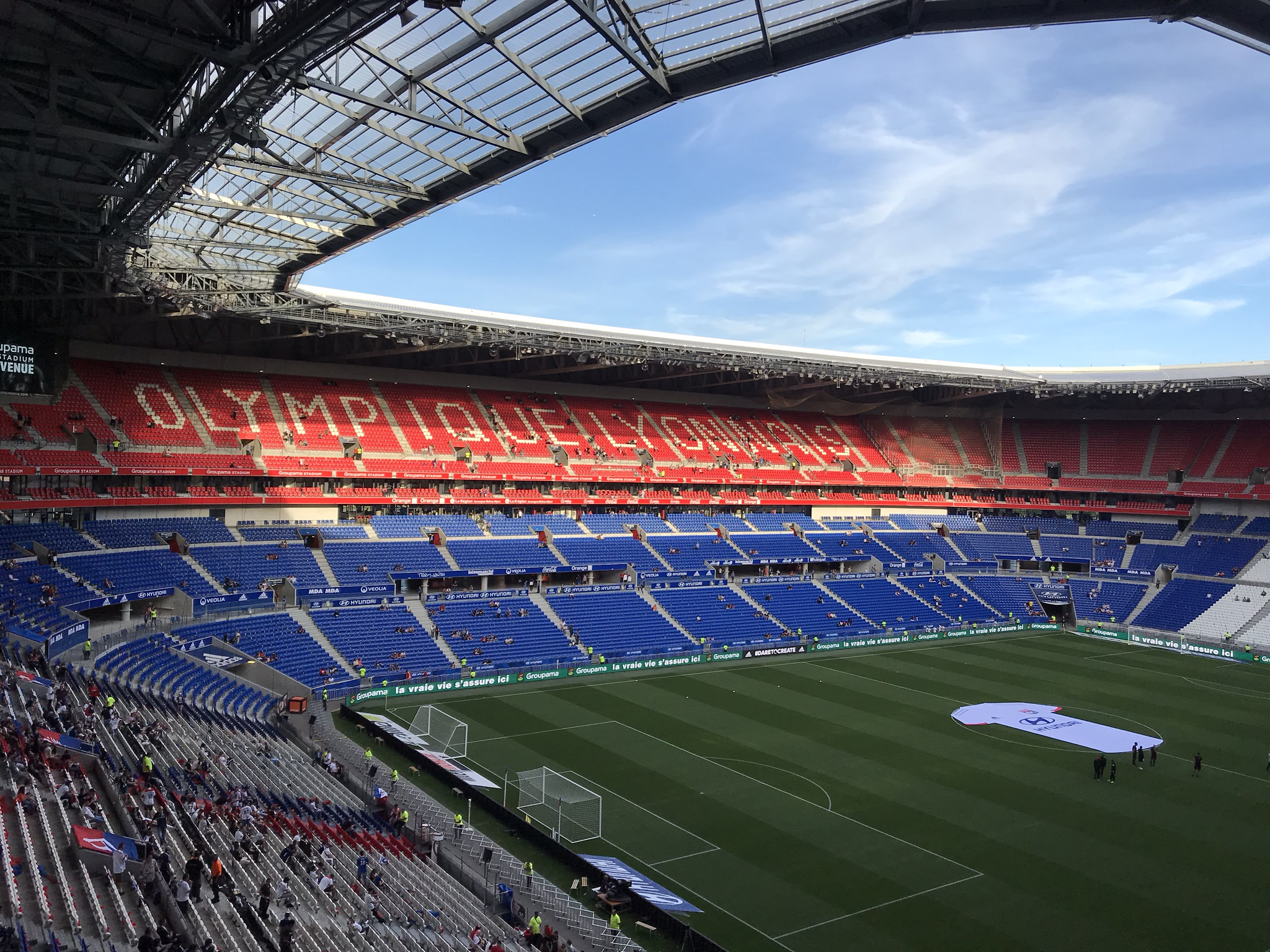
Le Parc Olympique lyonnais, provisoirement nommé Groupama Stadium.

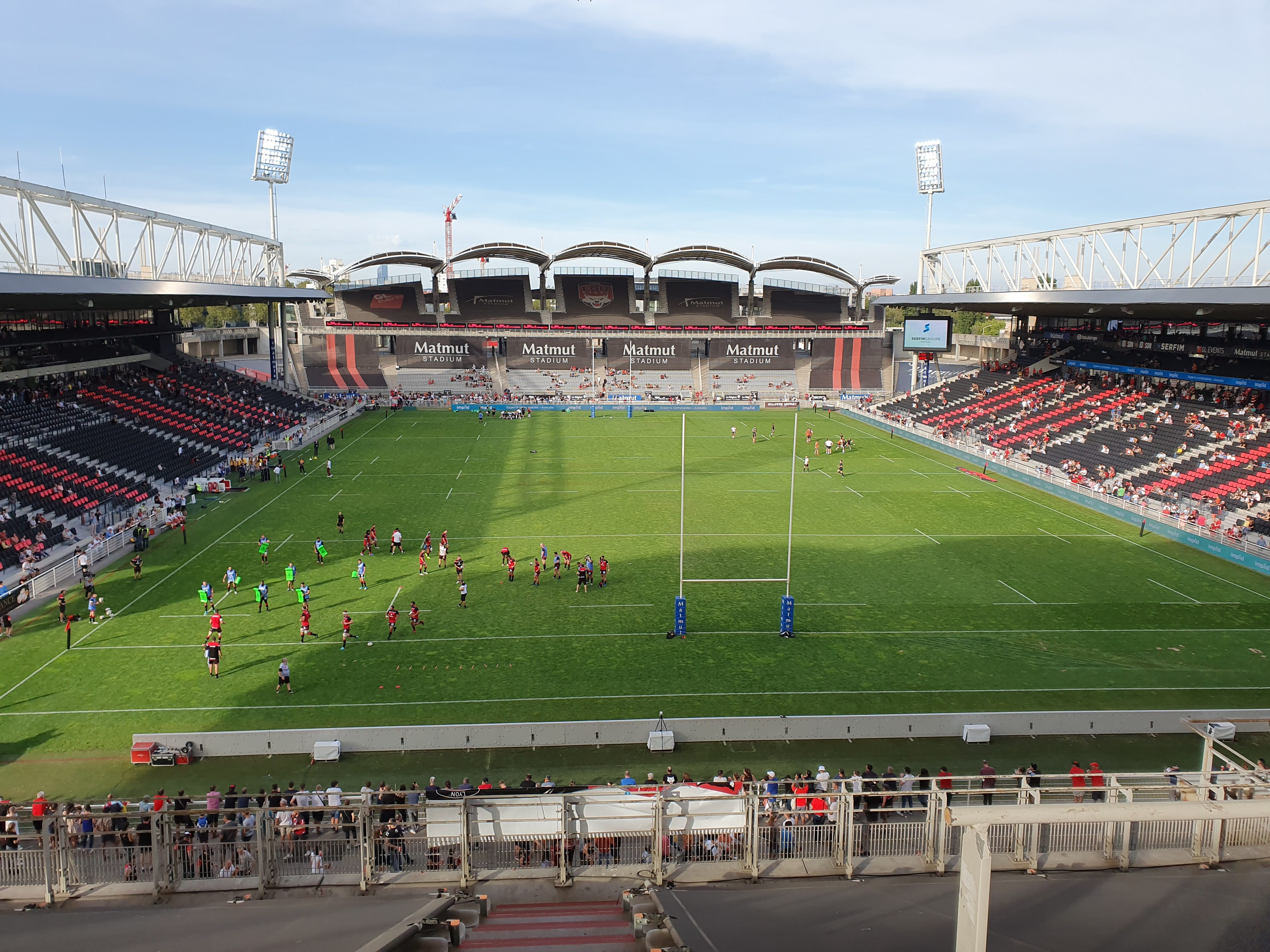
Le stade de Gerland, officiellement le Matmut Stadium.

- Parc Olympique lyonnais, nouveau stade de l'OL à la suite de la désignation de la France pour le championnat d'Europe de football 2016. Sa capacité est de 59 186 places ;
- Stade de Gerland, stade municipal principal, constitué de 35 730 places après rénovation en 2017, utilisé par l'OL de 1950 à 2015. Avec le déménagement de l'OL pour le Parc OL, le LOU s'y est installé le 28 janvier 2017 ;
- Matmut Stadium, stade du LOU rugby ouvert octobre 2011 et agrandi en 2014, est le troisième stade de l'agglomération pour sa capacité de 11 560 places ;
- Stade de Balmont, ce stade est le quatrième de l'agglomération lyonnaise par sa capacité (environ 5 438 places assises) ;
- Stade Vuillermet, ancien stade du LOU Rugby, stade actuel du FC Lyon ;
- Patinoire Charlemagne, patinoire utilisée le plus souvent par le Lyon Hockey Club ;
- Palais des sports de Lyon, salle omnisports. Le Tournoi de tennis de Lyon y est organisé depuis 1987 ;
- Astroballe, salle de basket-ball, le plus souvent utilisée par l'ASVEL Lyon-Villeurbanne ;
- Tola Vologe, terrain de football le plus souvent utilisé par l'OL féminin ou par l'OL B ;
- Piste de la Sarra, piste de ski inaugurée le 29 novembre 1964[240] et détruite en 1991 ;
- LDLC Arena, salle omnisports inaugurée le 23 novembre 2023 et servant principalement pour le sport et les concerts.

#### Événements sportifs
Lyon a accueilli seize fois le Tour de France cycliste et fut ville départ en 1991 après avoir été la ville qui accueillit les championnats du monde sur piste en 1989 (parc de la Tête-d'Or).
Au début des années 1990, la ville de Lyon accueille la deuxième édition de l'Open d'Europe de snooker, après celle tenue à Deauville l'année précédente.
En 1986, la finale de la Coupe des vainqueurs de Coupe (ancienne C2), qui a opposé le Dynamo Kiev à l'Atletico de Madrid, a eu lieu au stade de Gerland. Celui-ci a accueilli quelques matches de la Coupe du monde 1998 de football et de la Coupe du monde 2007 de rugby. Les championnats du monde de gymnastique artistique 1926, les championnats du monde de hockey sur glace 1974 et les championnats du monde d'escrime 1990 se sont aussi déroulés à Lyon.
Les championnats d'Europe de patinage artistique 2006 se sont déroulés dans la ville. Lyon a accueilli la demi-finale de la Coupe Davis de tennis en 2010, qui a vu la France battre sèchement l'Argentine. En tennis, la ville accueille également un ATP 250 depuis 2017.
Depuis 2008, la ville accueille le Lyon Urban Trail, le premier trail urbain de France.
En 2016, Lyon est l'une des villes-hôtes de l'Euro 2016, championnat de football européen, dont cinq matchs et une demi-finale se sont joués au Parc Olympique lyonnais.
En 2018, la ville a accueilli la finale de la Ligue Europa 2017-2018, au Parc Olympique lyonnais.
En 2019, le Parc Olympique lyonnais a accueilli les demi-finales et la finale de la Coupe du Monde Féminine de Football de la FIFA.

#### Candidatures aux Jeux olympiques
Lyon a été candidate aux Jeux olympiques de 1920, 1924 et 1968. En outre, en 1995, la ville, associée avec la région Rhône-Alpes, déposa un dossier pour représenter la France à la candidature pour les Jeux olympiques de 2004, mais le Comité national olympique et sportif français lui préféra le projet de Lille.

### Médias

#### Presse
Le Progrès est l'un des grands quotidiens de la région lyonnaise. Créé en 1859, le journal n'a interrompu sa parution que lors de la Seconde Guerre mondiale, les journalistes ayant préféré saborder le journal plutôt que de collaborer.
Il partage l'espace presse lyonnais avec plusieurs autres journaux papiers et médias en ligne, comme Lyon Capitale, LyonMag, Tribune de Lyon, mais aussi des sites d'information politiquement plus ancrés à gauche, comme Rue89 Lyon, et enfin le site d'extrême gauche Rebellyon.info.
- Le Progrès, quotidien papier et site internet ;
- Lyon Capitale, magazine papier et site Internet ;
- Tribune de Lyon ;
- LyonMag.com ;
- Hebdo-Lyon ;
- LibéLyon.fr ;
- Mag2Lyon ;
- Les Petites Affiches lyonnaises, journal économique ;
- LyonPlus, quotidien gratuit du groupe Le Progrès, édité sous le nom Direct Matin LyonPlus ;
- Hétéroclite, le « mensuel gratuit gay, mais pas que… » ;
- Le Petit Bulletin, hebdomadaire culturel gratuit ;
- 20 Minutes Grand Lyon ;
- Nouveau Lyon ;
- Rue89 Lyon ;
- Le Journal de Lyon[244] ;
- Tribune de Lyon.

#### Radios
- 88.4 RCF Lyon : réseau de radios chrétiennes associatives dont le siège national est à Lyon ;
- 89.3 Virage Radio : radio locale commerciale proposant de l'électro-rock. Elle émet aussi à Grenoble (89.4), Chambéry (89.9) et Chamonix-Mont-Blanc (99.9) et appartient à Espace Group. Avant 2008, c'était le programme de la radio suisse Couleur 3 avec des décrochages locaux réalisées depuis Lyon ;
- 89.8 RTU : radio associative associée depuis 2013 à Radio Nova ;
- 90.2 Lyon Première : radio locale commerciale diffusant de la musique et des informations sur Lyon ;
- 90.7 Radio Brume : la radio étudiante de Lyon ;
- 91.1 Radio Salam : radio associative visant la communauté maghrébine lyonnaise. Depuis 2011, elle émet aussi sur le 106.5 à Bourg-en-Bresse ;
- 91.5 Radio Pluriel : radio associative basée à Saint-Priest axée sur la diversité ;
- 92.0 Radio Scoop : principale radio locale commerciale d'une partie de la région Rhône-Alpes Auvergne, dont les studios se trouvent à Saint-Cyr-au-Mont-d'Or. Elle possède plusieurs fréquences à l'ouest de la région Rhône-Alpes et sur une partie de l'Auvergne où elle réalise des décrochages locaux pour plusieurs zones de fréquences ;
- 92.9 Nostalgie Lyon : Réseau national émettant en catégorie C et appartenant à NRJ Group. Le programme lyonnais est aussi entendu à Annonay sur la même fréquence depuis 2011 ;
- 93.7 M Radio : radio nationale rachetée en 2010 par Espace Group, diffusant exclusivement de la musique française de tous styles musicaux. Ses studios se trouvent à Paris mais des décrochages lyonnais sont réalisés depuis le siège d'Espace Group, à Lyon ;
- 94.5 Radio Judaïca Lyon : radio associative visant la communauté juive lyonnaise ;
- 96.9 Radio Espace : radio locale commerciale proposant des hits. Elle appartient à Espace Group et émet également dans le Beaujolais à Lamure-sur-Azergues sur 105.7 et dans les monts du Lyonnais à Sainte-Foy-l'Argentière sur 97.5 ;
- 97.3 Jazz Radio : radio nationale proposant du jazz, de la soul, du funk et d'autres styles musicaux. Elle a ouvert beaucoup de fréquences partout en France lors du plan FM 2006 du CSA puis en 2011. Elle appartient à Espace Group. Avant 2009, elle s'appelait Fréquence Jazz ;
- 98.4 Tonic radio : radio locale commerciale proposant des hits et qui retransmet notamment les matchs de l'Olympique lyonnais. Depuis 2011, elle couvre Villefranche-sur-Saône (94.7) et Bourgoin-Jallieu (97.8), reprenant les auditeurs de l'ancienne Radio "ChallengeFM" puis en 2013, elle arrive à Vienne sur 95.1 ;
- 98.9 Chérie FM Lyon : réseau national émettant en catégorie C et appartenant à NRJ Group. Le programme lyonnais est aussi entendu à Vienne sur 102.4 FM et à Bourgoin-Jallieu sur 100.5 FM ;
- 99.3 Radio Capsao : radio associative lyonnaise axée sur les musiques « ensoleillées » (latino, zouk…). Depuis 2011, elle diffuse son programme sur le 99.4 à Vienne et sur le 89.9 à Oyonnax où des décrochages locaux sont réalisés ;
- 100.3 Eutope 2 Rhône : réseau national émettant en catégorie C et appartenant à Lagardère News. Le programme lyonnais est aussi entendu à Valence sur 91.3 ;
- 100.7 Sol FM : radio associative basée à Oullins, dans le Sud-Ouest de Lyon, adhérente à Férarock ;
- 101.5 Générations Lyon : radio de catégorie B proposant du hip-hop. Il s'agit de la déclinaison lyonnaise de la radio parisienne Générations depuis juin 2016. Elle était indépendante et s'appelait « Sun 101.5 ». Elle appartient à Espace Group tout comme sa consœur parisienne ;
- 102.2 Radio Canut : radio associative « rebelle » lyonnaise ;
- 102.6 Radio Arménie : radio associative visant la communauté arménienne de Lyon. Elle émet aussi sur 106.1 à Vienne ;
- 103.0 NRJ Lyon : réseau national émettant en catégorie C et appartenant à NRJ Group. Le programme lyonnais est aussi entendu sur la même fréquence à Vienne sur la même fréquence ;
- 105.8 Radio Italienne de Lyon et du Rhône : radio visant la communauté italienne lyonnaise et proposant des chroniques pour Lyon, quoiqu'elle soit basée à Grenoble ;
- 106.3 Impact FM : radio locale commerciale proposant une programmation « oldies ». Elle émet aussi depuis 2011 à Vienne sur 96.7 et avait une fréquence sur Valence (107.0) jusqu'en 2008 (aujourd'hui, la fréquence appartient à Beur FM) ;
- 107.3 RFM Lyon : réseau national émettant en catégorie C et appartenant à Lagardère News. Le programme lyonnais est aussi entendu à Vienne sur la même fréquence et à Bourgoin-Jallieu sur 91.7 ;
- Radio Metal : webradio orientée sur le métal basée à Lyon.

Le groupe de radios locales Espace Group est situé dans le quartier de Confluence, sur le quai Rambaud. Il dirige plusieurs radios locales (Radio Espace, Virage Radio, Générations, ODS Radio, La Radio Plus, Alpes 1, Durance FM) et 2 radios nationales (Jazz Radio et MFM Radio).

#### Chaînes de télévision
- BFM Lyon (ex - Télé Lyon Métropole : TLM) Une chaîne de télévision d'information en continu sur la métropole de Lyon, depuis le 3 septembre 2019 ;
- Euronews, chaîne pan-européenne dont le siège est à Lyon, dans le quartier de Confluence, depuis 2015 (auparavant à Écully dans la métropole de Lyon, dès sa création en 1993) ;
- France 3 Rhône-Alpes, depuis 1954 ;
- Lyon TV, chaîne locale généraliste mais exclusivement accessible sur le câble lyonnais et par la fibre lyonnaise de Bouygues Telecom ;
- OL Play, la chaîne du club de l'Olympique lyonnais, disponible chez tous les opérateurs satellite et ADSL.

### Cultes

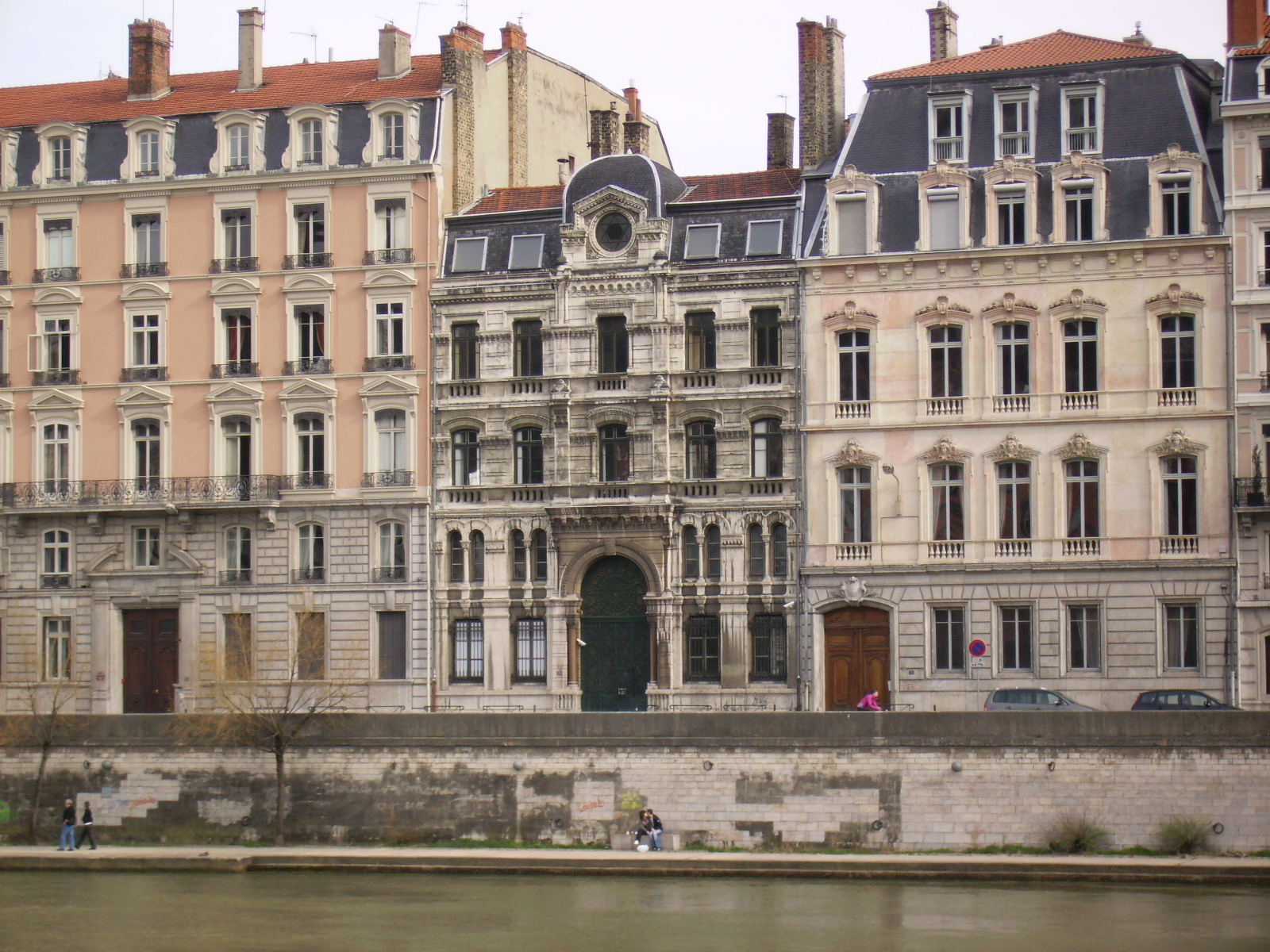
La façade de la grande synagogue de Lyon (Lyon 2e).

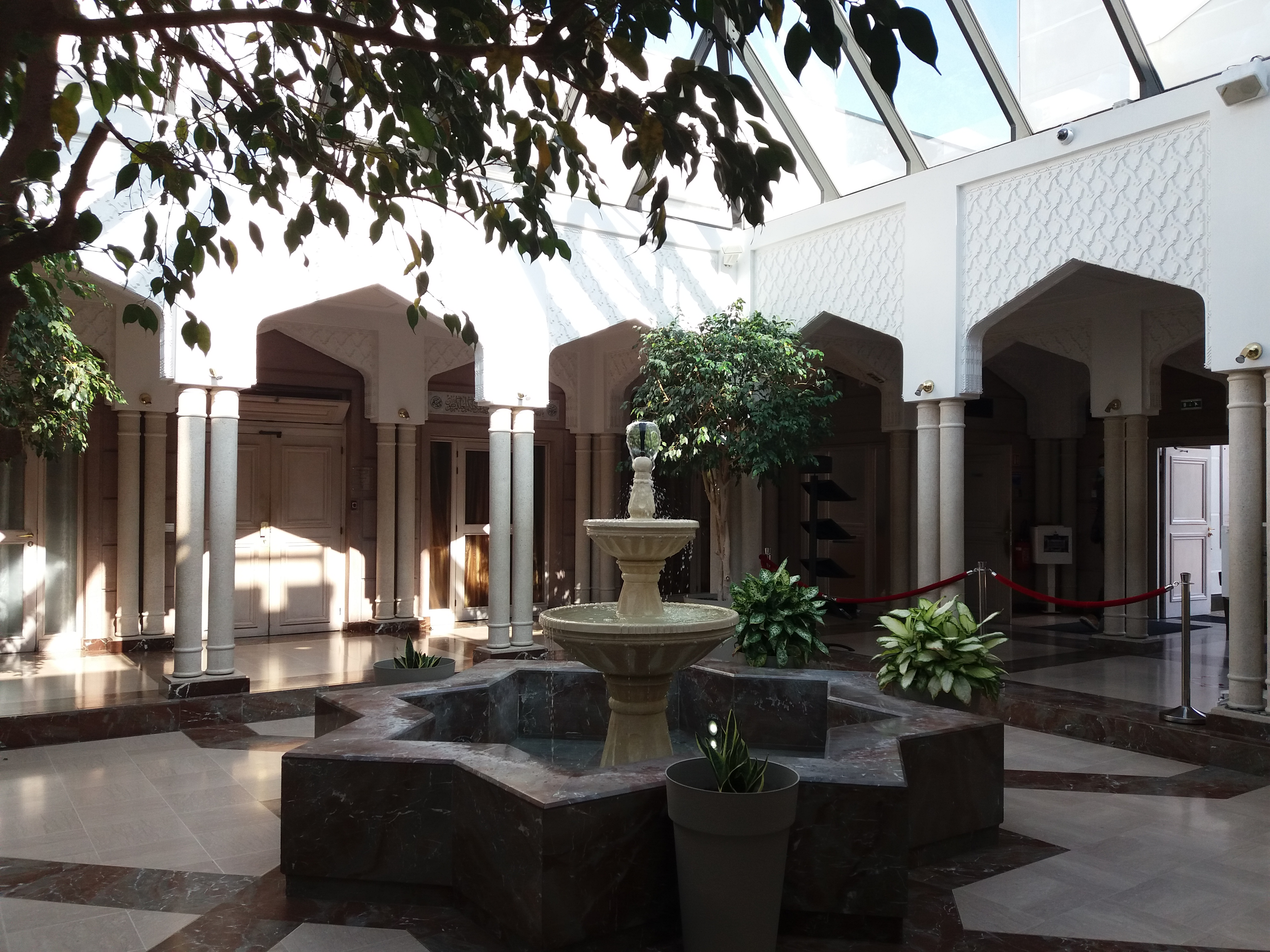
L'atrium de la grande mosquée de Lyon (Lyon 8e).

- Anglicanisme : une église est située rue de Créqui.
- Catholicisme : la ville de Lyon est le siège de l'un des plus anciens diocèses catholiques de France[245], qui possède un riche et nombreux patrimoine : primatiale/cathédrale Saint-Jean, basilique Notre-Dame de Fourvière, églises, chapelles, monastères, couvents, congrégations religieuses, croix monumentales, statues… (lire le paragraphe Patrimoine religieux catholique ci-dessus). L'Archevêque de Lyon est l'Évêque des Gaules, premier évêché de France. Son titulaire est traditionnellement fait cardinal et détient le titre honorifique de primat des Gaules prévalant sur l'ensemble des autres évêques de France, sauf sur celui de Rouen (ce dernier étant le primat de Normandie[246])[Note 5].
- orthodoxie : il existe trois églises orthodoxes, l'église de l'Annonciation, l'église orthodoxe russe Saint-Nicolas et une autre dans le 5e arrondissement.
- Protestantisme : cinq temples réformés, Grand Temple, temple du Change, rue Bancel, rue Lanterne et rue Fénelon.
- Évangélisme : cours Vitton, rue Louis, rue Robert, rue Pierre Sonnerat.
- Judaïsme : la grande synagogue, construite en 1864 sur le quai de Tilsitt. Il existe d'autres lieux de culte comme la synagogue Neveh Chalom et le cimetière juif de Lyon à Gerland, la synagogue de la rue Saint-Mathieu, et la synagogue de la Duchère. La commune voisine de Villeurbanne accueille de nombreux établissements, notamment scolaires dans le quartier Notre-Dame / Alsace.
- Islam : plusieurs mosquées dont la plus importante est la grande mosquée de Lyon, inaugurée en septembre 1994, mais aussi la mosquée El Houda, la mosquée Koba, le centre culturel Tawhid, association culturelle, mosquée Et-Tawba à La Duchère.
- Témoins de Jéhovah : cinq lieux de culte, chacune accueillant deux à trois assemblées.
- Bouddhisme : il y a deux temples dans le 2e et le 7e arrondissement.
- Spiritisme : Lyon, ville où est né Allan Kardec, codificateur du spiritisme, possède un centre d'études spirite Jeanne d'Arc place des Terreaux et deux centres d'études spirites en banlieue.

## Économie

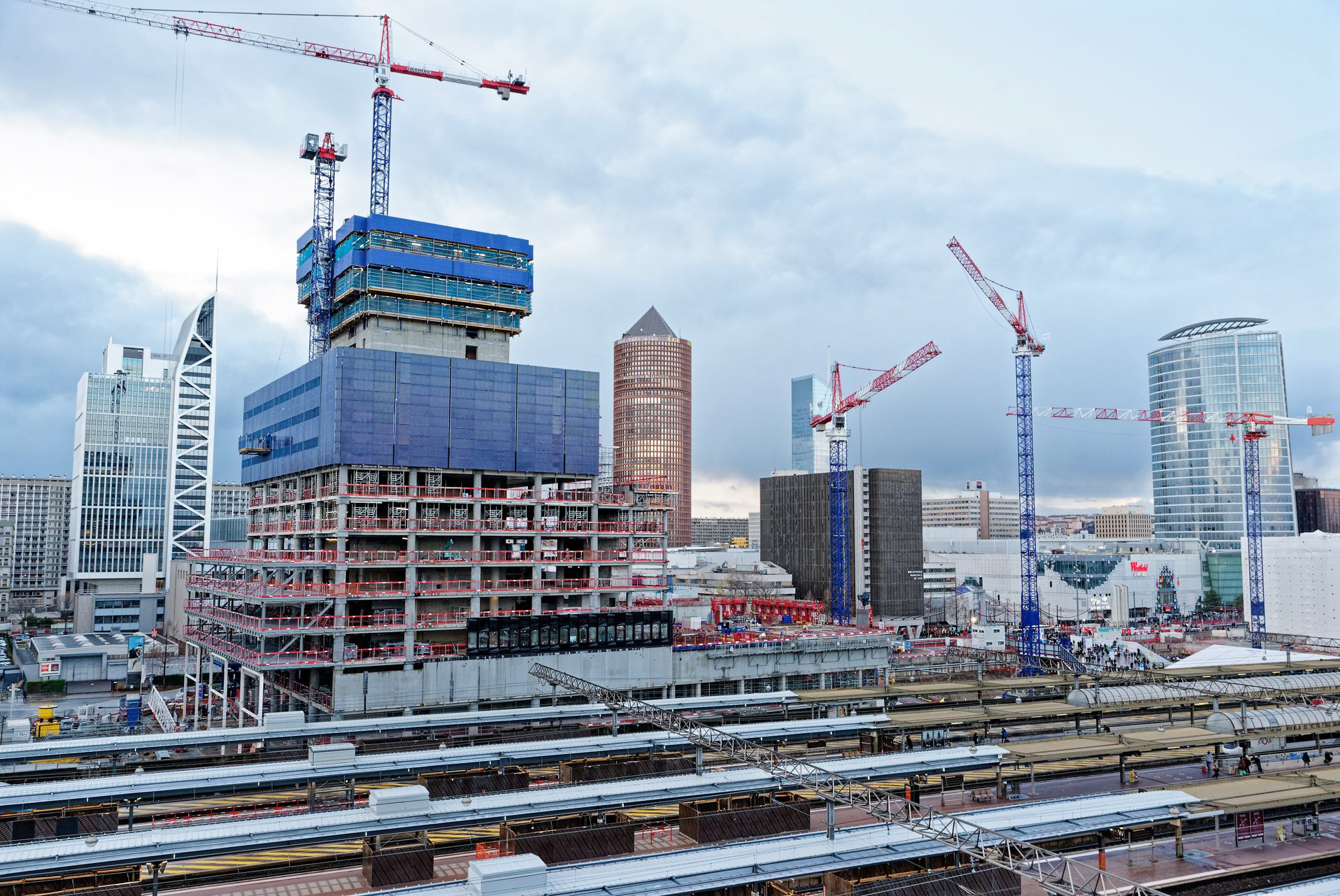
Le quartier d'affaires de la Part-Dieu (Lyon 3e), et ses immeubles de grande hauteur en 2021 : de gauche à droite, la tour Silex 2, la tour To-Lyon en travaux, la tour Part-Dieu, dit « le crayon », la tour Incity et la tour Oxygène.

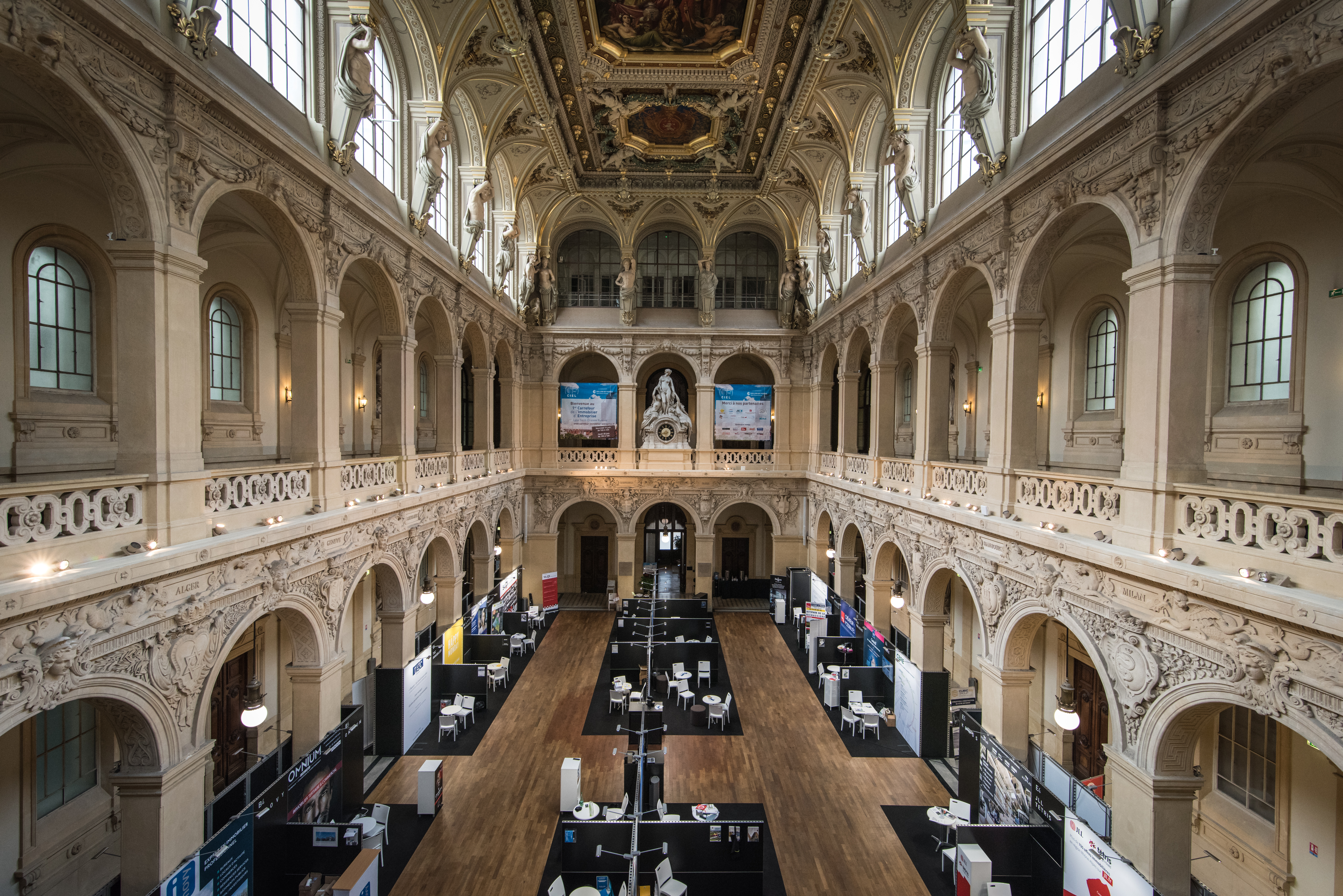
La salle de la Corbeille, au cœur du palais du Commerce où siège la Chambre de commerce et d'industrie de Lyon.

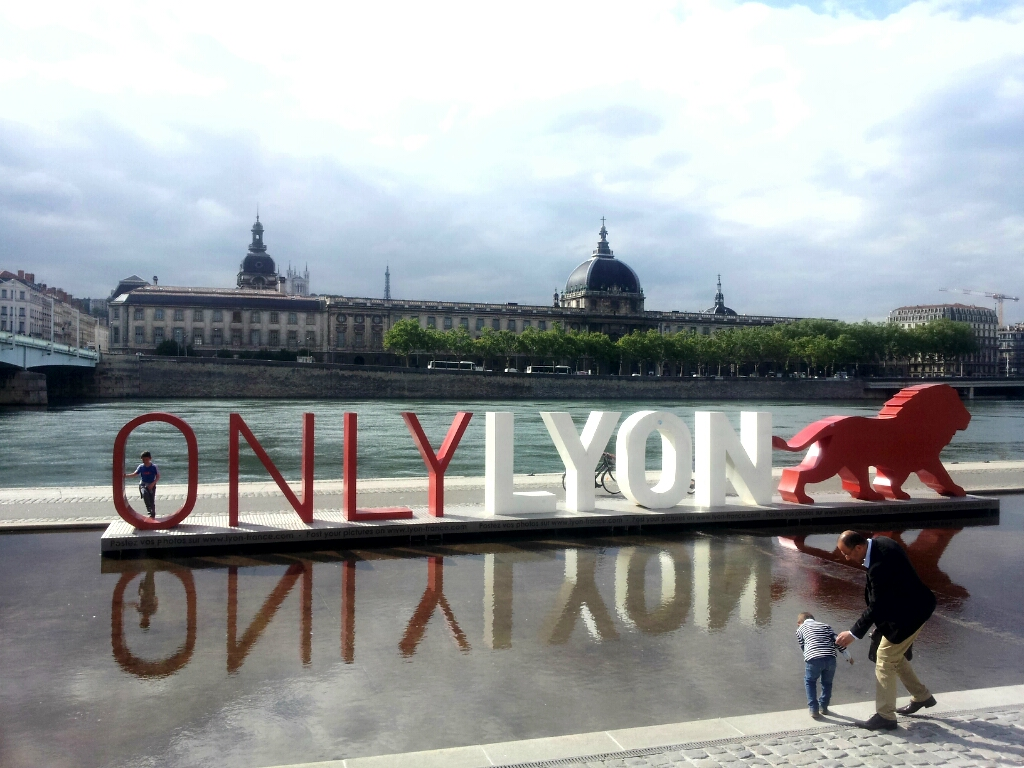
La marque de promotion internationale de la ville à l'étranger, ONLYLYON.

L'économie est portée par des projets ou des réalisations en cours, notamment des constructions de tours de bureaux comme la tour Oxygène. La construction de cette tour est une étape dans l'élaboration d'une ligne d'horizon lyonnaise qui accueille, en 2015, la tour Incity de 200 mètres de hauteur, plus haute que la tour Part-Dieu, puis la tour To-Lyon à l'horizon 2022.
Après une période de déshérence, la rue Grôlée, située au cœur du quartier des Cordeliers sur la Presqu'île, connait un renouveau consacré au commerce de marques. D'autres projets tels que les tours Charlemagne Est et Ouest situé au sud de la presqu'île devrait soutenir ce portage,.
Sur le plan de la recherche médicale, le Grand Lyon crée le Centre d'infectiologie, dont une première tranche a été livrée en avril 2009, avec ses 8 400 m2 de laboratoires et ses 450 chercheurs.

### Revenus de la population et fiscalité
En 2021, le revenu fiscal médian par ménage est de 25 430 €.
En 2021, 39 % des foyers fiscaux ne sont pas imposables.

### Emploi
En 2021, la population de la zone d'emploi âgée de 15 à 64 ans s'éleve à 1 217 345 personnes, parmi lesquelles on compte  75,2 % d'actifs dont 67,1 % ayant un emploi et 8,1 % de chômeurs, pour des taux nationaux respectivement de 74,7 %, 65,6 % et 9,1 %.
En 2018, l'indice de concentration d'emploi est de 109.4 %, ce qui signifie que la zone d'emploi offre plus d'un emploi par habitant actif.

### Entreprises et commerces
Au 31 décembre 2010, Lyon comptait 57 219 établissements : 94 dans l’agriculture-sylviculture-pêche, 2 345 dans l'industrie, 26 981 dans la construction, 43 468 dans le commerce-transports-services divers et 8 621 étaient relatifs au secteur administratif.
En 2011, 6 791 entreprises ont été créées à Lyon, dont 3 099 par des autoentrepreneurs.
En novembre 2015, Lyon s'est dotée d'une monnaie locale, la « Gonette », utilisable dans certains des commerces de la Métropole

#### Attractivité
Pour promouvoir son image internationale, tant sur le plan économique que touristique, la ville a créé en 2007 la marque ONLYLYON.
Lyon occupe la 3e place au classement des dix destinations les plus durables (derrière Nantes et Angers) d'après Booking.com et la 16e place au classement Emerging Trends in Real Estate Europe 2019 portant sur l'attractivité des métropoles économiques européennes, et compte 50 000 expatriés parmi ses habitants.
Gérard Collomb a évoqué en 2009 l'objectif d'intégrer le top 15 des villes européennes.
On peut ainsi noter la présence de grandes entreprises ou organismes internationaux :
- Le siège d'Interpol ;
- Le bureau pour la préparation et la réponse des pays aux épidémies de l'OMS ;
- Le Centre international de recherche sur le cancer, dépendant de l'OMS ;
- Le Centre international de formation des acteurs locaux, dépendant de l'Institut des Nations unies pour la formation et la recherche ;
- La Cité scolaire internationale de Lyon, dans laquelle plus de 40 nationalités sont représentées[260] ;
- L'International School of Lyon (ISL), l'école anglaise ;
- Handicap International, organisation non gouvernementale engagée en faveur des personnes handicapées ;
- Euronews, chaîne de télévision européenne d'information lancée à Lyon en 1993.

Deuxième ville étudiante de France, Lyon accueille plus de 125 000 étudiants, dont environ 13 % sont étrangers, faisant de Lyon une des villes européennes attractives en ce qui concerne les études supérieures. Au début de 2012, une étude de l'Agence pour l'emploi des cadres (APEC) montre que, sur 15 grandes villes françaises, Lyon est la préférée des jeunes cadres et des jeunes diplômés : 73 % des jeunes diplômés et 66 % des jeunes cadres ; la citent comme « agglomération attractive »,,.
Par ailleurs, Lyon a inspiré plusieurs projets immobiliers. Le projet Lyon Dubaï City, résulte d'un attachement personnel de l'émir Buti Saeed al Gandhi à Lyon, combiné à une attractivité de la ville sur le plan culturel et commercial. Ce projet, qui devrait être inauguré au début de 2012, consiste en la reconstitution, en plein cœur de Dubaï, de quartiers typiques de la ville de Lyon. Des partenariats culturels sont également envisagés. De même, pour les 50 ans du jumelage Lyon-Yokohama, Yokohama a créé un vrai quartier lyonnais avec les principaux monuments lyonnais et il y a eu, en juin 2009, un concours du meilleur cuisinier japonais, présidé par un jury de cuisiniers lyonnais[réf. nécessaire].
Des assemblées internationales se tiennent à Lyon :
- Forum mondial du poids lourd et du bus, depuis 2007 ;
- le salon annuel Pollutec (rassemblant les entreprises et technologies traitant les diverses pollutions et plus généralement œuvrant pour l'environnement) a lieu à Lyon (Eurexpo) depuis 1988 ;
- le salon International de l'automobile (tous les deux ans, roulement effectué avec Paris).

Le PIB de Lyon et de son agglomération est de 89 milliards d'euros en 2023, ce qui la classe au 2e rang français derrière Paris et sa région. La ville est une « ville mondiale de type Bêta - » selon le classement des villes mondiales créé par l'université de Loughborough. Elle se place ainsi au même niveau que Seattle, Calcutta ou encore Rotterdam. C'est la 2e ville française du classement, après Paris.
La ville constitue un pôle de développement de niveau européen. Sa position de carrefour de communication favorise son attraction et son rayonnement. La région lyonnaise a une longue tradition d'initiatives économiques et technologiques : banque et imprimerie à la Renaissance, puis génie mécanique et recherche scientifique en médecine, physique, virologie… Tous les secteurs industriels sont représentés, mais on peut mettre en exergue plusieurs domaines dans lesquels Lyon jouit d'une réputation internationale : la mécanique, le textile, la santé, la chimie et la pharmacie.
La ville de Lyon travaille en partenariat avec les acteurs publics locaux pour faciliter la création et l'installation des entreprises sur son territoire, l'ADERLY, la Chambre de commerce et d'industrie de Lyon, et le Grand Lyon.
La ville a d'ailleurs sa propre marque pour l'illustrer à l'international : ONLYLYON. La ville a aussi une tradition d'innovation sociale. De nombreux instigateurs d'action sociale se sont engagés par le biais religieux (Père Chevrier) ou en initiant le mouvement humanitaire (nombreuses ONG) et en cherchant à concilier dynamisme économique et progrès social. Lyon est le siège de la Chambre régionale de commerce et d'industrie Rhône-Alpes. Elle est aussi le siège de la Chambre de commerce et d'industrie de Lyon qui gère, outre les aéroports de Lyon (voir Communications extérieures plus haut), des zones d'activités.
Le classement ECER-Banque Populaire a élu Lyon, 9e ville européenne préférée des entrepreneurs en 2010.

#### Grandes entreprises
La ville accueille le siège de plusieurs sociétés cotées en Bourse au CAC Mid 60 (April Group, BioMérieux, Boiron) et au CAC Small (Cegid, GL events, Infogrames, LVL Medical, Toupargel) et les sièges sociaux de groupes nationaux et internationaux (Electronic Arts, Aéroports de Lyon, Alptis, April, Babolat, Compagnie nationale du Rhône, Descours & Cabaud, Euronews, Groupe Apicil, Fiducial, Interflora, Iveco Bus, Le Crédit lyonnais (LCL), Merial, Panzani, Plastic Omnium, Renault Trucks, Sanofi Pasteur, Voisin). Feu vert, Groupe SEB et Manitowoc ont leur siège dans la ville voisine d'Écully et LDLC à Limonest.
La ville accueille aussi les établissements secondaires de grands groupes comme Areva, EDF, M6 web et Nexans.

#### Quartiers d'affaires
La spécialisation de certains secteurs de la ville font émerger plusieurs pôles tertiaires :
- La Part-Dieu : c'est le deuxième quartier d'affaires français, après la Défense[270]. Véritable poumon économique de la ville et de l'agglomération, il allie plusieurs vocations : tertiaire, culturelle, communication, commerciale. Il abrite plusieurs tours, dont l'emblématique tour Part-Dieu, surnommée le « Crayon », la tour Incity surnommée la « Gomme », et la tour To-Lyon.

Les principales tours du quartier d'affaires de la Part-Dieu :
| Place | Nom             | Date de livraison | Hauteur | Étages | État       |
| ----- | --------------- | ----------------- | ------- | ------ | ---------- |
| 1     | Tour M2         | Inconnue          | 215     | 55     | En projet  |
| 2     | Tour Incity     | 2015              | 200     | 39     | Construite |
| 3     | To-Lyon         | 2022              | 171     | 43     | Construite |
| 4     | Tour Part-Dieu  | 1977              | 165     | 42     | Construite |
| 5     | Tour Silex 2    | 2021              | 130     | 32     | Construite |
| 6     | Tour Oxygène    | 2010              | 116     | 28     | Construite |
| 7     | Tour Swiss Life | 1982              | 82      | 21     | Construite |

- La Cité internationale de Lyon : créé de toutes pièces par l'architecte italien Renzo Piano et achevé en 2006, ce quartier, situé au bord du parc de la Tête-d'Or accueille aujourd'hui des commerces et de grandes entreprises prestigieuses ;
- Le quartier de la Confluence : ce secteur de la presqu'île, au sud du quartier de Perrache est un nouveau pôle de développement tertiaire et commercial dont la vocation est de doubler la superficie du centre-ville[272]. En constante évolution depuis la fin des années 1990, ce quartier, appelé à devenir un pôle d'affaires majeur, est le théâtre de nombreux travaux de construction, en 2011.

#### Recherche
Lyon abrite le laboratoire P4 Jean Mérieux où se trouvent les agents biologiques pathogènes de classe 4 tels Ebola, Marburg, Nipah, Hendra ou encore Congo-Crimée. Les infrastructures nécessaires au confinement de ces agents donnent le caractère exceptionnel d'un tel laboratoire,.
Sanofi Pasteur a construit une usine de production du vaccin contre la dengue, à Neuville-sur-Saône. Ce centre, d'une valeur de 350 millions d'euros, a ouvert et « deviendra en 2015/16 le premier centre de production de vaccin contre la dengue » selon Olivier Charmeil, le PDG de Sanofi Pasteur.
La cancérologie, avec l'implantation du CIRC en 1965 et à la suite du plan anticancer de 2003, est devenue la première force scientifique à Lyon. Entre 2007 et 2015, elle représente 60 % des publications scientifiques lyonnaises, soit 13,1 % de celles qui paraissent sur le territoire.
Sous l'impulsion du Cancéropôle Lyon Auvergne-Rhône-Alpes (CLARA) qui regroupe tous les acteurs dans le domaine du cancer (210 équipes académiques et cliniques, soit 1 500 chercheurs), cette dynamique se traduit par la création dans la région concernée de soixante-dix jeunes pousses (start-up) en 2015.

#### Tourisme

Carte monumentale de Lyon datant de 1894.

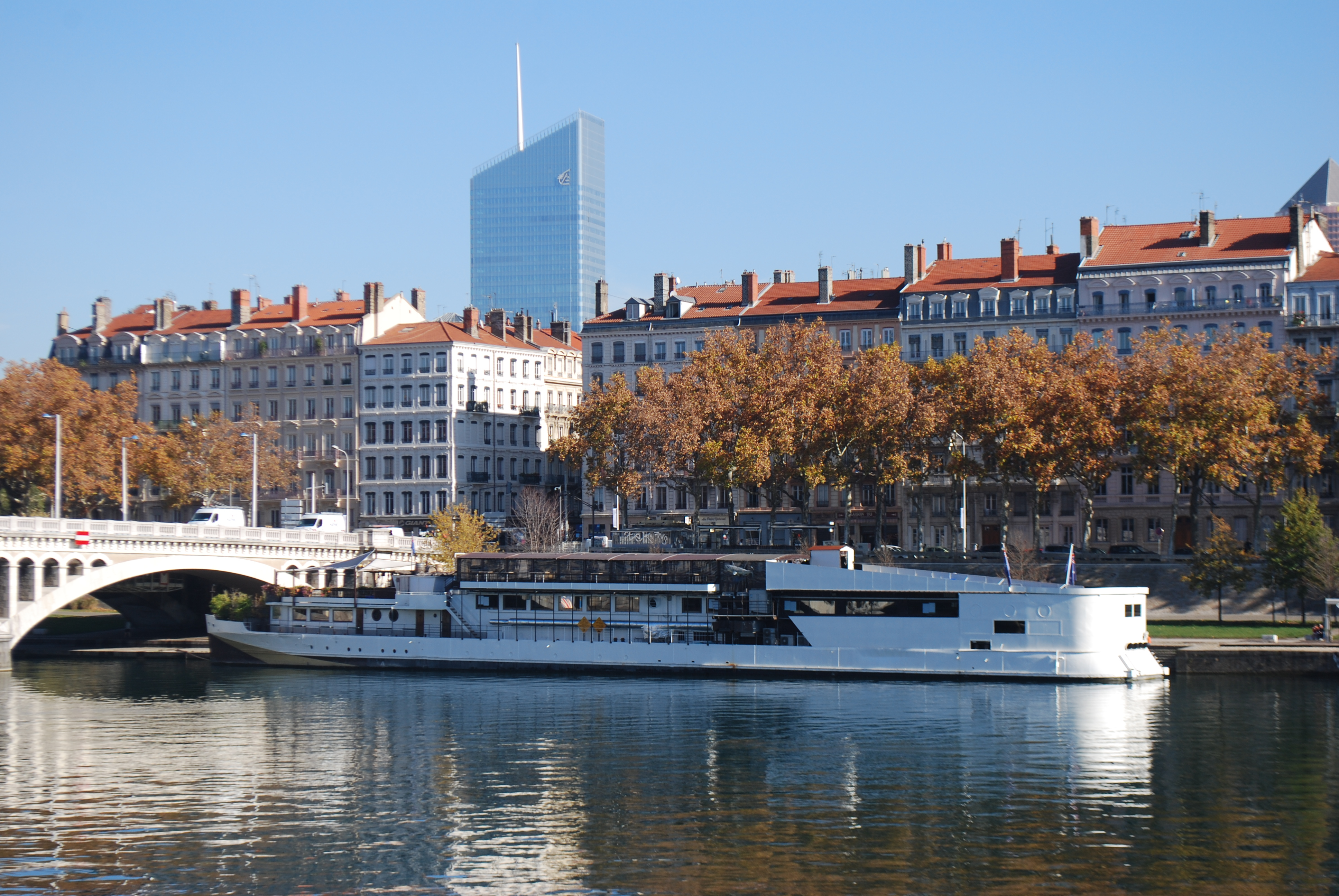
Le tourisme fluvial est très présent à Lyon avec ce bateau-bus naviguant sur le Rhône.

Avec 8,5 millions de touristes par an en 2021 puis 9 millions en 2023, Lyon est la deuxième ville touristique de France en 2023.
La ville de Lyon dispose de son propre organisme touristique appelé Lyon Tourisme et congrès, proposant des visites organisées par des guides conférenciers. Ces guides sont aptes à communiquer dans plusieurs langues. Depuis août 2009, il est désormais possible de prévoir sa visite guidée en totalité depuis Internet.
Le tourisme, très intense en France, profite beaucoup à Lyon en particulier : il a généré plus de 1 milliard d'euros de retombées économiques en 2010 pour une durée de séjour moyenne de un à deux jours (au total, 3,5 millions de nuitées en 2006). Le chiffre d'affaires du tourisme provient à 60 % du tourisme d'affaires et 40 % du tourisme de loisirs. 54 % des touristes sont étrangers. En janvier 2009, Lyon décroche la première place du marché hôtelier français.
La ville compte "près de 600 cours remarquables et traboules situées dans le Vieux Lyon, en Presqu’île et dans les pentes de la Croix-Rousse", dont une cinquantaine ouvertes à la visite, et ces passages discrets reliant une rue à l’autre sont "victimes de la surfréquentation touristique", suscitant des protestations. En contrepartie d’un accès public en journée, municipalité et la métropole gèrent l’entretien, la réparation des sols et de l’éclairage, ainsi que le nettoyage des tags, via un contrat avec les propriétaires.

##### Tourisme d'affaires
En ce qui concerne le tourisme d'affaires. La ville occupe la 2e place au classement français pour le nombre de manifestations internationales (classement ICCA 2023, derrière Paris et devant Strasbourg et Nice). Toujours selon ce classement, la ville occupe la 36e place mondiale devant Melbourne, Tokyo et New York. Un touriste d'affaires dépense en moyenne 224 € par jour.

##### Événements touristiques
Parmi les principaux événements touristiques, on peut citer : 
- La Fête des Lumières (2 millions de visiteurs en 2023)[287], fête annuelle (le 8 décembre) proposant des animations basées sur des œuvres lumineuses et pyrotechniques ;
- Les Nuits de Fourvière (166 000 spectateurs en 2023[288]), festival annuel se déroulant entre juin et août ;
- La Biennale de la Danse (230 706 spectateurs en 2023[289]) ;
- La Biennale d'art contemporain (plus de 274 225 spectateurs en 2022[290]) ;
- Les Nuits sonores (102 000 festivaliers en 2023[291]), un festival de musique électronique se déroulant durant le week-end de l'Ascension ;
- Les Quais du polar (90 000 visiteurs en 2023[292]), festival du polar[293] ;
- Le Lyon BD festival (80 000 entrées en 2023) en quelques années le festival est devenu un rendez-vous incontournable de la bande dessinée en France[294] ;
- L'Original, festival de hip-hop indépendant de graff et de danse urbaine (début avril)[295] ;
- Festival Lumière, festival du patrimoine cinématographique, en octobre (180 000 spectateurs) en 2022[296] ;
- Le Lyon street-food festival (39 000 festivaliers[297]).

## Culture locale et patrimoine
Lyon possède un patrimoine historique, architectural, culturel et gastronomique remarquable, comme l'attestent les nombreux titres officiels ou officieux et autres distinctions décernés à la ville :
- Capitale des Gaules[298] : Lyon fut l'une des plus grandes villes de la Gaule romaine. Un rassemblement annuel des délégués des soixante nations gauloises se réunissait chaque année au sein de son sanctuaire fédéral des Trois Gaules.
- Capitale mondiale de la gastronomie[299] : la cuisine lyonnaise[300] est ancienne, riche en spécialités locales et a été forgée par d'emblématiques chefs reconnus. C'est à Lyon que se tient le SIRHA (Salon international de la restauration de l'hôtellerie et de l'alimentation de Lyon), un événement annuel mondial référent pour l'ensemble des métiers de bouche. C'est durant ce salon que le Bocuse d'Or est remis au gagnant du Concours mondial de la cuisine.
- Ville des Lumières : si Paris est la Ville-Lumière, Lyon est la ville des Lumières, en référence à sa fête des Lumières, à l'invention du cinéma par les frères Lumière, ainsi que par la création du tout premier plan lumière, permettant de mettre en valeur les paysages et les monuments urbains de nuit.
- Ville berceau du cinéma : avec l'invention du cinématographe par les frères Lumière dans le quartier de Monplaisir, ainsi qu'au festival Lumière, le plus grand festival grand public de cinéma, qui a lieu chaque année en octobre.
- Capitale de la Résistance : Lyon a joué un rôle important, voire déterminant dans la France occupée grâce aux journaux clandestins, réseaux de résistance, mais également par l'arrestation tristement célèbre de Jean Moulin dans la banlieue de Lyon en 1943 et le procès historique de son bourreau, Klaus Barbie en 1987, première condamnation pour crime contre l’humanité en France[301].
- Capitale de l'imprimerie : Lyon durant la Renaissance fut un grand centre d'impression et d'édition d'ouvrages.
- Capitale de la soie : avec l'imprimerie, la soierie a fait la fortune de la ville durant plusieurs siècles. Aujourd'hui, ce savoir-faire est toujours reconnu.
- Cité des murs peints[302] : la ville compte près de 150 façades recouvertes de fresques, œuvres de la CitéCréation.
- Ville des roses[303],[304] : Lyon et sa région ont été le théâtre de nombreuses expérimentations botaniques autour de la rose. De nombreuses plantations s'étendaient dans le 8e arrondissement jusqu'à Vénissieux. La ville accueillit la convention mondiale de la rose en 2015.

### Lieux et monuments
La commune compte 241 monuments protégés au titre des monuments historiques et 289 lieux et monuments répertoriés à l'inventaire général du patrimoine culturel. Par ailleurs, elle compte 868 objets répertoriés à l'inventaire des monuments historiques et 247 objets répertoriés à l'inventaire général du patrimoine culturel.

#### Site historique
427 hectares du site historique de Lyon sont classés patrimoine de l'humanité par l'UNESCO après le 5 décembre 1998, : c'est l'un des plus vastes espaces français inscrits avec Bordeaux et le Val de Loire (208 934 ha). La ville est membre de l'organisation des villes du patrimoine mondial. Dans les espaces classés, on notera la colline de Fourvière et ses sites antiques, le Vieux Lyon médiéval et renaissance, la Presqu'île classique et haussmannienne ; la colline de la Croix-Rousse, patrimoine urbain du XIXe siècle associé aux Canuts. La rive gauche, non inscrite au patrimoine mondial, mais située en zone tampon témoigne des évolutions architecturales, industrielles, technologiques et urbanistiques de la ville.

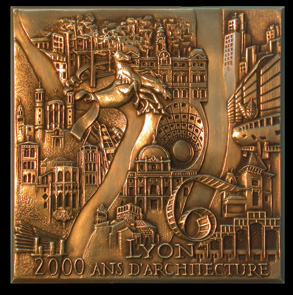
Médaille de Lyon, cité du patrimoine mondial de l'humanité par l'UNESCO.

Selon l'UNESCO, la ville de Lyon témoigne donc d'une histoire urbanistique unique de plus de deux millénaires, à la valeur universelle exceptionnelle : au lieu de se reconstruire sur elle-même, la ville s’est déplacée progressivement vers l’Est, conservant ainsi toutes les formes urbaines des différentes époques les unes à côté des autres. De plus, le mode d’urbanisation et les styles architecturaux se sont développés et enrichis au cours des siècles, en évoluant sans rupture.

#### Édifices civils et lieux remarquables
Forte de ses 2 000 ans d'histoire et relativement préservée par les conflits, Lyon a donc conservé des traces de ses différentes phases de développement. Chaque quartier a donc gardé un patrimoine riche et diversifié avec de nombreux musées.
À travers l'ensemble de la ville, on remarquera également les célèbres murs peints lyonnais, ces trompe-l'œil monumentaux sont une spécialité locale; à voir entre autres la fresque des Lyonnais représentant certains des Lyonnais célèbres, sur les bords de la Saône, le mur des Canuts, la fresque Lumière et les fresques dédiées à Tony Garnier, notamment dans le quartier du Jet d'Eau et des États-Unis.
Enfin à la nuit tombée, l'ensemble des monuments et du paysage naturel et urbain de Lyon est mis en valeur par des jeux d'éclairages. La ville étant un des pionniers et spécialistes dans ce domaine avec son plan Lumière, qui a été rapidement reproduit dans d'autres villes de France, d'Europe et du monde.

##### Rive droite de la Saône: Fourvière et Vieux Lyon
La colonie romaine s'est implantée sur la colline de Fourvière, les vestiges de l'ancienne Lugdunum sont particulièrement nombreux pour une grande ville française : le théâtre et l'Odéon gallo-romains forment un site archéologique remarquable et où se déroulent régulièrement concerts et spectacles en été. On pourra aussi admirer des restes d'aqueducs (l'aqueduc du Gier), le sanctuaire de Cybèle, les grands thermes ou encore le tombeau de Turpio. De part et d'autre de ce site archéologique, on distinguera la tour métallique de Fourvière, tour d'antenne et point culminant de Lyon. Au sud, dans le quartier Saint-Just, le lycée du même nom occupe un ancien séminaire du XVIIIe siècle.
En descendant la colline soit par le funiculaire « la ficelle », soit à pied par les nombreuses pentes à forte dénivellation (montée du Gourguillon, montée Saint-Barthélemy, montée des Carmélites, montée des Epies, etc.) ou par les jardins du Rosaire (ces deux moyens offrent d'excellents points de vue sur la ville) on atteint le quartier Renaissance du Vieux Lyon, constitué d'immeubles et d'hôtels particuliers de style médiéval et Renaissance dont la tour Rose, la maison du Chamarier, l'hôtel de Gadagne, l'hôtel de Bullioud, la maison des avocats, la maison Thomassin, la maison Henri IV, la maison Claude-Debourg, l'hôtel du gouvernement, l'hôtel Paterin, etc. sont parmi les plus connus. Le quartier possède des ruelles sinueuses et se compose de trois rues principales que sont les rues Saint-Jean, rue du Bœuf et rue Saint-Georges. Des placettes agrémentent le quartier : place du Change, place du Gouvernement, place neuve Saint-Jean, place de la Trinité qui constitue le décor traditionnel du théâtre de guignol ou encore la place du Petit-Collège qui abrite l'horloge aux Guignols dite « Charvet ». Ces ruelles sont animées par la présence de nombreuses boutiques d'artisans et des célèbres bouchons, lieu convivial par excellence pour prendre goût à la gastronomie lyonnaise. Ce dédale de rues intègre le réseau des fameuses traboules, passages ouverts à l'intérieur des îlots (on en dénombre près de 320 dans tout le site historique). Sur les bords de Saône se trouvent le palais de Justice historique de Lyon de style néo-classique et surnommé « palais des vingt-quatre colonnes », le palais archiépiscopal de Lyon (ou palais Saint-Jean), la maison Blanchon et le palais Bondy. Enfin, la Manécanterie, un des plus vieux monuments civils de Lyon avec sa façade du XIe siècle donne sur la place Saint-Jean et abrite le trésor de la cathédrale.

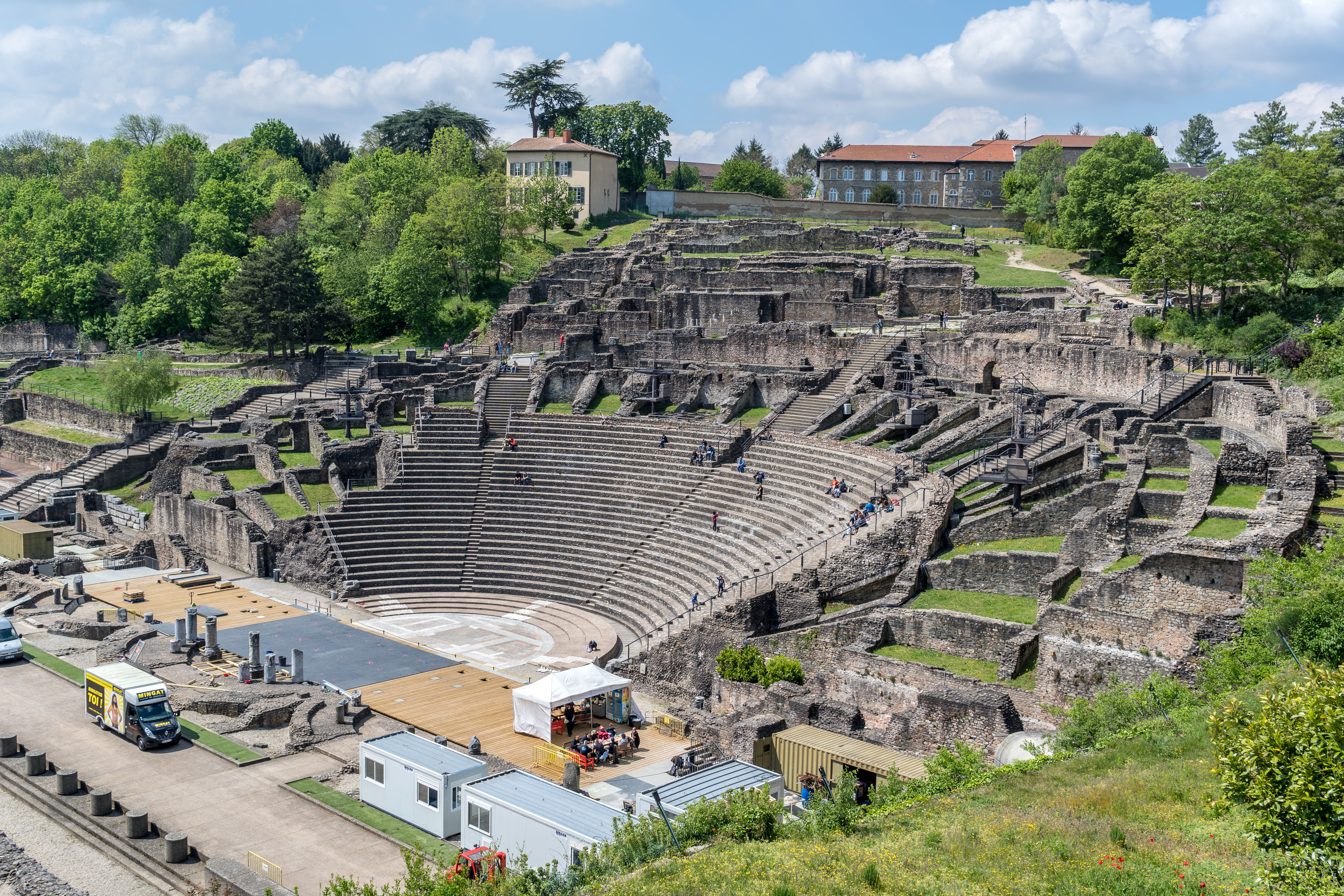
Le théâtre gallo-romain.
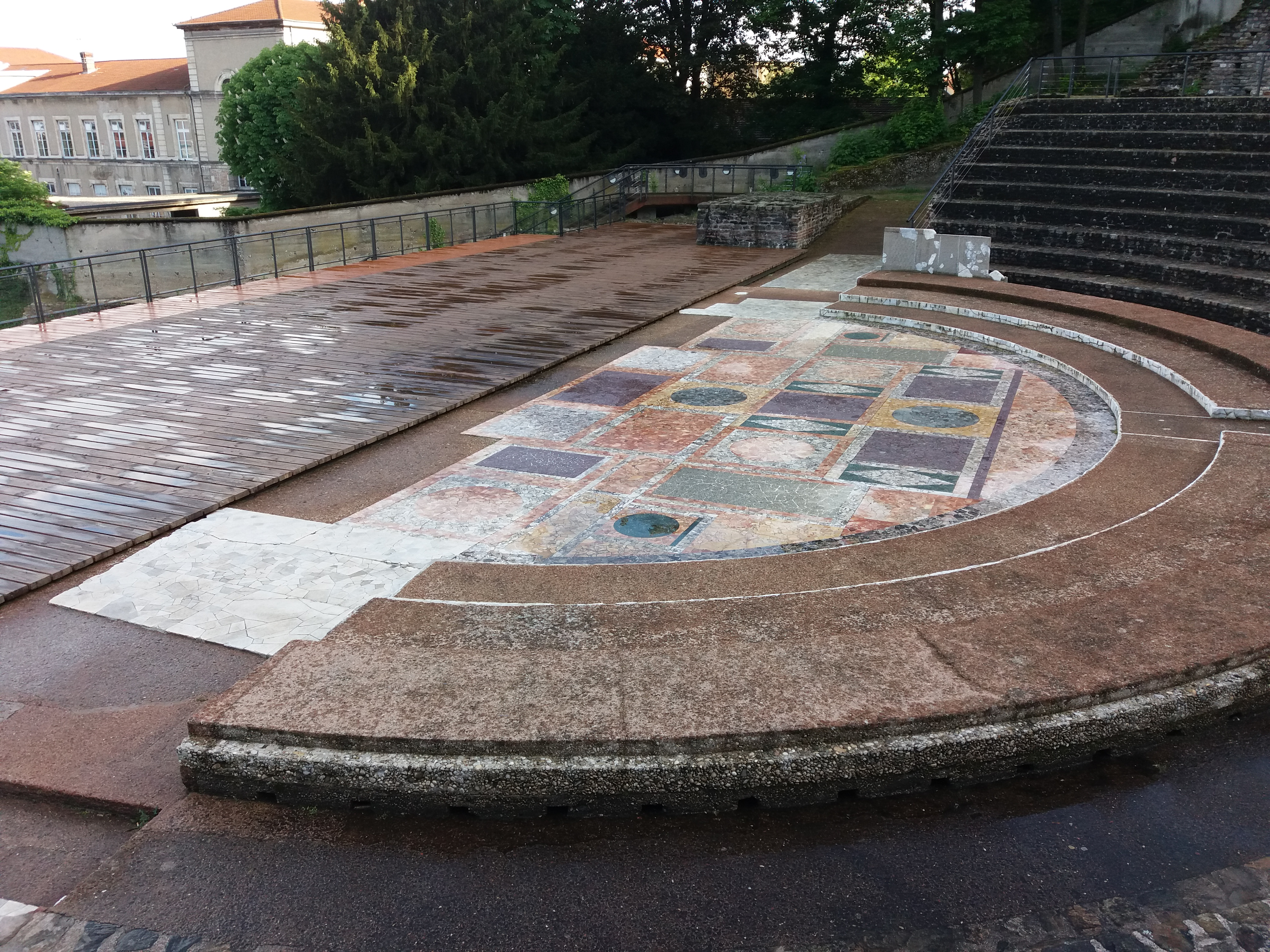
L'Odéon antique avec le dallage remarquable de son orchestra.
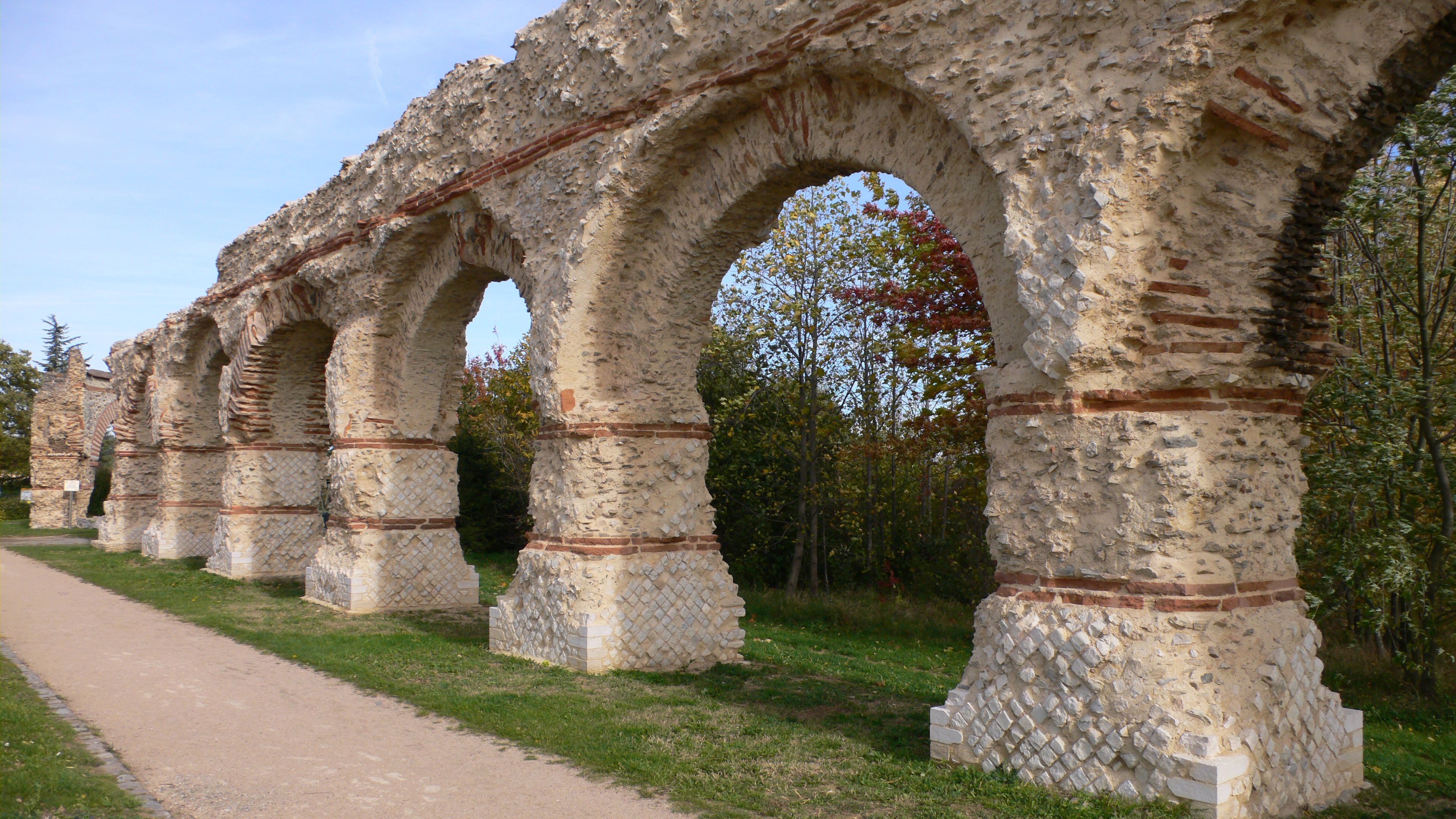
Les aqueducs antiques de Lyon, dont celui du Gier, le plus long des quatre aqueducs.
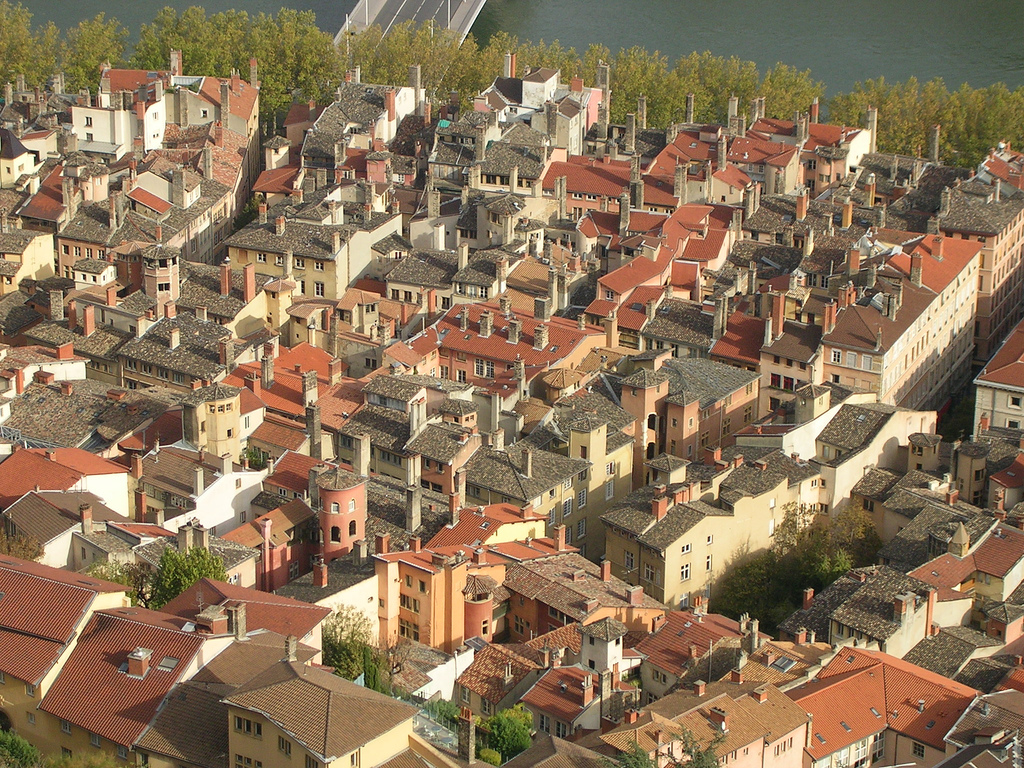
Vue sur une partie du quartier médiéval et Renaissance du Vieux Lyon.
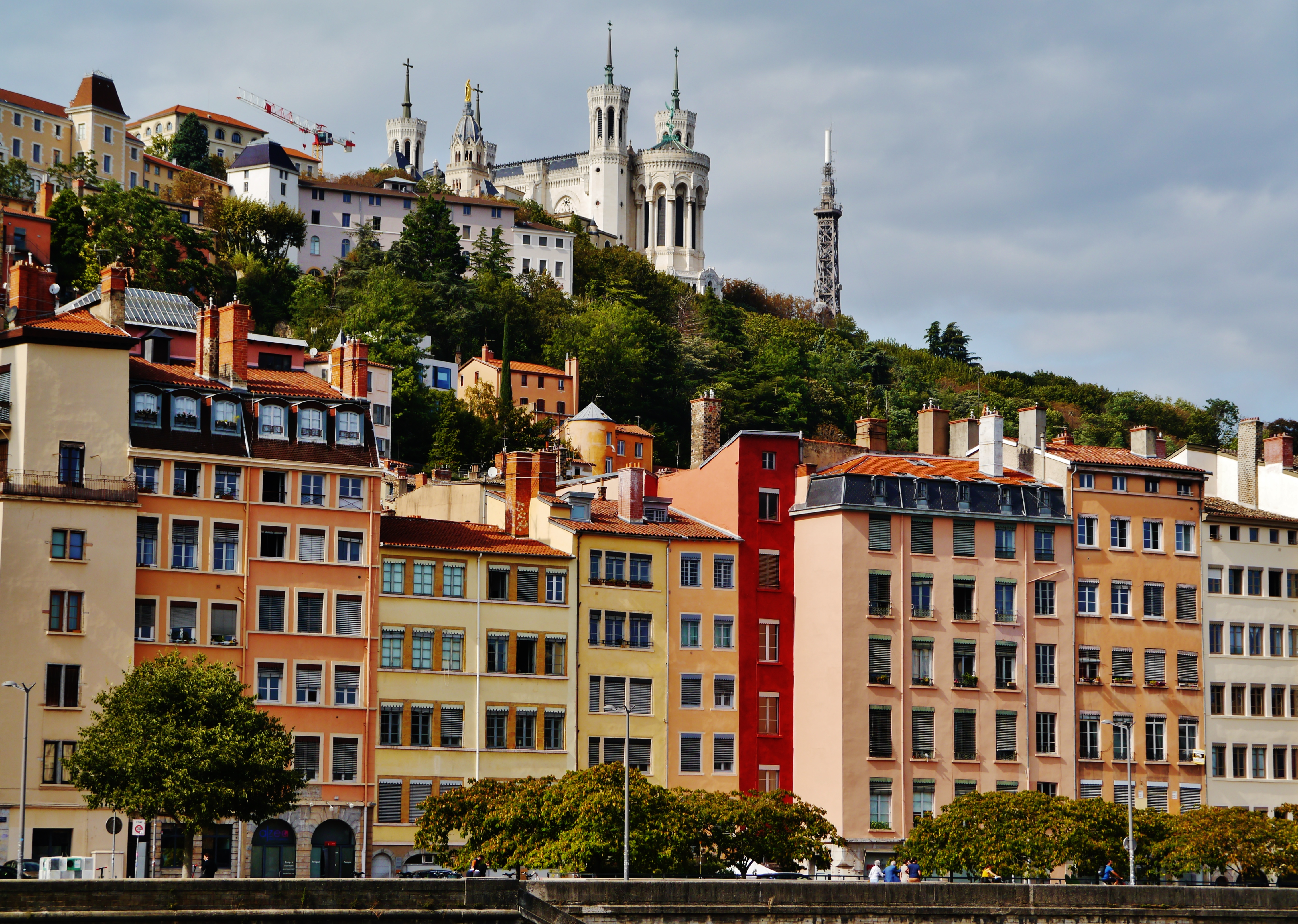
Les façades du quartier de Saint-Georges.
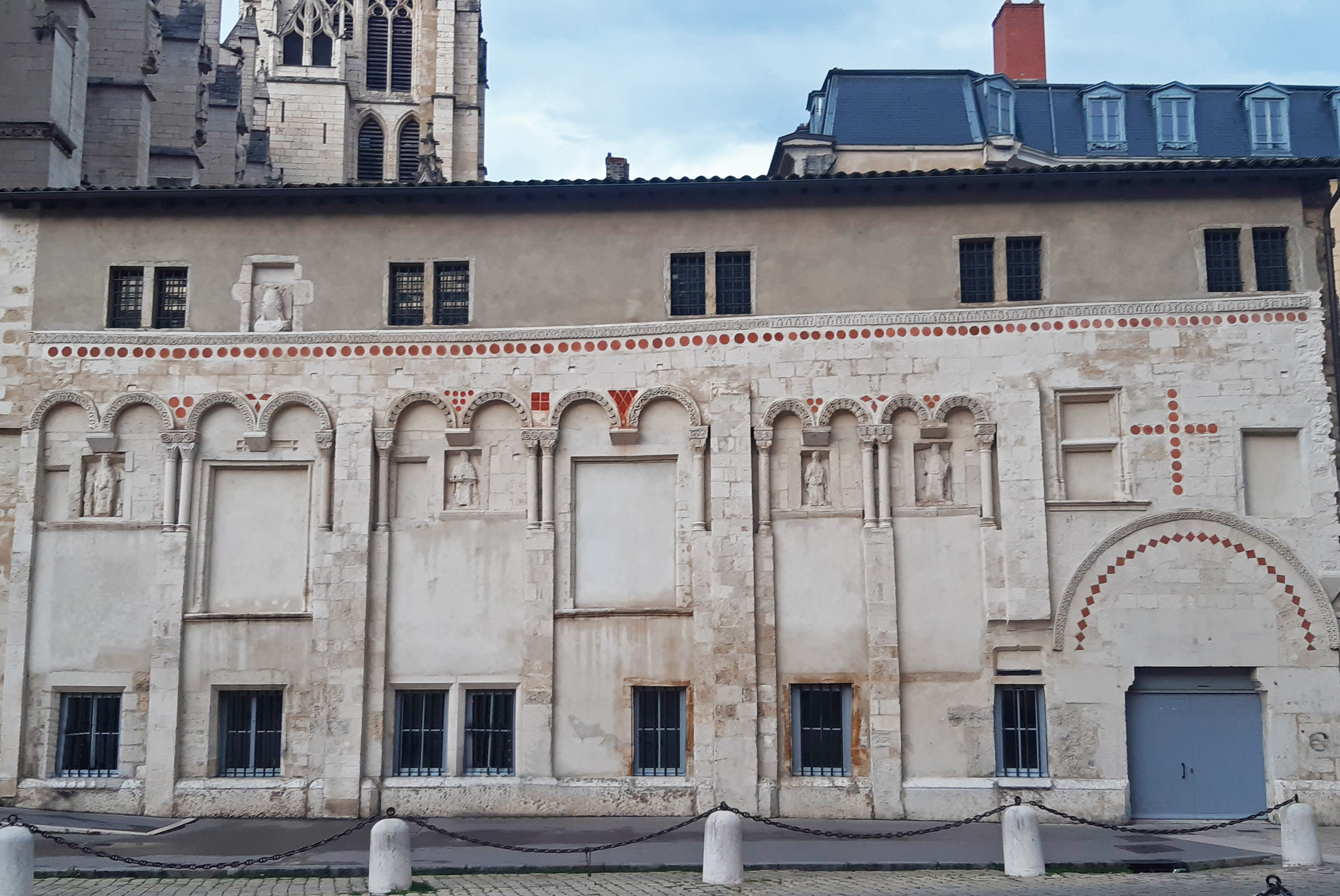
La Manécanterie, l'un des plus vieux monuments civils de Lyon.
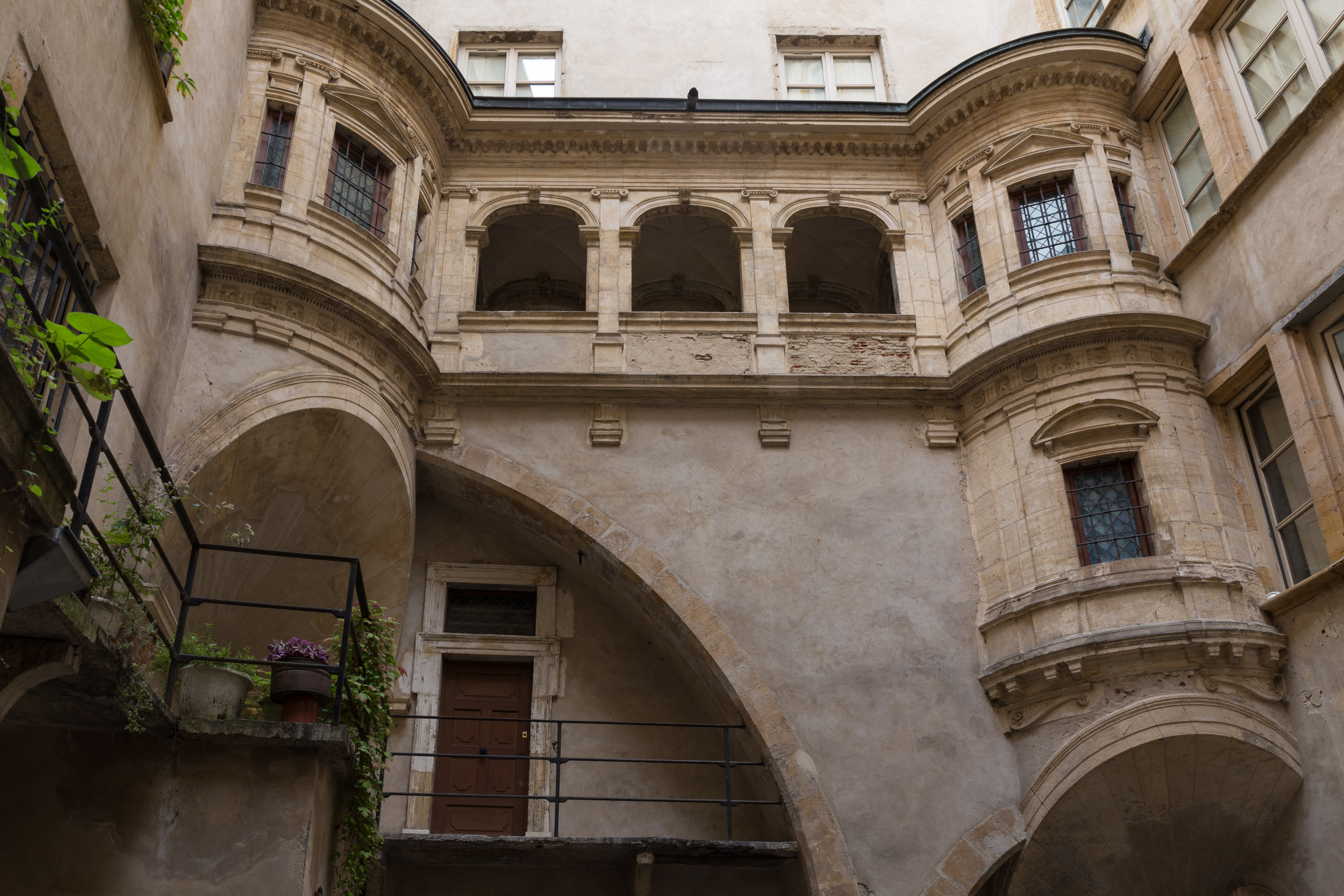
L'hôtel de Bullioud, connu pour sa galerie Philibert Delorme et l'introduction du style Renaissance en France.

##### Entre Rhône et Saône
En traversant la Saône par des ponts ou des passerelles (notamment les pittoresques passerelles Saint-Georges, du palais de Justice et de Saint-Vincent), on atteint la Presqu'île, le centre de Lyon de style classique et haussmanien. Les façades des quais de Saône et les alentours de la rue Mercière sont de style médiéval et renaissance et font écho à celles du Vieux Lyon.
Les deux grandes places de la Presqu'île, la place Bellecour et la place des Terreaux sont reliées par des percées de type haussmanienne, avec notamment la rue de la République, une large artère aujourd'hui piétonne. Autrefois plusieurs galeries couvertes reliaient ces percées, seul le passage de l'Argue a subsisté.
Les plus importants monuments classiques de la ville s'y trouvent : l'Hôtel-Dieu, premier hôpital de Lyon, dévoile sa façade dessinée par Jacques-Germain Soufflot sur près de 400 mètres au bord du Rhône ; le théâtre des Célestins reconstruit plusieurs fois à la suite de nombreux incendies, à la salle et à la façade à l'italienne ; aux Cordeliers, le palais de la Bourse de style Second Empire ; aux Terreaux, trônent côte à côte l'hôtel de ville, le palais Saint-Pierre et l'Opéra national, reconnaissable à son dôme caractéristique rénové par Jean Nouvel dans les années 1990.
De nombreuses places agrémentent le quartier : la place Bellecour, quatrième plus grande place de France et première plus grande place piétonne d'Europe, comporte en son milieu une statue équestre de Louis XIV. À proximité immédiate, la place Antonin-Poncet jouxte l'ancien hôpital de la Charité dont il ne subsiste aujourd'hui que le clocher de style baroque. Face à l'hôtel de ville, la place des Terreaux, rénovée par Daniel Buren abrite notamment la fontaine Bartholdi. La place des Jacobins occupe un ancien couvent du même nom abrite en son centre une fontaine du XIXe siècle. Face au théâtre, la place des Célestins avec sa terrasse en bois et ses magnolias. La place de la République, située sur la rue du même nom, permet d'offrir une perspective sur les façades de la rue de la République et de la rue Carnot. Enfin, l'Opéra national est cerné par la place de la Comédie et la place Louis-Pradel, lieu dévolu aux danseurs de hip-hop et aux skateurs. Comme pour le Vieux Lyon, le quartier abrite de nombreux hôtels particuliers : l'hôtel de Villeroy, Lacroix-Laval, Couronne, Poulaillerie (siège de la première mairie de Lyon), etc.
Au nord de la Presqu'île se trouve le quartier-village de la Croix-Rousse caractérisé par ses pentes (dont la fameuse montée de la Grande-Côte qui offre un panorama au sommet), ses immeubles canuts, ses traboules (la cour des Voraces, le passage Thiaffait), sa condition des soies, son gros-caillou, son marché populaire et sa vogue (fête foraine) des marrons. C'était un quartier occupé dès l'époque gallo-romaine, en témoignent les restes de l'amphithéâtre des Trois Gaules (au centre de cet amphithéâtre antique un poteau évoque les supplices des martyrs de Lyon), le sanctuaire fédéral des Trois Gaules et le réseau souterrain dit des arêtes de poisson. Le quartier constituant la limite nord de la ville était donc ceinturé d'édifices à vocation défensive, parmi eux seuls les forts Saint-Jean et le bastion Saint-Laurent ont subsisté.
Enfin au sud, au-delà de Bellecour s'étend le quartier d'Ainay, avec sa basilique et ses nombreux hôtels particuliers. La rue Victor Hugo, piétonisée, relie la place Bellecour à la place Carnot avec sa statue de la République ouvrant la perspective sur la gare de Perrache et son centre d'échanges.

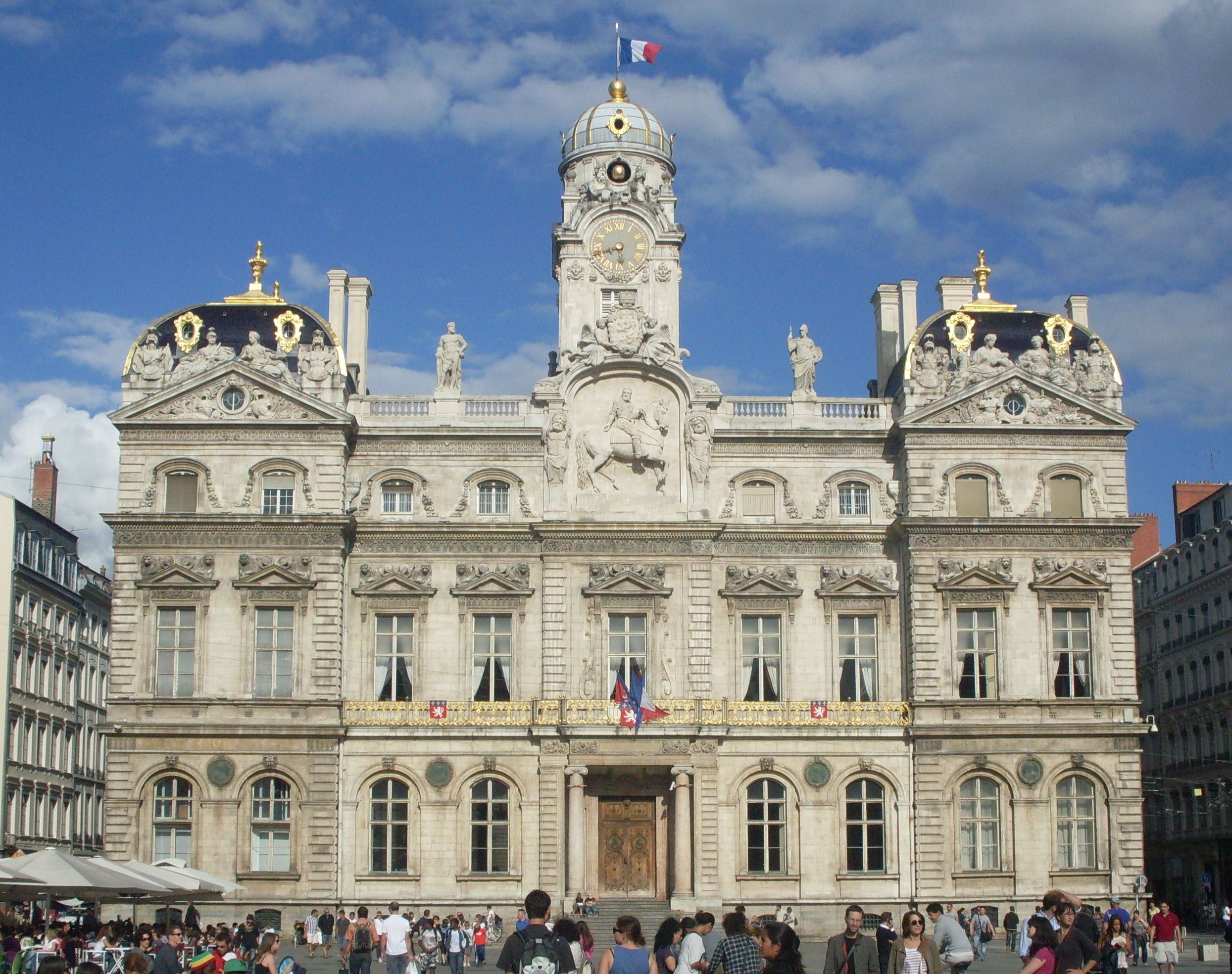
La façade principale de l'Hôtel de Ville donnant sur la place des Terreaux.
L'Opéra national de Lyon, place de la Comédie.
Le palais de la Bourse, place des Cordeliers.
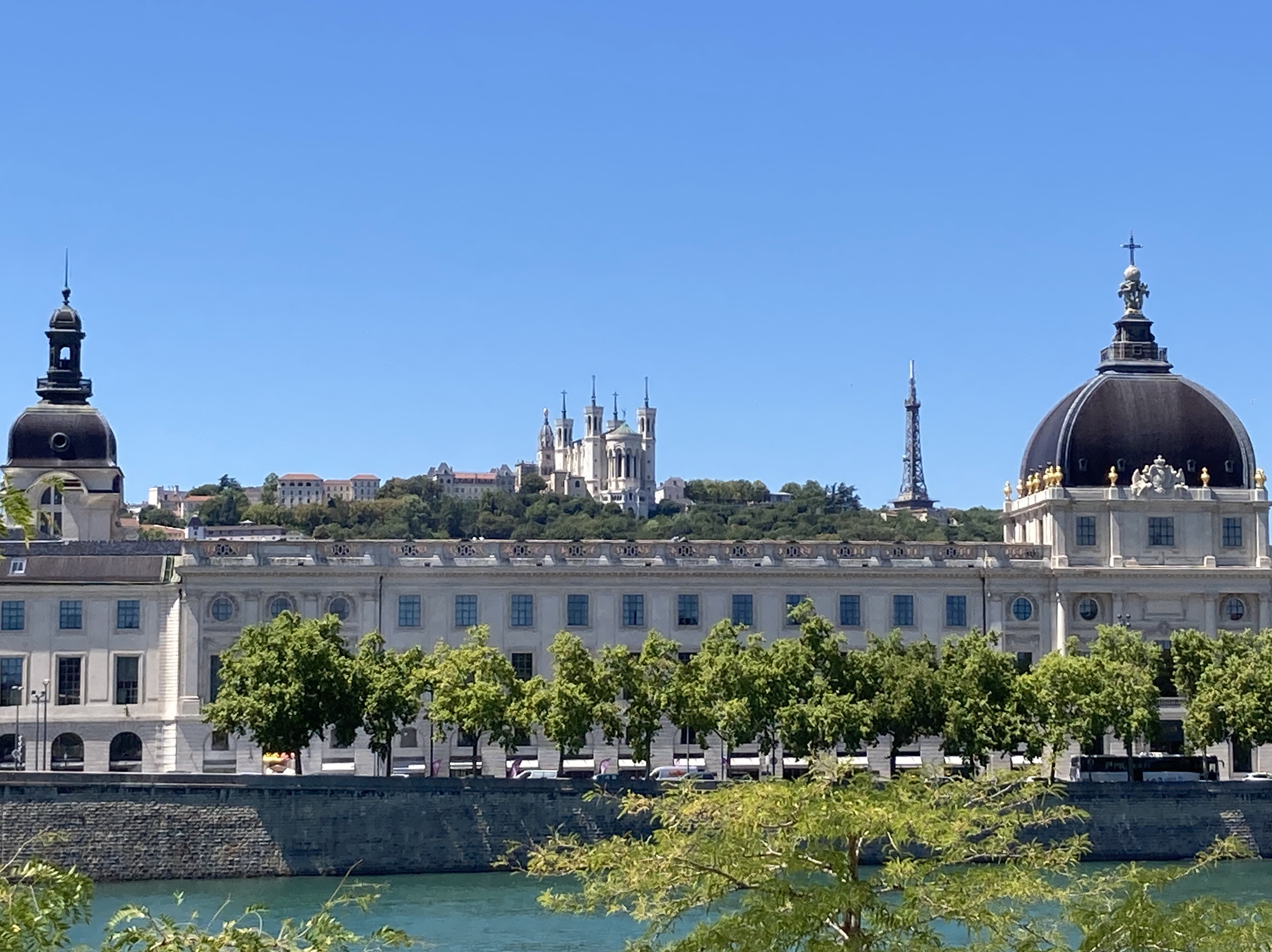
L'Hôtel-Dieu déployant sa façade sur le Rhône sur près de 500 m.
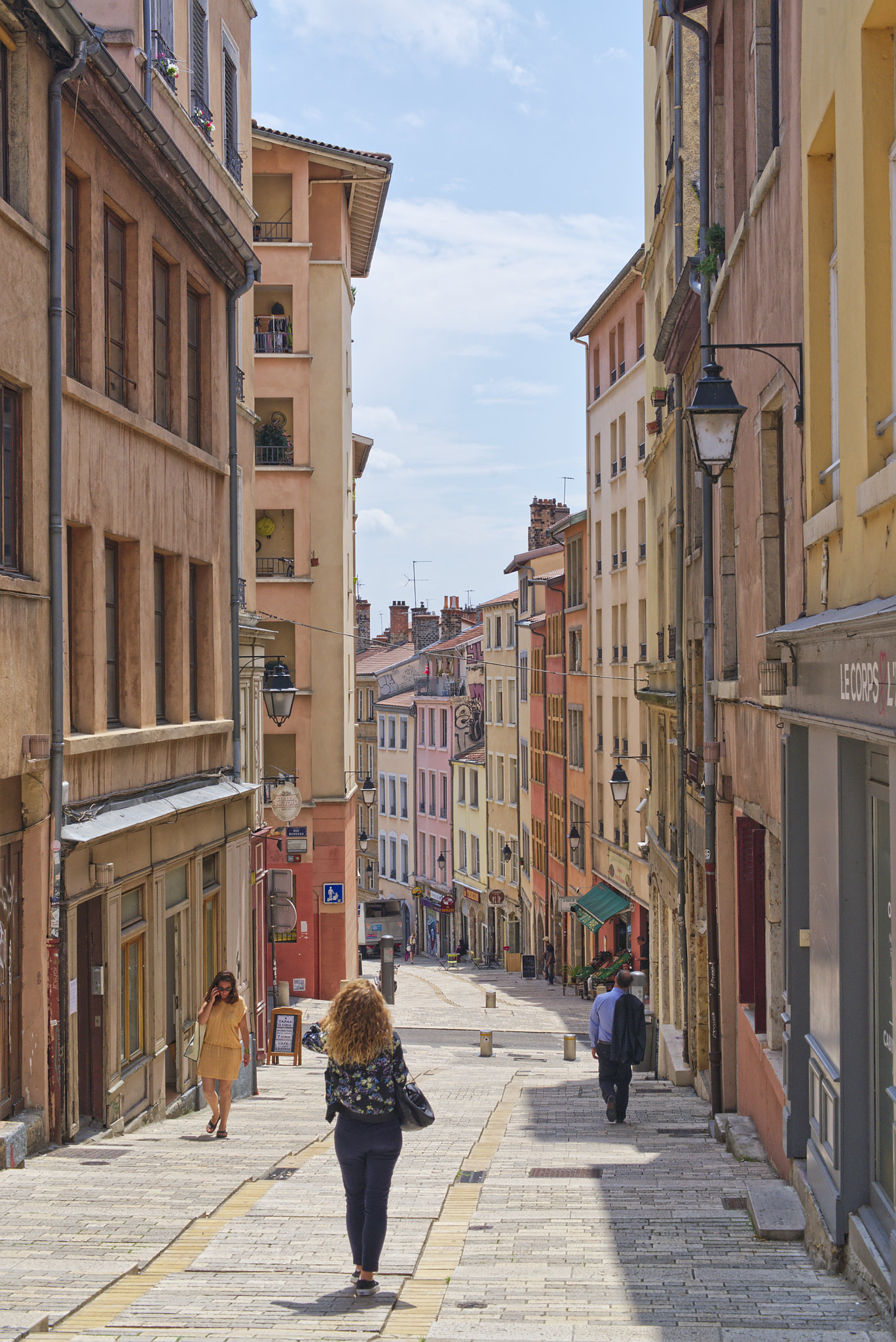
La montée de la Grande-Côte, antique montée de la Croix-Rousse.
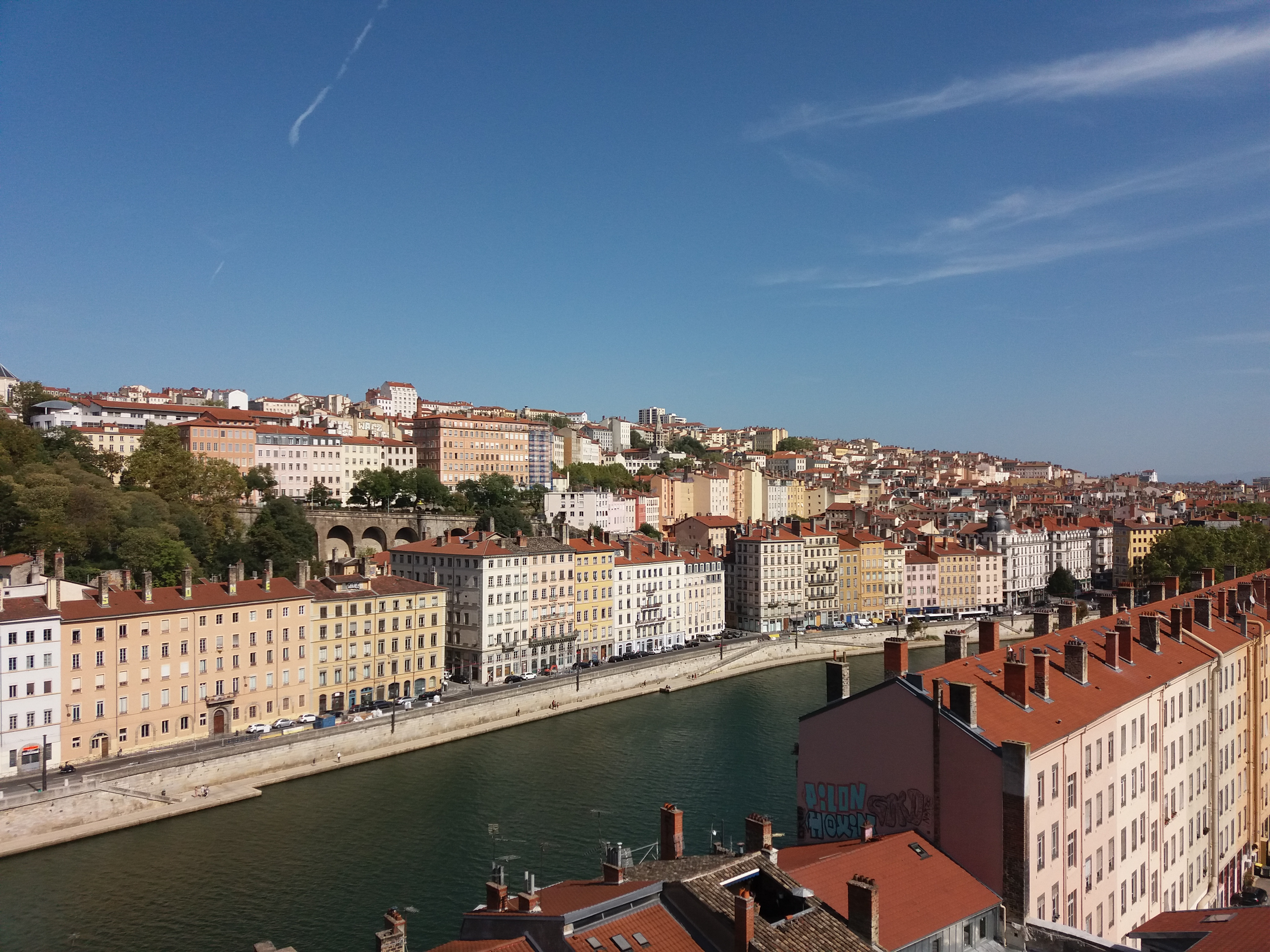
Vue sur le quartier-village et colline de la Croix-Rousse.
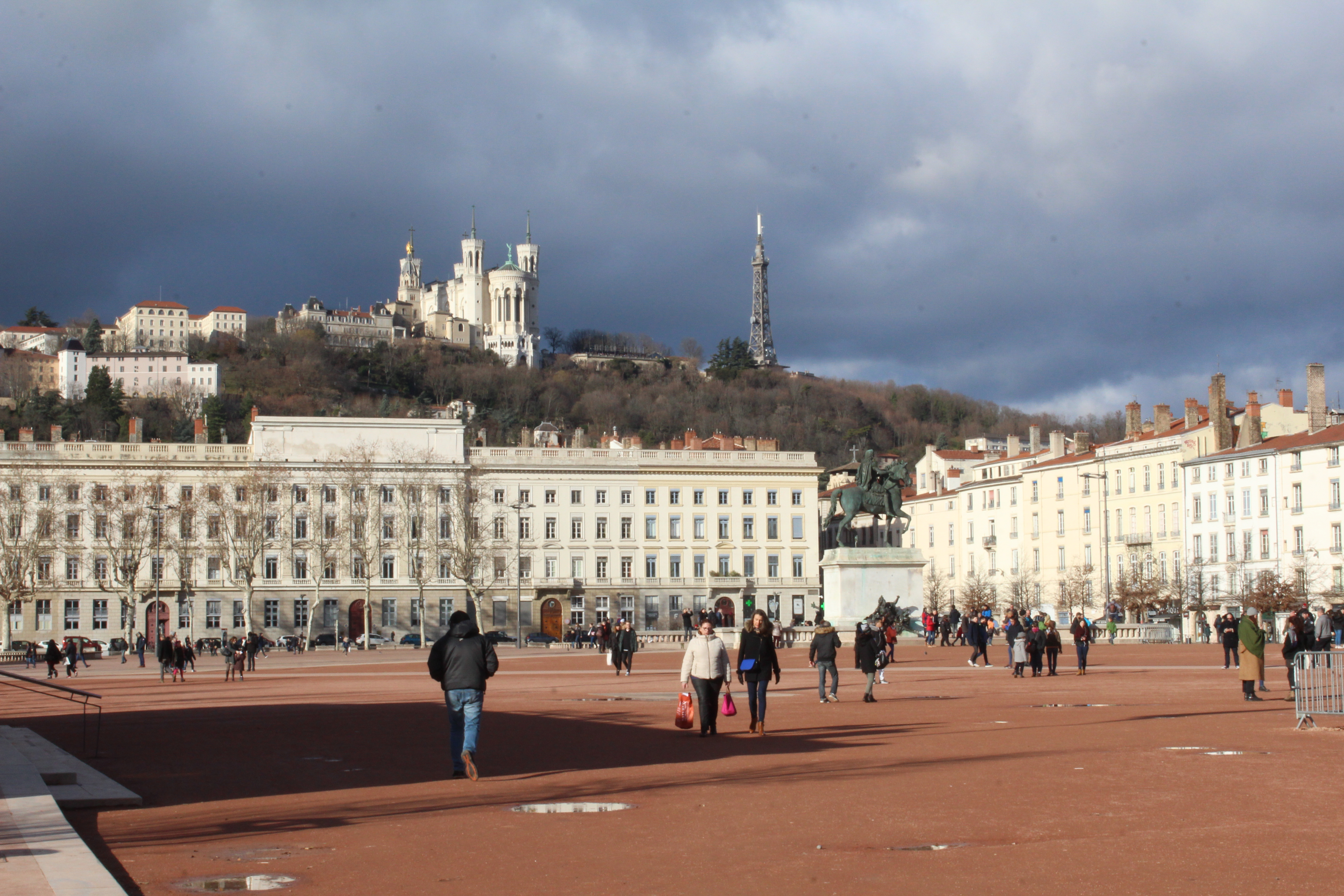
La place Bellecour avec sa statue équestre de Louis XIV.
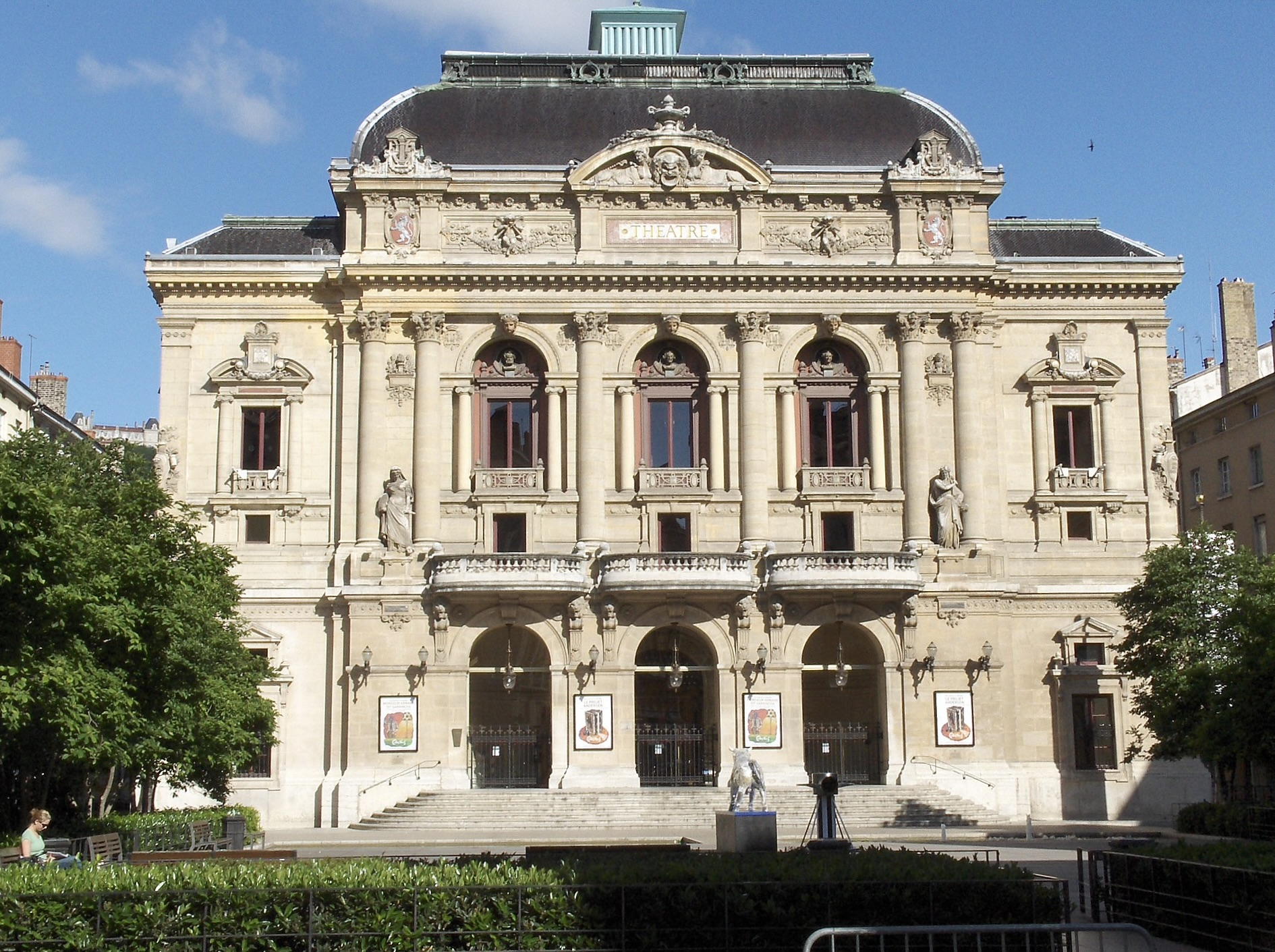
La place des Célestins et son théâtre à l'italienne.

##### Rive gauche du Rhône
De l'autre côté du Rhône, on trouve les berges du Rhône, enjambées par des ponts parfois remarquables (pont Lafayette, pont de l'Université). Ces berges sont aujourd'hui un lieu de détente et de flânerie. Dans le quartier classique et haussmannien des Brotteaux se trouve la gare des Brotteaux, la place du Maréchal-Lyautey et sa fontaine ainsi que les demeures cossues du boulevard des Belges qui jouxtent le parc de la Tête-d'Or, plus grand parc de la ville et premier parc urbain de France. Ce véritable poumon vert au cœur de la cité est avec son lac, sa roseraie, ses arbres centenaires, son parc zoologique, ses trains, ses spectacles de guignols, l'un des lieux les plus connus de la rive gauche du Rhône. Le parc borde la Cité internationale (1983-2007), pôle tertiaire, culturel et touristique regroupant bureaux, salles de conférences, hôtels, casino, le musée d'Art contemporain, cinémas et un auditorium. Cet ensemble est l'œuvre de Renzo Piano, architecte urbaniste génois, accompagné de Michel Corrajoud, paysagiste.
Plus au sud, se déploie le quartier de l'ancien faubourg de La Guillotière avec son hôtel de préfecture du Rhône, palais de la Mutualité, les facultés du quai Claude-Bernard (universités Lumière Lyon 2 et Jean Moulin Lyon 3), mais aussi le château de La Motte de style renaissance, faisant de lui le plus ancien bâtiment de la rive gauche du Rhône. Le quartier par sa tradition d'accueil cosmopolite présente une grande mixité sociale et ethnique par la présence de nombreux commerces et restaurants asiatiques, nord-africains, africains et antillais.
À l'extrême sud de la rive gauche, se trouve le quartier de Gerland, où l'on peut observer les œuvres architecturales de Tony Garnier : le stade municipal de Gerland, la halle Tony-Garnier, anciens abattoirs du quartier de La Mouche transformés aujourd'hui en vaste salle de concerts et d'expositions. Dans une architecture plus contemporaine l'École normale supérieure (ENS) lettres et sciences humaines, par Henri Gaudin.
Enfin à l'est, au XXe siècle l'extension urbaine s'est mise en marche grâce aux nombreuses réserves foncières disponibles. Le quartier de la Part-Dieu constitue aujourd'hui le deuxième quartier d'affaires de France dominé par trois tours principales : la tour Part-Dieu, surnommée « le crayon » par les Lyonnais, la tour Incity, surnommée « la gomme » et la tour To-Lyon.
Dans le quartier de Monplaisir on remarquera la manufacture des tabacs, bâtiment aux teintes polychromes hébergeant aujourd'hui une partie des composantes de l'université Jean-Moulin Lyon III ; la villa des frères Lumière et le hangar du Premier-Film, transformés aujourd'hui en musée vivant du cinéma, mais aussi l'hôpital Édouard-Herriot ainsi que le quartier des États-Unis constitués de multiples pavillons, œuvre de Tony Garnier. Toujours dans l'est, mais dans la périphérie de Lyon, les amateurs d'architecture contemporaine pourront découvrir la Maison du livre, de l'image et du son, par Mario Botta et le quartier des Gratte-ciel à Villeurbanne ; la médiathèque de Vaulx-en-Velin de Rudy Ricciotti ainsi que la gare TGV de l'aéroport international Saint-Exupéry réalisé en 1997, par Calatrava.

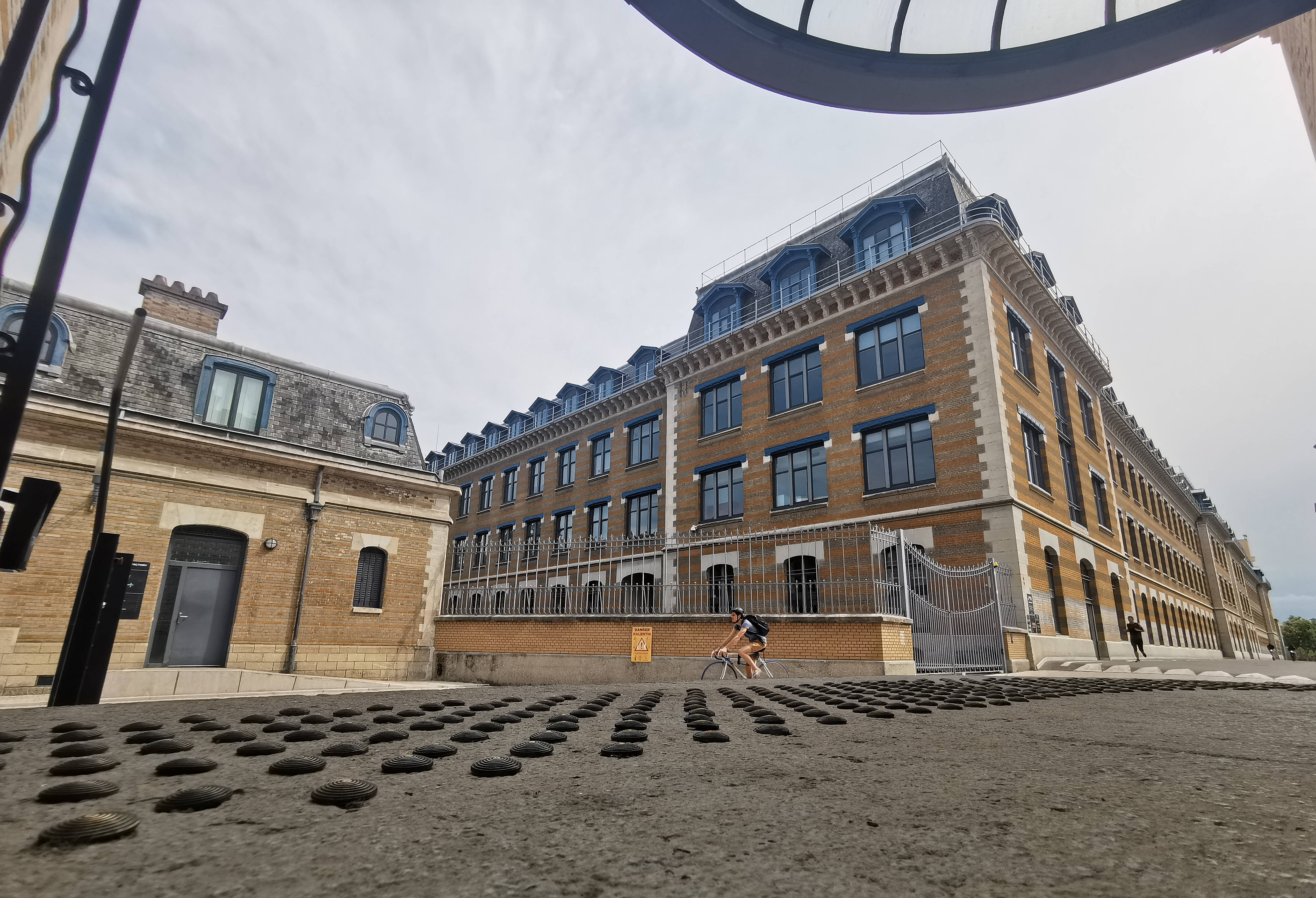
La Manufacture des Tabacs, aujourd'hui campus de l'université Jean Moulin Lyon III.
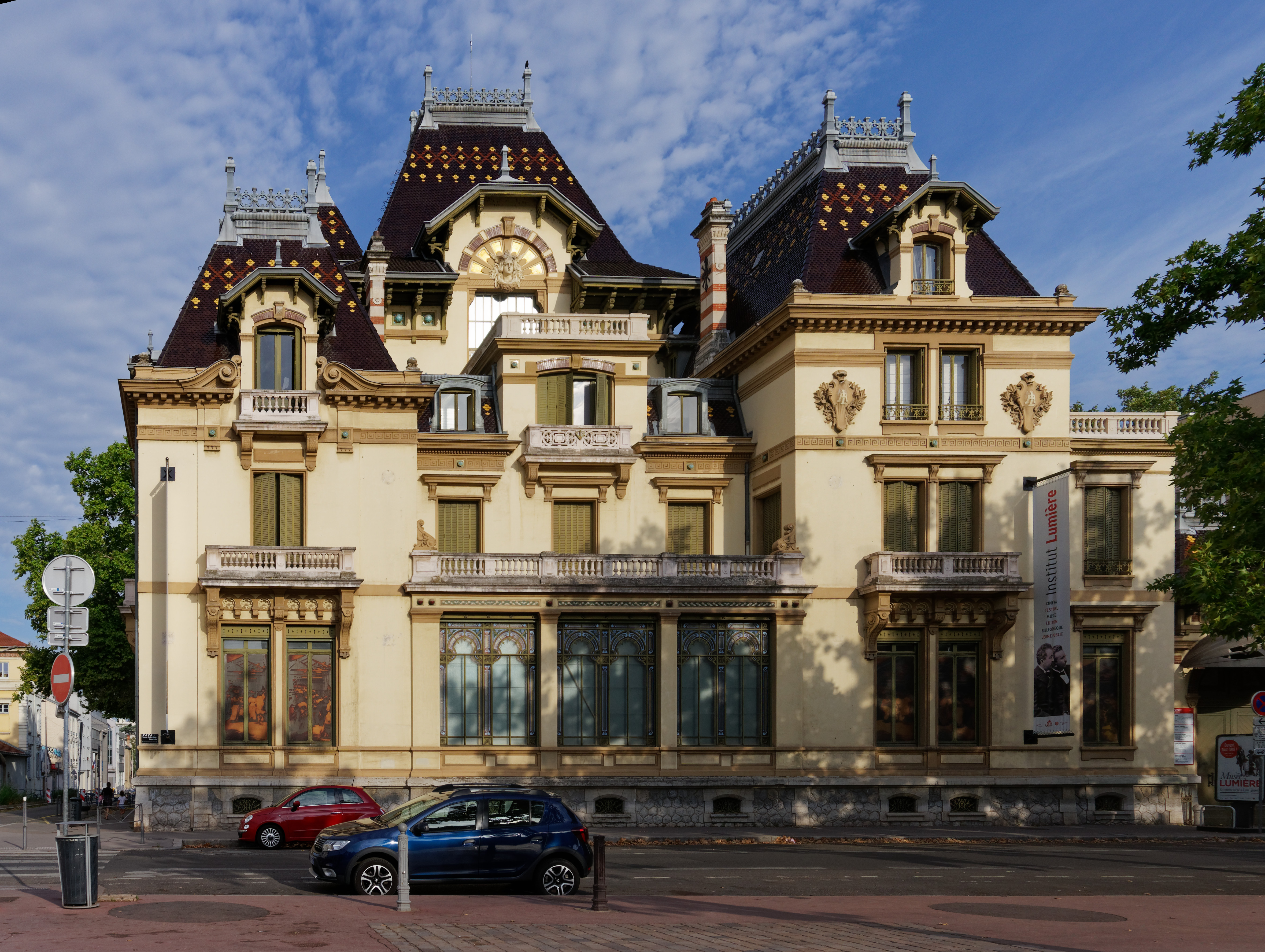
La Villa Lumière, dans le quartier de Monplaisir.
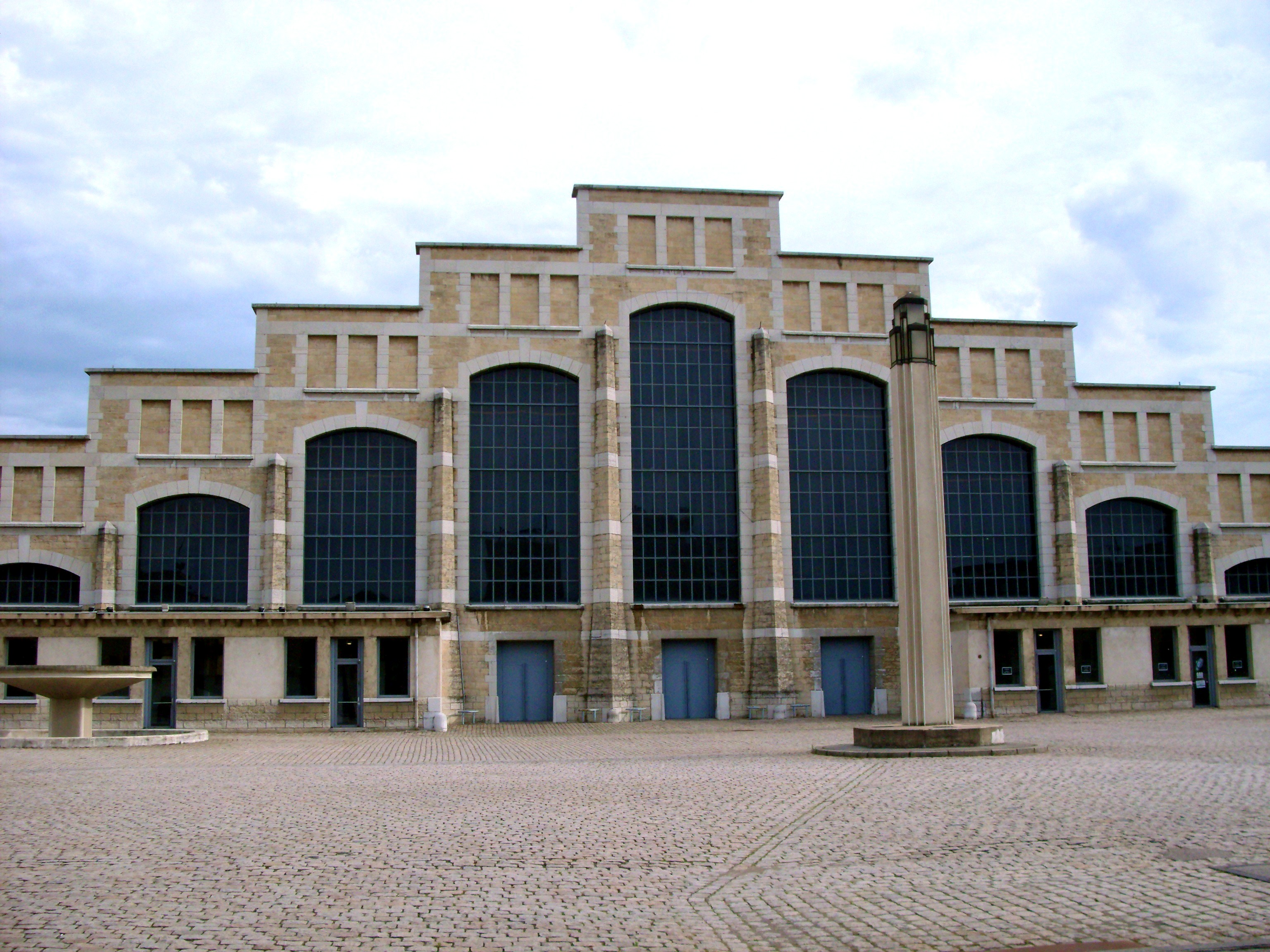
La halle Tony-Garnier, patrimoine classé du XXe siècle.
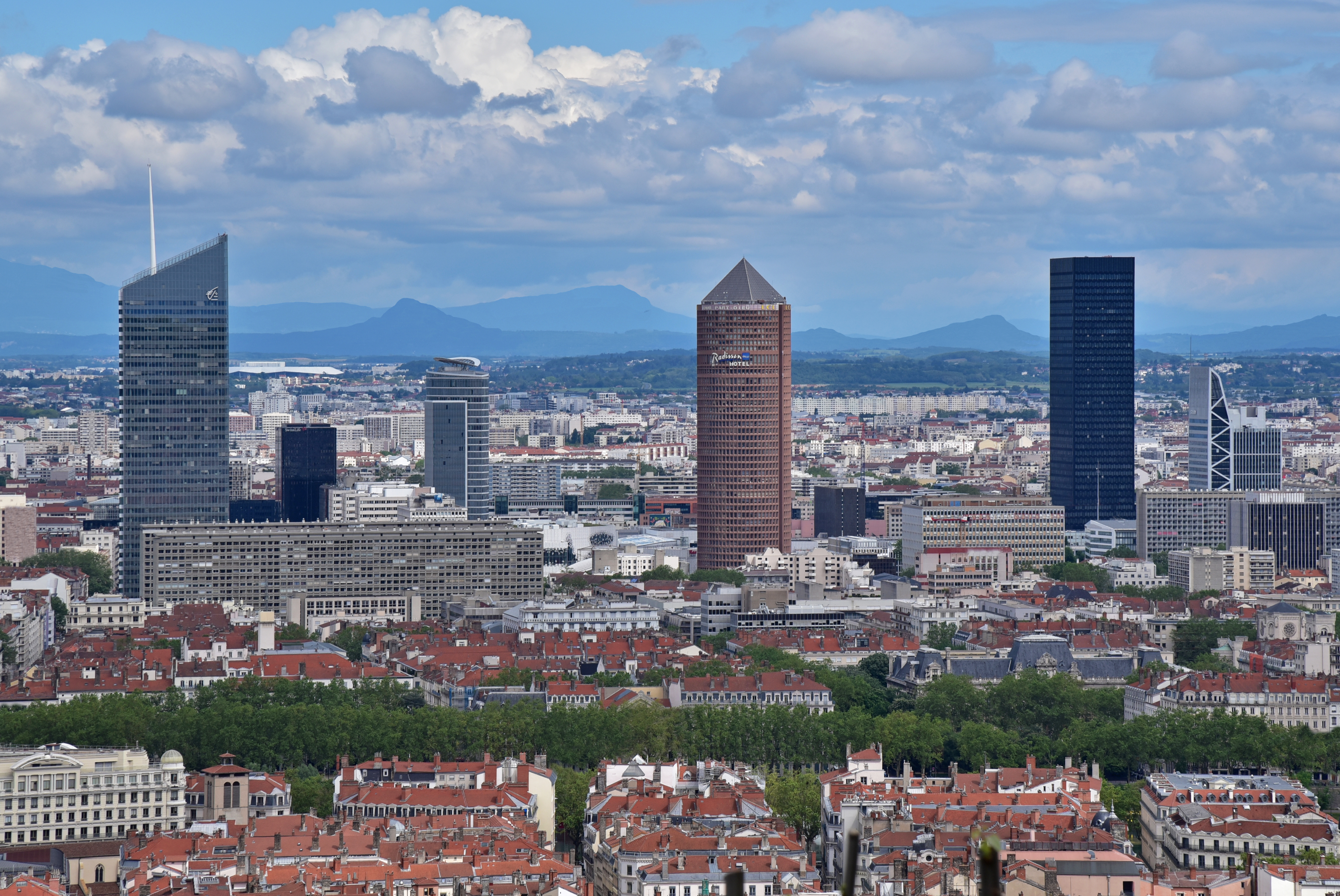
Les tours du quartier de la Part-Dieu.
La Cité internationale par Renzo Piano.
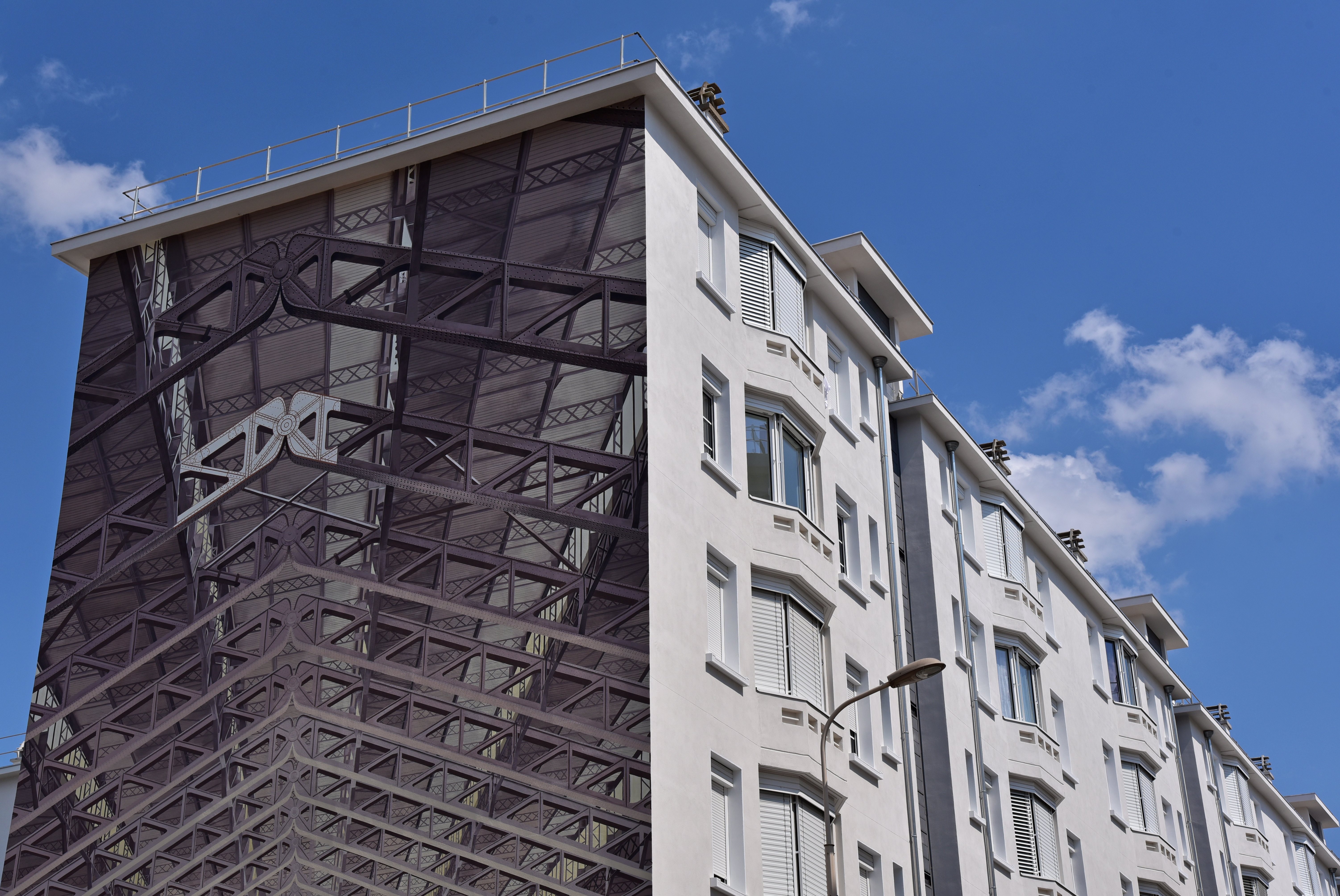
La cité Tony Garnier dans le quartier des États-Unis.
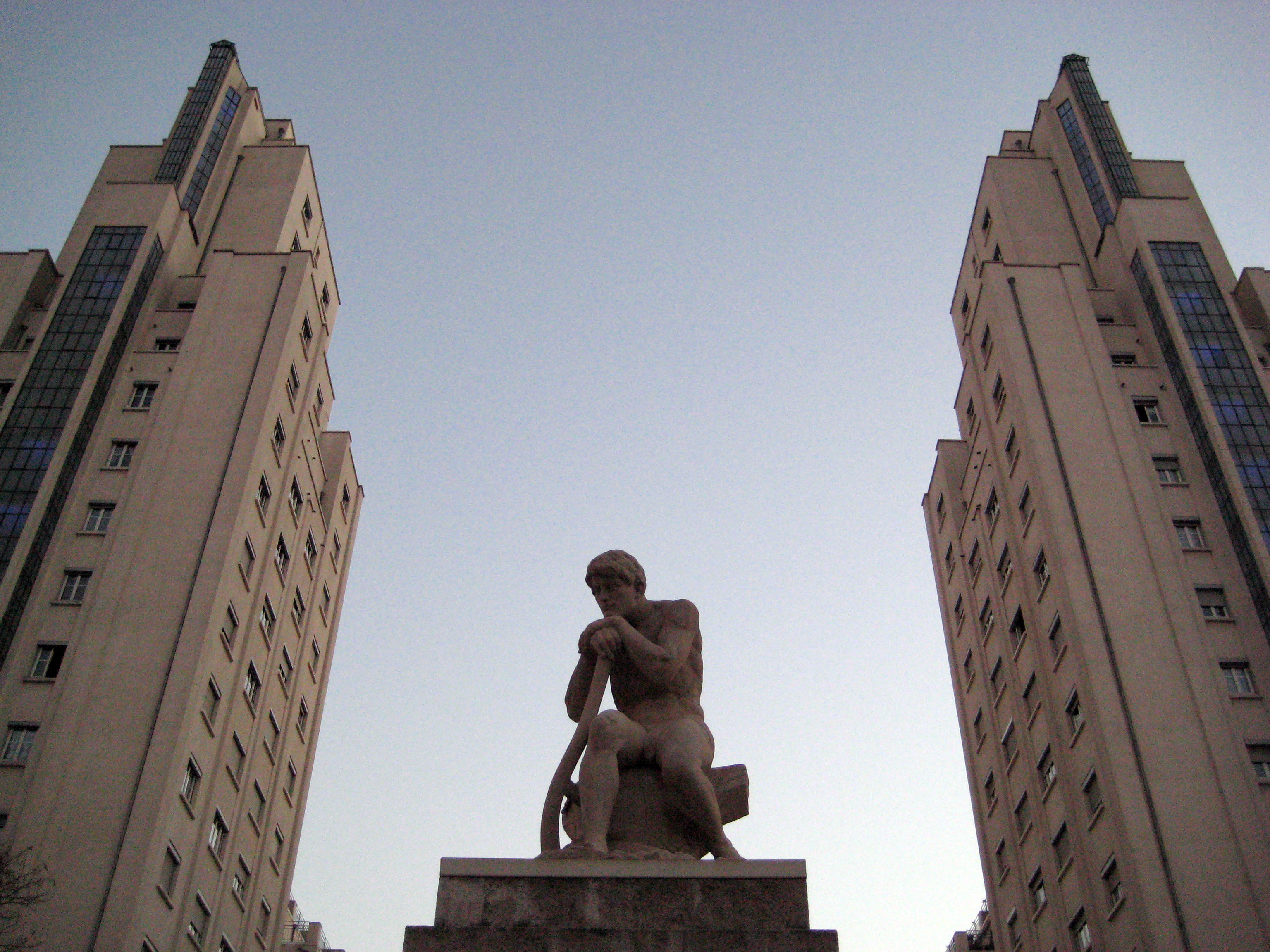
L'ensemble des Gratte-Ciel de Villeurbanne.
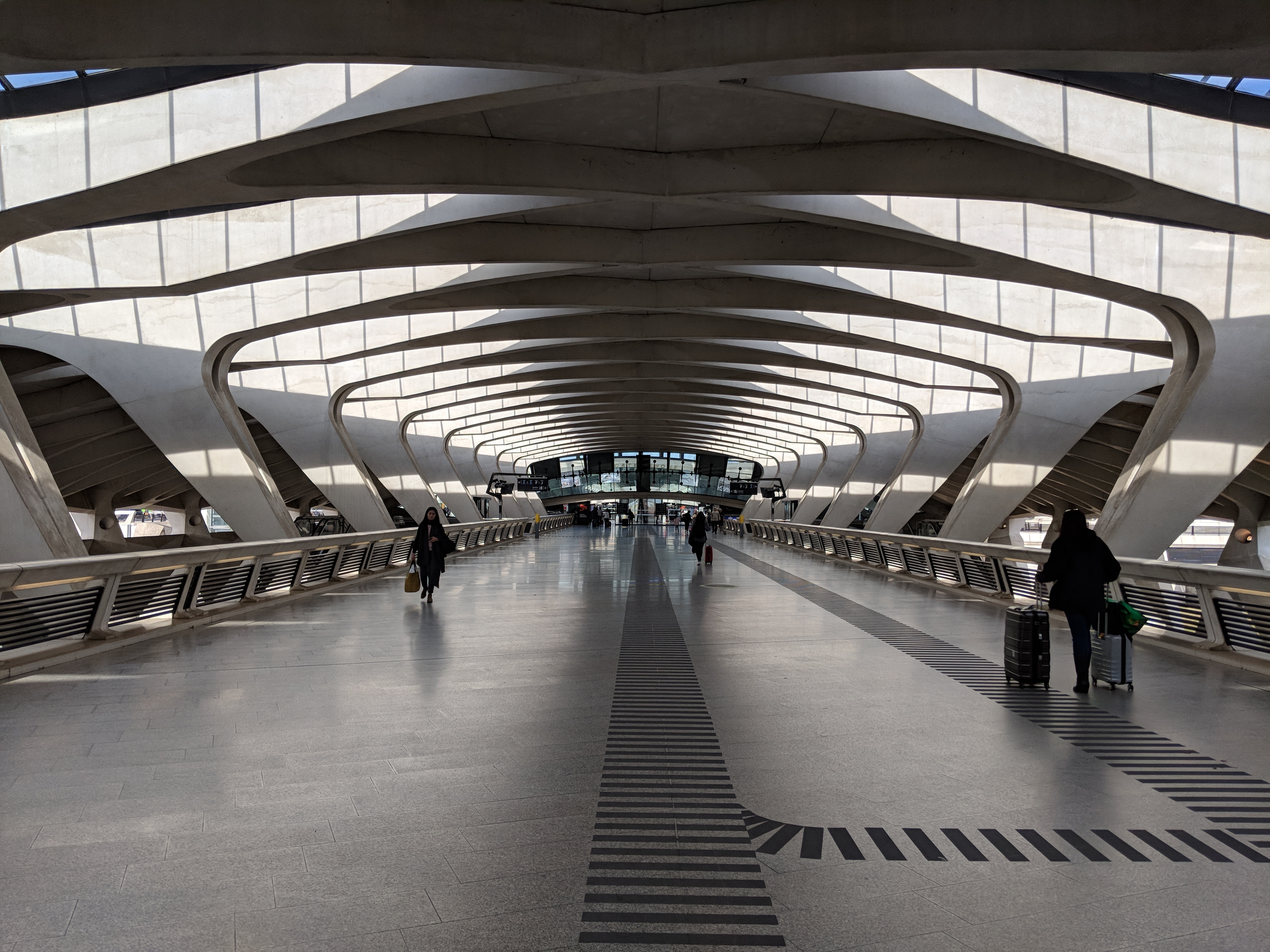
La gare TGV de l'aéroport Saint-Exupéry par Calatrava.

##### Patrimoine religieux catholique
Lyon possède un important patrimoine religieux. Ses bâtiments les plus remarquables se trouvent pour la plupart dans le site historique.
La colline de Fourvière est dominée par la basilique Notre-Dame de Fourvière, dédiée à l'Immaculée Conception. Sa construction a commencé en 1872, mais les œuvres de sculpture n'ont jamais été achevées. La basilique est un des repères les plus visibles depuis toute l'agglomération lyonnaise et en est devenue le symbole de la puissance religieuse de Lyon. Elle est fréquentée chaque année par plus d'un million de visiteurs. Au sud de la colline se trouve l'église Saint-Just, elle était l'une des plus grandes églises de Lyon, détruite par les protestants en 1562, elle sera reconstruite au XVIe siècle : sa belle façade a été réalisée au XVIIIe siècle par Ferdinand-Sigismond Delamonce. Toute proche on retrouve l'une des plus anciennes églises de Lyon, l'église Saint-Irénée dont on peut apercevoir les vestiges de l'abside paléochrétienne, une crypte restaurée et le calvaire de Lyon, et, à côté, la maison diocésaine, conçue en 1749 par François Soufflot le Romain.
Dans le Vieux Lyon, le quartier de Saint-Jean est dominé par la primatiale Saint-Jean (ou cathédrale Saint-Jean). L'appellation primatiale est due à l'archevêque de Lyon, primat des Gaules. À l'extrémité nord du Vieux Lyon, le quartier Saint-Paul abrite une église des XIIe siècle, XIIIe siècle et XVe siècle présentant un heureux mélange du roman et du gothique. Au sud le quartier de Saint-Georges est dominé par la flèche de l'église du XIXe siècle de l'architecte Pierre Bossan, à proximité de la place Benoît-Crépu.
La presqu'île dans sa partie sud abrite la basilique Saint-Martin d'Ainay, témoignage de l'art roman du XIe siècle. En remontant vers le nord on retrouve la chapelle de l'Hôtel-Dieu de style baroque, sur la place des Cordeliers, l'église Saint-Bonaventure : église des Cordeliers du XIVe siècle au XXe siècle. À proximité, côté Rhône, la chapelle de la Trinité du XVIIe siècle du lycée Ampère, joyau lyonnais de l'art baroque. En allant vers la Saône, l'église Saint-Nizier, de style gothique flamboyant et Renaissance, a été construite du XIVe siècle au XVIIe siècle.
Sur la La Croix-Rousse, se trouvent l'église Saint-Polycarpe, l'église Saint-Denis, l'église du Bon-Pasteur (désafectée), la chapelle néogothique de l'Institution des Chartreux et l'église Saint-Bruno-les-Chartreux de Lyon, chef-d'œuvre de Ferdinand-Sigismond Delamonce, ce joyau baroque abrite un baldaquin réalisé par Servandoni.
Au nord de la ville, dans le 9e arrondissement, se trouvent l'église Saint-Pierre de Vaise et l'église Notre-Dame de Lyon ou chapelle de l'île Barbe, héritage de l'abbaye de l'île Barbe, l'un des plus vieux édifices de la région.
Sur la rive gauche du Rhône, se trouvent notamment l'église Saint-Pothin aux Brotteaux, l'église Saint-Louis à la Guillotière et enfin, dans le quartier de Gerland se trouvent l'église Notre-Dame-des-Anges et l'église Saint-Antoine.

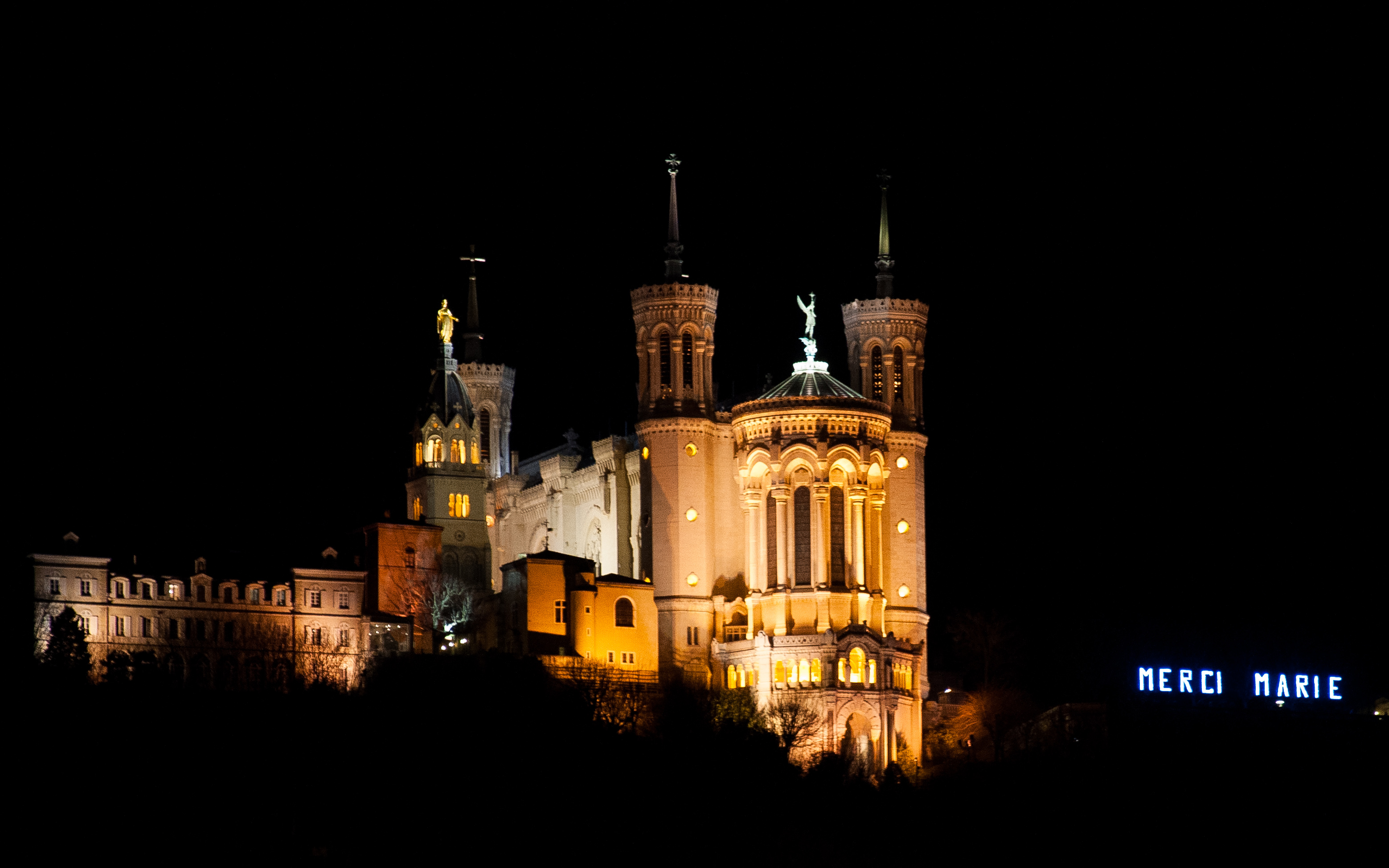
La basilique Notre-Dame de Fourvière, un des symboles de Lyon.
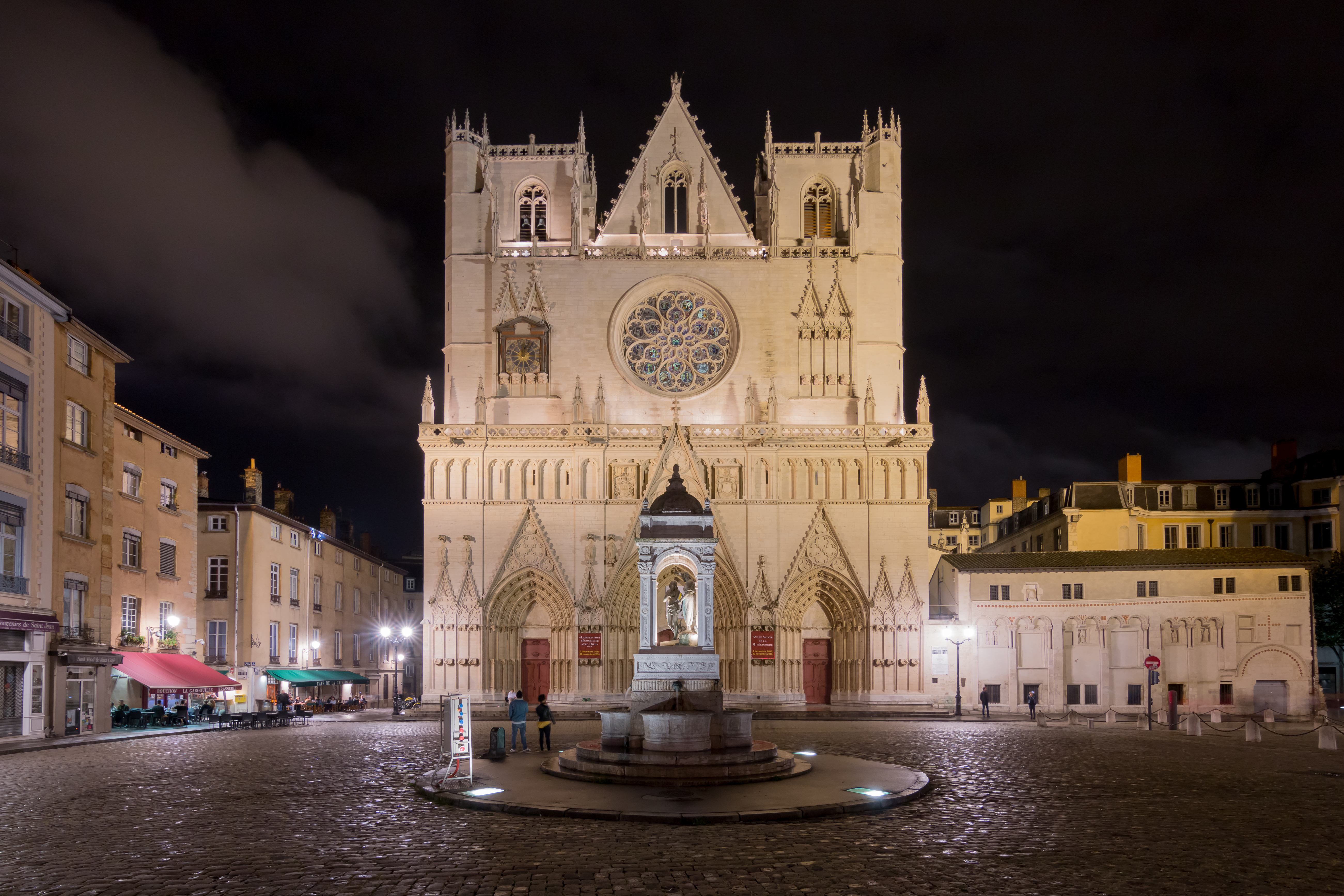
La primatiale/cathédrale Saint-Jean, au cœur du Vieux Lyon.
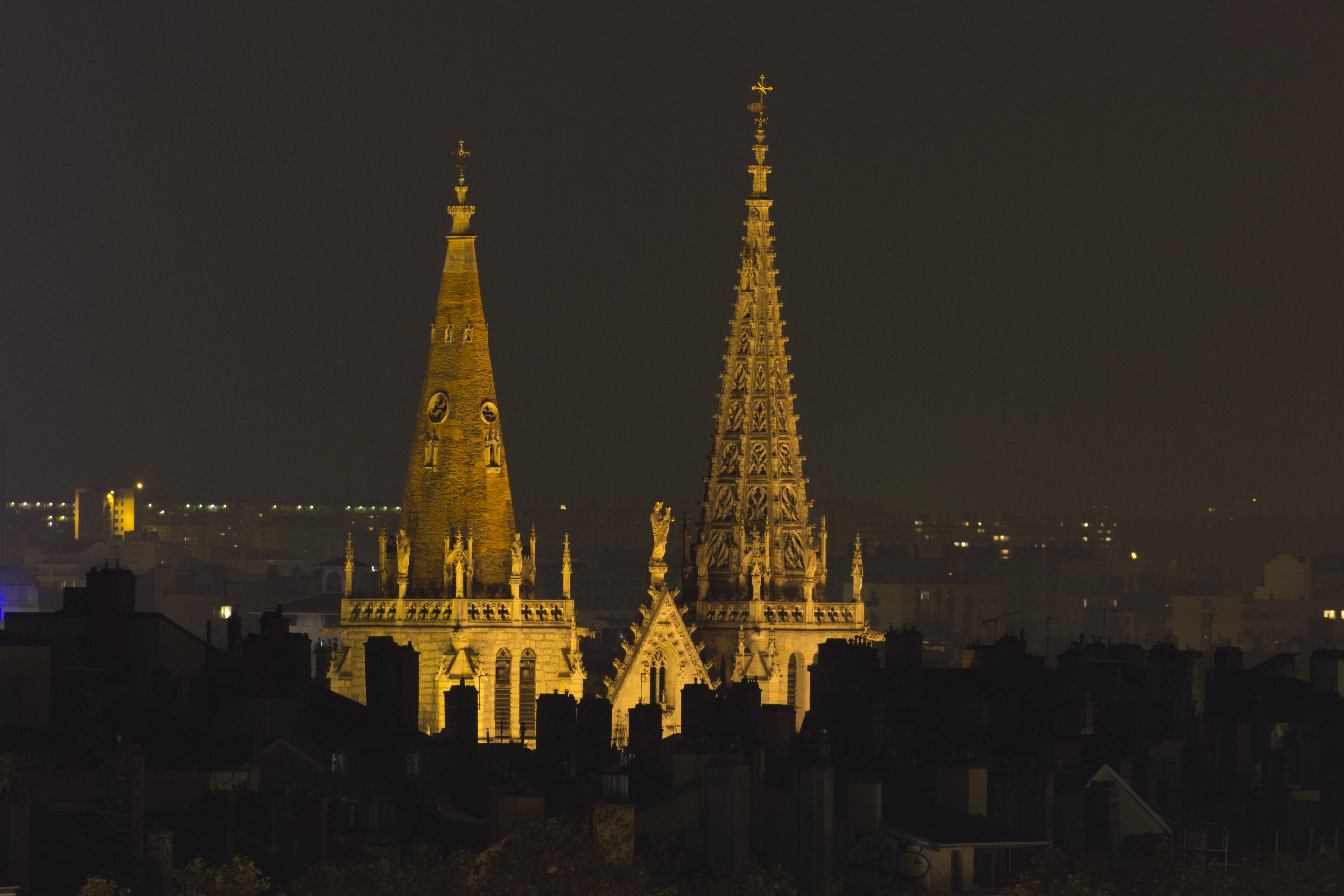
Les flèches de l'église Saint-Nizier.
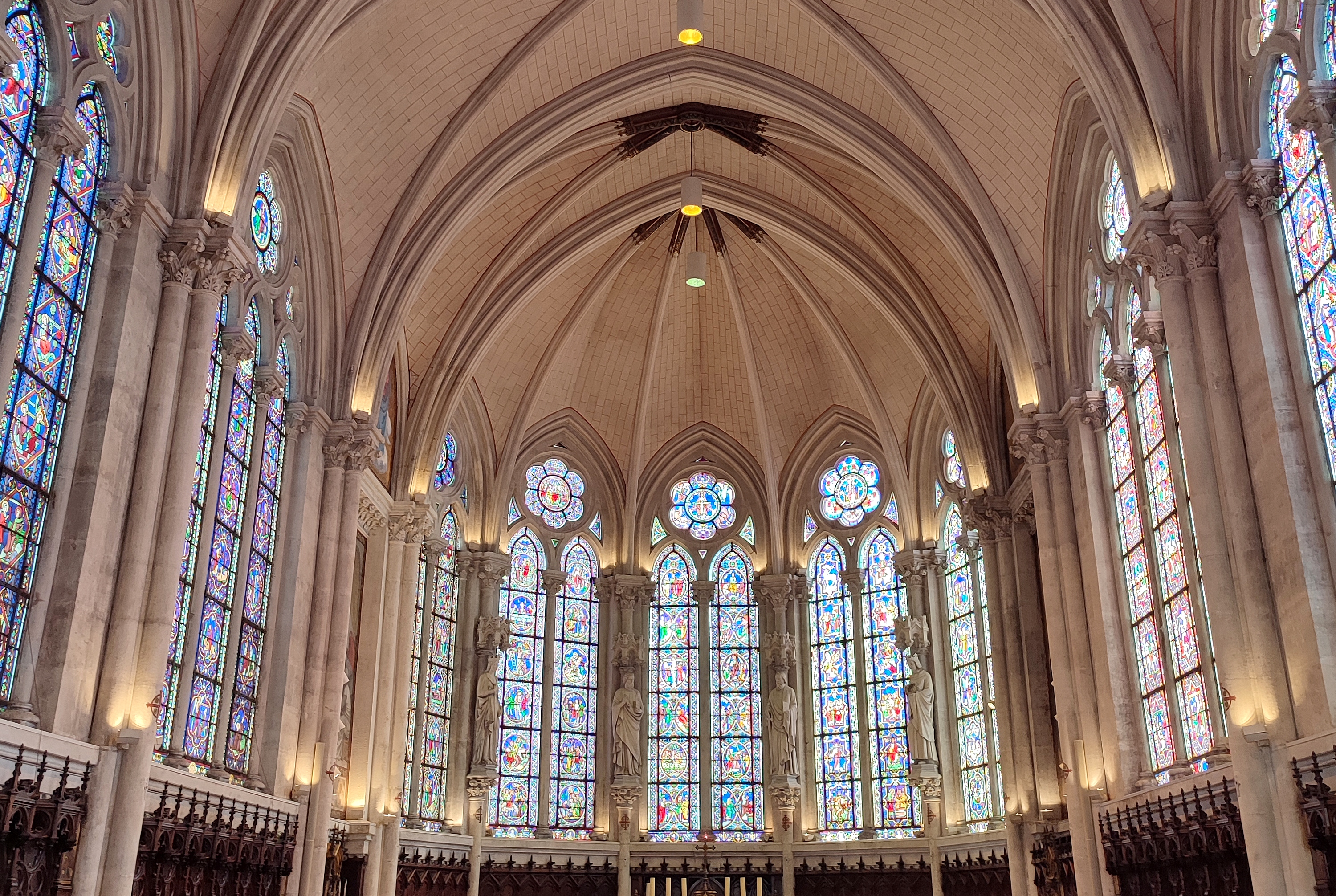
La nef de la chapelle de l'institution des Chartreux.

### Patrimoine naturel
Malgré une forte concentration urbaine, la ville de Lyon est agrémentée de nombreux espaces verts et d'aménagements naturels. Elle est « Ville fleurie » avec quatre fleurs (label qualité de vie) depuis 2017.
La quatrième fleur décernée par le concours Villes et villages fleuris récompense son cadre de vie et la gestion de ses espaces verts. De ce fait, Lyon devient ainsi la seule métropole française à obtenir ce label,.
Avec 12 000 hectares d'espaces naturels, Lyon dispose de quatorze grands parcs et trois cents jardins urbains, appréciés des Lyonnais, et d'environs riches en contrastes, avec les monts du Lyonnais au sud-ouest, les monts d'Or au nord-ouest, le val de Saône au nord et le plateau des Dombes au nord-est.

#### Parcs et jardins urbains
Le parc de la Tête-d'Or, classé jardin remarquable, est le plus grand parc urbain de France. Il dispose de vastes étendues de pelouse ombragées, d'un lac et d'une île, et de plusieurs jardins botaniques, dont le jardin alpin et le jardin floral. Desservi par plusieurs lignes de transport en commun, ce parc est situé dans la ville de Lyon, au sein du quartier des Brotteaux (6e arrondissement), dont il constitue sa partie nord. Le parc est entouré par le Rhône et la Cité internationale au nord et à l'ouest, et par la ville de Villeurbanne à l'est. En son sein, on retrouve le jardin zoologique de Lyon, deuxième zoo le plus vieux en France, crée en 1858. Depuis 2006, il a pour objectif de devenir un lieu de conservation des espèces en danger et de sensibilisation à la préservation de la biodiversité. Il concentre ainsi ses efforts sur l'élevage d'espèces telles que les varis roux, les tamarins bicolores, les garrulaxes du Père courtois ou les girafes de l'Afrique de l'Ouest.
D'autres espaces verts sont proposés en différents points de la ville, tels que le jardin du Rosaire et le parc des Hauteurs sur les pentes de la colline de Fourvière, le jardin des plantes et le jardin Rosa Mir sur les pentes de la colline de la Croix-Rousse, le parc Blandan ouvert par tranche entre septembre 2013, septembre 2014 et 2019, où passe la limite entre les 7e et 3e arrondissements de Lyon et le parc Henry-Chabert dans le sud de la ville. Enfin dans la proche périphérie, Lyon dispose du plus grand parc périurbain de France, le Grand Parc de Miribel-Jonage avec ses 2 200 hectares de nature préservée, son plan d'eau de 350 hectares. Et enfin le grand parc de Parilly, au sud-est de Lyon, constitue un des poumons verts de l'agglomération et accueille de nombreuses espèces animales protégées. Il dispose de nombreuses infrastructures sportives et d'un hippodrome.

#### Arrière-pays lyonnais
La ville de Lyon est entourée de différentes contrées ou régions naturelles à moins de trente kilomètres du centre-ville. Au nord-ouest de la ville, la vallée de l'Azergues traverse une partie boisée et vallonnée du département du Rhône, et s'étend jusqu'aux vignobles du Beaujolais. Au sud-ouest, la région des monts du Lyonnais désigne les premiers contreforts du Massif central, une région elle aussi viticole avec les Coteaux-du-lyonnais, et se poursuit jusqu'au Forez et au parc naturel du Pilat. Enfin, la vallée du Rhône s'étend au sud de la ville de Lyon, et le vignoble des Côtes-du-rhône commence entre Lyon et Vienne.
À l'est de Lyon, la plaine s'étend de la Côtière au Dauphiné vers le nord-est, et vers les communes de Crémieu, Pont-de-Chéruy et de Bourgoin-Jallieu au sud-est. Les lônes du Rhône sont des zones fluviales protégées afin de préserver la faune et la flore, notamment de nombreux castors, qui sont même observables dans le centre-ville de Lyon. Le Grand Parc de Miribel-Jonage occupe une grande partie de cette zone.
La Dombes, plateau aux mille étangs et abritant de nombreuses espèces animales, débute aux portes de Lyon et s'étend également vers le nord-nord-est de la région lyonnaise. Enfin, le val de Saône s'étend au nord de Lyon jusqu'à la commune de Villefranche-sur-Saône, et est bordée à l'ouest par les sommets des monts d'Or.

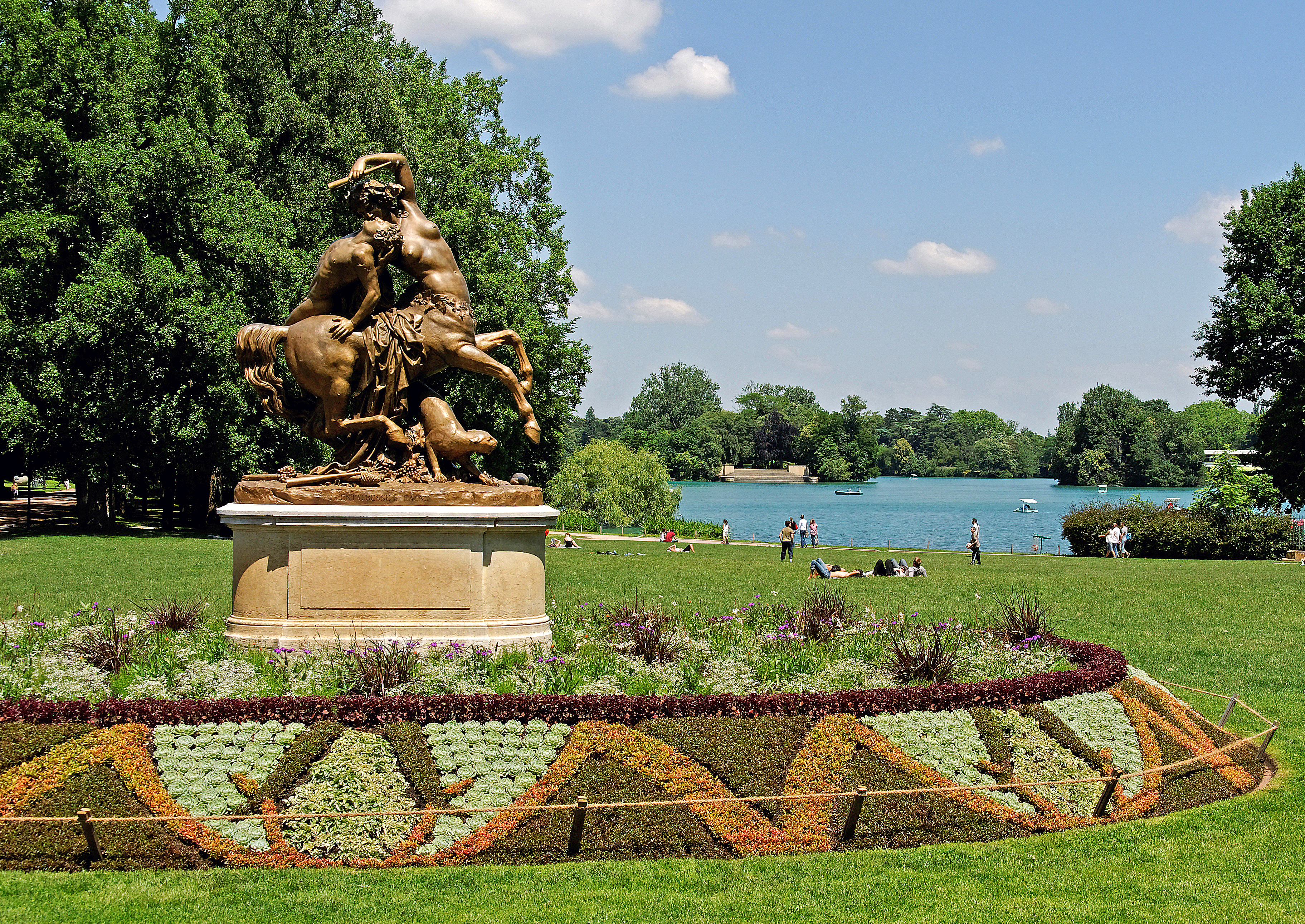
Le parc de la Tête-d'Or, est le plus grand parc urbain de France.
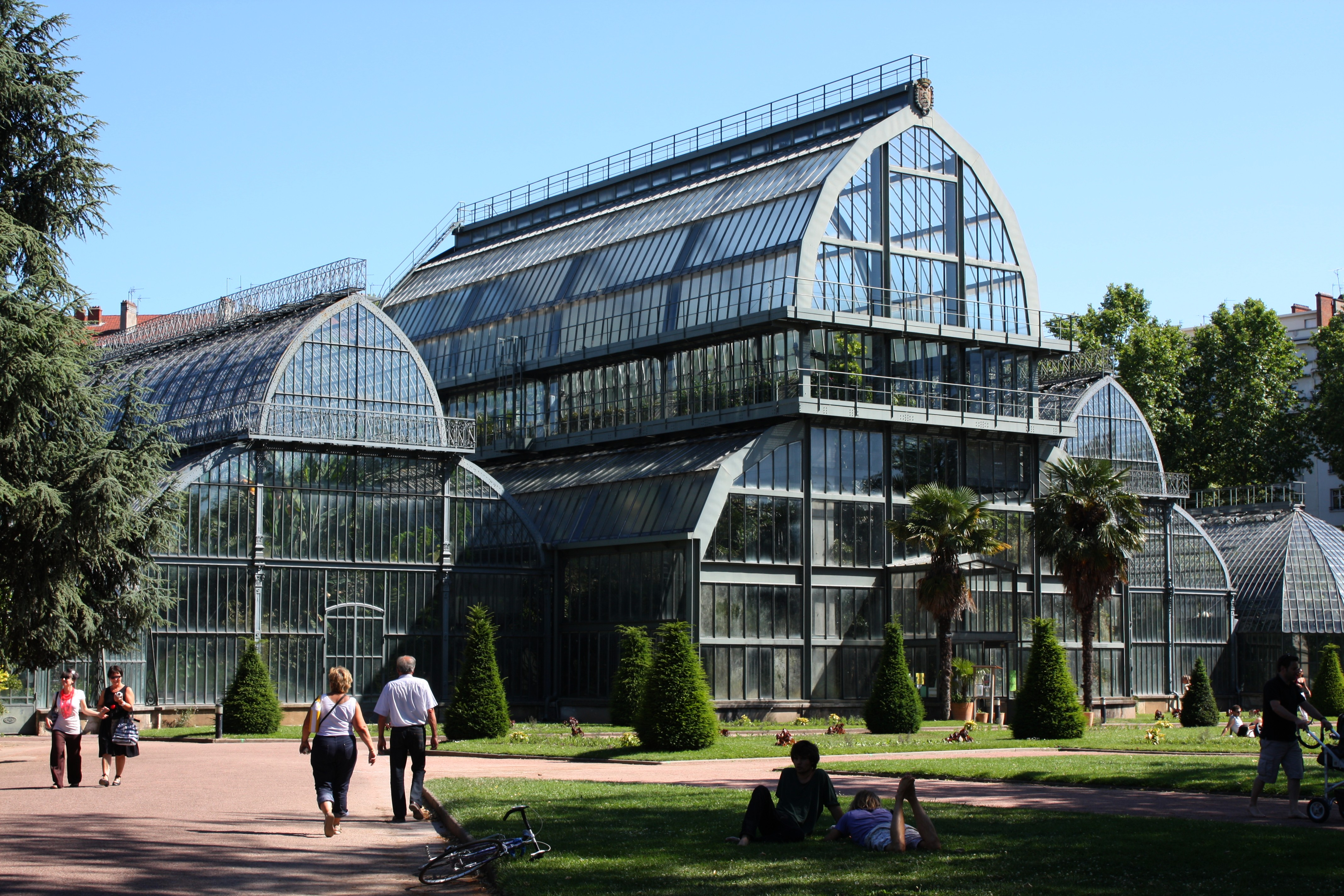
Les serres botaniques du parc de la Tête-d'Or.
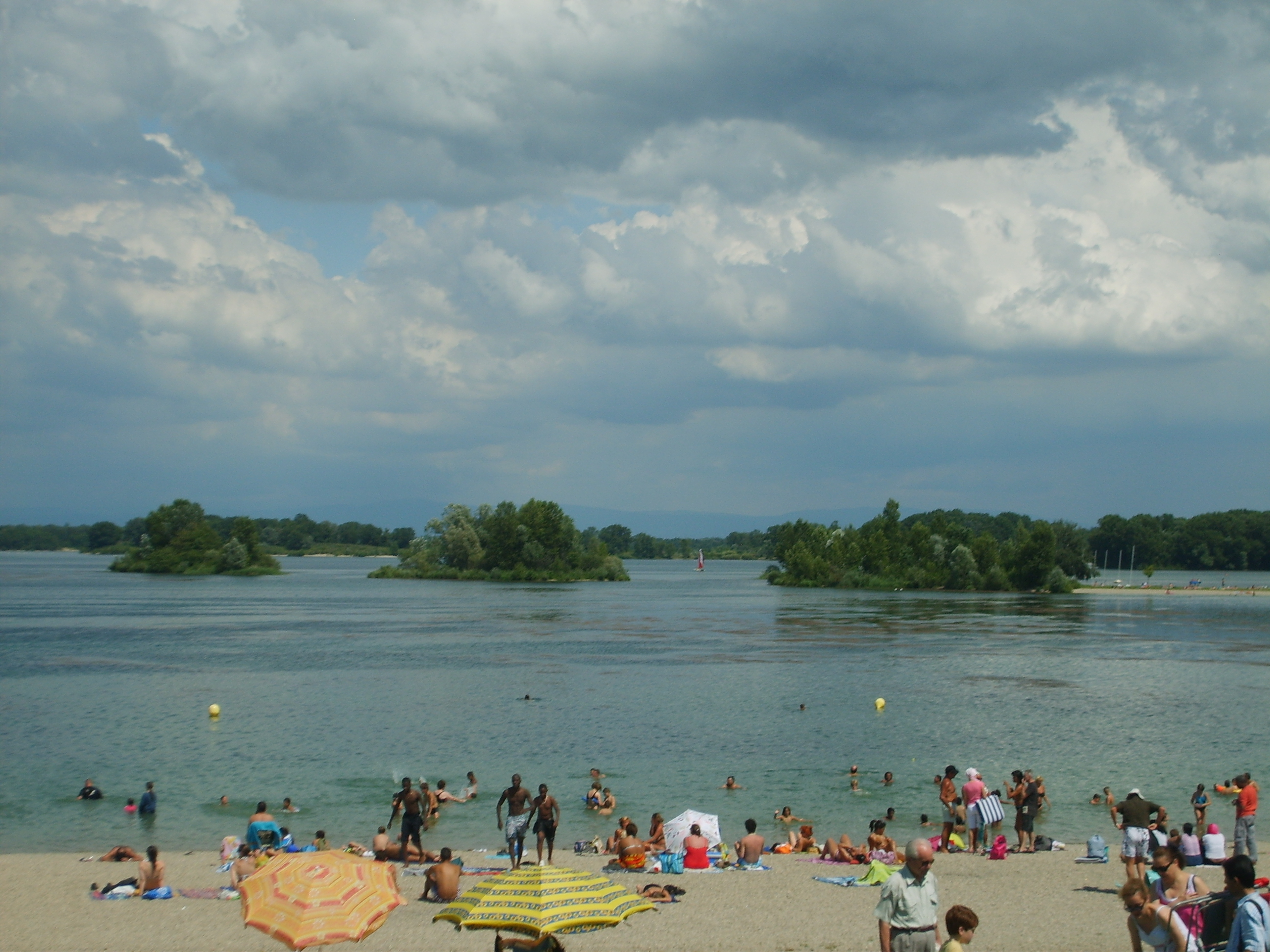
À l'est de Lyon, s'étend le Grand Parc de Miribel-Jonage.
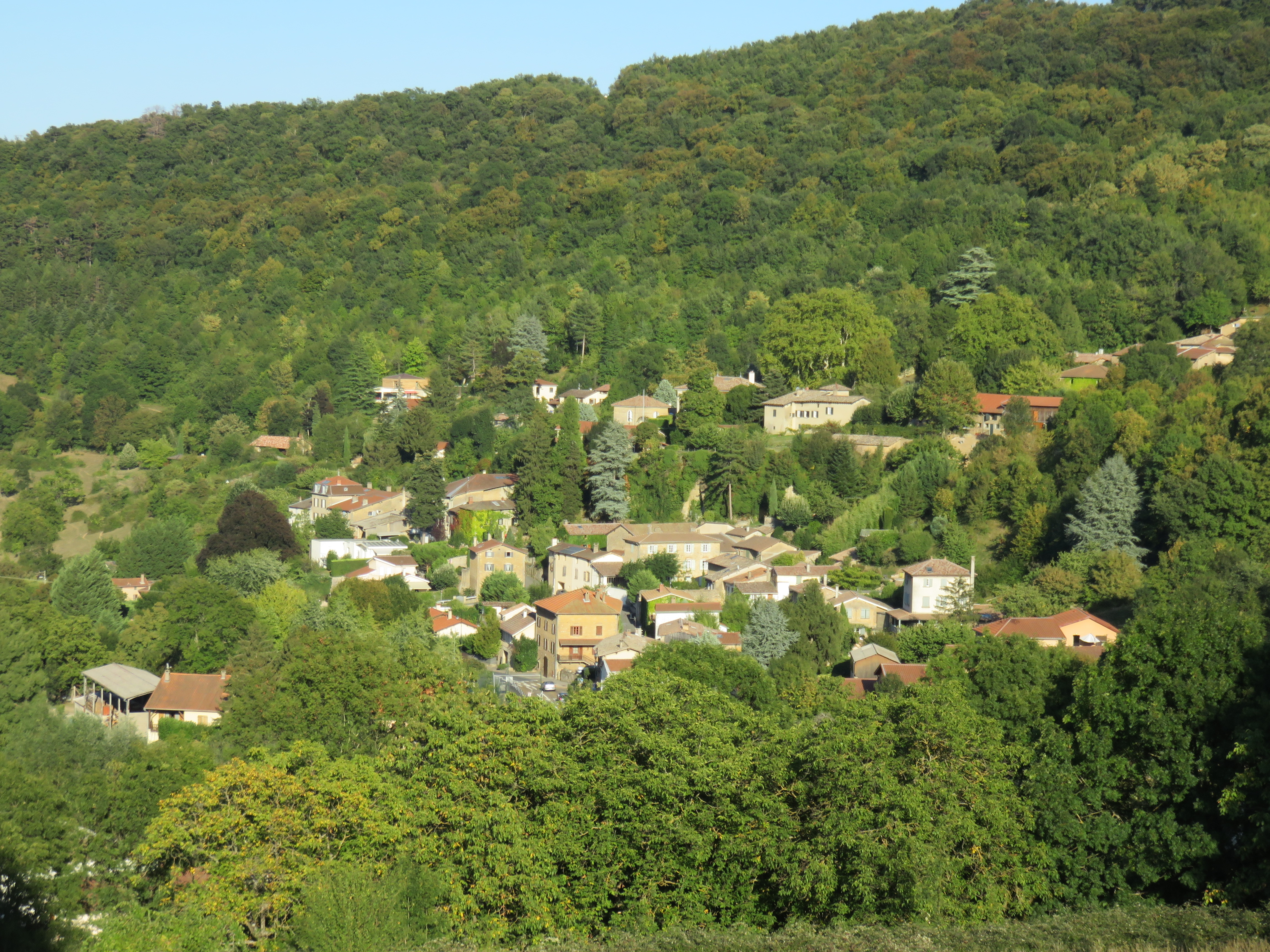
Au nord de Lyon, les villages et les forêts des monts d'Or.

### Patrimoine culturel et artistique

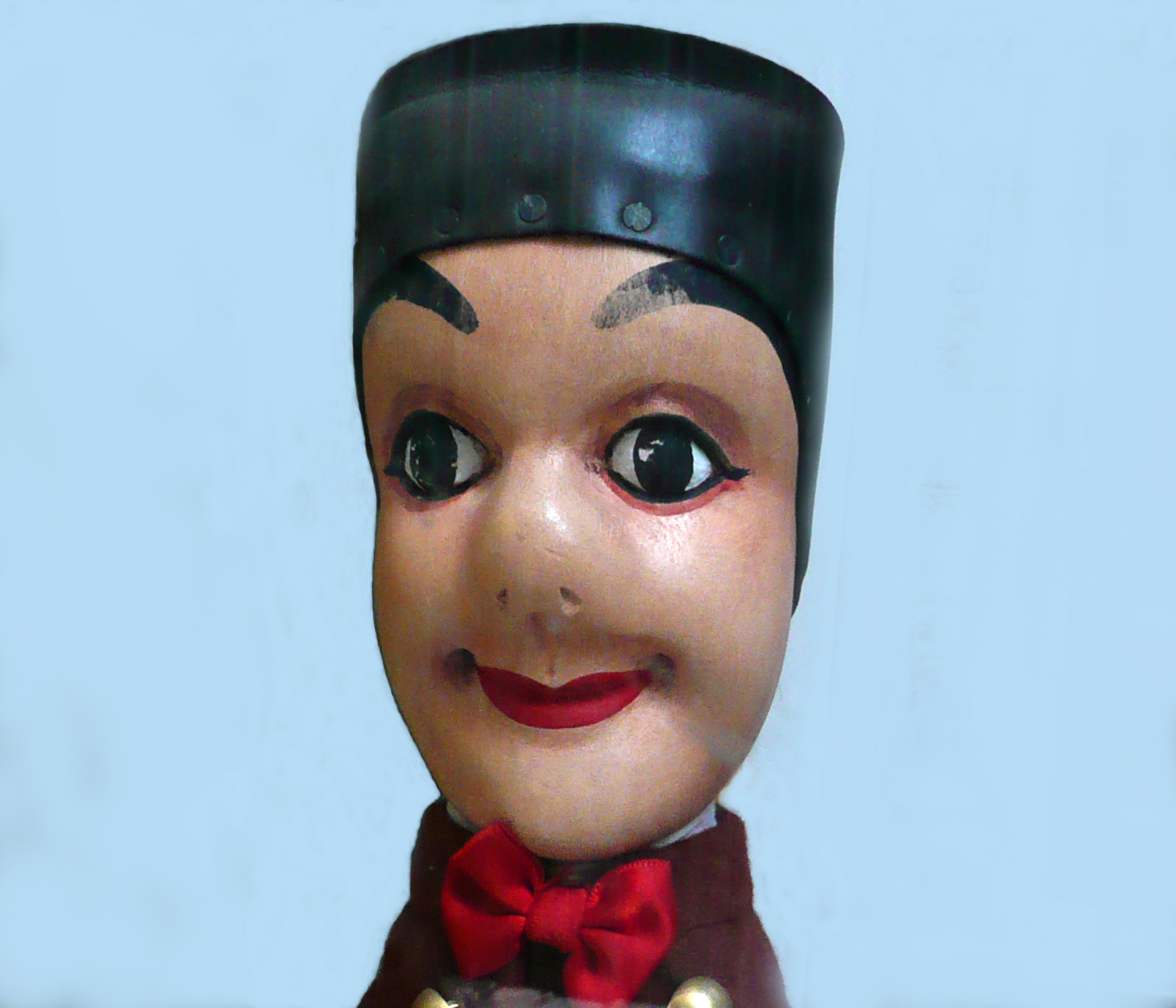
Guignol, ambassadeur de Lyon.

Lyon possède un patrimoine culturel et artistique d'une grande valeur. En effet, deux arts sont nés à Lyon : le cinéma, inventé par les frères Lumière, ainsi que le théâtre de Guignol, dont les personnages de Guignol et de son compère Gnafron ont été inventés par Laurent Mourguet. Lyon est également un centre de musique rock, car plusieurs groupes lyonnais sont influents dans l'Hexagone (Rock à Lyon). La ville possède des infrastructures culturelles modernes et renommées, comme la Maison de la danse de Lyon, l'Auditorium dans le quartier de la Part-Dieu, qui abrite l'Orchestre national de Lyon, le théâtre des Célestins et l'Opéra national de Lyon, où se sont produits les plus grands chanteurs d'opéra. Par ailleurs, Lyon, ville natale du compositeur Jean-Marie Leclair (1697-1764), est la seule ville française avec Paris à disposer de deux orchestres permanents : un symphonique et un autre lyrique, constituant un privilège culturel rare. Aujourd'hui la créativité artistique est toujours présente avec le Conservatoire national supérieur de musique et de danse de Lyon, avec l'enseignement à l'École nationale des beaux-arts aux Subsistances (anciens entrepôts militaires reconvertis en laboratoire de création artistique consacré aux nouveaux langages du spectacle vivant), mais aussi par de nombreuses expositions dans les différents musées de la ville ou l'organisation de grands événements culturels. La Villa Gillet est un observatoire international des langages contemporains. C'est également à Lyon que l'on peut voir une œuvre de jeunesse de l'artiste Guillaume Bottazzi, une peinture de 12 mètres par 8 mètres, réalisée en 2006. La Halle Tony Garnier d'autre part, reçoit les tournées internationales et nationales du XXIe siècle, en remplacement du Palais d'Hiver de Lyon, célèbre 'plus grand music-hall d'Europe' au XXe siècle.
En 2012, le collectif de graffeurs Birdy Kids est choisi pour représenter la ville de Lyon en tant qu'ambassadeur culturel. En 2016, Lyon devient également le berceau du flacking, branche de l'art urbain,.
Disposant ainsi d'un patrimoine culturel important, la ville brigue en 2008 le titre de « Capitale européenne de la culture » pour l'année 2013. Cependant, la ville de Marseille lui est préférée lors d'un vote tenu le 16 septembre à Paris.
- Culture à Lyon (rubriques)

#### Musées et galeries
La ville possède plus d'une quinzaine de musées qui reflètent les particularités et les richesses historiques de la cité.
Parmi les collections du musée des Beaux-Arts de Lyon, celle de peintures est la plus importante collection française après celle du musée du Louvre à Paris, ce qui vaut au musée d'être parfois surnommé le « petit Louvre ». Lyon dispose aussi d’un musée d'art contemporain et d'un grand nombre de galeries d'art, concentrées dans le quartier situé au sud de la place Bellecour.
L’histoire de la ville se retrouve au musée gallo-romain de Fourvière qui surplombe le site des théâtres antiques ainsi qu’aux musées Gadagne qui regroupent le musée d'histoire de Lyon et le musée des arts de la marionnette. L’histoire de la médecine lyonnaise se parcourt au musée Testut-Latarjet ainsi qu'au musée d'histoire de la médecine et de la pharmacie de Lyon et, jusqu'à sa fermeture en 2010, au musée de l'Hôtel-Dieu des Hospices civils de Lyon, rappelant que le premier hôpital aurait été fondé par Childebert Ier. L’histoire est encore présente au musée de l'Imprimerie et de la communication graphique dont la ville fut une des capitales européennes pendant la Renaissance ainsi qu’au musée des Tissus, qui comporte la plus importante collection textile de province et où l’on rencontre les chefs-d’œuvre des soyeux lyonnais. Le musée africain de Lyon, plus ancien musée consacré à l’Afrique en France, possède une riche collection d’art de l’Ouest du continent.
Le musée des Confluences, ouvert en 2014, présente les collections du muséum d'histoire naturelle ou musée Guimet qui a fermé ses portes en 2007. L’histoire des techniques du XXe siècle est proposée à l'Institut Lumière, qui retrace les débuts du cinéma crée à Lyon, et au musée de l'automobile Henri-Malartre situé à Rochetaillée-sur-Saône, qui appartient à la ville de Lyon. L’urbanisme visionnaire se trouve au musée urbain Tony-Garnier, unique musée en "plein air" tandis que le Centre d'histoire de la résistance et de la déportation (CHRD) rappelle que la ville fut la capitale de la résistance pendant la Seconde Guerre mondiale.
Parmi les autres musées lyonnais, il faut également citer le musée international de la miniature dans le Vieux Lyon, l'aquarium de Lyon, le musée des sapeurs-pompiers de Lyon, le musée des Moulages, le musée de l'Insolite ainsi que La Friche, située dans les anciens entrepôts de l'usine de RVI, reconvertis en un lieu d'espace libre pour les artistes.

Le palais Saint-Pierre qui abrite le musée des Beaux-Arts de Lyon.

.

#### Cinéma

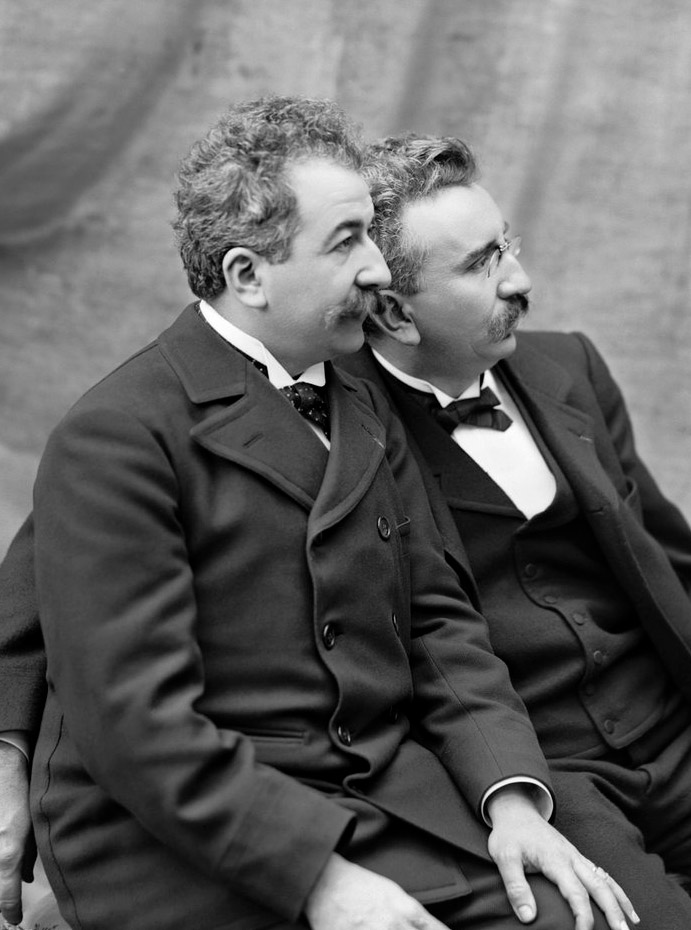
Auguste et Louis Lumière, inventeurs du cinéma à Lyon.

La ville possède un grand nombre de salles de cinéma qui rappellent que le septième art fut inventé à Lyon par les frères Lumière dans la rue du Premier Film en 1895. L'Institut Lumière, l'ancienne demeure de ces premiers ingénieurs qui ont joué un rôle primordial dans l'histoire du cinéma et de la photographie est aujourd'hui à la fois un musée et un cinéma spécialisé dans les rétrospectives et les festivals. Afin de promouvoir ce patrimoine, le Grand Lyon a lancé en 2009 Festival Lumière ainsi que le Prix Lumière associé.
La Presqu'île regroupe un nombre important de salles : un cinéma de la firme Pathé (Pathé Bellecour, le Pathé Cordeliers ayant fermé en 2016), deux cinémas Lumière (Lumière Bellecour et Lumière Terreaux, rachetés en 2014 par l'Institut Lumière à l'ancien groupe CNP, dont la troisième salle, le CNP Odéon, a définitivement fermé en 2009 et abrite aujourd'hui une salle de café théâtre ouverte le 31 décembre 2012), et un cinéma indépendant composé de deux salles : le Cinéma Opéra, situé comme son nom l'indique à proximité de l'Opéra de Lyon, et le Cinéma, situé un peu plus au nord. Le centre commercial du quartier Confluence héberge un cinéma UGC Ciné Cité.
La rive gauche du Rhône (3e, 6e et 7e arrondissements) accueillent le Lumière Fourmi (racheté par l'Institut Lumière en 2014), le cinéma Bellecombe, le Comœdia, un UGC Ciné Cité au centre commercial de la Part-Dieu (remplaçant les deux anciens UGC le 18 septembre 2021),,,,,, l'UGC Astoria et un UGC Ciné Cité à la Cité internationale. La Croix-Rousse possède un cinéma associatif : le cinéma Saint-Denis et le 9e arrondissement son Ciné Duchère et un cinéma Pathé à Vaise.
La ville de Lyon disposait ainsi de plus de 21 500 sièges de cinéma en 2009.
Enfin, la ville sert de sujet ou de cadre à de nombreux films dont les plus marquants sont L'Armée des ombres (1969), L'Horloger de Saint-Paul (1974), Lucie Aubrac (1994) et plus récemment La Fille coupée en deux (2007).
- Salles de cinéma à Lyon
- Groupement régional d'actions cinématographiques
- Festival Lumière ou Grand Lyon Film Festival[341], depuis 2009
- Festival du cinéma chinois en France
- Doc en courts
- Fenêtres sur le cinéma du Sud de Lyon
- Festival Les Reflets du cinéma ibérique et latino-américain de Villeurbanne
- Hallucinations collectives

#### Théâtre

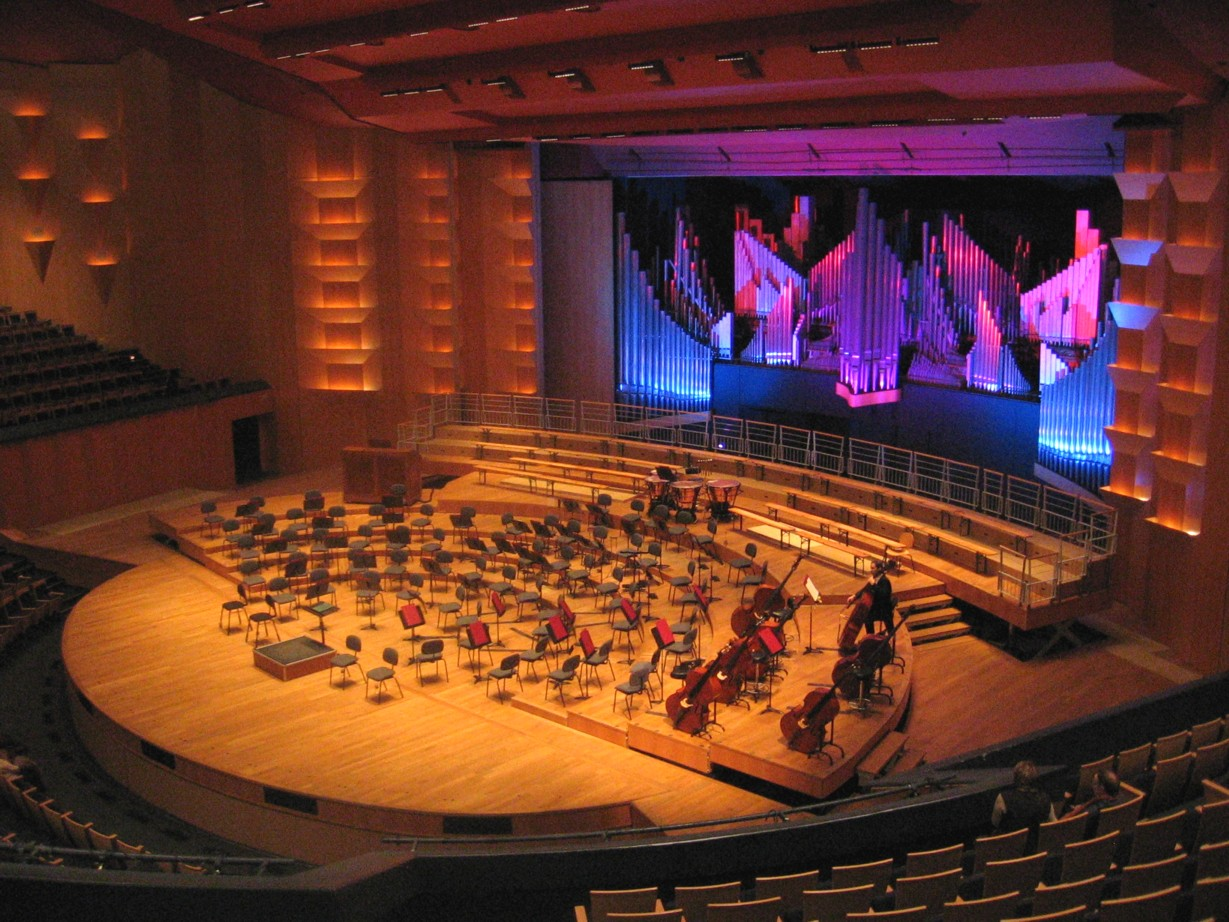
L'auditorium de Lyon avec son orgue de 1878.

Lyon dispose de nombreux théâtres et salles de spectacles.
La ville de Lyon a mis en place le Pass Culture permettant aux étudiants de Lyon de voir les pièces de spectacle au prix de 4 €. Diverses autres cartes (municipales ou non) permettent d'accéder à de nombreux spectacles.
- Le Lavoir public (69001)
- Opéra de Lyon (69001)
- Théâtre des Clochards Célestes[343] (69001)
- Théâtre des Ateliers[344] - TNG (69002)
- Théâtre des Célestins (69002)
- Théâtre de la Comédie de Lyon, ou Théâtre des Marronniers, anciennement Théâtre du Cothurne (69002)
- Théâtre Comédie Odéon[345] (69002)
- Théâtre des Marronniers[346] (69002)
- Salle du Goethe Institut (69002)
- Auditorium Maurice-Ravel (69003)
- Théâtre des Asphodèles[347] (69003)
- Théâtre Tête d'Or[348] (69003)
- Théâtre de la Croix-Rousse (69004)
- Théâtre du Point du Jour[349] (69005)
- Halle Tony-Garnier (69007)
- L'Île Ô (69007)
- Théâtre de l'Élysée[350] (69007)
- Maison de la danse (69008)
- Nouveau Théâtre du 8e (69008)
- Théâtre du Grabuge[351] (69008)
- Théâtre Nouvelle Génération[352] (69009)
- Théâtre Le Sémaphore[353] (Irigny)
- Théâtre de la Renaissance[354] (Oullins-Pierre-Bénite)
- Théâtre de l'Est Lyonnais ou Théâtre de la Satire (Vénissieux)[355]
- Théâtre de l'Iris[356] (Villeurbanne)
- Théâtre national populaire (Villeurbanne)
- Scène découverte (autres) :
  - A Thou Bout d’Chant
  - École de Cirque de Lyon - MJC Ménival
  - Espace 44
  - Kraspek Myzik
  - Le Croiseur
- et de nombreux cafés-théâtres, dont
  - Café Théâtre Le Repaire[357] ;
  - Espace Gerson ;
  - Le Boui-Boui ;
  - Le Complexe du Rire ;
  - Le Nid de Poule ;
  - Le Nombril du Monde ;
  - Le Rideau rouge.
  - Théâtre Improvidence[358] ;
  - Théâtre Lulu sur la Colline (69007) ;

De nombreuses troupes de théâtre ne disposent pas de salle permanente professionnelle.
L'ensemble muséal des Musées Gadagne contient un Musée des Arts de la Marionnette, hommage nécessaire à Guignol, Gnafron, Madelon, Mère Cottivet, encore joués dans les deux théâtres de Guignol, mais aussi à leur prédécesseur, Laurent Mourguet.

#### Danse
- Danse à Lyon (rubriques) ;
- Ballet de l'Opéra de Lyon ;
- Maison de la danse ;

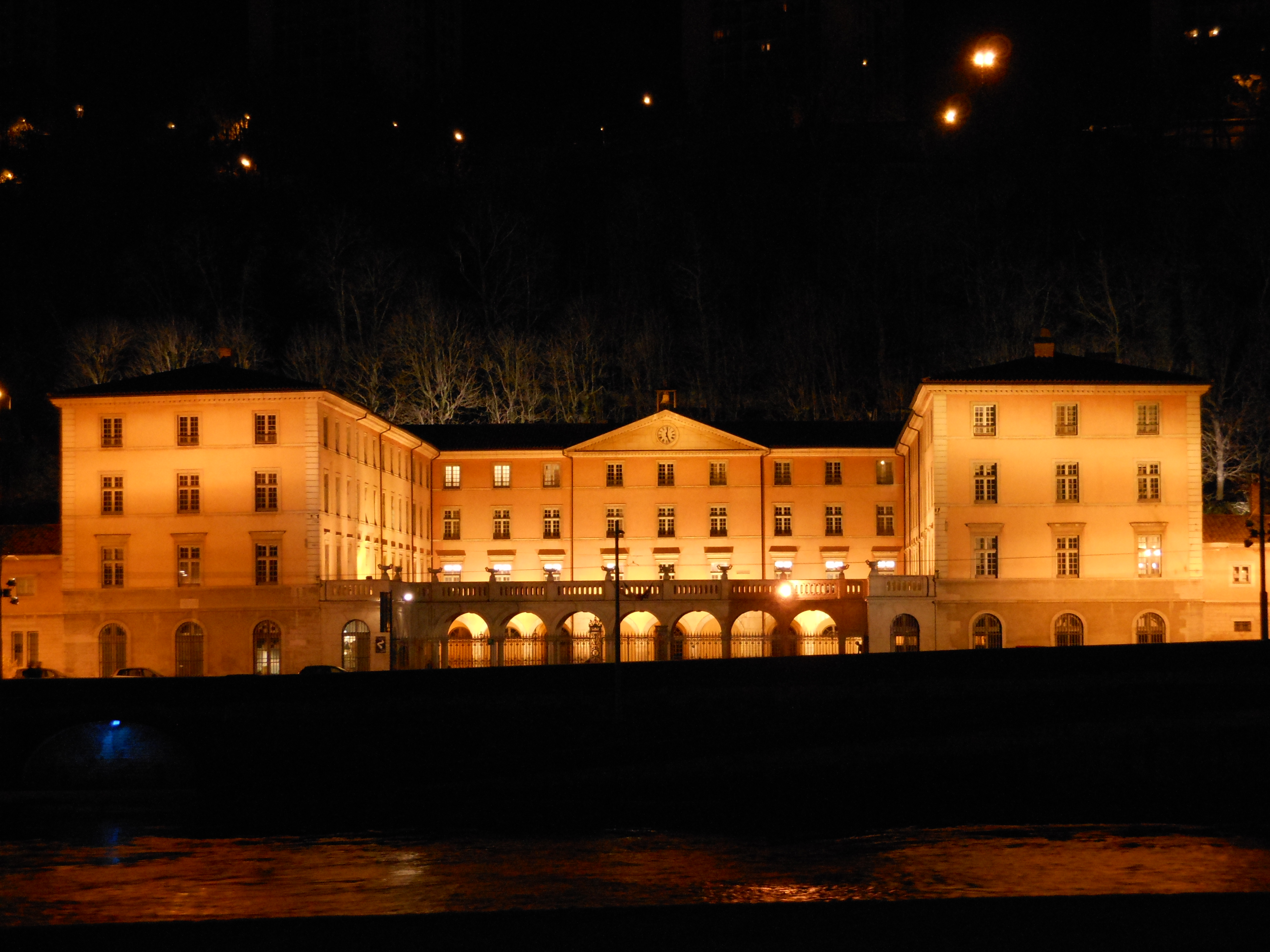
Conservatoire national supérieur musique et danse de Lyon.

- Biennale de la danse de Lyon[359] depuis 1984 ;
- Conservatoire national supérieur de musique et de danse de Lyon (CNSMD) depuis 1980 ;
- Histoire de la danse à Lyon[360] ;
- Site municipal Lyon/Culture/Danse[361].

Parmi les chorégraphes et danseurs et danseuses ayant investi dans la région lyonnaise :
- Davy Brun[362] ;
- Maguy Marin ;
- Mourad Merzouki ;
- Michel Hallet Eghayan, et la compagnie Hallet Eghayan[363].

#### Bibliothèques
La Bibliothèque municipale de Lyon est organisée en réseau, et regroupe 15 établissements. La bibliothèque de La Part-Dieu constitue le pôle central du réseau. C'est la plus grande bibliothèque municipale de France. Elle contient 1,8 million de documents.

#### Spécificités locales
- Le soir du 8 décembre est marqué par la fête des Lumières (ou Illuminations), célébration profondément lyonnaise. À l'origine il s'agit d'une célébration de la Vierge Marie, également devenue de nos jours fête touristique, pendant laquelle les Lyonnais mettent des lumignons à leurs fenêtres. Trois mois avant le 8 décembre, l'archevêque bénit la ville depuis la colline de Fourvière à l'occasion du renouvellement du vœu des échevins, le 8 septembre (fête de la Nativité de la Vierge). Le maire de Lyon lui remet à cette occasion un écu d'or et un cierge, en signe de reconnaissance à Notre-Dame de Fourvière. Trois coups de canon sont tirés et le bourdon de la primatiale Saint-Jean retentit au moment de la bénédiction.
- Lyon est un haut lieu de la pratique du jeu de boules avec notamment la boule lyonnaise, notamment sur les quais du Rhône et de la Saône, ainsi que dans des clos consacrés à ce sport, comme au clos Jouve, aujourd'hui disparu, de la Croix-Rousse. Un tournoi annuel est organisé durant le week-end de la Pentecôte sur la place Bellecour.
- Autre sport local et pratiqué dans la vallée du Rhône, la joute lyonnaise ou givordine (de Givors, ville située à 25 km au sud de Lyon), qui se différencie des autres joutes par son appui sur le tabagnon (plate-forme arrière du bateau) uniquement avec les deux pieds. La différence entre la méthode lyonnaise et la givordine tient essentiellement dans le côté de croisement des bateaux : les lyonnais se croisent à gauche, tandis que les givordins se croisent à droite.
- C'est pour désaltérer les joueurs que le pot (bouteille de 46 cl à fond épaissi) aurait été créé, permettant ainsi de contenir les vins locaux sans crainte que la bouteille ne se renverse. On retrouve ce type de bouteille notamment dans les bouchons lyonnais, connus aussi pour leurs nappes à carreaux blancs et rouges.
- Les façades lyonnaises sont ornées de hautes fenêtres rapprochées. De ce fait, l'absence de volets est compensée par la présence d'un lambrequin, ornement qui cache derrière un store appelé jalousie. Ce store, véritable élément architectural de la ville, se retrouve également dans la plupart des programmes immobiliers récents. Autre spécificité architecturale locale, hérité de l'Italie de la Renaissance, les façades lyonnaises sont traditionnellement colorées dans des tons chauds (beige, ocre, rose, rouge) ; les toits de la ville sont constitués de tuiles romaines (influence du sud) aux tons rouges/bruns et comportent de hautes cheminées en brique. Les toits des grands bâtiments publics (Hôtel de Ville, Hôtel-Dieu, facultés, etc.) sont quant à eux, en tuile vernisée de couleur grise/noire (héritage bourguignon)[365].
- La colline de la Croix-Rousse a sa propre république et son propre gouvernement « la République des Canuts ». À l'image de la butte Montmartre, la colline cultive 300 pieds de vigne gamay dans le parc de la Cerisaie.
- La traditionnelle fête Renaissance des Pennons dans le Vieux Lyon, qui célèbre la Charte Sapaudine de 1320, qui octroya aux bourgeois franchise et liberté d’organiser, par quartiers, la défense de la cité. Aujourd'hui cette fête regroupe une douzaine de pennonages représentant différents quartiers de Lyon ou différents corps de métiers, qui défilent à travers le centre-ville[366].
- Le carillon de l'Hôtel de Ville de Lyon est l'un des plus grands d'Europe avec ses 65 cloches[367].

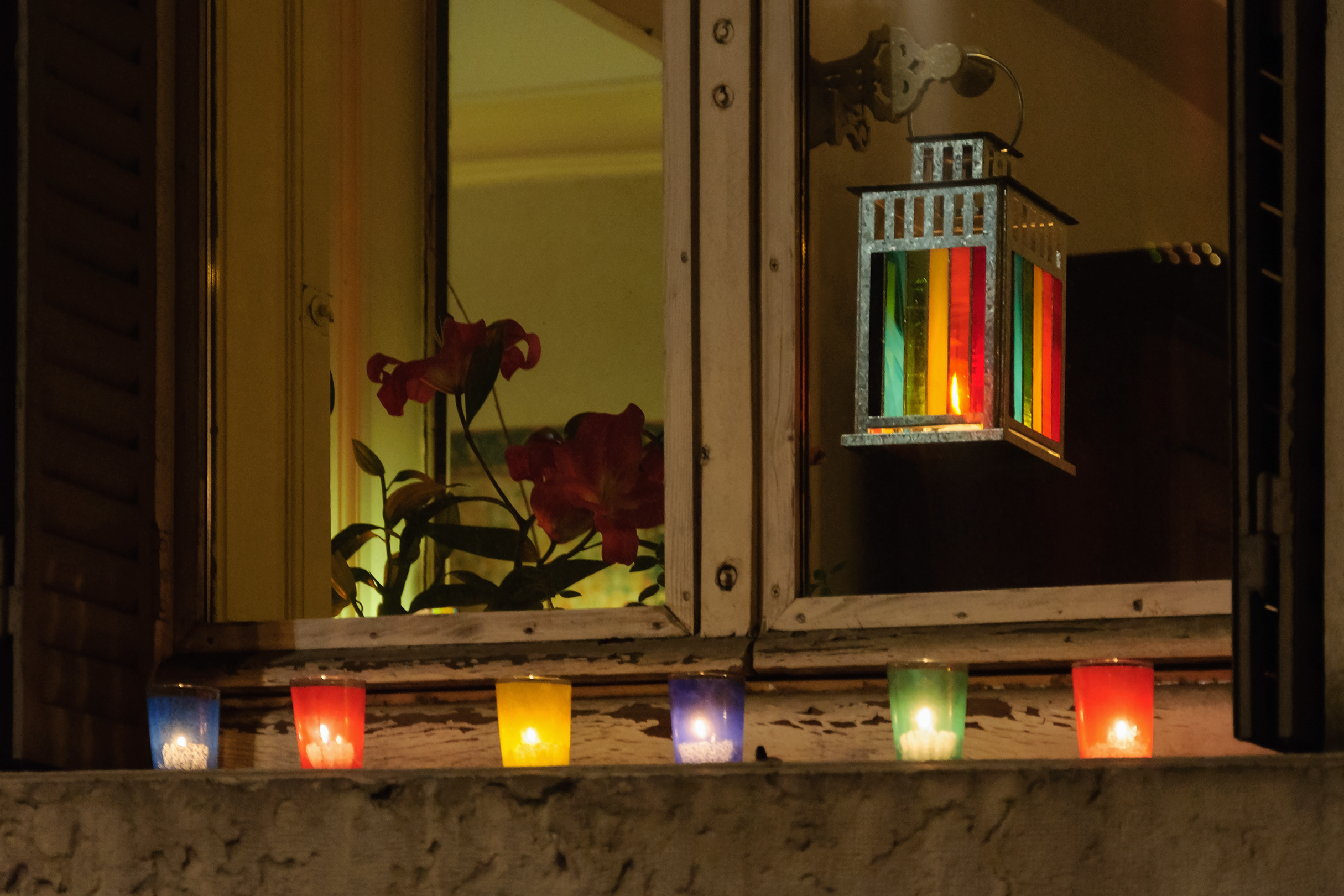
Les Lyonnais déposent sur le rebord de leurs fenêtres le soir du 8 décembre des lumignons, en hommage à la Vierge Marie et à la ville de Lyon.
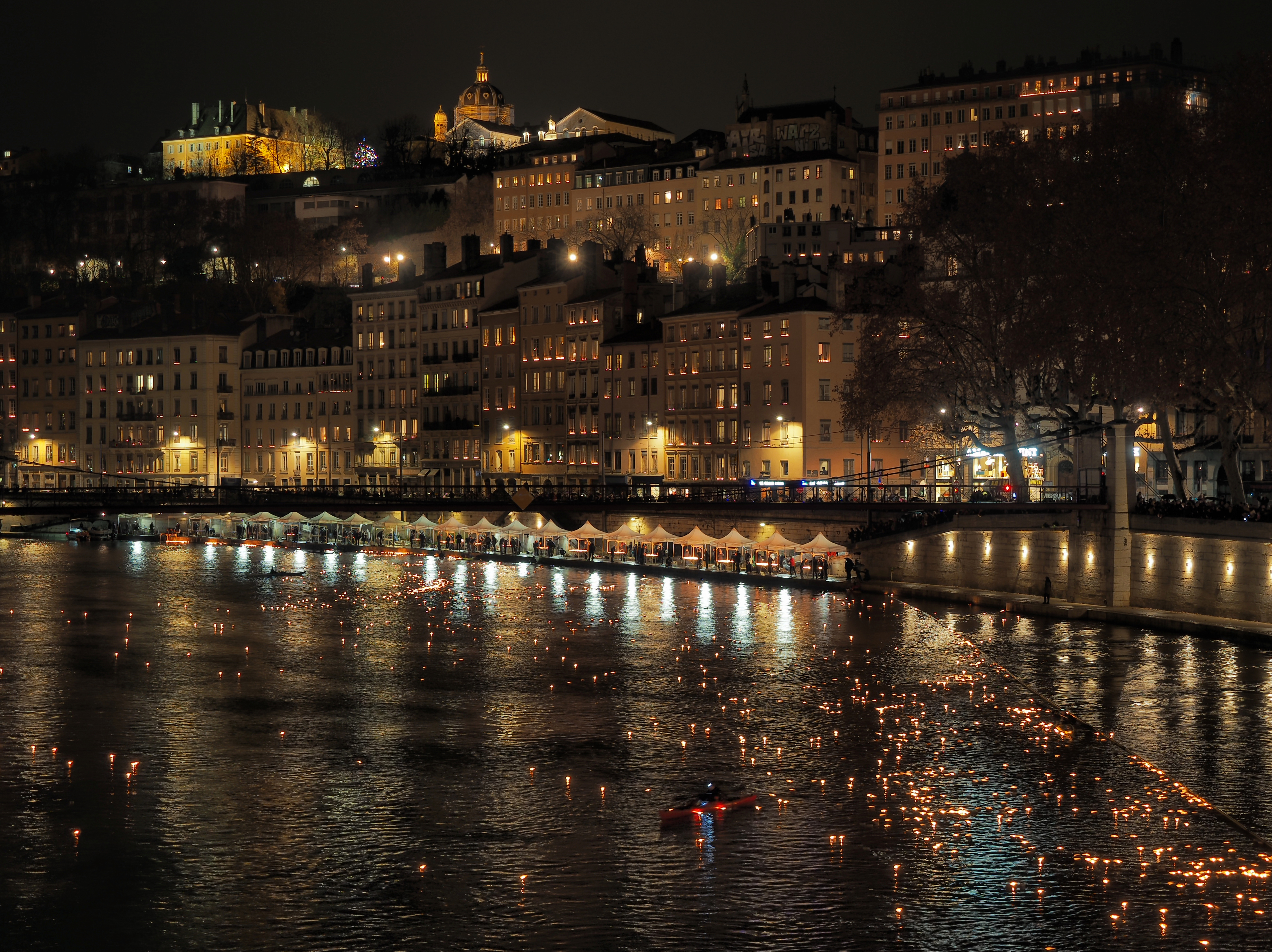
Lumignons sur les quais de Saône et sur la rivière le 8 décembre 2019.
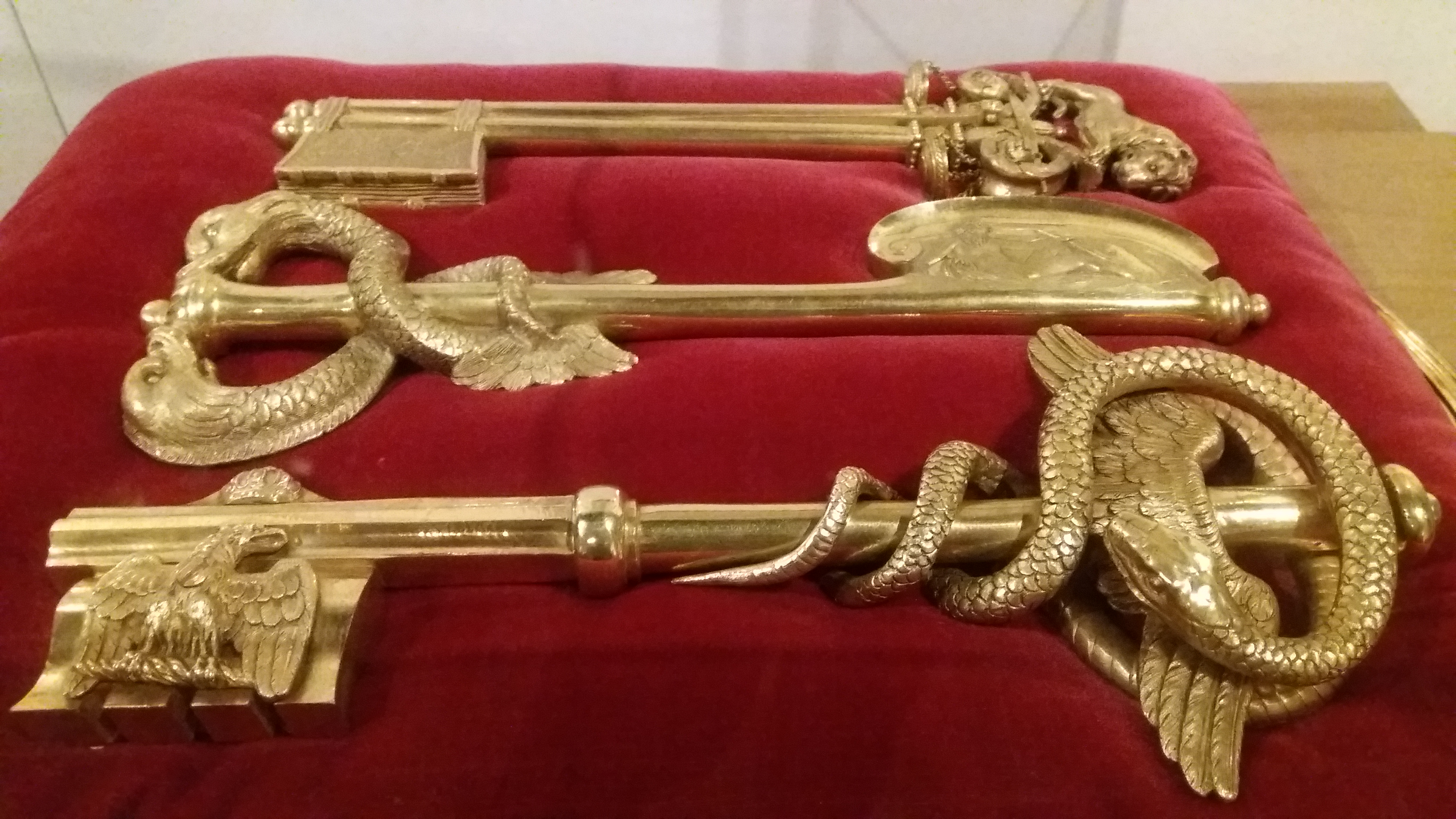
Clés de la ville de Lyon, conservées aux musées Gadagne.
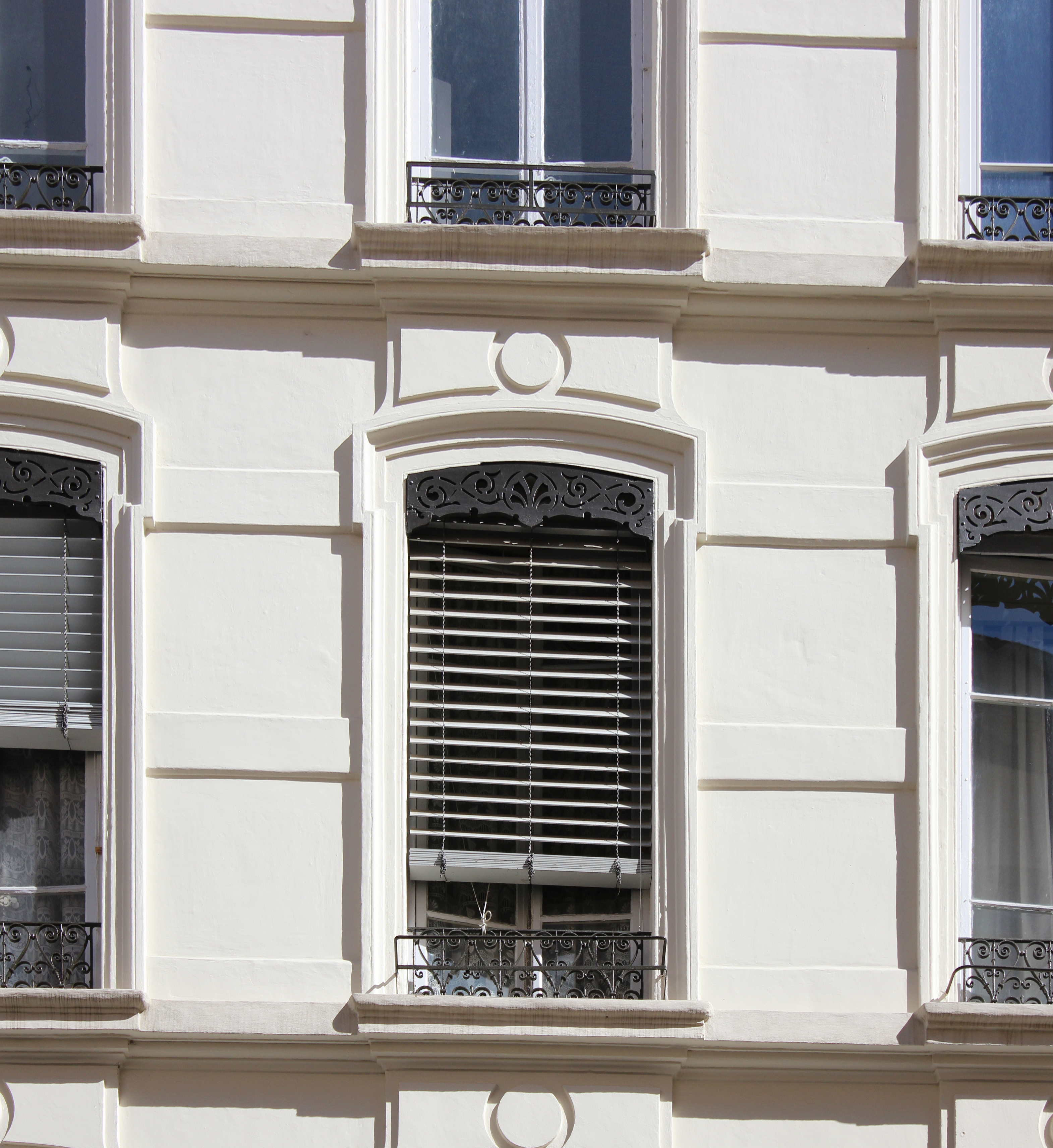
Une fenêtre lyonnaise avec un store appelé jalousie se déroulant à partir d'un lambrequin.
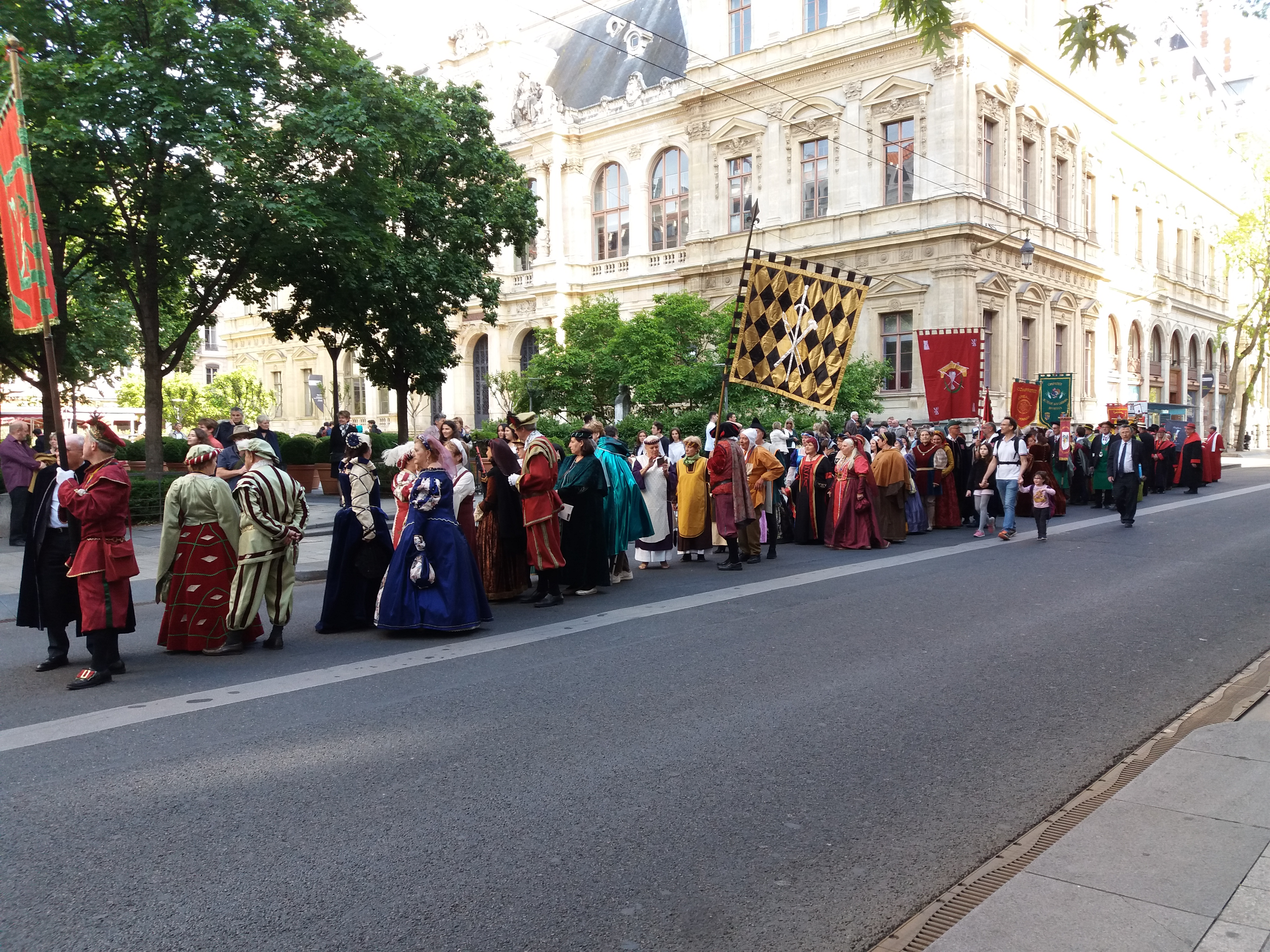
Le traditionnel défilé de la fête Renaissance des Pennons de Lyon.
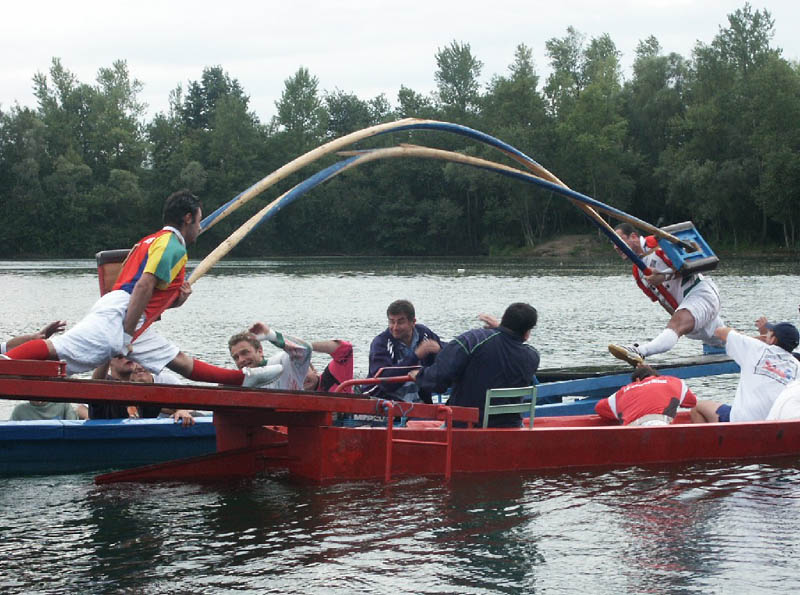
La joute lyonnaise qui a pour appui sur le tabagnon, uniquement les deux pieds.
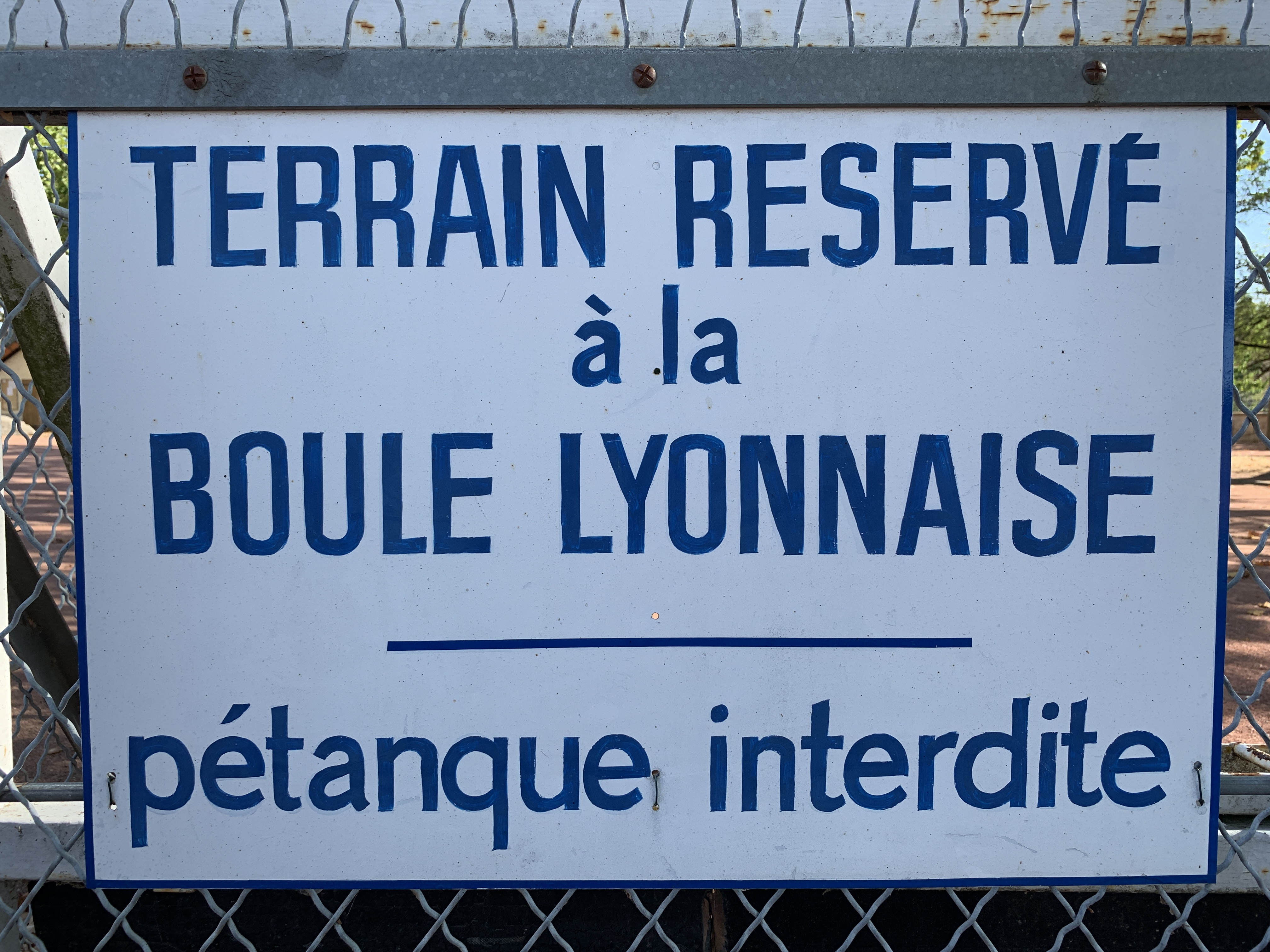
La boule lyonnaise nécessite des terrains spécifiques.
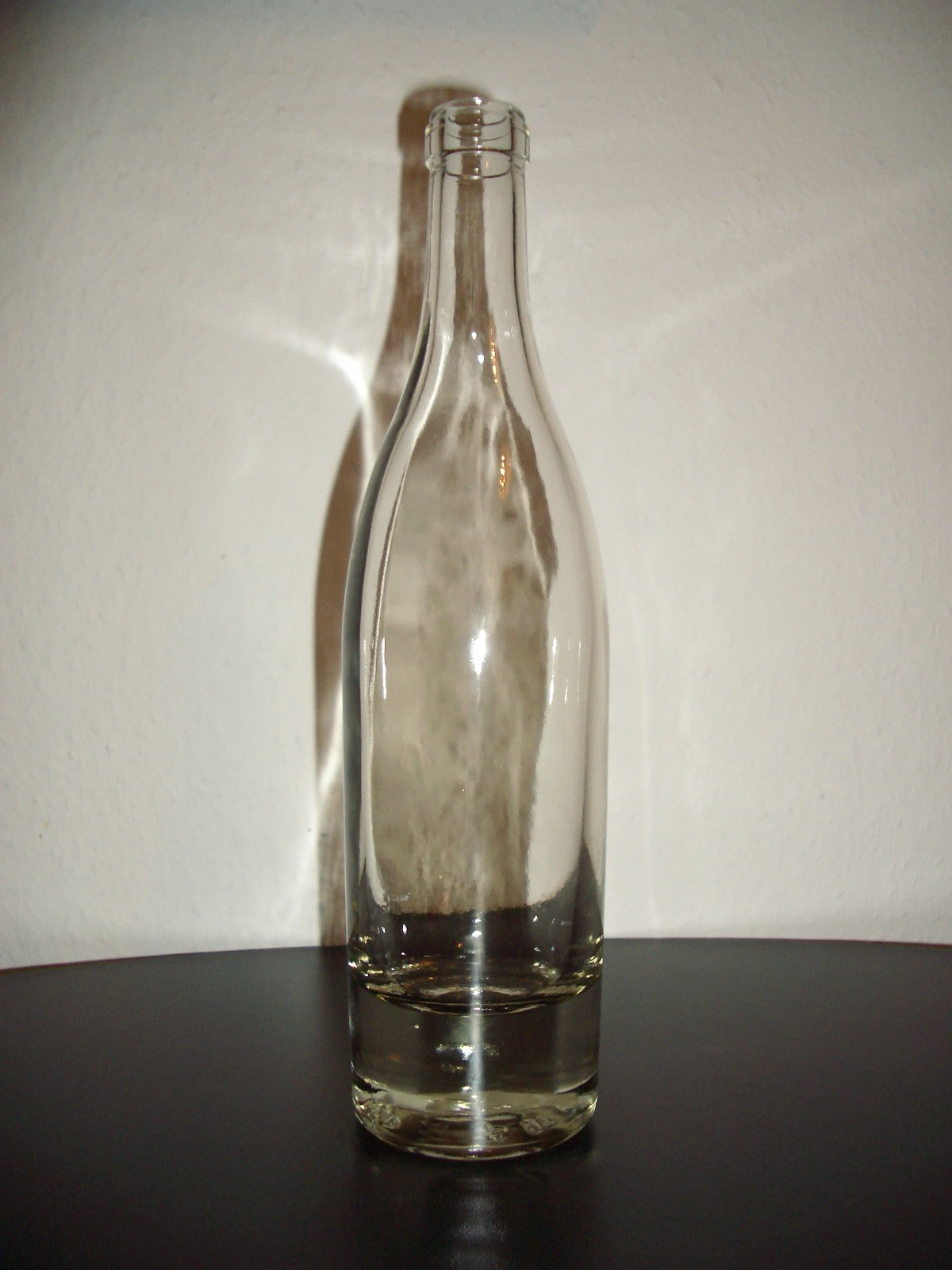
Un pot lyonnais, bouteille à fond épaissi d'une contenance de 46 cl.

#### Langue et accent lyonnais

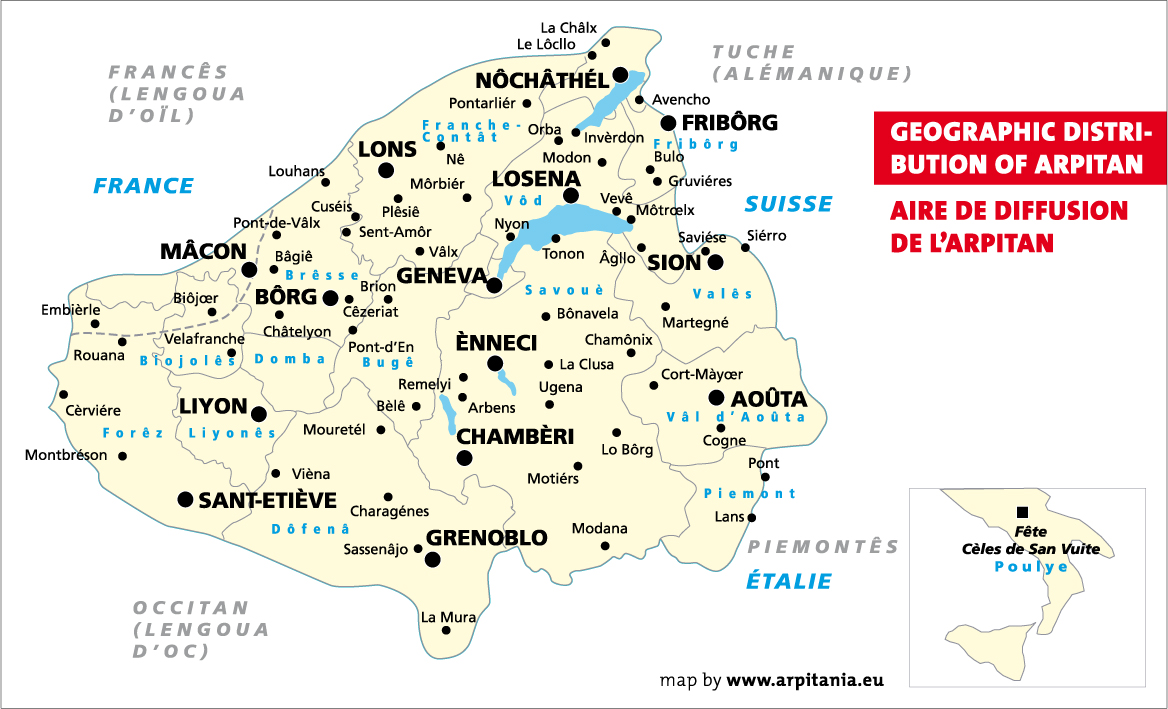
Aire de locution de l'arpitan (francoprovençal) dont fait partie la langue lyonnaise.

La ville de Lyon faisait partie de l'aire de locution du franco-provençal (et se nomme Liyon dans cette langue). Cependant, le français a doucement remplacé la déclinaison locale qui s'est maintenue jusqu'au XIXe siècle dans les faubourgs (la Croix-Rousse, la Guillotière, Vaise), et surtout en zone rurale.
Cependant, le parler lyonnais, qui est une variante régionale du français, conserve certains particularismes de vocabulaire et d'accent réputé traînant et chantant : le son « eu » serait ajouté à chaque fin de mot et prononcé par ailleurs de manière plus fermée que dans le reste de la France. L'utilisation intempestive du « y » pour remplacer le « le » complément d'objet direct inanimé est également caractéristique, exemple : « fais-y » au lieu de « fais-le », mais « va le voir » ne change pas. Ce phénomène est hérité directement de la langue lyonnaise, qui possède ce pronom neutre.
Le parler lyonnais se traduit de nos jours à travers de nombreux termes, noms de lieux et expressions qui traduisent l'héritage direct du francoprovençal. En voici quelques exemples encore très entendus et prononcés :
- un gone : un enfant de Lyon
- un pélo : un jeune homme
- un canut : un ouvrier de la soie
- une gâche : une place de parking ou de travail
- une vago : une voiture
- une vogue : une fête foraine
- un bouchon : un restaurant traditionnel lyonnais
- un mâchon : un brunch matinal
- la ficelle : surnom donné aux funiculaires de Lyon
- cher : très (ex : c'est très bon devient "c'est cher bon")
- c'est quelle heure ? : quelle heure est-il ?
- débarouler : tomber en roulant, dégringoler des pentes de Fourvière et de la Croix-Rousse

Noms de lieux (toponymie) : 
- Noms de quartiers : Charpennes « bois de charmes », Brotteaux « pousse d'arbres en bordure du Rhône », la Sarra « soirée ».
- Lieux se nommant Velin, héritage de l'ancien pays du Velin qui occupait la plaine de Lyon : lieux-dits (à Meyzieu, Jons, Bron), de quartiers (à Vénissieux) de forêt (à Corbas), de rue (Bechevelin dans le 7e) et dans le nom de la commune de Vaulx-en-Velin.
- La typographie des villes se terminant en "x" (qui ne se prononce pas) : Vénissieux, Rillieux, Vaulx, Manissieux, Reyrieux, Heyrieux, etc.
- La typographie des villes se terminant en "st" (qui ne se prononce pas) : Chaponost, Bibost, Beynost, Limonest.

La banlieue lyonnaise a aussi apporté les mots suivants, utilisés majoritairement par les jeunes[réf. nécessaire] : 
- rodave : remarquer
- chourave : voler
- se la racler : frimer
- piaver : boire
- être refait : être content
- être tchalé : être amoureux
- chaber : regarder de travers, mater
- rouiller : s'ennuyer

Le parler lyonnais possède deux "Bibles" :
La Plaisante Sagesse lyonnaise qui est un recueil de maximes lyonnaises et le Littré de la Grand'Côte qui est un ouvrage publié en 1894 par l'Académie du Gourguillon.

#### Patrimoine gastronomique
Lyon est réputée pour sa gastronomie, Curnonsky dans son ouvrage Principe des gastronomes consacra Lyon, « Capitale mondiale de la gastronomie ». Le critique culinaire allemand Jörg Zipprick dit : « La culture gastronomique ne se mesure pas au nombre de grands restaurants, même si Lyon est très bien placée ; elle se mesure dans son quotidien, et là, il n’y a pas photo, Lyon est numéro un. » La ville compte des chefs mondialement connus, notamment Paul Bocuse et Eugénie Brazier, une des mères de cette profession où les hommes sont majoritaires. Georges Blanc, dont le fief est à Vonnas, dans l'Ain, tient cependant aussi un restaurant à Lyon.
Les grands cuisiniers lyonnais sont regroupés au sein d'une association fondée en 1936, les Toques blanches lyonnaises.
La cuisine lyonnaise est ancienne et se forge dès l'Antiquité. Elle a toujours su tirer meilleur parti de ses terroirs aux alentours et comporte des pratiques culinaires originales et encore pratiquées de nos jours, comme le mâchon, un repas de cochonnailles qu'on sert le matin dans diverses endroits de la ville.
On peut aujourd'hui goûter à la riche cuisine locale dans des restaurants typiquement lyonnais, dont une trentaine sont certifiés authentiques, les bouchons, autrefois installés à la Croix-Rousse pour nourrir les ouvriers de la soie, ils sont aujourd'hui concentrés surtout dans les ruelles du Vieux Lyon, le quartier des Terreaux, la rue Mercière et la rue des Marronniers sur la Presqu'île.
Le terme « bouchon » a plusieurs significations : il peut faire référence soit au bouquet de lierre ou de genêt qui était suspendu, dans l’ancien régime, à la porte des cabarets pour les différencier des auberges ; soit à la paille que les voyageurs avaient à disposition dans les auberges afin qu’ils puissent « bouchonner » leur monture avant le repas.
Parmi les lieux d'approvisionnement, citons les marchés du quai Saint-Antoine (Lyon 2e) et le marché de la Croix-Rousse (Lyon 4e), les halles de la Martinière (Lyon 2e) et surtout les halles de Lyon Paul-Bocuse, situées dans le 3e arrondissement, surnommées "le ventre de Lyon".
Enfin chaque année se tient le SIRHA (Salon international de la restauration de l'hôtellerie et de l'alimentation de Lyon). Un événement d'une référence mondiale pour l'ensemble des métiers de bouche et au sein duquel se déroulent la Coupe du monde de la Pâtisserie et le Concours mondial de la cuisine avec l'attribution du Bocuse d'Or.
Les plats typiques sont nombreux :
- en apéritif : des grattons, des tranches de rosette de Lyon, saucisson de Lyon ou de Jésus ;
- en entrée froide : la salade lyonnaise ou salade de dent de lion (feuilles de pissenlits), une salade de pieds de veau, museaux de porc ou pied de mouton (dit "saladier lyonnais" ou "clapoton"), la salade d'harengs pomme de terre à l'huile, la salade de lentilles (le caviar de la Croix-Rousse), le pâté en croûte lyonnais (morceau de foie gras incorporé), le fond d'artichaut au foie gras, les fritures de poissons ou de grenouilles des étangs de la Dombes et du val de Saône (goujonnades);
- en entrée chaude : les œufs en meurette, les escargots de Bourgogne, le gâteau de foie de volaille, l'os à moelle, une gratinée lyonnaise, la soupe de gaudes ou la fameuse soupe aux truffes noires VGE ;
- en plat principal : les quenelles de brochet à la sauce Nantua ou homardine, le tablier de sapeur ou gras-double à la lyonnaise avec sa sauce gribiche, le saucisson chaud, le saucisson brioché pistaché, le sabodet, l'andouillette lyonnaise (à base de fraise de veau), joues de porc à la lyonnaise, le boudin noir à la pomme, le boudin blanc truffé, le poulet célestine, la poularde demi-deuil, la poularde aux morilles ;
- en accompagnements : à base de pommes de terre avec les paillassons lyonnais, les pommes de terres à la lyonnaise et le matafan (crêpe épaisse). Les gratins ont également une place de choix comme le gratin dauphinois, le gratin aux queues d'écrevisses, le gratin de cardons, le gratin aux macaronis et les cardons à la moelle à la sauce lyonnaise, en pain, la pogne de Romans ;
- en fromage : les typiques saint-marcellin et saint-félicien (fromages du Dauphiné), la cervelle de canut, le fromage fort de la Croix-Rousse, l'arôme de Lyon, la rigotte de Condrieu, la rigotte de Pélussin, la Pierre Dorée ou encore la fourme de Montbrison ;
- en dessert : la praline rose est à l'honneur avec la tarte à la praline, la praluline originaire de Roanne, le gâteau de Saint-Genix et l'île flottante à la praline rose. Mais aussi la galette au sucre de Pérouges, le Président ;
- en confiserie : les coussins de Lyon, le bâton de Guignol, les bugnes (beignets consommés vers Mardi gras), la papillote (confiserie des fêtes de Noël, née à Lyon) ;
- en kir, bière et vin : les kirs de Bourgogne, à base de crème de cassis, les bières des brasseries lyonnaises (bière Georges, Ninkasi, la Canute Lyonnaise, brasserie Dulion); et enfin pour les vins avec au nord de Lyon, les vins et crus du Beaujolais et les vins du vignoble de Bourgogne; à l'ouest les vins discrets des Coteaux-du-Lyonnais; à l'est les vins du vignoble de Savoie; et enfin au sud, les vins reconnus des Côtes-du-Rhône riches en appellations d'origine contrôlée avec du nord au sud : Côte-Rôtie, Saint-Joseph et Crozes-Hermitage notamment.
- Les spiritueux : Anis des Gones de la distillerie de Lyon.

La gastronomie lyonnaise a inspiré certaines maximes encore entendues aujourd'hui :
- « Un repas gargantuesque » du livre Gargantua, publié à Lyon[371] par François Rabelais ;
- « Je ne connais qu'une chose que l'on fasse bien à Lyon, c'est manger » - Stendhal ;
- « Lyon est une ville arrosée par trois grands fleuves : le Rhône, la Saône et le Beaujolais » - Léon Daudet ;
- « La Légion d'honneur de Lyon ? La rosette ! » - Boris Vian ;
- « Classique ou moderne, il n’y a qu’une seule cuisine… La bonne » - Paul Bocuse ;
- « Lyon est une ville qui donne faim » - Paul Bocuse.

Au Guide Michelin, Lyon compte 4 restaurants deux-étoiles et 13 restaurants une-étoile. La région Auvergne-Rhône-Alpes est la seconde la plus distinguée de France, avec 100 tables étoilées en 2023.

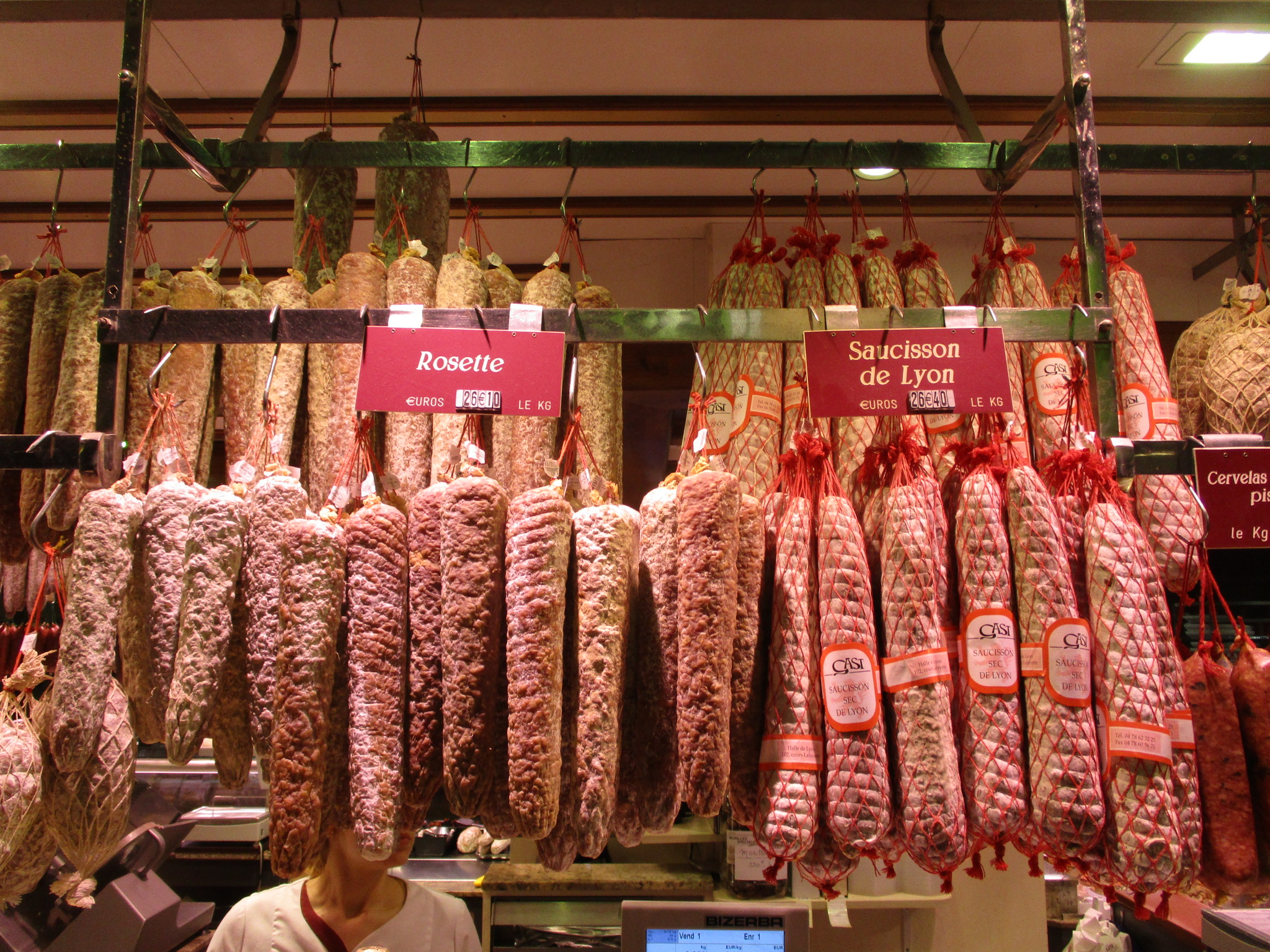
Charcuteries lyonnaises (saucissons, Jésus et rosettes) aux halles de Lyon Paul Bocuse.
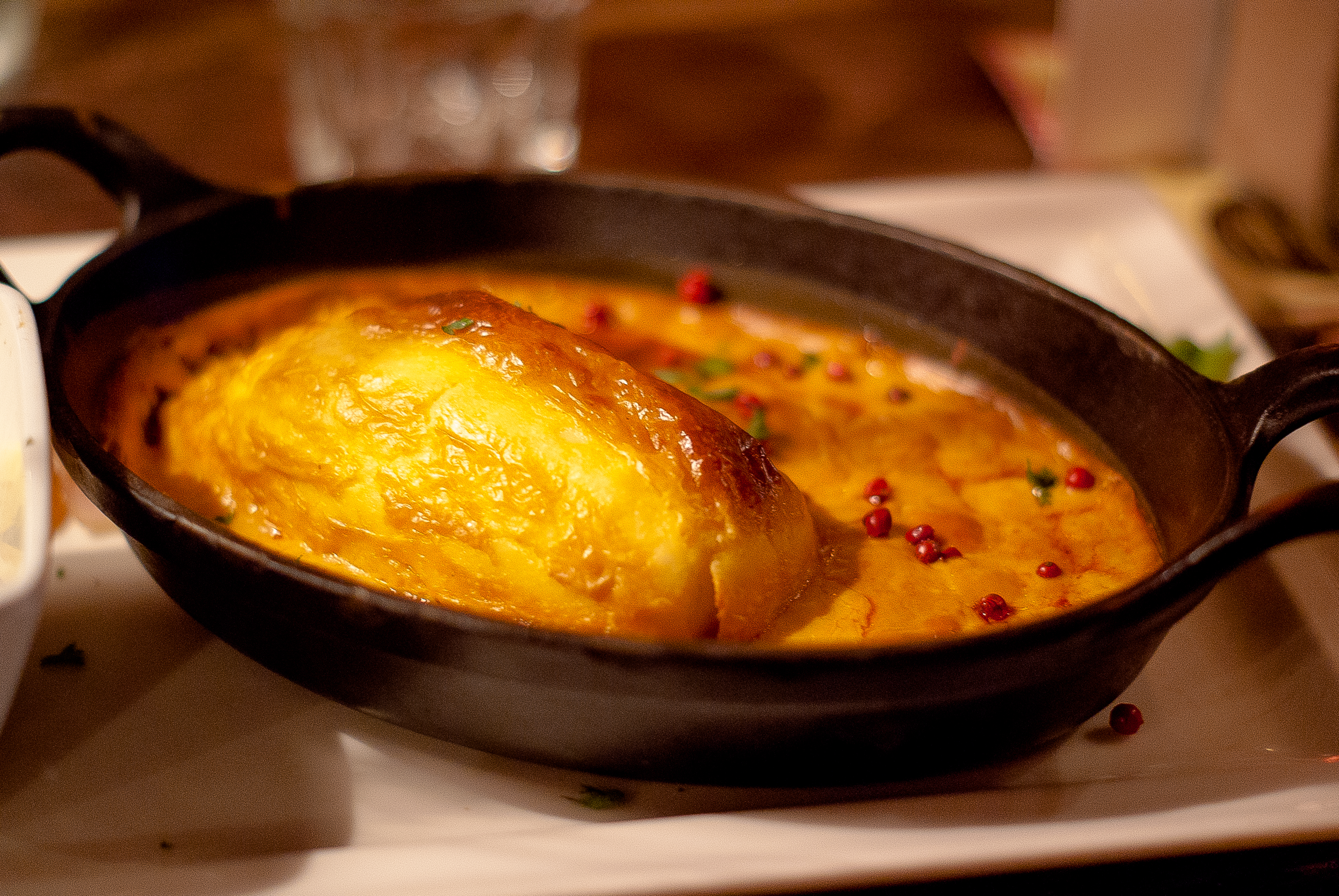
La quenelle de brochet avec sa sauce Nantua.
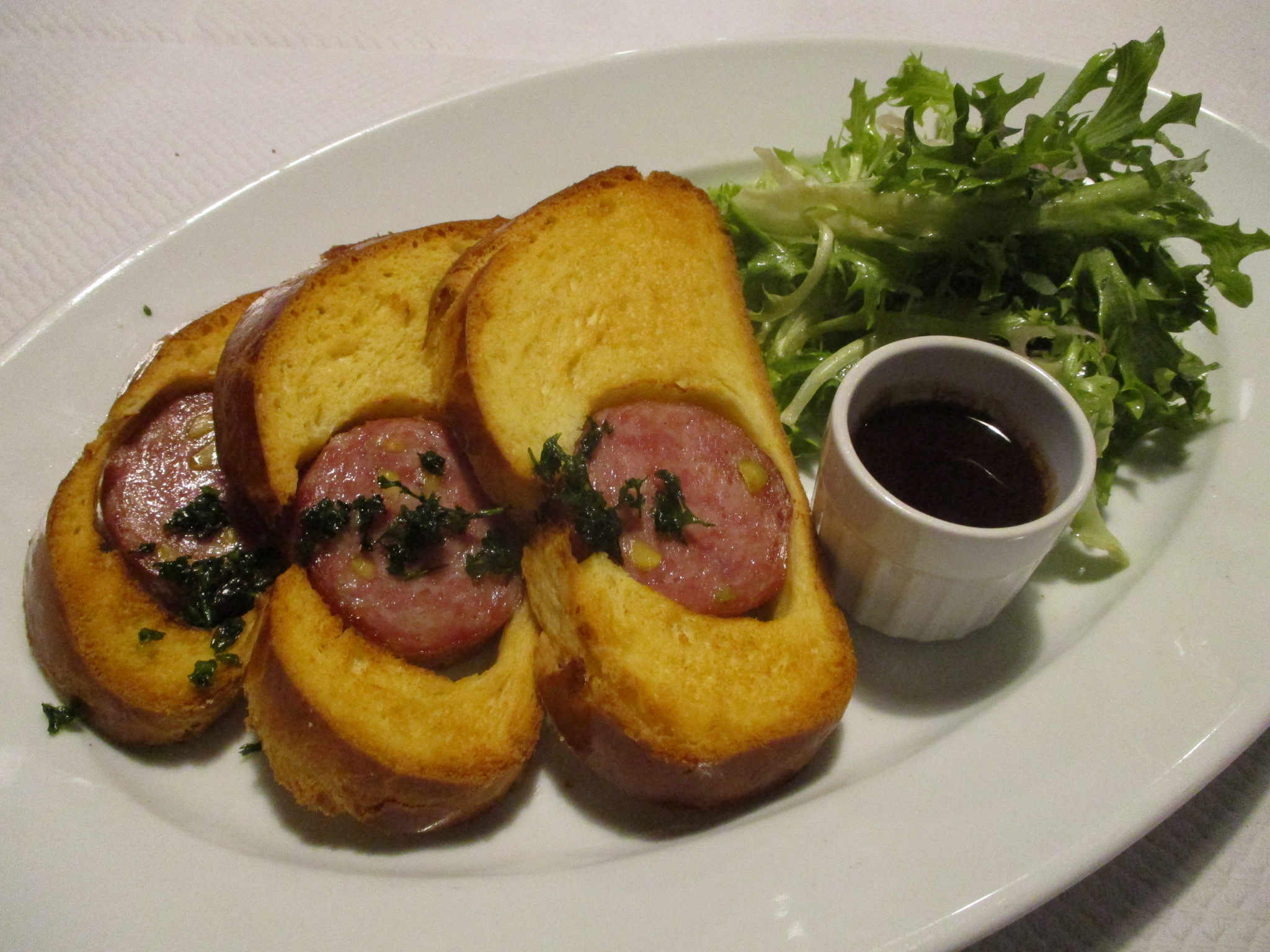
Le saucisson brioché pistaché.
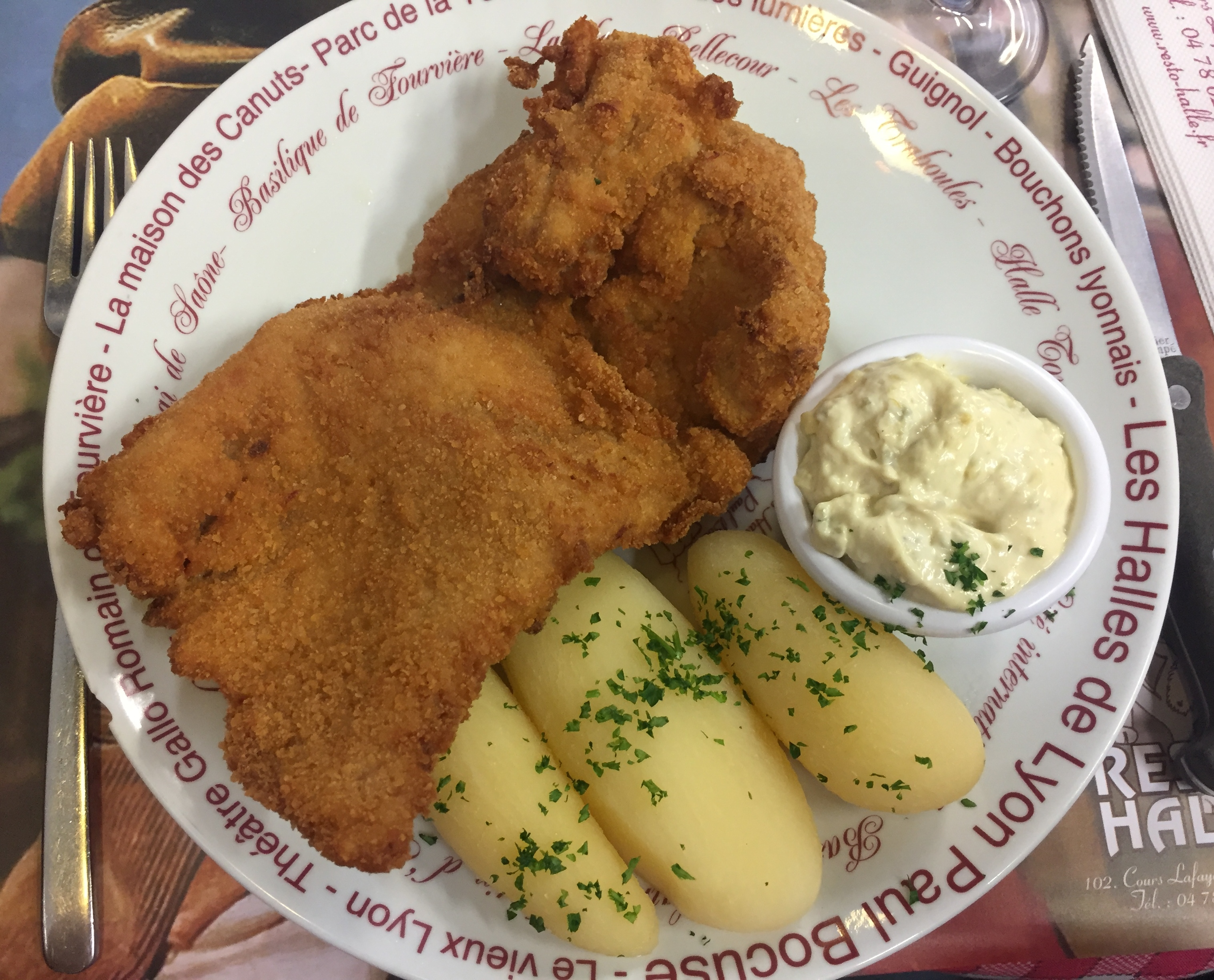
Le tablier de sapeur ou gras-double à la lyonnaise.
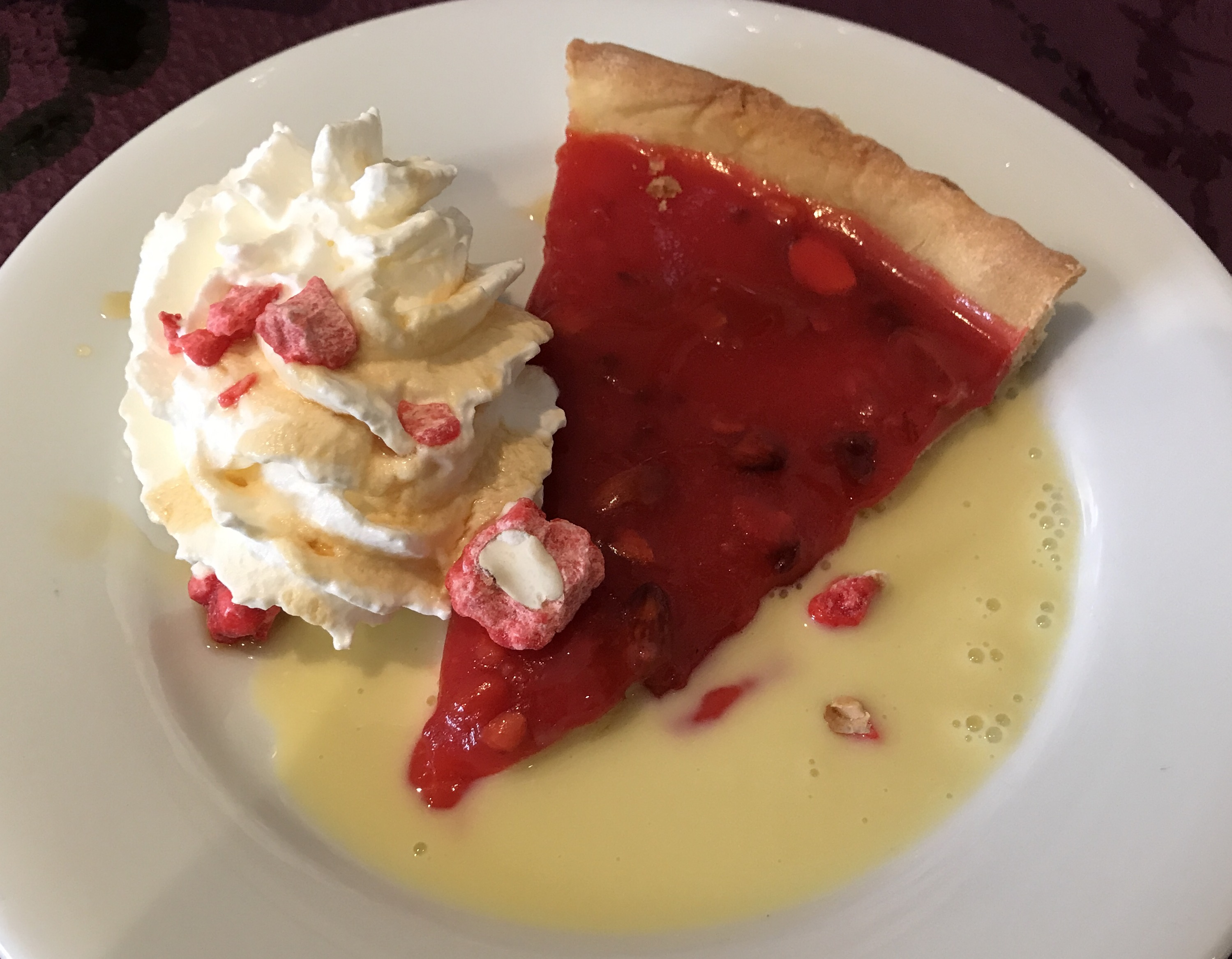
Une part de tarte à la praline rose.
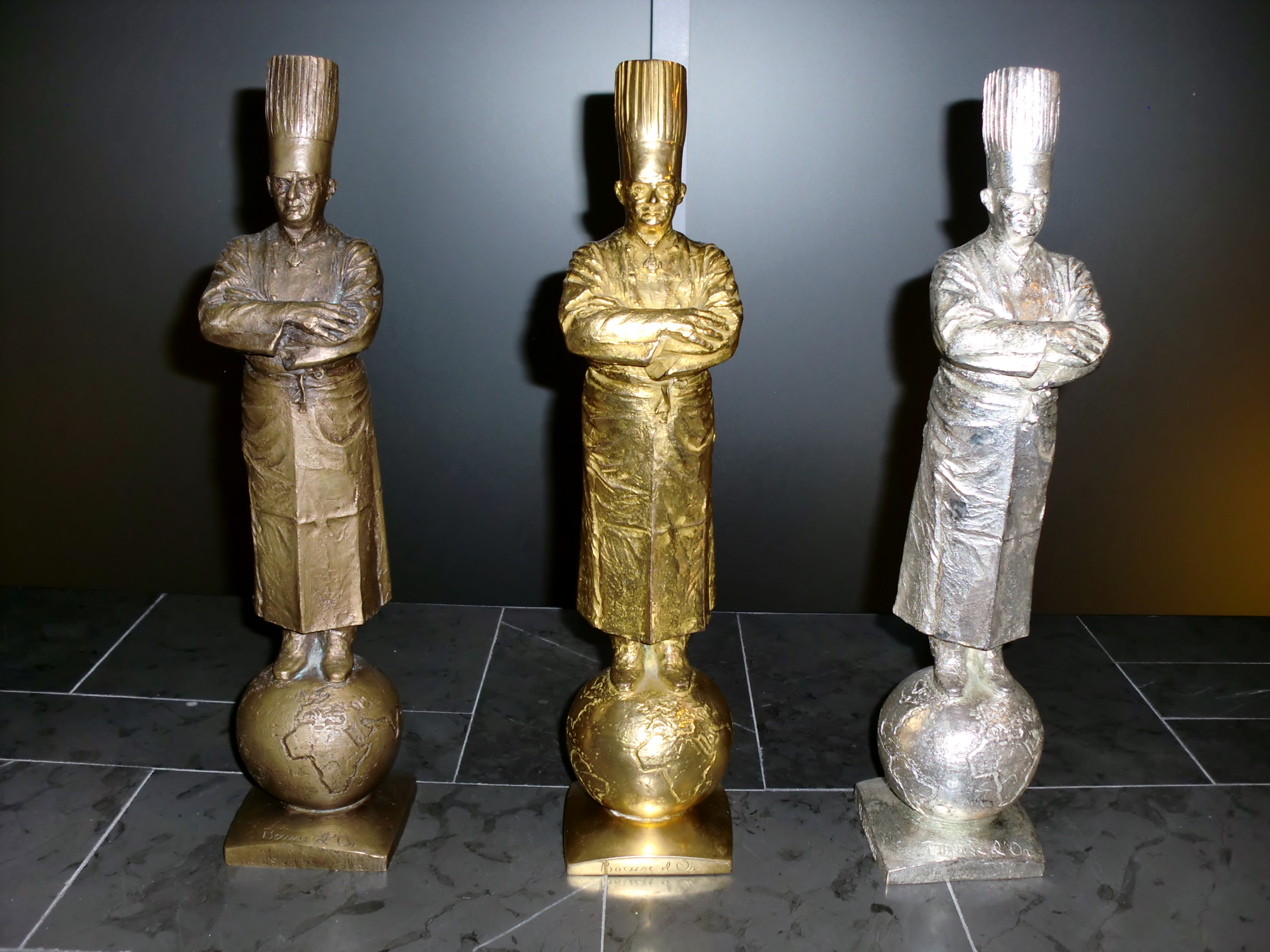
Les trophées Bocuse d'or, d'argent et de bronze remis lors du Concours mondial de la cuisine.
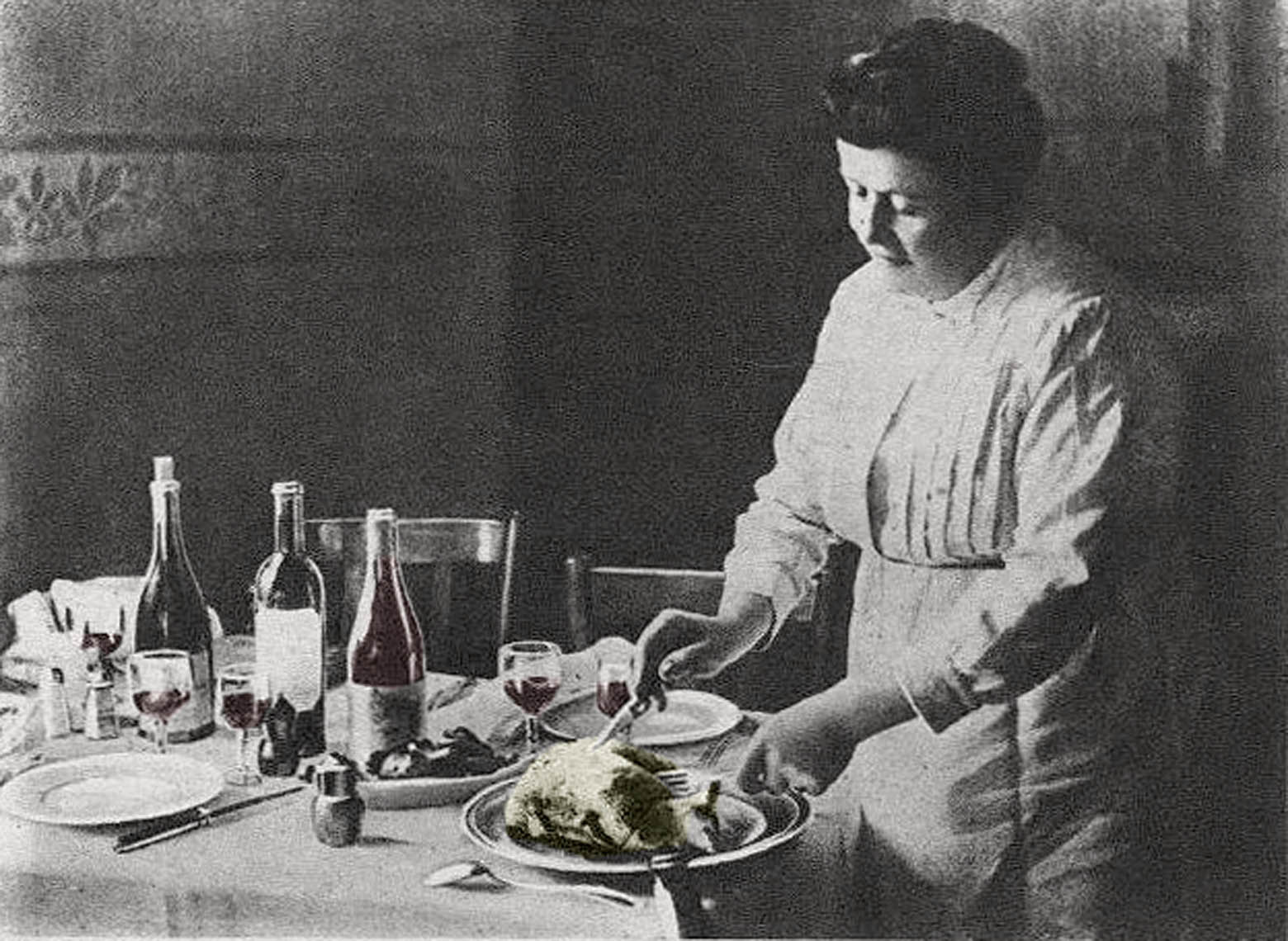
Françoise Fayolle, surnommée la "Mère Filloux" était l'une des nombreuses mères lyonnaises.
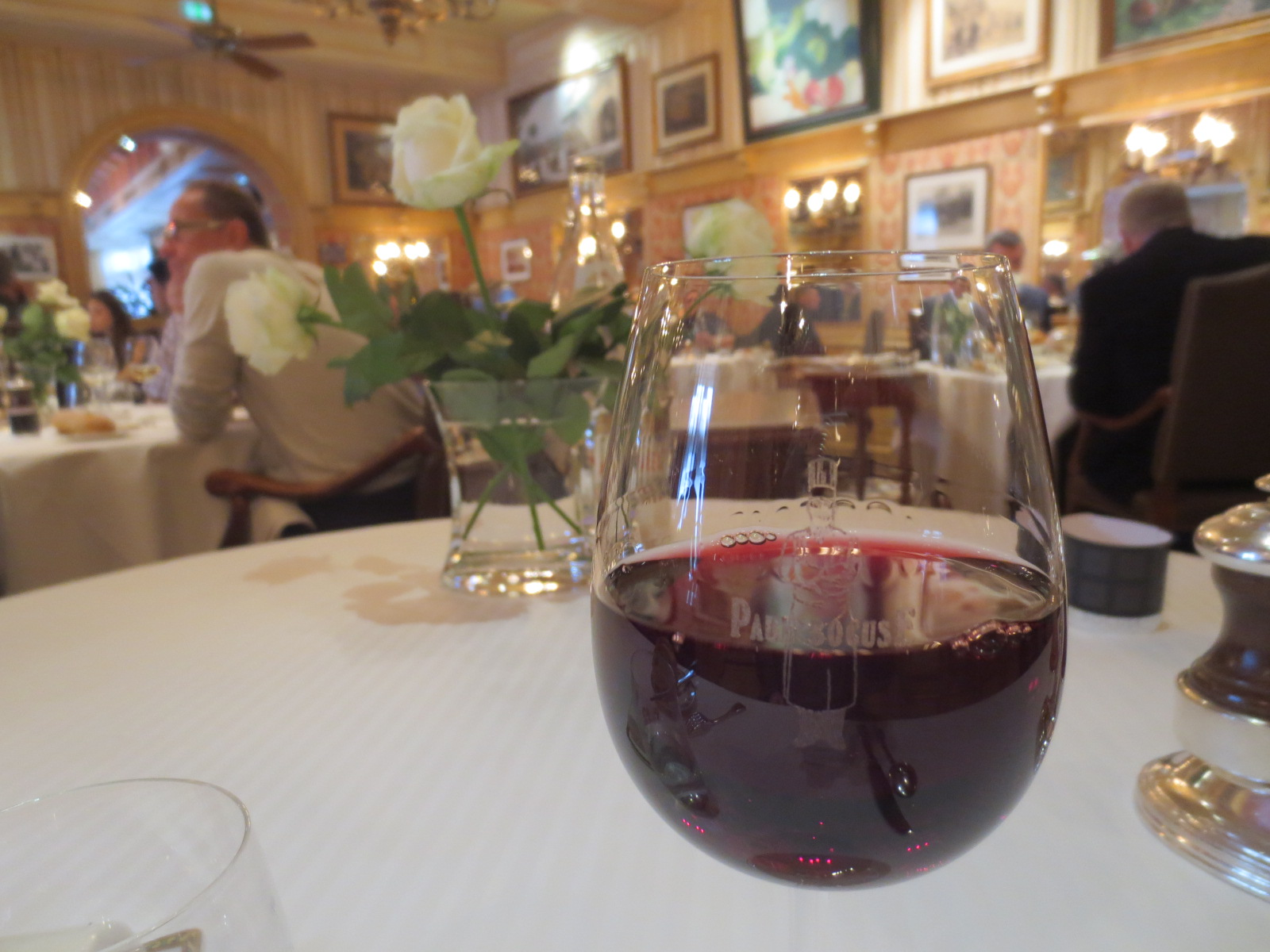
Verre de vin de Côte-rôtie (AOC), gravé Paul Bocuse.

### Lyon dans les arts

#### Lyon dans la littérature

##### 1900
- Calixte ou L'introduction à la vie lyonnaise, Jean Dufourt, Plon (1926) (réédité en 1941,1992, 2002)  (ISBN 2-9055-6378-8) ;
- Voir les nombreux livres sur Lyon de l'auteur Marcel E. Grancher (1897-1976) ;
- Laurette ou Les amours lyonnaises, Jean Dufourt, (réédité, ELAH 2003)  (ISBN 2-8414-7141-1) ;
- Claudine de Lyon, Marie-Christine Helgerson, éditions Flammarion, collection castor poche (réédité en 1998)  (ISBN 2-0812-4207-9) ;
- La Gerbe d'or, Henri Béraud, éditions de France (1928)  (ISBN 2-9131-9614-4) ;
- Myrelingues, la brumeuse, Claude Le Marguet (1930), réédition : éditions des Traboules (2004)  (ISBN 2-9114-9142-4) ;
- Dame de Lyon, Joseph Jolinon, Les Éditions de Rieder (1932)  (ISBN 2-3071-5131-1) ;
- Ciel de suie, Henri Béraud, Éditions lyonnaises d'Art et d'Histoire de Lyon (1933)  (ISBN 2-9109-7908-3) ;
- Noune de Lyon, Georges Montagnier, L'Imprimerie de Lyon, Hachette (1935), réédition dans Œuvres complètes, réunies et présentées par Jean-Paul Montagnier, Nancy, Langres, 2011  (ISBN 2-8782-5494-5) ;
- Un Mariage à Lyon, Stefan Zweig, contient sept nouvelles (1901 à 1929)  (ISBN 2-2531-3893-2) ;
- Les Mystères de Lyon, Jean de La Hire, éditions Tallandier Jules (1938) et éditions Marabout, collection Bibliothèque Marabout no 1045 (1979)  (ISBN 2-258-05149-5).

##### 1950
- Les Deux Étendards, Lucien Rebatet, éditions Gallimard (1951, réédité en 1991)  (ISBN 2-0707-2467-0) ;
- Requiem des innocents, Louis Calaferte, éditions Julliard (1952, 1994) ;
- Satan comme la foudre, Pierre Molaine, éditions Corréa (1955)  (ISBN 0-8927-6025-7) ;
- L'Amour en vogue, Bernard Pivot, éditions Calman-Lévy (1959)  (ISBN 2-7021-0671-4) ;
- Sales Mioches !, Éric Schiavinato, Skiav, Olivier Berlion, Éric Corbeyran, éditions Casterman (années 1960)  (ISBN 2-2033-7801-8) ;
- Le Tour de Gaule d'Astérix par René Goscinny et Albert Uderzo (1965)  (ISBN 2-0121-0137-2) ;
- San-Antonio chez les « Gones », Frédéric Dard, éditions Fleuve Noir (1968)  (ISBN 2-2662-3691-1) ;
- Brumerives, Gabriel Chevallier, éditions Flammarion (1968)  (ISBN 2-0806-0286-1) ;
- Les Six Compagnons de la Croix-Rousse, Paul-Jacques Bonzon, bibliothèque verte (2000)  (ISBN 2-0120-0442-3) ;
- Le Voyage du père, Bernard Clavel, collection J'ai Lu no 300 (1969)  (ISBN 2-2771-1300-X) ;
- Félicité de la Croix-Rousse, Charles Exbrayat, éd. Librairie des Champs-Élysées, collection Club Des Masques no 215 (1974)  (ISBN 2-7024-0028-0) ;
- Les Galaxiales 2 - La Terre en ruine, Michel Demuth, éditions J'ai Lu (1979)  (ISBN 2-4030-1061-8) ;
- Les Ombrelles du quai Pierre-Scize, Jacques Serverin, éditions Jean Honoré (1979)  (ISBN 2-9034-6006-X) ;
- Monsieur de Lyon, Nicole Avril, éditions Albin Michel (1979)  (ISBN 2-2260-0782-2).

##### 1980
- Le Revenant, René Belletto, éditions Hachette (1981), réédition éditions P.O.L. (2006)  (ISBN 2-2530-2971-8) ;
- Couvre-feux, Clarisse Nicoïdski, éditions Ramsay (1981)  (ISBN 2-2530-3389-8) ;
- Sur la terre comme au ciel, René Belletto, éditions Hachette (1982), réédition éditions P.O.L. (2006) (ISBN 2-0703-3872-X) ;
- Place des Angoisses, Jean Reverzy, éditions Flammarion (1954), collection Points Roman (1982)  (ISBN 2-0806-7989-9) ;
- Les Canuts, Emile Vingtrinier (1984), réédition éditions des Traboules (2002)  (ISBN 2-9114-9132-7) ;
- Ils partiront dans l'ivresse, Lucie Aubrac (1984)  (ISBN 2-0203-1654-4) ;
- Abû ğahl ad-Dahhâs (أبو جهل الدّهّاس), Amor Ben Salem, éd. Maison tunisienne de l'édition, (1984) réédité, L'Univers du livre, Tunis, (2005)  (ISBN 9-9737-8624-6) ;
- L'Enfer, René Belletto, éditions P.O.L. (1986), prix Femina 1986 ; Prix du Livre Inter 1986  (ISBN 2-8674-4052-1) ;
- Loin de Lyon, René Belletto, éditions P.O.L. (1986)  (ISBN 2-8674-4074-2) ;
- Le Serment des catacombes, Odile Weulersse, (1986)  (ISBN 2-0100-2360-9) ;
- Le Gone du Chaâba, Azouz Begag, éditions du Seuil, Collection Points Virgule, (1986)  (ISBN 2-0208-0032-2) ;
- La Première Alliance, Nicole Avril, éditions Flammarion (1986)  (ISBN 2-0806-4854-3) ;
- Cœur de Lion, Sissel Lie (1988)  (ISBN 2-8561-6596-6).

##### 1990
- La Fin des temps, et après, Dominique Douay, éditions Denoël (1990)  (ISBN 2-2073-0511-2) ;
- La Révolte à deux sous, Bernard Clavel, Albin Michel, 1992 (la révolte des canuts de 1831 sous forme romancée et réaliste)  (ISBN 2-7441-8462-4) ;
- Le Patriarche, Amor Ben Salem, coll. « Vécu », éd. ICARE (1993).  (ISBN 2-9073-3211-2) ;
- Quelques jours à Lyon, Jean Lods, éditions Calman-Lévy (1994)  (ISBN 2-7021-2356-2) ;
- La Salamandre, Marc Paillet, 10/18 (1995)  (ISBN 2-2640-2130-6) ;
- Ville de la peur, René Belletto, éditions P.O.L. (1997)  (ISBN 2-8674-4563-9) ;
- Le Premier Accroc coûte deux cents francs, Elsa Triolet, Gallimard (1997)  (ISBN 2-0703-6371-6) ;
- Le Boiteux de la Croix-Rousse, Bernard Schreier, éditions du Delta (1997)  (ISBN 2-9510-9990-8) ;
- 120, Rue de la Gare, Léo Malet, éditions Pocket (2001), et l'adaptation par Jacques Tardi, éditions Casterman (1997) (ISBN 2-2662-0197-2) ;
- Les Chiennes savantes, Virginie Despentes, éditions J'ai Lu (1999)  (ISBN 2-2900-4580-2) ;
- Confidences des deux rivages, Claudine Vincenot, éditions Anne Carrere (1999)  (ISBN 2-8433-7109-0) ;
- La Princesse de Lyon, Jerzy Rayzacher, éditions Fleurs du Mal (1999)  (ISBN 2-9121-1500-0) ;
- Les Fontaines de Lugdunum, Alain Larchier, éditions des Traboules (1999)  (ISBN 2-9114-9162-9) ;

##### 2000
- Le Piège, Valerio Evangelisti, éditions Payot (2000)  (ISBN 2-2288-9277-7) ;
- Éthique en toc, Le Poulpe, Didier Daeninckx, éditions Baleine (2000)  (ISBN 0-0668-9684-3) ;
- Saône interdite, Le Poulpe, Francis Pornou, éditions Baleine (2000)  (ISBN 2-8421-9241-9) ;
- Gens de Lyon, Collectif, éditions Omnibus (2000)  (ISBN 2-2580-5149-5) ;
- L'Irrésolu, Patrick Poivre d'Arvor, éditions Albin Michel (2000), prix Interallié  (ISBN 2-2261-1670-2).
- Trois Enfants, un destin, Didier Poudiere, éditions des Ardillats (2001)  (ISBN 2-9517-3150-7) ;
- L'Ombre de Guignol, Jack Chaboud, éditions des Traboules (2002)  (ISBN 2-9156-8140-6) ;
- Lyon : Les gones en noir, Collectif, recueil de 6 nouvelles, éditions Autrement (2002)  (ISBN 2-7467-0216-9) ;
- Le Guignol sanglant des Traboules, Ewan Blackshore, édition de la Sentinelle (2002)  (ISBN 2-7386-5974-8) ;
- Trottoir noir, Blanc Gabriel (2003)  (ISBN 2-8780-2101-0) ;
- Transparances, Ayerdhal, éditions Au diable Vauvert (2004)  (ISBN 2-8462-6036-2) ;
- La Voix des dragons, Didier Quesne, éditions Nestiveqnen (2005)  (ISBN 2-9156-5311-9) ;
- Suleyman, Simon Sanahujas, éditions Black Coat Press (2005), réédition éditions Lokomodo (2011)  (ISBN 1-9329-8352-X) ;
- DiS, Mirko Vidovic, éditions Lulu.com (2006). (ISBN 1-8472-8799-9) ;
- Gamines, Sylvie Testud, éditions Fayard (2006)  (ISBN 2-2136-2951-X) ;
- La ligne de sang, DOA, éditions Gallimard (2007)  (ISBN 2-0703-4241-7) ;
- Camino 999, Catherine Fradier, éditions Après la Lune (2007)  (ISBN 2-2661-8296-X) ;
- Tout ce qu'il voulait, Albert Élyse, éditions Amalthée (2007)  (ISBN 2-3502-7438-1) ;
- Les Douceurs amères, Arno Couturier, éditions Amalthée (2007)  (ISBN 2-3502-7547-7) ;
- Dyl, Mirko Vidovic, éditions Lulu.com (2007)  (ISBN 1-8475-3332-9) ;
- Expéron, Hélène Cruciani, éditions Griffe d'encre (2007)  (ISBN 2-9529-2396-5) ;
- Qui est Léopard Nicolos ?, Jack Chaboud, Freddy Dermidjian. Éditions Balivernes (2007)  (ISBN 2-3506-7013-9) ;
- L’Étrange Visiteur du 8 décembre, Jack Chaboud. Éditions Oskar (2008)  (ISBN 2-3500-0354-X) ;
- Le Maître des gargouilles, Nicolas Le Breton. Éditions Les Moutons électriques (2008)  (ISBN 2-9157-9347-6) ;
- La Traversée du Potomac, Jeanne-Martine Vacher, éditions Panama (2008)  (ISBN 2-7557-0318-0) ;
- L'Été de feu, Alain Darne, éditions Belfond (2008)  (ISBN 2-7144-4446-6) ;
- Le Mystère Léopard Nicolos, Jack Chaboud, Freddy-Dermidjian. Éditions Balivernes (2008)  (ISBN 2-3506-7022-8) ;
- Pour une poignée de Koumlaks…, Sellig, éditions Rivière Blanche (2008)  (ISBN 1-9345-4352-7) ;
- L'Hiver de sang, Alain Darne, éditions Belfond (2009)  (ISBN 2-7144-4514-4) ;
- Nicolos contre les hommes Léopard, Jack Chaboud. Éditions Balivernes (2009)  (ISBN 2-3506-7037-6) ;
- Un homme louche, François Beaune, éditions verticales (2009) (ISBN 2-0701-2603-X) .

##### 2010
- La Parallèle Vertov, Frédéric Delmeulle, éditions Mnémos (2010) ;
- L'Homme à tête d'horloge, Jack Chaboud, éditions Balivernes (2010) ;
- Des clones et des Koumlaks, Sellig, éditions Rivière Blanche (2010) ;
- L'Homme de Lyon, François-Guillaume Lorrain, éditions Grasset (2011) ;
- L'Art français de la guerre, Alexis Jenni, éditions Gallimard (2011) ;
- Dix, Éric Sommier, éditions L'arpenteur (2011) ;
- Mont Blanc, Fabio Viscogliosi, éditions Stock (2011) ;
- Le Sang des bistanclaques, Odile Bouhier, éditions Presses de la cité (2011) ;
- L'Œil au beurre noir, Pierre Molaine, éditions des Traboules (2011) ;
- Demain tu pars en France, sous titré Du ravin béni-safien au gros caillou lyonnais, Claude Diaz, éditions L'Harmattan (2011) ;
- De mal à personne, Odile Bouhier, éditions Presses de la Cité (2012) ;
- Les Pousse-Pierres, Arnaud Duval, éditions du Riez (2011), réédition : éditions Folio SF (2014) ;
- Les États crépusculaires, Jack Chaboud, éditions Black Ebook (2013) ;
- Le Nom de Lyon, Gilbert Vaudey, éditions Christian Bourgois (2013) ;
- La Part de l'aube, Éric Marchal, éditions Anne Carrière (2013) ;
- Et elles passèrent sur l'autre rive, Marie-Françoise Landrot, éditions Béatitudes (2013) ;
- La marque des Soyeux, Laura Millaud, éditions Balivernes (2014) ;
- Le Fleuve guillotine, Antoine de Meaux, éditions Phébus (2015) ;
- Chimère captive, Mathieu Rivero, éditions Moutons électriques (2016) ;
- Plus tard, je serai un enfant, Éric-Emmanuel Schmitt, éditions Bayard (2017) ;
- L’Empire électrique, Victor Fleury, éditions Bragelonne (2017) ;
- La Colline aux corbeaux, Heliane Bernard & Christian-Alexandre Faure, Premier tome de la saga Les dents noires, éditions Libel (2018) ;
- L'Homme au gant, Heliane Bernard & Christian Faure, vol.2 de la saga Les Dents noires, éditions Libel (2019) ;

##### 2020
- L'Encre et le feu, Heliane Bernard & Christian Faure, vol.3 de la saga Les Dents noires, éditions Libel, (2021) ;
- Alienés, Plon (2021), 512 pages. Version poche, éditions Points (2024) ;
- Vivre vite, Brigitte Giraud, Flammarion (2022) ;
- Le Seuil, Thomas Clearlake, Moonlight Editions (2024) ;

#### Lyon en poésie
- Jean Bach-Sisley (1864-1949)[374]
- Fleury Vindry (1868-1924)[375]
- Louis Raymond (1869-1928)[376]
- Isaac Cottin (1873-1898)[377]
- Paul Loewengard (1877-1917)[378]
- Claudius Laroussarie (1877-1940?)[379]
- Tancrède de Visan (Vincent Félix Biétrix, 1878-1945)[380]
- David Cigalier (1880-1947)[381]
- Pierre Chaine (1882-1963)[382]
- José de Bérys (Joseph Bloch, 1883-1957)[383]
- Joseph Billiet (1886-1957)[384]
- Louis Sigaud (1886-1953)[385]
- Paul Aeschimann (1886-1952)[386]
- Aline Henry (1887-1953)[387]
- Marcel Rogniat (1888-1914)[388]
- Gabriel-Joseph Gros (1890-1980)
- Louis Darmet (1890-1918)
- Henry Dérieux (1891-1941)
- Joë Imbert-Vier (1891-1953)
- Louis Pize (1892-1976)
- Suzie Bournet (1894-1953)
- Charles Vachot (1906-1993)
- Simone Chevallier (1907-1980)
- François Dodat (1908-1996)[389]
- René Leynaud (1910-1944)
- Émile Picq (1911-1951)
- Jehan Dufour (1911-1939)
- Francis Deswarte (1919-1985)
- Raoul Bécousse (1920-2000)
- Raymond Busquet (1926-1979)
- Jean Raine (1927-1986)
- Stanislas Rodanski (1927-1981)
- Louis Calaferte (1928-1994)
- Claude Seyve (1928-2001)
- Robert Droguet (1929-2005)
- Roger-Arnould Rivière (1930-1959)
- Roger Kowalski (1934-1975)
- Bernard Simeone (1957-2001)

#### Lyon dans la peinture

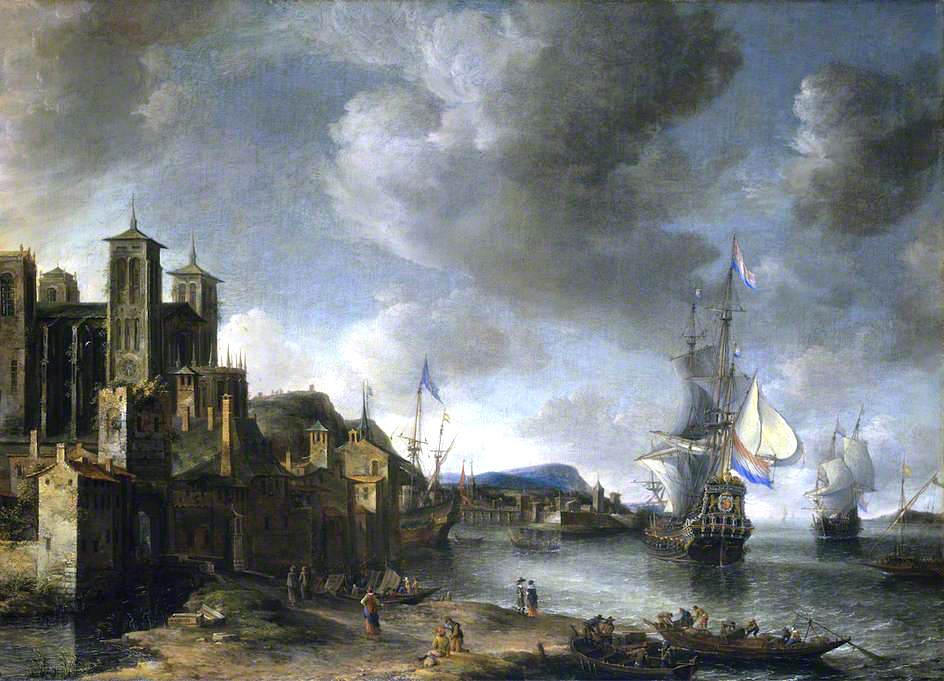
Le chevet de la cathédrale Saint-Jean de Lyon au bord d'un port méditerranéen, Jan Abrahamsz Beerstraaten, 1660. National Maritime Museum, Londres.

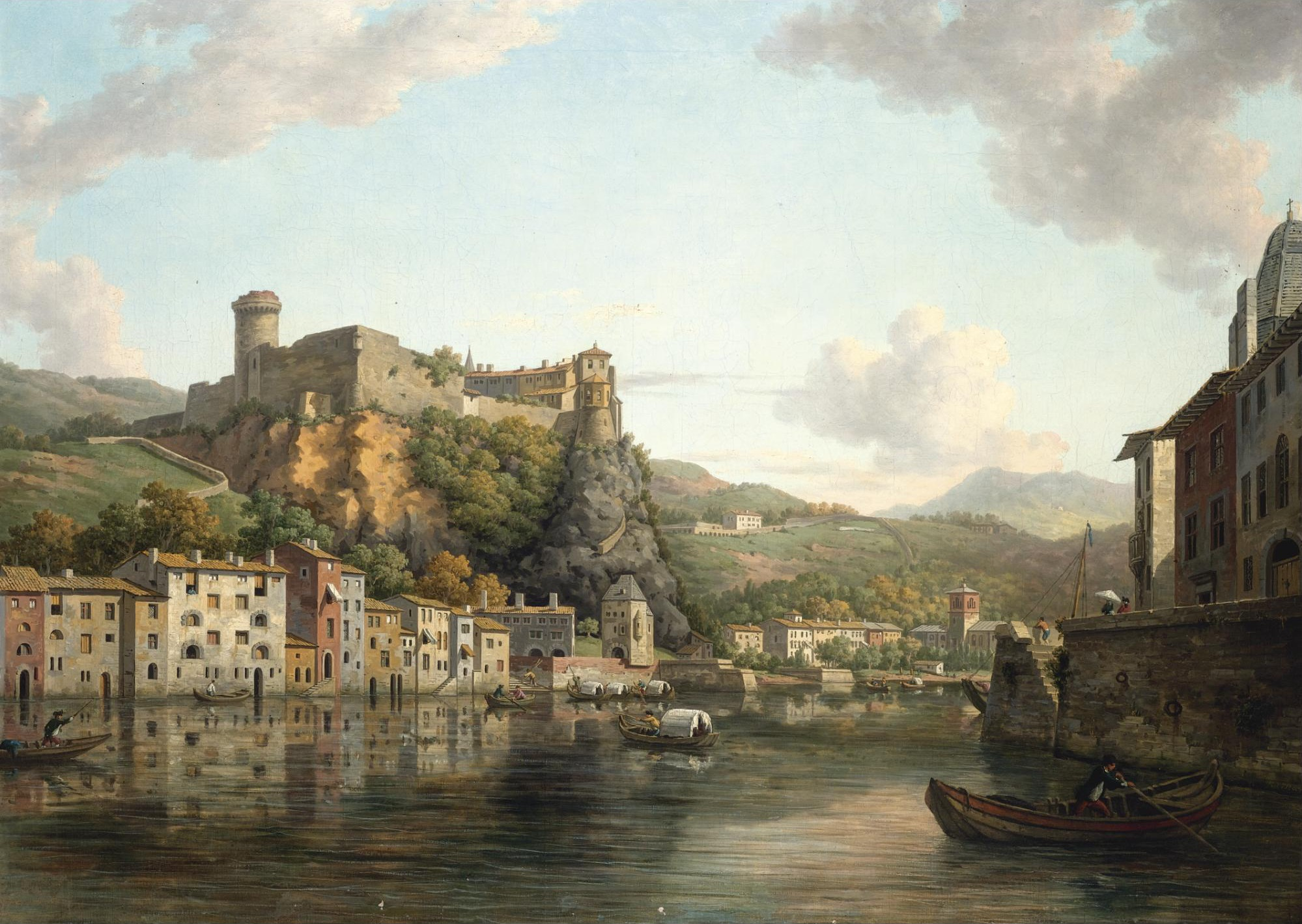
Une vue du château de Pierre-Scize à Lyon,
William Marlow, XVIIIe siècle.

Depuis toujours, la géologie de la ville a offert aux peintres de nombreux paysages aux lumières contrastées.
- Le mariage de Marie de Médicis et Henry IV à Lyon (Peter Paul Rubens, 1622) ;
- Le chevet de la cathédrale Saint-Jean de Lyon au bord d'un port méditerranéen (Jan Abrahamsz Beerstraaten, 1660) ;
- Vue de Lyon et du château de Pierre Scize (Jean-Jacques de Boissieu, 1760) ;
- Le château de Pierre Scize (William Marlow, 1770) ;
- Vue de Lyon prise du quai Saint-Antoine (Jean-Jacques de Boissieu, 1785) ;
- La Saône (Charles-François Nivard, 1804) ;
- Les quais de Saône avec ses ponts (Laurent-Hippolyte Lemayrie, 1830) ;
- Le marché de l'Arbresle (Louis Guy, 1851) ;
- Lyon (Oskar Kokoschka, 1927) ;
- L'Hôtel-Dieu et Les usines au confluent (René Chancrin, 1930) ;
- Golgotha (Louis Thomas, 1930) ;
- La ville a été le thème central de Jean Couty (1907-1991) ;
- La gare Saint-Paul (Jean Fusaro, 1986) ;

#### Lyon au cinéma et à la télévision
La ville étant le berceau du cinéma, beaucoup de films et séries y ont été tournés.
- 1937 : L'Affaire du courrier de Lyon de Claude Autant-Lara
- 1946 : Un revenant de Christian-Jaque
- 1953 : Thérèse Raquin de Marcel Carné, d'après le roman d'Émile Zola
- 1966 : Le Voyage du père de Denys de La Patellière
- 1973 : Le Mariage à la mode de Michel Mardore
- 1974 : Verdict de André Cayatte
- 1974 : L'Horloger de Saint-Paul de Bertrand Tavernier
- 1979 : Charles Clément, canut de Lyon (téléfilm) de Roger Kahane
- 1980 : Une semaine de vacances de Bertrand Tavernier
- 1981 : Le Voyage à Lyon de Claudia von Alemann
- 1992 : Le Lyonnais (série) de Cyril Collard
- 1996 : Les Voleurs de André Téchiné
- 2001 : Oui, mais… de Yves Lavandier
- 2002 : Jean Moulin (téléfilm) de Yves Boisset
- 2007 : Après lui de Gaël Morel
- 2007 : La Vérité ou presque de Sam Karmann
- 2008 : Les Liens du sang de Jacques Maillot
- 2009 : Complices de Frédéric Mermoud
- 2010 : Les Émotifs anonymes de Jean-Pierre Améris
- 2010 : Interpol (série) de Franck Ollivier
- 2011 : Les Lyonnais de Olivier Marchal
- 2011 : Toutes nos envies de Philippe Lioret
- 2012 : Les Galériens (téléfilm) de Pierre Isoard[390]
- 2013 : 11.6 de Philippe Godeau
- 2013 : Pour une femme de Diane Kurys
- 2013 : Chérif de Lionel Olenga, Laurent Scalese et Stéphane Drouet
- 2014 : Arrête ou je continue de Sophie Fillières
- 2015 : Disparue (mini-série) de Charlotte Brändström
- 2016 : Amis publics d'Edouard Pluvieux
- 2016 : Mandorla de Roberto Miller
- 2016 : Corps étranger de Raja Amari
- 2017 : De plus belle d'Anne-Gaëlle Daval
- 2018 : Grâce à Dieu de François Ozon
- 2019 : Victor et Célia de Pierre Jolivet
- 2019 : Alice et le Maire de Nicolas Pariser
- 2020 : Profession du père de Jean-Pierre Améris
- 2021 : C'est magnifique ! de Clovis Cornillac
- 2022 : À propos de Joan de Laurent Larivière
- 2022 : L'Innocent de Louis Garrel
- 2022 : De grandes espérances de Sylvain Desclous
- 2023 : La Voie royale de Frédéric Mermoud
- 2024 : Le Roman de Jim d'Arnaud et Jean-Marie Larrieu
- 2024 : Trois Amies d'Emmanuel Mouret
- Prochainement : De Gaulle d'Antonin Baudry[391]

#### Lyon dans la chanson
- 1928 : plusieurs chansons sur Lyon, dans l'album La Chanson de Lyon, de Xavier Privas
- 1984 : chanson Lyon-sur-Saône, dans l'album Tout est permis, rien n'est possible de Bernard Lavilliers
- 2003 : St Jean Croix Rousse sur l'album 2 Pulls Overs 1 Vieux Costard de Zen Zila
- 2009 : chanson Lyon Presqu'île (chanson), interprétée par Benjamin Biolay et Alka Balbir, dans l'album La Superbe de Benjamin Biolay

#### Lyon en BD
- Olivier Berlion & Éric Corbeyran, série Sales Mioches, chez Casterman, Paris, depuis 1997
  - 1 : L'Impasse, 2 : L'Île Barbe, 3 : La Ficelle, 4 : Mauvaise pente, 5 : La veuve Pigeon, 6 : Les Frères Dalessandre, 7 : L'Atalante, 8 : L'Affaire du Coufin
- Jeu d'ombres, Glénat - scénario : Loulou Dedola - dessin et couleur : Merwan Chabane
  - Tome 1 :Gazi ! (2016), Tome 2 : Ni ange ni maudit (2017)
- Prof. Fall, Tanibis, 2016. scénario :Tristan Perreton - dessin et couleur : Ivan Brun
- 419 African Mafia, éditions Ankama Editions, scénario : Loulou Dédola - dessin : Lelio Bonaccorso - couleur : Claudio Naccari, parue en 2014,  (ISBN 978-2-35910-356-4)
- Sarde (Le), scénario : Loulou Dédola - dessin et couleur : Lelio Bonaccorso, éditions Glénat, parue en 2021,  (ISBN 9782344022894)
- San-Antonio chez les gones, d'après le roman éponyme, mars 2018  (ISBN 978-2203124325), Michaël Sanlaville
- Christophe Girard, Le Linceul du vieux monde, roman graphique historique en noir et blanc sur la Révolte des canuts, trilogie chez Les Enfants Rouges, 2013 et 2014.

### Personnalités liées à la commune
Consulter les catégories : Naissance à Lyon et Naissance dans le département du Rhône.
Lyon est le lieu de naissance de nombreuses célébrités et a été marquée par de nombreuses figures de l'histoire nationale.
L'empereur romain Claude y naît ainsi que son lointain successeur Caracalla. La période romaine est marquée par les martyrs chrétiens de Sainte Blandine et Saint Irénée avant d'être marquée par la renaissance carolingienne et l'évêque Leidrade.
- La Renaissance voit naître la littérature lyonnaise grâce aux auteurs Maurice Scève et Louise Labé appuyés par l'imprimerie et ses artistes Barthélemy Buyer et Jean de Tournes.
- Le XVIIe siècle voit la venue au jour des artistes Guillaume et Nicolas Coustou, du sculpteur Coysevox, ainsi que la plus grande partie de la vie de géomètre Girard Desargues.
- Le XVIIIe siècle est marqué par la présence des architectes ou urbanistes Delamonce, Perrache et Morand.
- La fin du XVIIIe siècle voit la naissance d'André-Marie Ampère (1775-1836), qui sera un mathématicien et physicien universellement connu, dont le fils, Jean-Jacques Ampère (1800-1864), sera historien et écrivain. Citons encore Paul Chenavard, peintre né en 1807, Antonin Louvier architecte du département du Rhône de 1818 à 1850, architecte de l'opéra de Lyon et Robert Giroud, architecte de l'hôtel de ville de Villeurbanne né en 1895.
- Antoine Chevrier (1826-1879), prêtre, fondateur de la Société du Prado, vouée à l'évangélisation des pauvres ; béatifié en 1986 par le pape Jean-Paul II. Autre prêtre célèbre né à Lyon : l'abbé Pierre (Henri Grouès) (1912-2007).
- La fin du XIXe siècle et le tournant du XXe siècle voient la naissance des architectes ou urbanistes Hector Guimard (1867), Tony Garnier (1869) et celle du cinéma par les frères Lumière.
- En 1900, naît Antoine de Saint-Exupéry.
- La période contemporaine inaugurée par l'écrivain voit la naissance de musiciens et de gens du spectacle : Maurice Jarre (1924) et son fils Jean-Michel Jarre (1948), Jacques Martin (1933), Bernard Pivot (1935), Bertrand Tavernier (1941) avant d'être croquée par Dubouillon (1943). Ont également vu le jour à Lyon le réalisateur, acteur, compositeur et homme de théâtre Alexandre Astier (1974), les humoristes Florence Foresti (1973) et Sellig, la chanteuse Liane Foly (1962), l'écrivain Bernard Simeone (1957), la chanteuse Poupie (1998) et la journaliste Clélie Mathias (1979).

La politique du XXe siècle est marquée par le long mandat d'Édouard Herriot, auquel succèdent Louis Pradel, Francisque Collomb, Michel Noir, Raymond Barre et Gérard Collomb, tous marqués par les figures de proue de la gastronomie locale Eugénie Brazier et Paul Bocuse et celles du sport, Jean-Michel Aulas, Karim Benzema et les joueurs emblématiques de l'Olympique lyonnais, le champion de patinage Gwendal Peizerat (1972) ou le cycliste Sylvain Calzati (1979). Des artistes lyonnais peu connus en France deviennent même des ambassadeurs culturels de Lyon à l'étranger au début du XXIe siècle, tel le cinéaste d'avant-garde Gérard Courant au Moyen-Orient. Des acteurs comme Mimie Mathy (1957, actrice qui a notamment joué dans la série Joséphine, ange gardien), et Clovis Cornillac.

### Héraldique, devise et logotype

Armoiries de la ville de Lyon.

Bannière de la ville de Lyon.

Les armoiries de Lyon remontent au Moyen Âge et étaient celles des comtes de Lyon. Elles sont constituées de gueules au lion d'argent rampant. C'est aux environs de 1320 que le chef d'azur à trois fleurs de lys d'or est ajouté au lion symbolisant la protection royale. À la Révolution, les armoiries disparaissent. Napoléon Ier les restaure en 1809 avec quelques modifications : les fleurs de lys sont remplacées par trois abeilles symbole du nouvel empire. C'est à cette période qu'apparaît la couronne murale aux sept créneaux d'or, symbole des villes fortifiées de l'Antiquité. Au début de la Restauration, la ville reprend ses armes traditionnelles. En 1819, elle obtient du roi Louis XVIII l'ajout d'une épée dans la patte supérieure du lion, signe de reconnaissance au roi lors des événements de 1793 (notamment avec le soulèvement de Lyon contre la Convention nationale et ensuite contre la Convention montagnarde). La monarchie de Juillet en 1830 rejette les fleurs de lys, sans reprendre les abeilles et les remplace par des étoiles qui se veulent neutres. À partir de ce moment, les plus libres fantaisies sont livrées sur le blason, des reproductions sont appelées « fausses armoiries ». Au début du XXe siècle, la municipalité décide de reprendre le blason au lion sans épée, avec les trois fleurs de lys, emblème de la cité pendant six siècles. Ce sont des armes parlantes, c'est-à-dire que le blason se lit non pas comme un symbole, mais comme un rébus : le lion d'argent est une métonymie du phonème Lyon.
Une des devises principales attribuées à la ville est en latin : Virtute duce, comite fortuna : « La vertu pour guide, la fortune pour compagne ». En réalité, elle a été empruntée à Sébastien Gryphe qui l’imprimait en tête de ses éditions, et est extraite mot pour mot d'une lettre de Cicéron à Lucius Munatius Plancus, le fondateur de la ville (Ad familiares ; X.3). Une autre est le cri de guerre de la « rebeyne » de 1269, Avant ! Avant ! Lion le melhor ! en ancien lyonnais (Avant ! Avant ! Lyon le meilleur ! en français).
La sainte patronne est sainte Blandine, fidèle de la première communauté chrétienne de Lugdunum et décédée en martyre.